# Systematik der Tillandsien

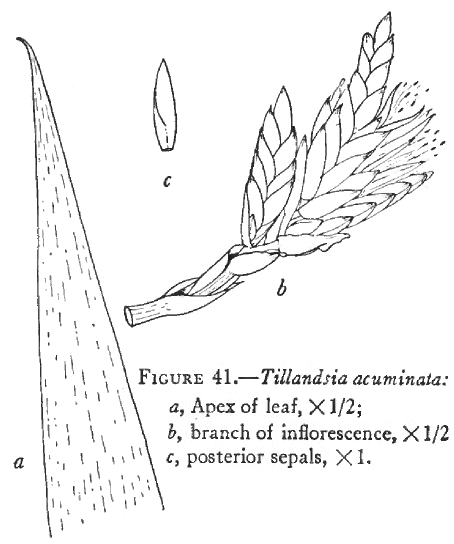
Früher Untergattung Allardtia, aber Untergattung Tillandsia: Illustration von Tillandsia acuminata

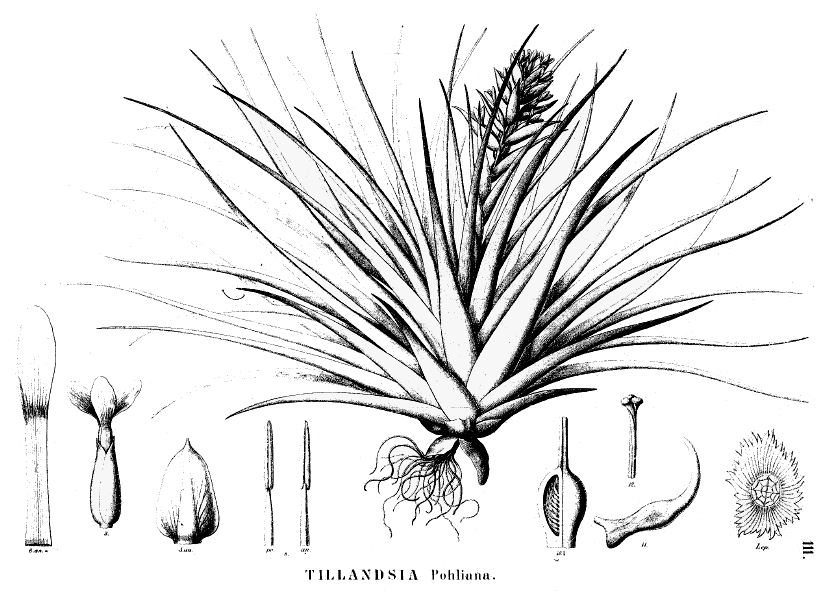
Untergattung Anoplophytum: Illustration von Tillandsia pohliana

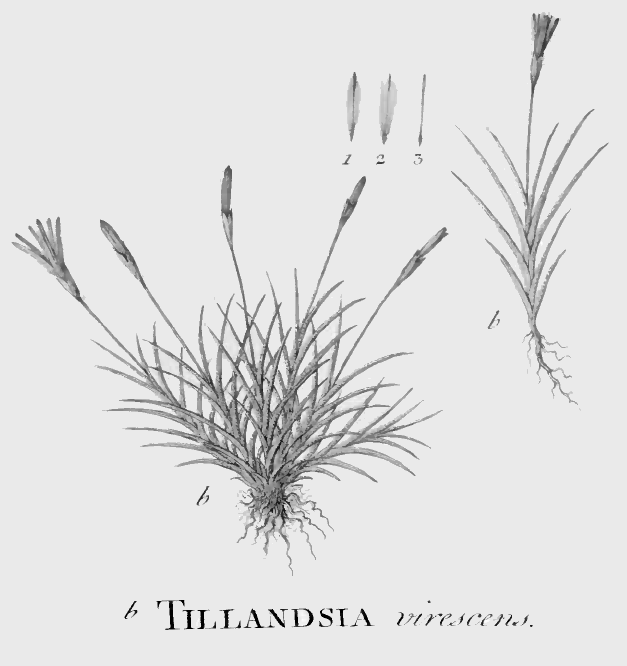
Untergattung Diaphoranthema: Illustration von Tillandsia virescens

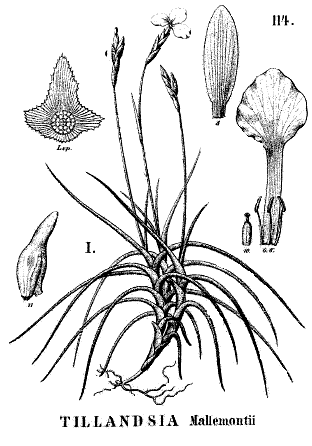
Untergattung Phytarrhiza: Illustration von Tillandsia mallemontii

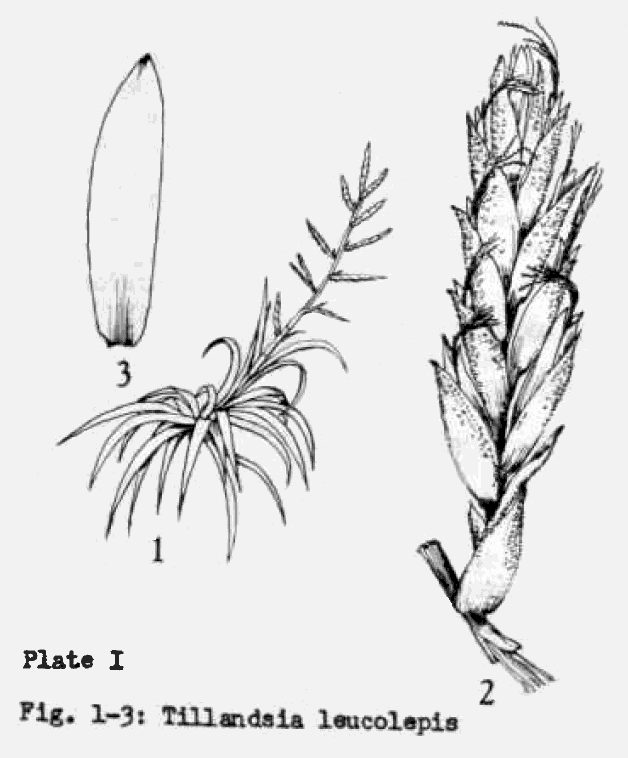
Untergattung Tillandsia: Illustration von Tillandsia leucolepis

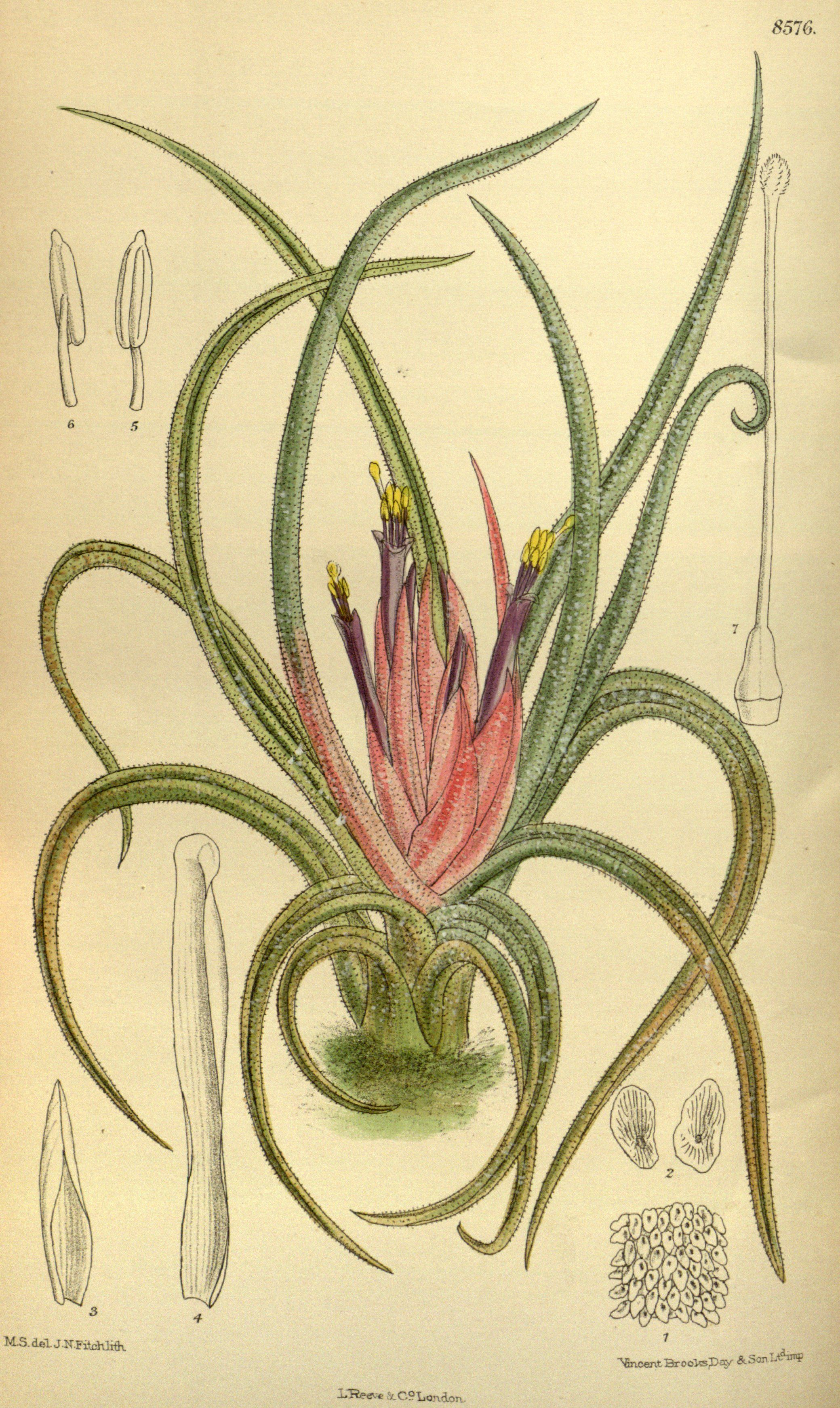
Illustration von Tillandsia andrieuxii

Dieser Artikel behandelt die Systematik der Gattung Tillandsien (Tillandsia). Die 742 bis fast 800 Tillandsia-Arten mit 152 Subtaxa (Stand 2025) kommen nur in der Neotropis vor.
Die Gattung Tillandsia gehört zur Tribus Tillandsieae in der Unterfamilie Tillandsioideae innerhalb der Familie Bromeliengewächse (Bromeliaceae). 1753 wurde die Gattung Tillandsia durch Carl von Linné in Species Plantarum, Tomus I, Seite 286 aufgestellt. Synonyme für Tillandsia L. sind: Acanthospora Spreng., Allardtia A.Dietr., Amalia Endl., Anoplophytum Beer, Bonapartea Ruiz & Pav., Buonapartea G.Don, Caraguata Plum. ex Adanson, Camanbaya Marcgraf, Dendropogon Raf., Diaphoranthema Beer, Misandra F.Dietr., Platystachys K.Koch, Phytarrhiza Vis., Pityrophyllum Beer, Platystachys K.Koch, Renealmia L., Strepsia (Nuttall) Steud., Viridantha Espejo (Stand 2015); einige davon werden als Namen für Untergattungen verwendet.
In diesem Jahrhundert wurde die Tribus Tillandsieae mehrmals neu bearbeitet. Der Umfang der Gattungen wird kontrovers diskutiert. Es zeigt sich in den phylogenetischen Untersuchungen und auch in morphologischen Vergleichen, dass besonders die Gattung Tillandsia im bisherigen Umfang nicht monophyletisch ist. Es wurden 2016 durch Barfuss et al. erneut Arten in neue Gattungen ausgegliedert. Dabei wurden 21 Arten und eine Hybride in die neuen Gattungen Barfussia Manzan. & W.Till, Josemania W.Till & Barfuss, Lemeltonia Barfuss & W.Till, Pseudalcantarea (Mez) Pinzón & Barfuss und Wallisia E.Morren gestellt.
Gemeinsam ist allen Tillandsia-Arten, dass die Kelchblätter symmetrisch sind (darin unterscheiden sie sich von anderen Gattungen der Unterfamilie Tillandsioideae). Da die Unterscheidung schwierig ist, wurden manche Tillandsia-Arten als Vriesea beschrieben und umgekehrt. Der entscheidende Unterschied zwischen den beiden Gattungen ist, dass Vriesea Schüppchen (Ligulae) an der Basis der freien Kronblätter besitzen und Tillandsia nicht.

## Untergattungen
Früher wurde eine siebte Untergattung Pseudocatopsis geführt. Ihre etwa 62 Arten sind aber in die 1993 aufgestellte Gattung Racinaea M.A.Spencer & L.B.Sm. ausgegliedert. Ihre Kelchblätter sind asymmetrisch.
Die Gattung Tillandsia gliederte sich vor 2016 in sechs Untergattungen; ihr Umfang wurde seither verändert, man unterscheidet sie wie folgt:
Untergattung Aerobia Mez: Sie enthält etwa 53 Arten.
Untergattung Allardtia (A.Dietrich) Baker: Die Staubblätter sind kürzer oder so lang wie Blütenkronblätter. Die Staubfäden (Filamente) sind gerade. Der Griffel ist schlank und viel länger als der Fruchtknoten. Die etwa 200 Arten sind meist mesophytisch. Es ist 2025 keine Untergattung mehr; ihre Arten gehören zur Untergattung Tillandsia.
Untergattung Anoplophytum (Beer) Baker: Die Kronblätter sind genagelt. Die Staubblätter sind so lang wie Blütenkronblätter. Die Staubfäden sind oft stark gefaltet. Der Griffel ist dünn und länger als der Fruchtknoten. Sie enthält etwa 53 Arten.
Untergattung Diaphoranthema Beer: Die Staubblätter sind kürzer als die schmalen Blütenkronblätter. Der Griffel ist kurz und dick. Die etwa 31 Arten bleiben meist relativ klein. Sie sind meist xerophytisch.
Untergattung Phytarrhiza (Visiani) Baker: Die Kelchblätter sind frei oder selten an ihrer Basis sehr kurz verwachsen. Die Platten der Kronblätter sind breit. Die Staubblätter sind kürzer als die breiten Blütenkronblätter. Der Griffel ist kurz und dick. Die Narbe ist korallenförmig (nur bei dieser Untergattung so und bei keinen anderen Taxa der Bromeliaceae). Von den etwa 21 Arten ist etwa die eine Hälfte mesophytisch und die andere xerophytisch.
Untergattung Pseudalcantarea Mez: Sie hat seit 2016 den Rang einer Gattung Pseudalcantarea (Mez) Pinzón & Barfuss. Die mehr oder weniger sitzenden Blüten sind schwach zygomorph. Die Kronblätter sind fast ausgebreitet, weich und hängen früh schlaff. Die Staubblätter und Griffel ragen aus der Blüte heraus. Alle Arten sind mesophytisch. Die Bestäubung erfolgt durch nachtaktive Tiere. Es sind nur zwei bis fünf Arten (der Umfang wird kontrovers diskutiert): Bei allen Autoren sind Tillandsia baliophylla sowie Tillandsia viridiflora in dieser Tribus. Bei einigen Autoren gehören Tillandsia grandis sowie Tillandsia paniculata und manchmal ordnet man Tillandsia heterophylla hier ein. Sie stellen eine ursprüngliche Verwandtschaftsgruppe innerhalb der Gattung Tillandsia dar.
Untergattung Tillandsia (Syn.:  Allardtia (A.Dietrich) Baker): Die Kelchblätter sind höchsten an ihrer Basis verwachsen. Die breiten Kronblätter sind aufrecht. Die Staubblätter und der schlanke Griffel ragen aus der Blüte heraus. Die Bestäubung erfolgt meist durch Vögel. Die 200 bis 269 bis 442 Arten sind meist mehr oder weniger stark xerophytisch.
2016 wurden durch Barfuss et al. auch zwei neue Untergattungen aufgestellt.
Untergattung Viridantha (Espejo) W.Till & Barfuss: Es wurde 2002 versucht, sie als Gattung Viridantha Espejo aus der Gattung Tillandsia auszugliedern. Die 2016 etwa sieben Arten kommen in Mexiko vor: Tillandsia atroviridipetala Matuda, Tillandsia curvifolia (Ehlers & Rauh) Ehlers, Tillandsia ignesiae Mez, Tillandsia lepidosepala L.B.Smith, Tillandsia mauryana L.B.Sm., Tillandsia plumosa Baker und Tillandsia tortilis Klotsch ex Baker. 2025 sind es etwa 30 Arten. Diese mexikanischen Arten wurden 2002 aus der Untergattung Allardtia ausgegliedert und besitzen grüne Kronblätter.
Untergattung Pseudovriesea Barfuss & W.Till: Sie wurde 2016 aufgestellt. Die etwa 42 Arten sind hauptsächlich in den nördlichen sowie zentralen Anden verbreitet; einige Arten reichen auch bis Bolivien, östliches Venezuela, Zentralamerika und es gibt auch Arten auf karibischen Inseln.

## Arten und ihre Verbreitung
Es gibt etwa 742 Arten und Naturhybriden in der Gattung Tillandsien (Tillandsia). Wenn man die Unterarten, Varietäten und Formen mit aufführt wie hier sind es über 800 Taxa (Stand 2025).

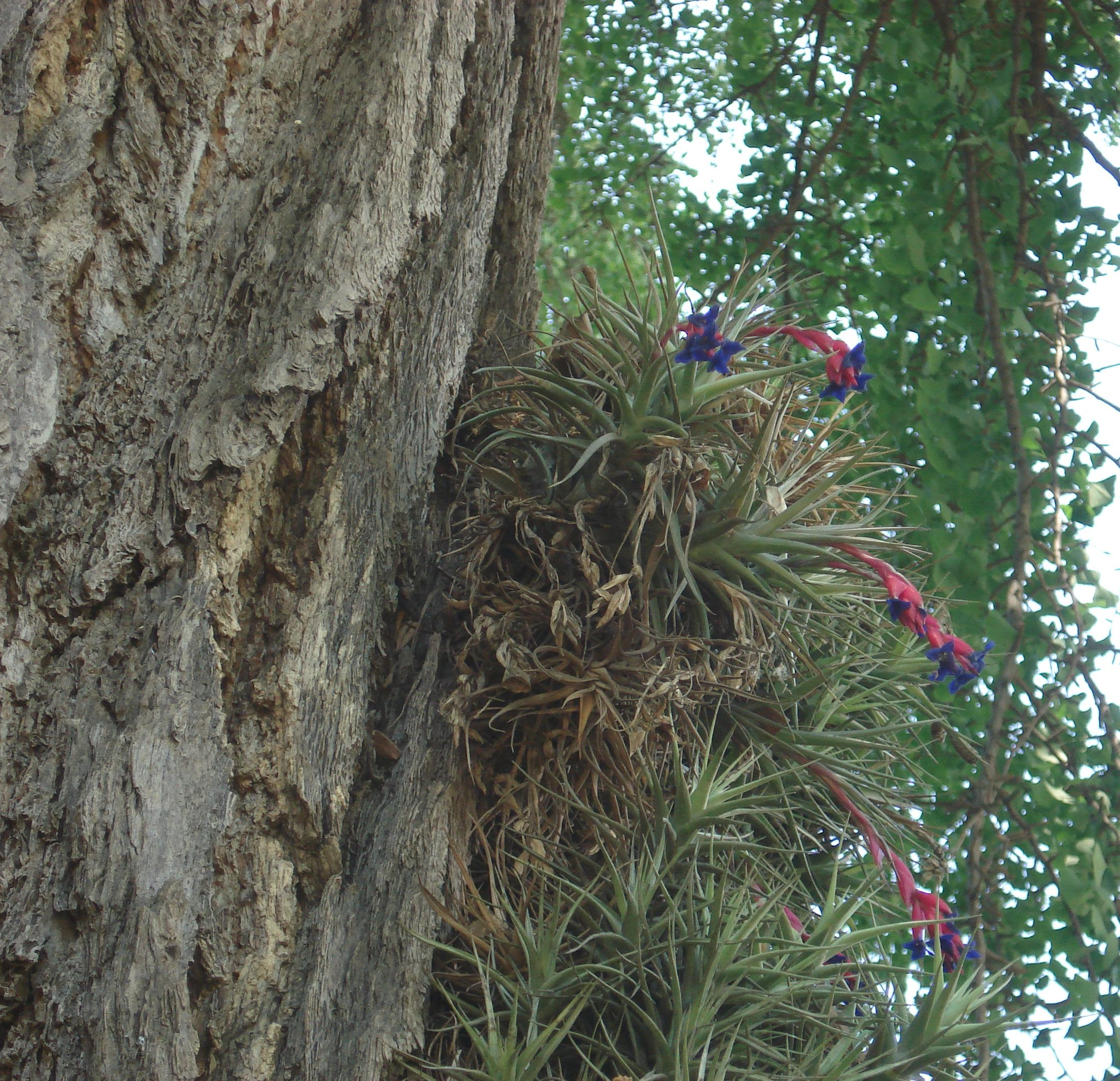
Habitus und Blütenstand mit blauen Blüten von Tillandsia aeranthos

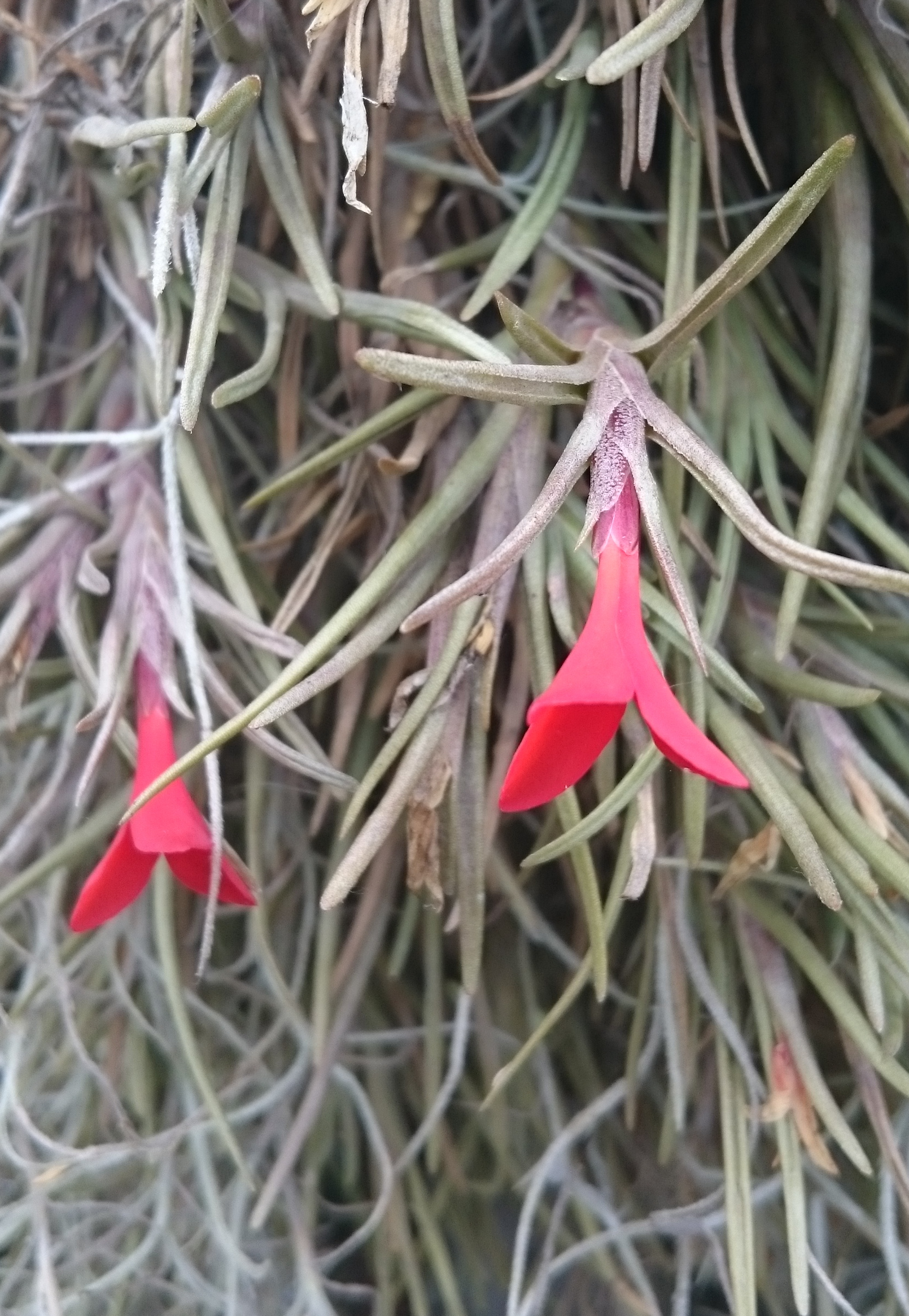
Habitus und rote Blüten von Tillandsia albertiana

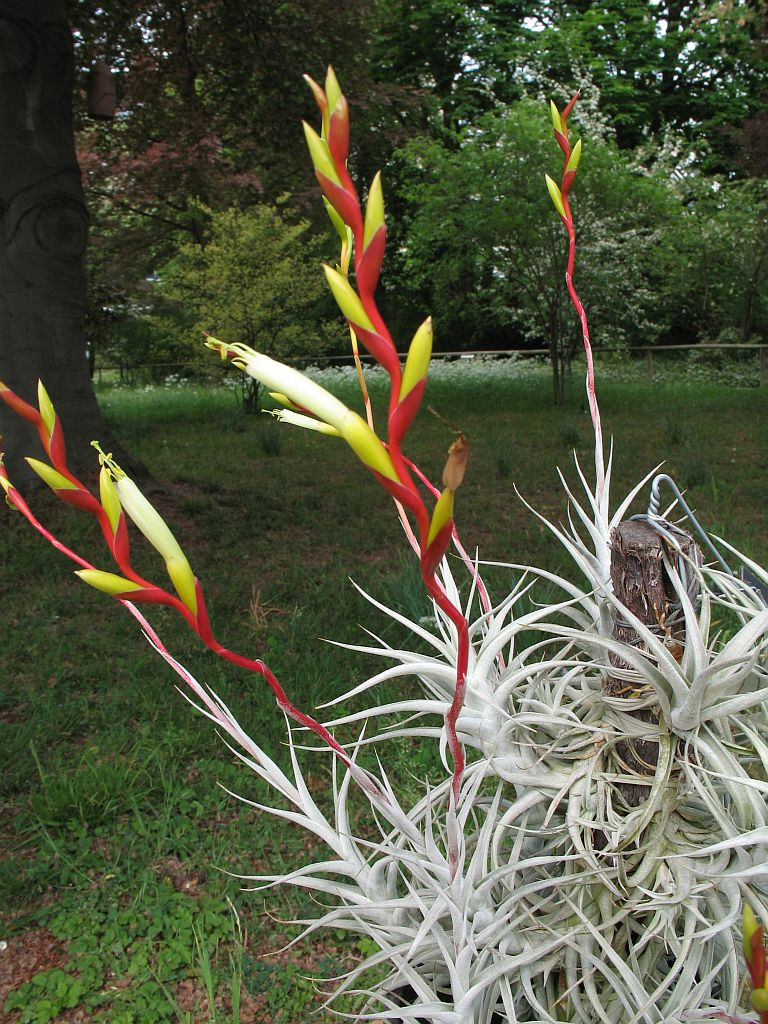
Habitus und Blütenstand mit weißlichen Blüten von Tillandsia albida

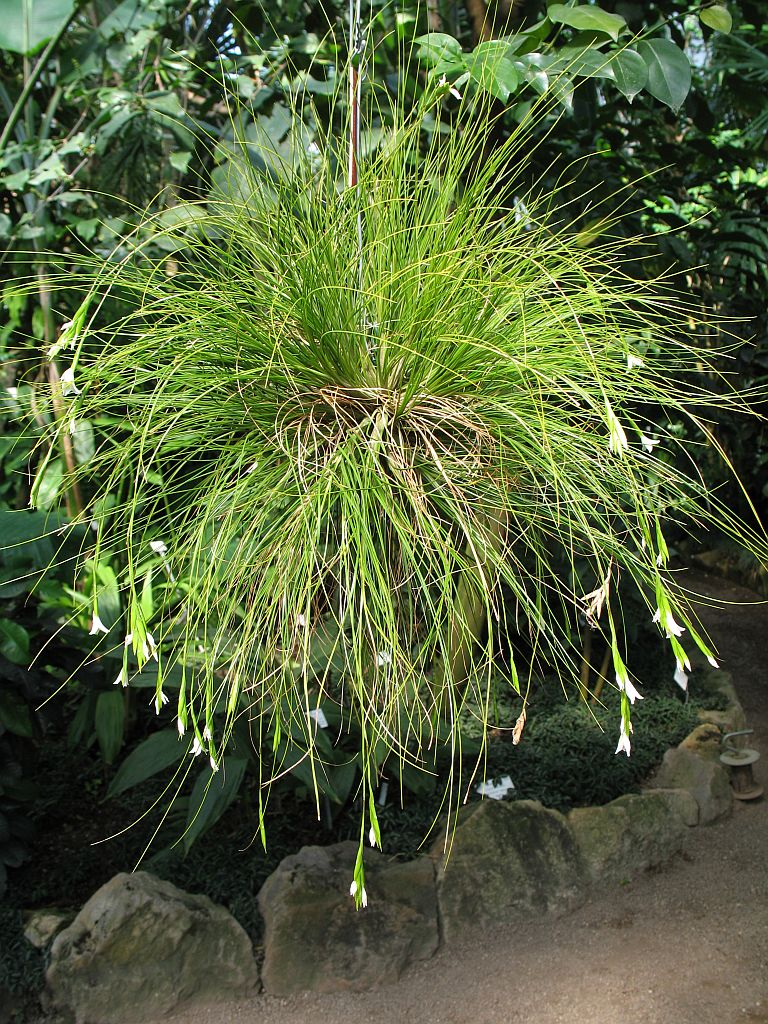
Grasartiger Habitus mit dünnen Laubblättern und Blütenstände mit weißen Blüten von Tillandsia alvareziae

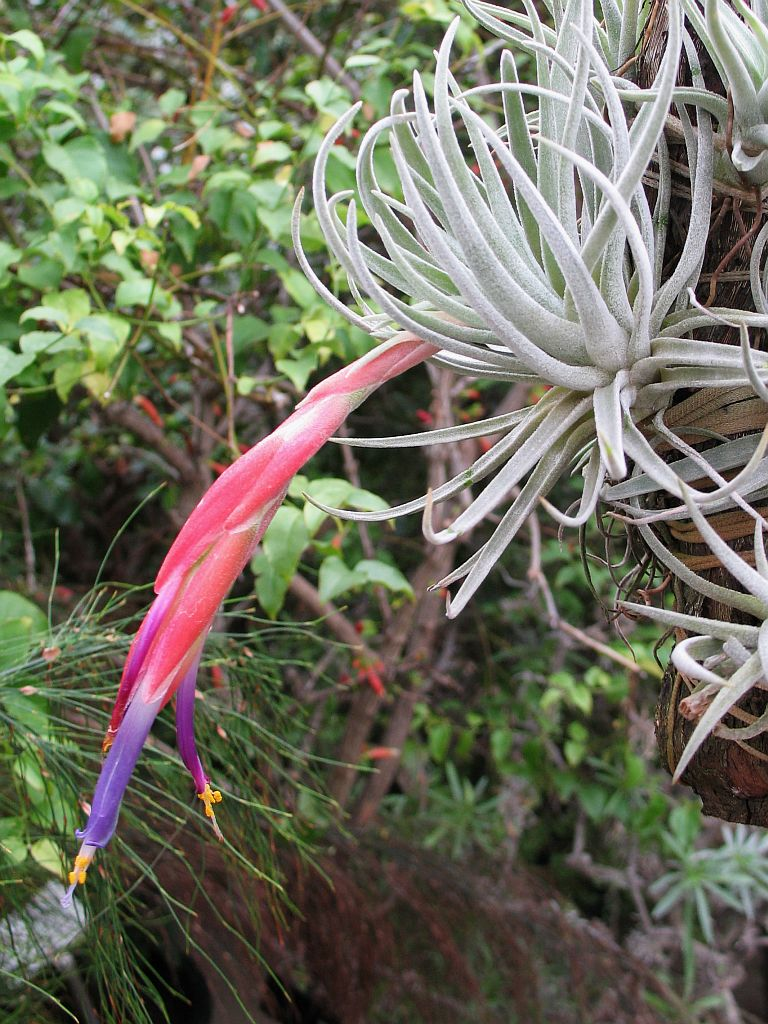
Habitus, Laubblätter und Blütenstand mit blauen Blüten von Tillandsia andrieuxii

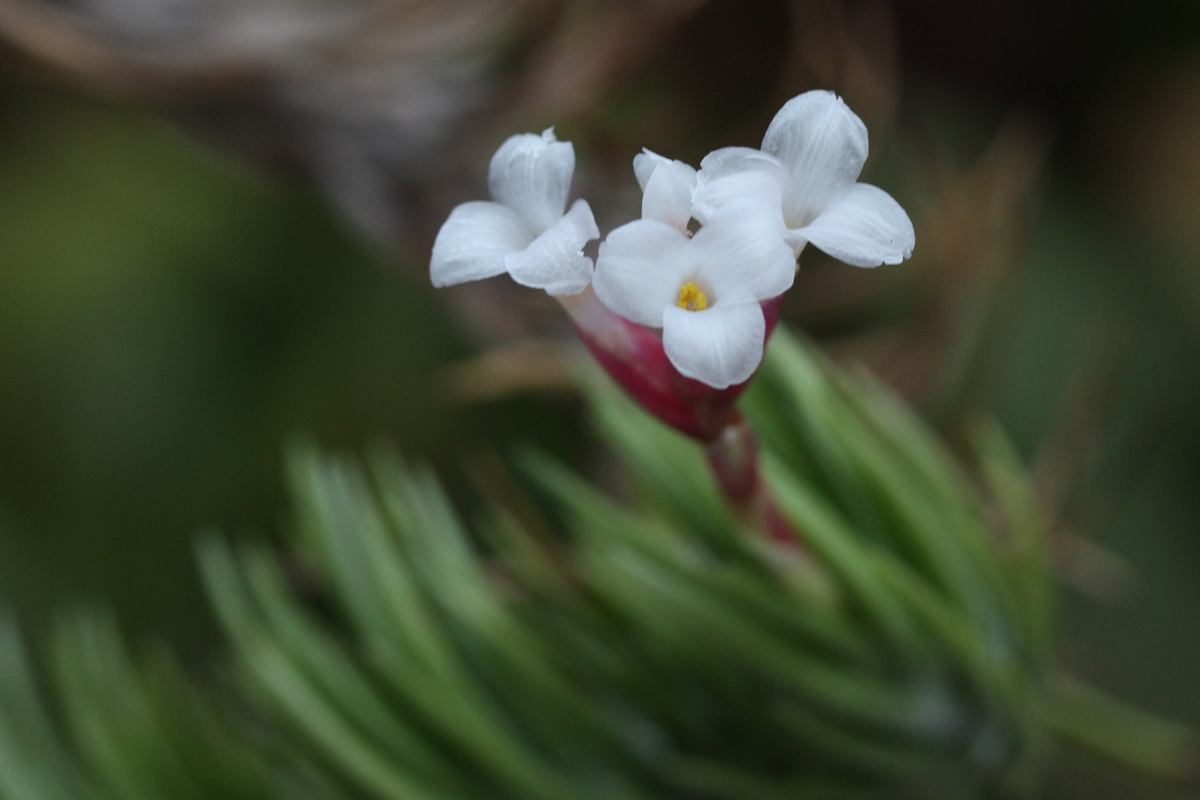
Weißen Blüten von Tillandsia araujei

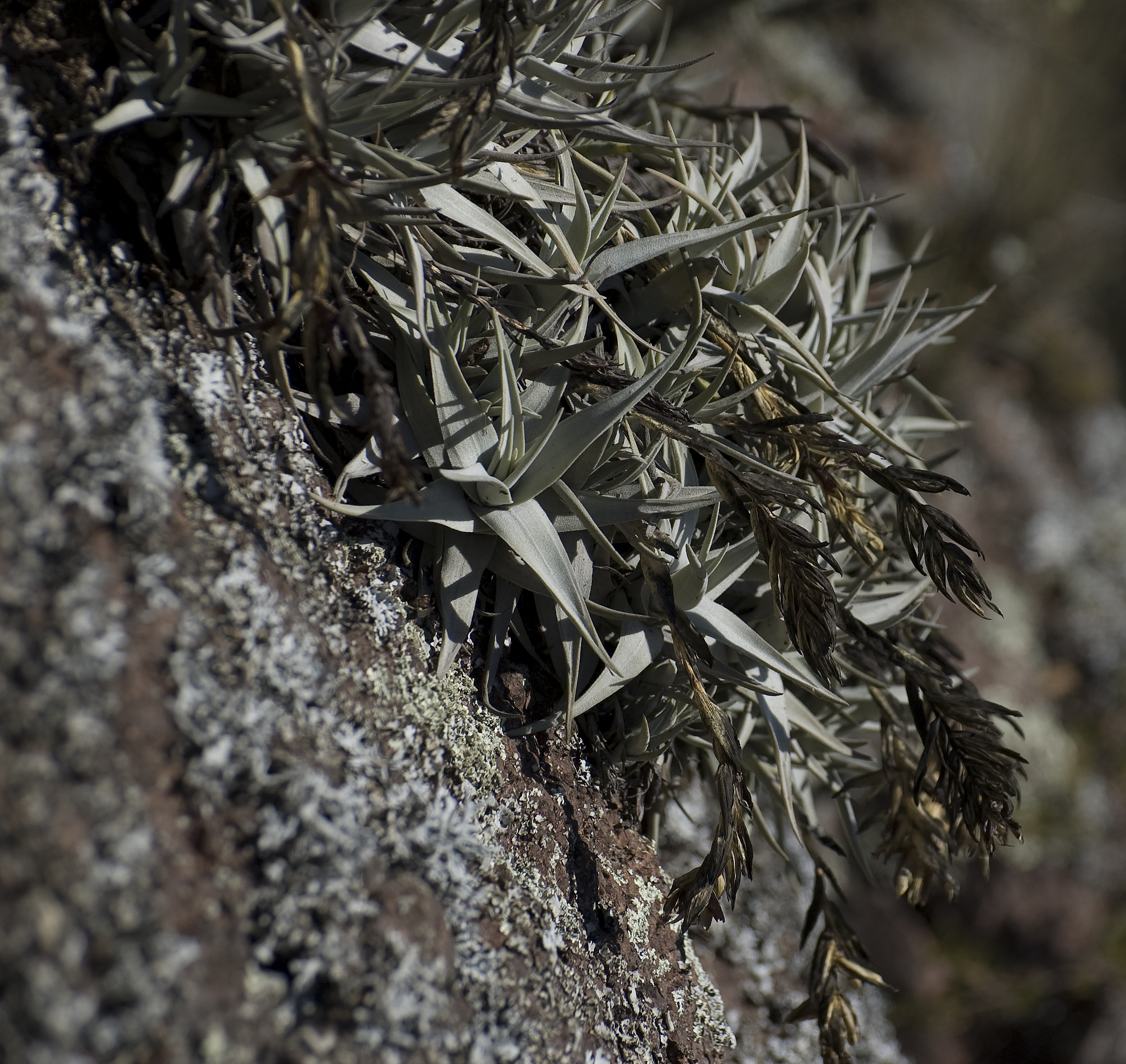
Tillandsia arequitae im Habitat

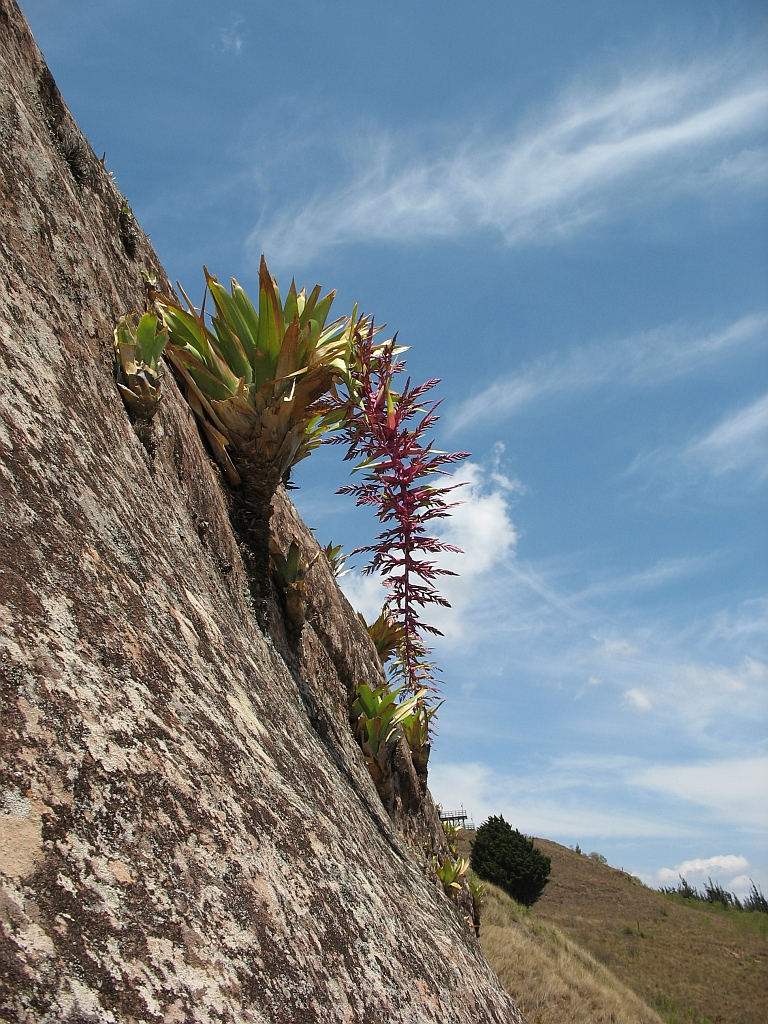
Tillandsia australis im Habitat

## A
- Tillandsia abbreviata H.Luther: Sie kommt in Kolumbien vor. Sie wurde 1980 anhand eines kultivierten Exemplars erstbeschrieben und ein Fundort ist nicht bekannt.[1]
- Tillandsia achyrostachys E.Morren ex Baker: Sie ist in Mexiko verbreitet.
- Tillandsia acuminata L.B.Sm.: Sie ist nur vom Typusstandort in einem dichten Regenwald in einer Höhenlage von etwa 2100 Meter in den Bergen oberhalb der Hacienda Cincinnati im kolumbianischen Distrikt Santa Marta bekannt.[1]
- Tillandsia adamsii Read: Dieser Endemit kommt auf Jamaika in nur in den Gemeinden Trelawny und St. James vor. Sie gedeiht an Kalksteinwänden oder seltener epiphytisch in Höhenlagen von 609 bis 670 Metern.[1]
- Tillandsia adpressiflora Mez: Sie gedeiht terrestrisch sowie epiphytisch in Savannen und an Waldrändern in Höhenlagen von 100 bis 475 Metern in Kolumbien, Venezuela, Suriname, Französisch-Guyana, nördlichen Brasilien sowie im peruanischen Departamento Loreto.[1]
- Tillandsia aequatorialis L.B.Sm.: Dieser Endemit gedeiht epiphytisch in Höhenlagen von 1000 bis 2200 Metern nur in der ecuadorianischen Provinz Loja.[1]

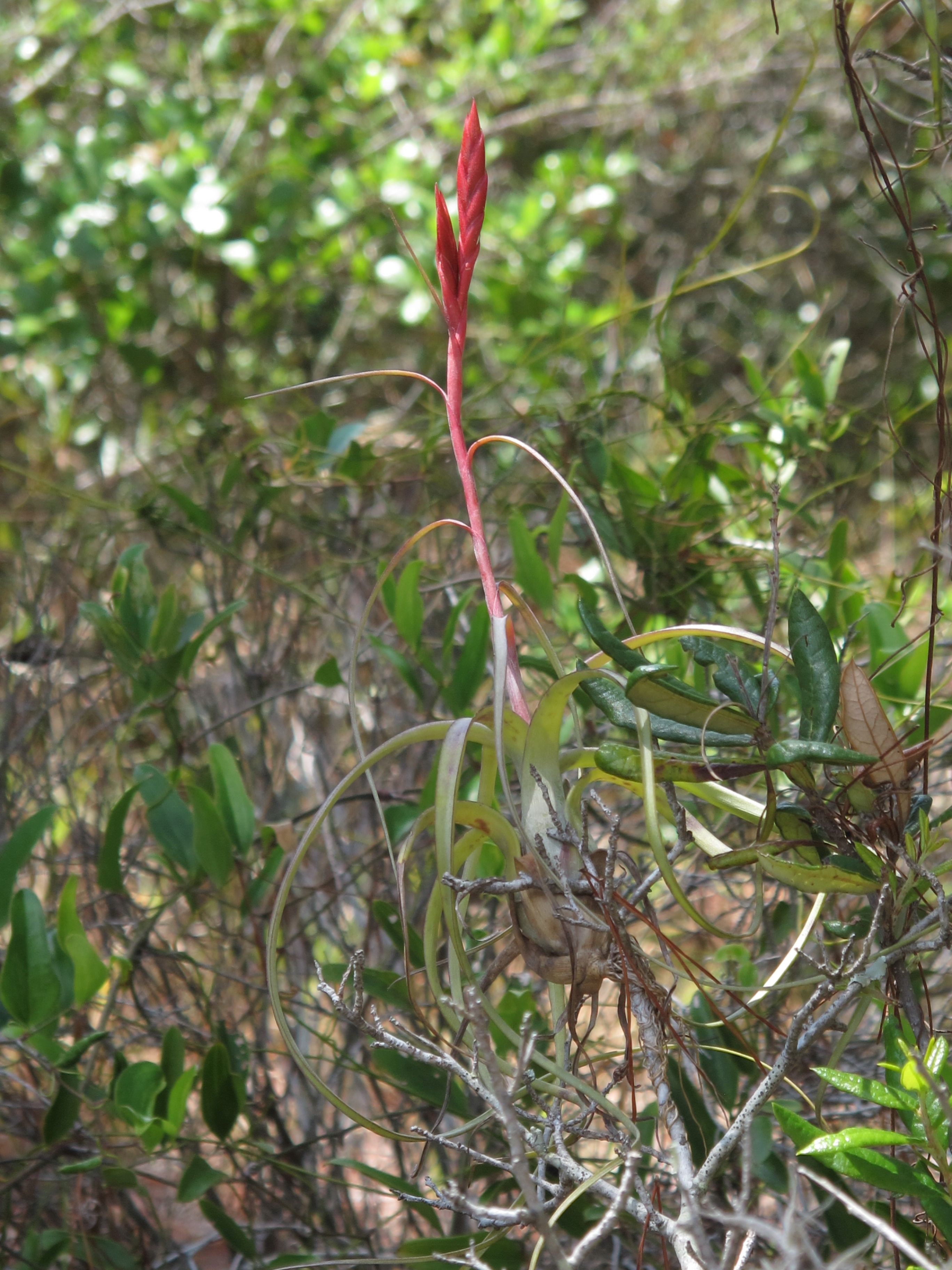
Habitus und Blütenstand von Tillandsia balbisiana im Habitat

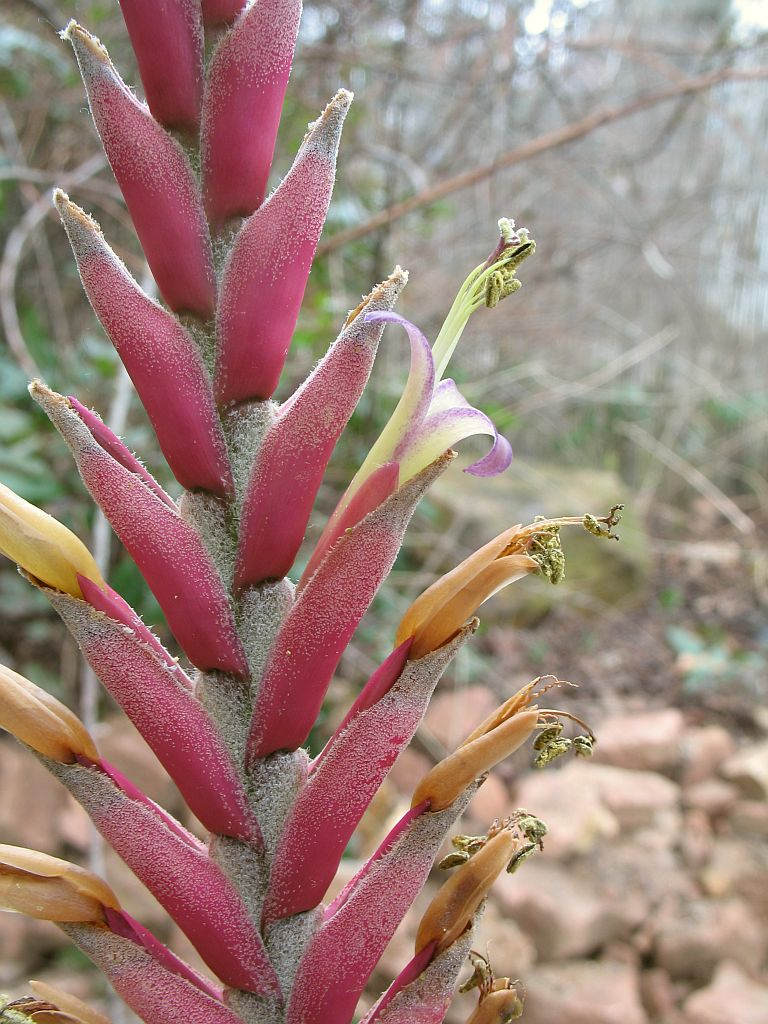
Ausschnitt eines Blütenstandes und Blüte von Tillandsia barclayana

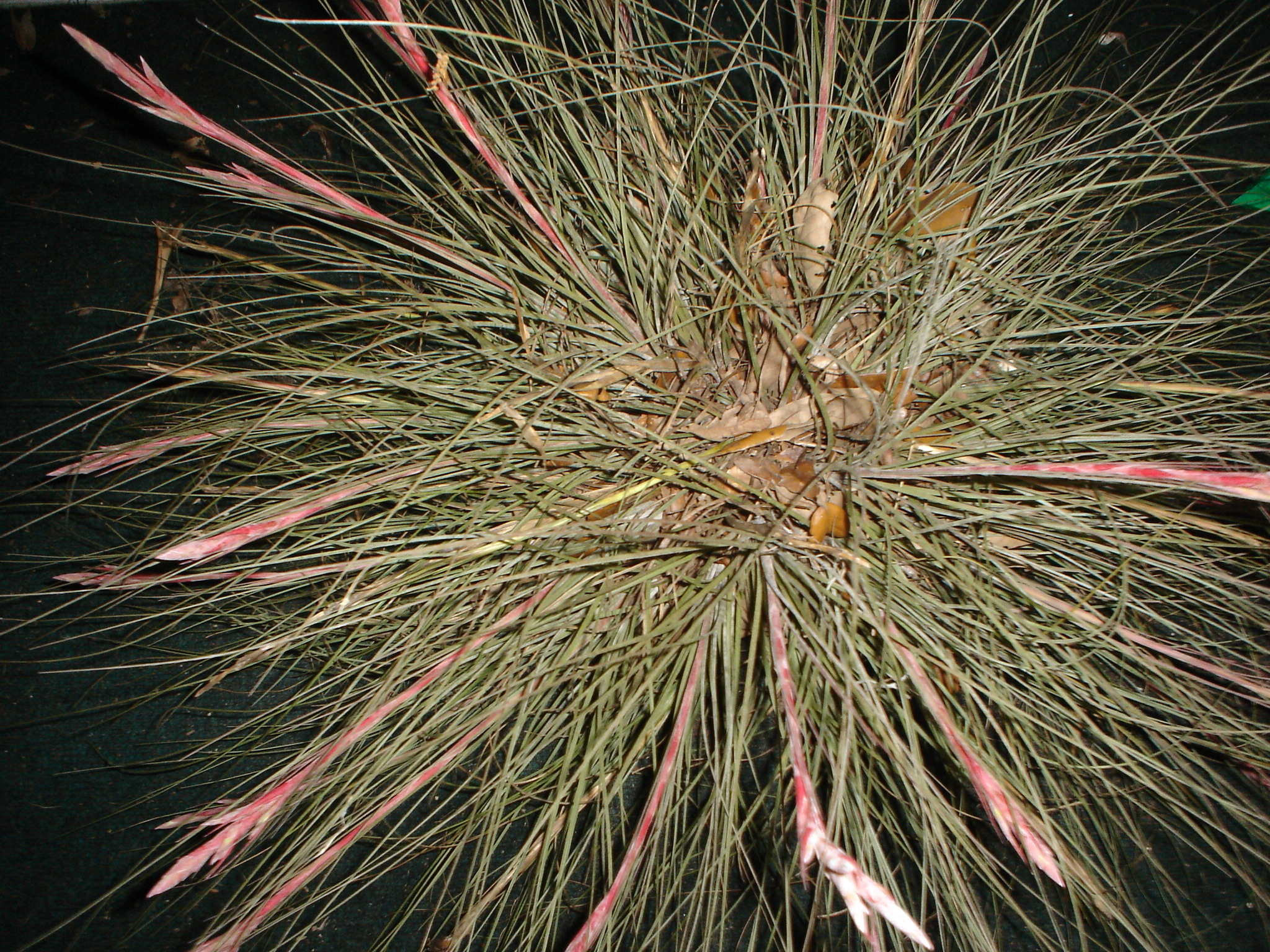
Grasartiger Habitus und Blütenstände von Tillandsia bartramii

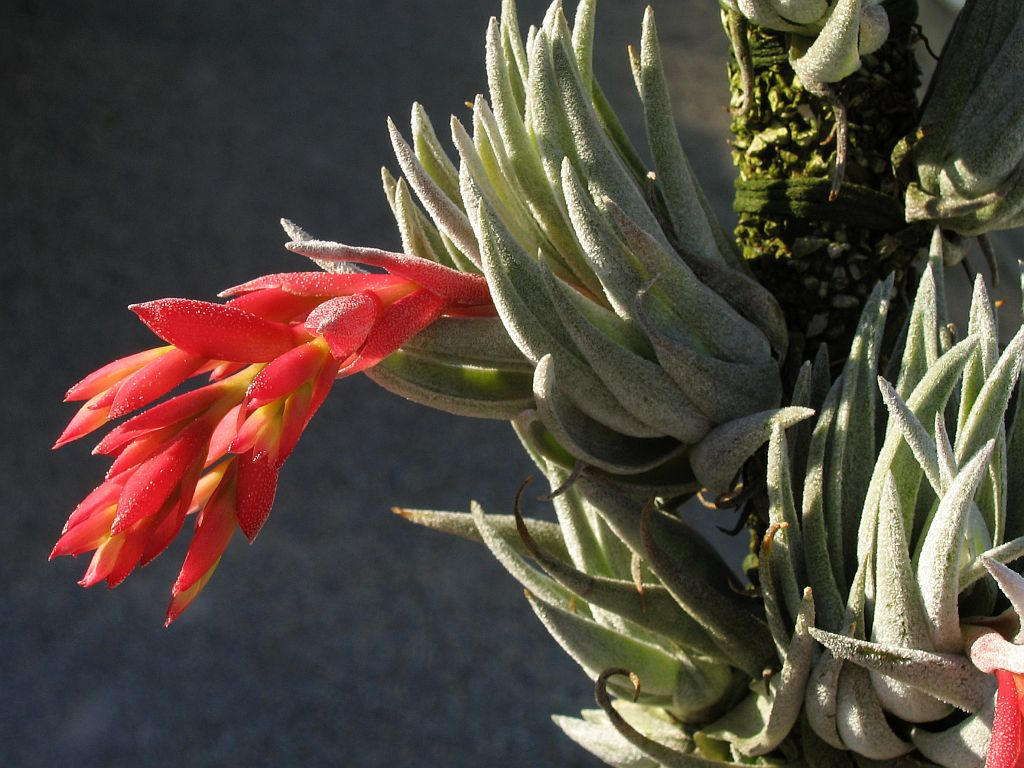
Habitus und Blütenstand von Tillandsia brachyphylla

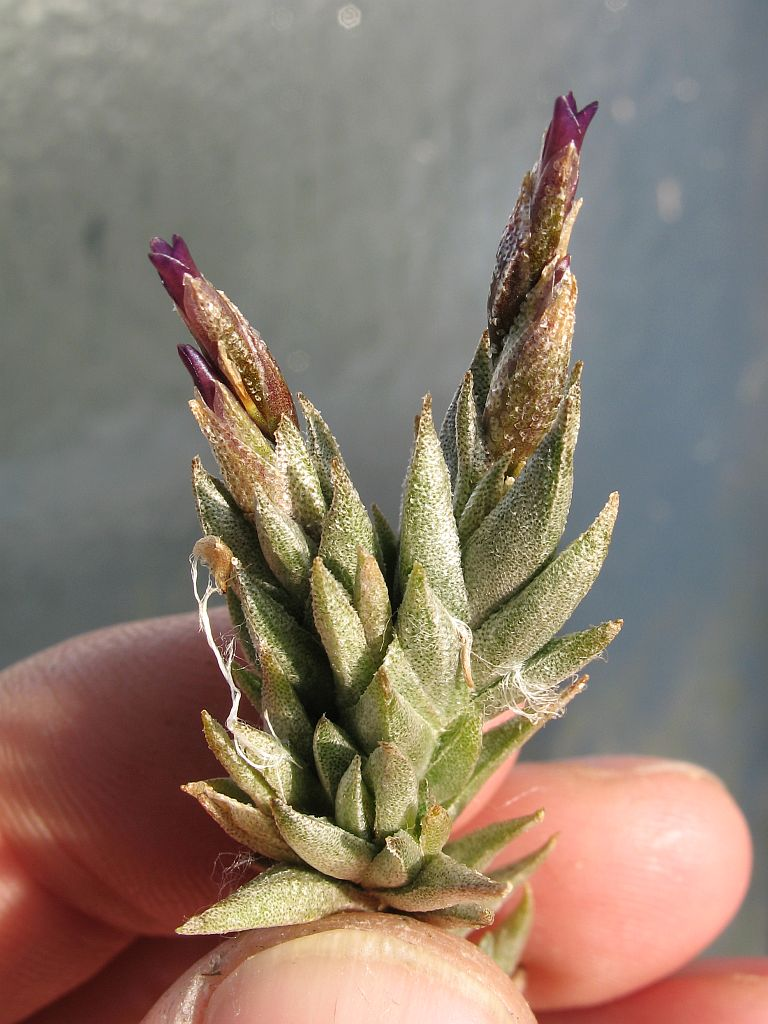
Habitus und Blüten von Tillandsia brealitoensis

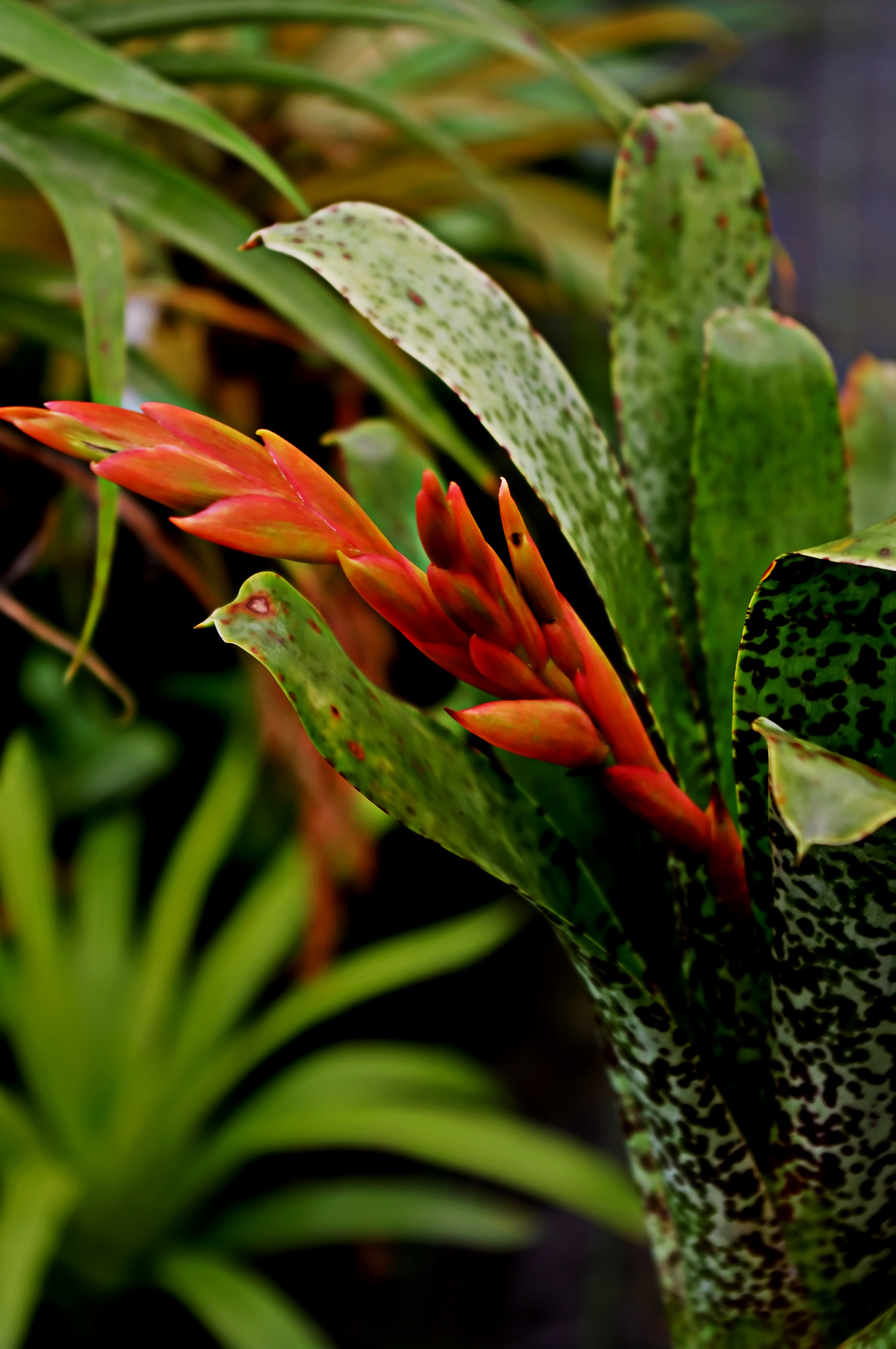
Habitus, gemusterte Laubblätter und knospiger Blütenstand von Tillandsia brenneri

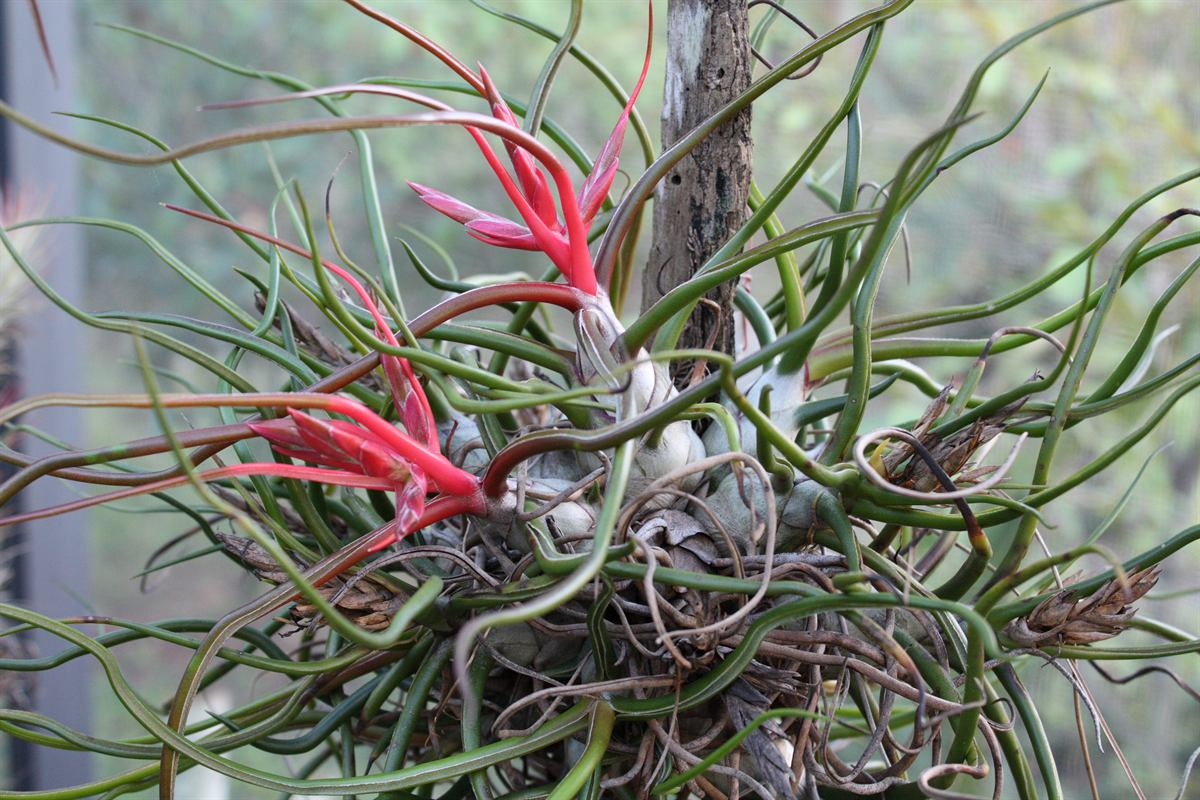
Habitus und Blütenstände von Tillandsia bulbosa

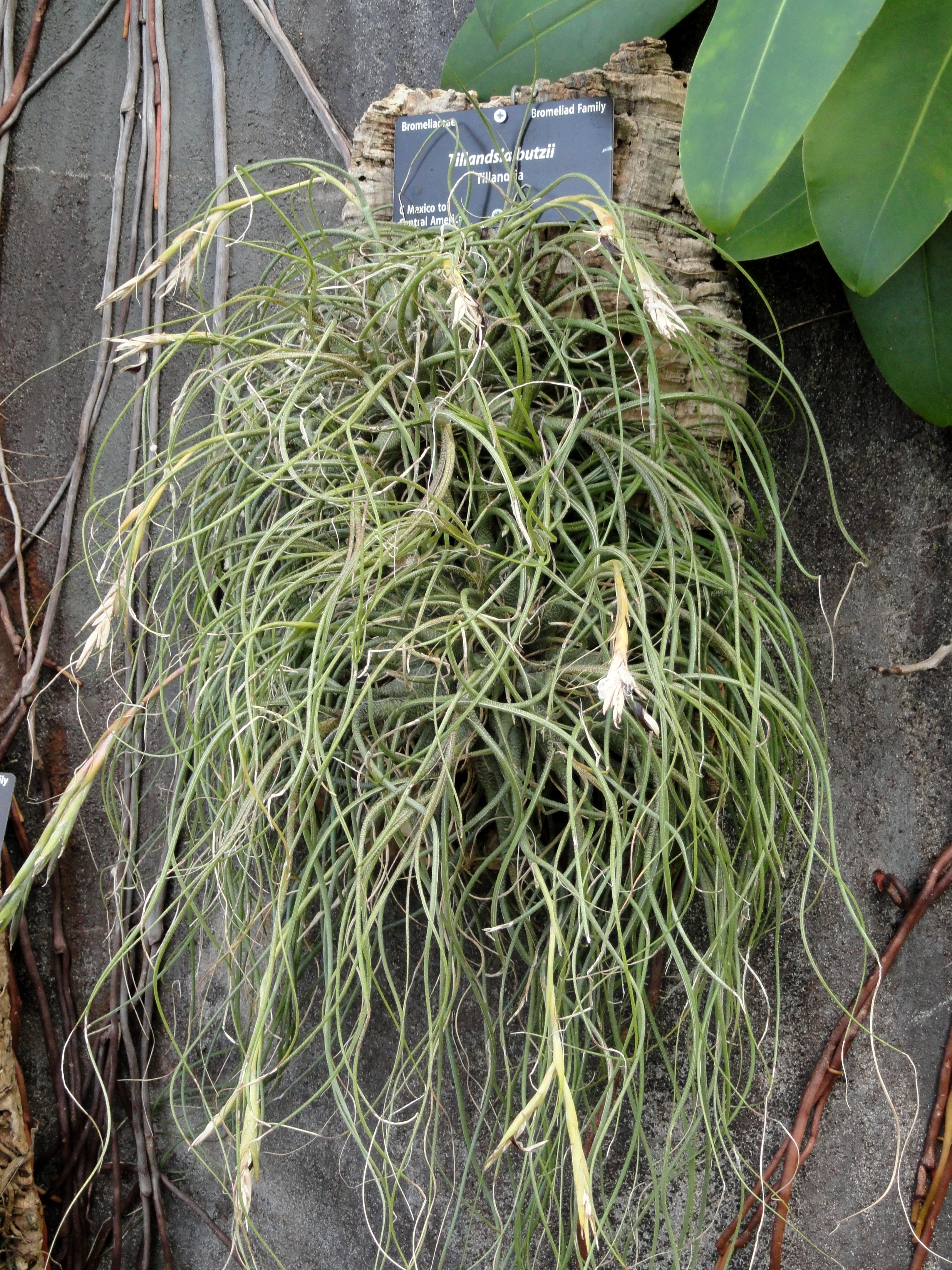
Habitus und Blütenstände von Tillandsia butzii

- Tillandsia aeranthos (Loiseleur) L.B.Sm. (Syn.: Tillandsia aeranthos var. major Marn.-Lap., Tillandsia dianthoidea Rossi, Tillandsia stricta sensu Lindl., Tillandsia bicolor Brongn., Tillandsia aeranthos Desfontaines ex Steudel, Tillandsia unca Grisebach, Tillandsia microxiphion Baker): Es ist kein Herbarmaterial bekannt, das als Typusmaterial verwendet wird, sondern es gibt nur die Illustration zusammen mit der Erstbeschreibung von 1943.[1]
  - Tillandsia aeranthos (Loiseleur) L.B.Sm. var. aeranthos: Sie kommt in den brasilianischen Bundesstaaten Santa Catarina sowie Rio Grande do Sul, in Paraguay, Uruguay und Argentinien vor. Sie gedeiht epiphytisch in Wäldern meist in geringen Höhenlagen.[1]
  - Tillandsia aeranthos var. aemula T.Strehl: Es liegen nur Informationen zum Standort des Typusmateriales im brasilianischen Bundesstaat Rio Grande do Sul vor.
  - Tillandsia aeranthos var. alba T.Strehl & G.Rohde: Es liegen nur Informationen zum Standort des Typusmateriales im brasilianischen Bundesstaat Rio Grande do Sul vor.
  - Tillandsia aeranthos var. albeobracteata T.Strehl: Es liegen nur Informationen zum Standort des Typusmateriales im brasilianischen Bundesstaat Rio Grande do Sul vor.
  - Tillandsia aeranthos var. flava T.Strehl: Es liegen nur Informationen zum Standort des Typusmateriales im brasilianischen Bundesstaat Rio Grande do Sul vor.
  - Tillandsia aeranthos var. rosea T.Strehl: Es liegen nur Informationen zum Standort des Typusmateriales im brasilianischen Bundesstaat Rio Grande do Sul vor.
- Tillandsia afonsoana T.Strehl: Sie gedeiht zusammen mit Dyckia- und Kaktus-Arten nur im brasilianischen Bundesstaat Rio Grande do Sul.
- Tillandsia aguascalientensis Gardner: Sie kommt nur im mexikanischen Bundesstaat Aguascalientes vor.
- Tillandsia aizoides Mez: Sie kommt in den argentinischen Provinzen Salta, Catamarca, Tucumán, Santiago del Estero, La Rioja, San Luis sowie Córdoba vor.
- Tillandsia albertiana F.Vervoorst: Sie gedeiht auf Felsen und an Felswänden nur in der argentinischen Provinz Salta.
- Tillandsia albida Mez & Purpus: Sie kommt in Höhenlagen von 1300 bis 1500 Metern nur im mexikanischen Bundesstaat Hidalgo vor.
- Tillandsia alcatrazensis Sabino & Leodegario: Die Erstbeschreibung erfolgte 2023 aus dem brasilianischen Bundesstaat São Paulo. Sie gedeiht meist lithophytisch auf Granitfelsen, selten auch epiphyisch.[1]
- Tillandsia alfredo-laui Rauh & H.Lehmann: Sie kommt nur im mexikanischen Bundesstaat Hidalgo vor.
- Tillandsia altomayoensis Gouda: Die Erstbeschreibung erfolgte 2019 in Die Bromelie. Sie wurde bisher nur epiphytisch wachsend ind einem Bergwald in einer Höhenlage von etwa 1650 Metern im peruanischen San Martin gefunden.[1]
- Tillandsia alvareziae Rauh (Syn.: Tillandsia alvarezii Rauh): Sie kommt nur im mexikanischen Bundesstaat Veracruz vor.
- Tillandsia amicorum I.Ramírez & Bevilacqua: Sie gedeiht epiphytisch in feuchten Wäldern in Höhenlagen von 1000 bis 1200 Metern in Venezuela nur im Bundesstaat Yaracuy.
- Tillandsia andicola Griseb. ex Baker: Sie kommt in den argentinischen Provinzen in Catamarca, Mendoza sowie Provinz Buenos Aires vor.
- Tillandsia andreana E.Morren ex André: Sie ist wohl nur vom Typusstandort am Rio de la Honda nahe der Brücke von Icononzo, Pandi im Departamento Cundinamarca in Kolumbien bekannt.
- Tillandsia andreettae (Rauh) J.R.Grant (Syn.: Vriesea andreettae Rauh): Sie gedeiht in Höhenlagen von 95 bis 250 Metern in Kolumbien sowie Venezuela nur im Bundesstaat Amazonas.
- Tillandsia andrieuxii (Mez) L.B.Sm.: Sie gedeiht in feuchten Kiefern- und Mischwäldern in Höhenlagen von 1800 bis 2900 Metern in den mexikanischen Bundesstaaten Hidalgo, Puebla, Oaxaca sowie México.
- Tillandsia angulosa Mez: Sie kommt nur in der argentinischen Provinz Mendoza vor.
- Tillandsia antillana L.B.Sm.: Sie kommt auf Guadeloupe und in nur Jamaika nur in St.-Elizabeth vor.
- Tillandsia appenii (Rauh) J.R.Grant: Sie kommt in Ecuador sowie Peru vor.[1]
- Tillandsia araujei Mez:
  - Tillandsia araujei Mez var. araujei: Sie kommt nur in den brasilianischen Bundesstaaten Guanabara, São Paulo sowie Rio de Janeiro vor.
  - Tillandsia araujei var. minima E.Pereira & I.A.Penna: Sie kommt nur im brasilianischen Bundesstaat Rio de Janeiro vor.
- Tillandsia arenicola L.B.Sm.: Sie gedeiht auf Felsen und Sand nur im peruanischen Libertad.
- Tillandsia arequitae (André) André ex Mez: Sie kommt in Uruguay nur in Lavalleja vor.
- Tillandsia argentea Griseb.: Dieser Epiphyt kommt in Mexiko, Guatemala und auf Jamaika nur in Saint Elizabeth Parish vor.
- Tillandsia argentina C.H.Wright: Sie kommt in Höhenlagen von 450 bis 1300 Metern in den argentinischen Provinzen Jujuy, Salta, Catamarca, La Paz, Tucumán, Trancas sowie Córdoba vor.
- Tillandsia arhiza Mez: Sie gedeiht lithophytisch in Paraguay nur in Paraguari.
- Tillandsia ariza-juliae L.B.Sm. & J.J.Jimenez: Dieser Endemit kommt in der Dominikanischen Republik nur in La Vega in Höhenlage von etwa 500 Meter vor.
- Tillandsia arpocalyx André: Dieser Endemit gedeiht lithophytisch an trockenen oder feuchten Hängen in Höhenlagen von 1800 bis 2500 Metern in Tungurahua in der ecuadorianischen Provinz Chimborazo.[1]
- Tillandsia arroyoensis (W.Weber & Ehlers) Espejo & López-Ferrari (Syn.: Tillandsia erubescens var. arroyoensis W.Weber & Ehlers): 2004 hat sie den Rang einer Art erhalten. Sie kommt in Mexiko in Höhenlagen von 1550 bis 2950 Metern vor.
- Tillandsia atenangoensis Ehlers & Wülfinghoff: Sie ist nur vom ariden Typusstandort im mexikanischen Bundesstaat Oaxaca zwischen Huajuapan de Leon und Santiago, Juxtlahuaca nahe San Agustin Atenango in einer Höhenlage von etwa 1500 Meter bekannt.
- Tillandsia atitlanensis Mó, García-Martínez & Monzón: Die Erstbeschreibung erfolgte 2021. Sie gedeiht epiphytisch in unterschiedlichen Bergwäldern in Höhenlagen von 1517 bis 1560 Metern in Guatemala.[1]
- Tillandsia atroviolacea Ehlers & P.Koide: Sie kommt nur im mexikanischen Bundesstaat Oaxaca vor.
- Tillandsia atroviridipetala Matuda:
  - Tillandsia atroviridipetala Matuda var. atroviridipetala: Sie kommt im venezolanischen Amazonas sowie in Kolumbien vor.
  - Tillandsia atroviridipetala var. longepedunculata Ehlers: Die Erstbeschreibung erfolgte 2009 in Die Bromelie. Sie kommt in den mexikanischen Bundesstaaten Jalisco, Michoacan sowie Puebla vor.
  - Tillandsia atroviridipetala var. yagulensis Ehlers: Sie wurde 2009 in Die Bromelie aus Oaxaca erstbeschrieben.
- Tillandsia aurea Mez:
  - Tillandsia aurea Mez var. aurea: Sie ist nur von der Aufsammlung des Typusexemplares im Jahr 1903 bekannt und kommt in Höhenlagen von 2600 bis 2700 Metern nur im Puchca-Tal oberhalb von Masin im peruanischen Ancash vor. Es gibt lebende Exemplare in Kultur.[1]
  - Tillandsia aurea var. minor L.Hromadnik & Rauh: Sie kommt nur im peruanischen Amazonas vor.
- Tillandsia australis Mez (Syn.: Tillandsia maxima Lillo & Hauman, Tillandsia maxima var. densior L.B.Sm.): Sie gedeiht epiphytisch und lithophytisch in Höhenlagen von 700 bis 3900 Metern im südlichen Bolivien sowie nördlichen Argentinien.[1]
- Tillandsia azuayensis (Rauh & E.Gross) J.R.Grant: Dieser Endemit gedeiht an steilen Felswänden in Höhenlagen von etwa 1400 Metern nur in der Nähe von Cuenca im ecuadorianischen Azuay.[1]

## B

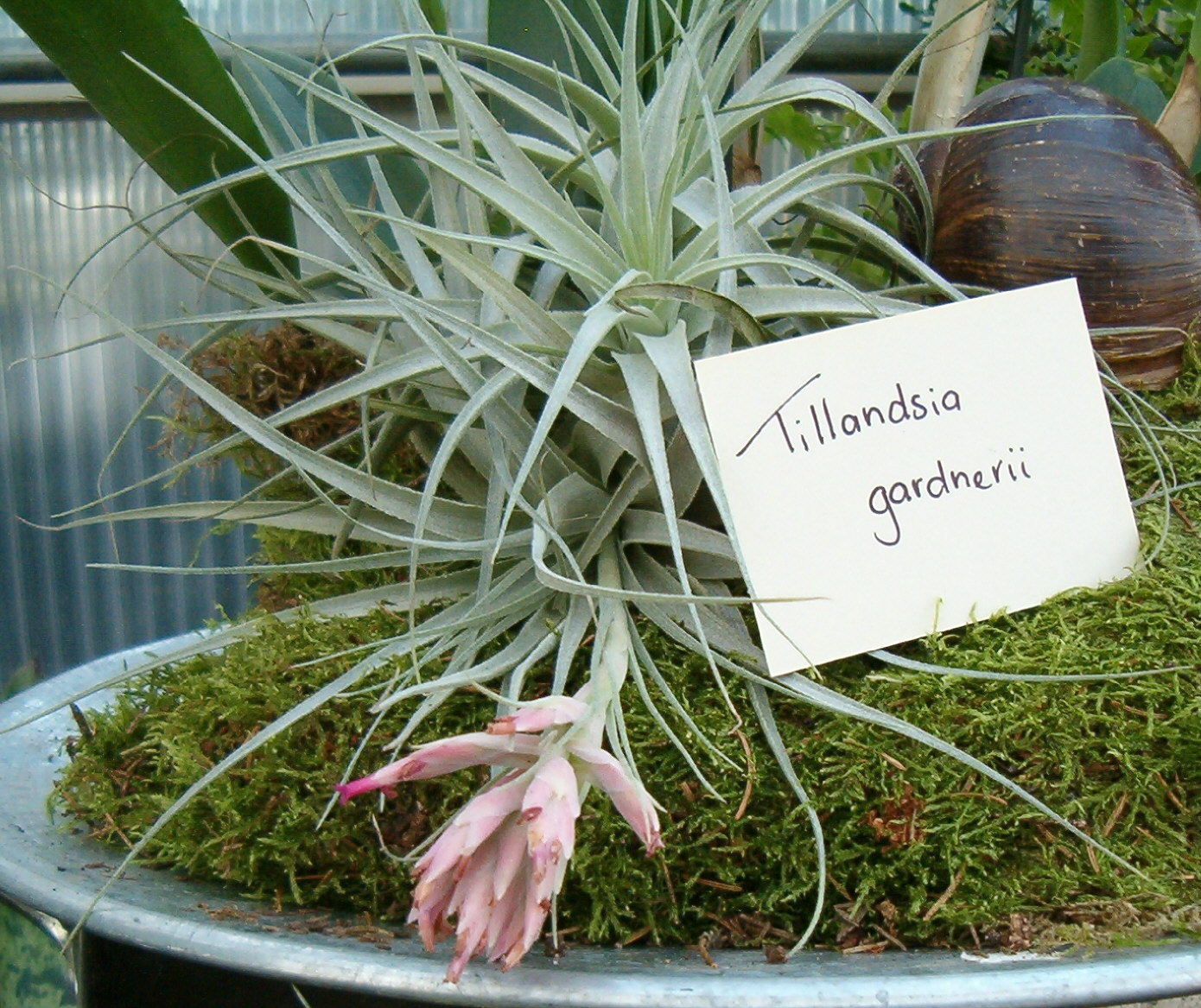
Habitus, Blütenstand mit rosafarbenen Hochblättern und purpurfarbenen Blüten von Tillandsia gardneri

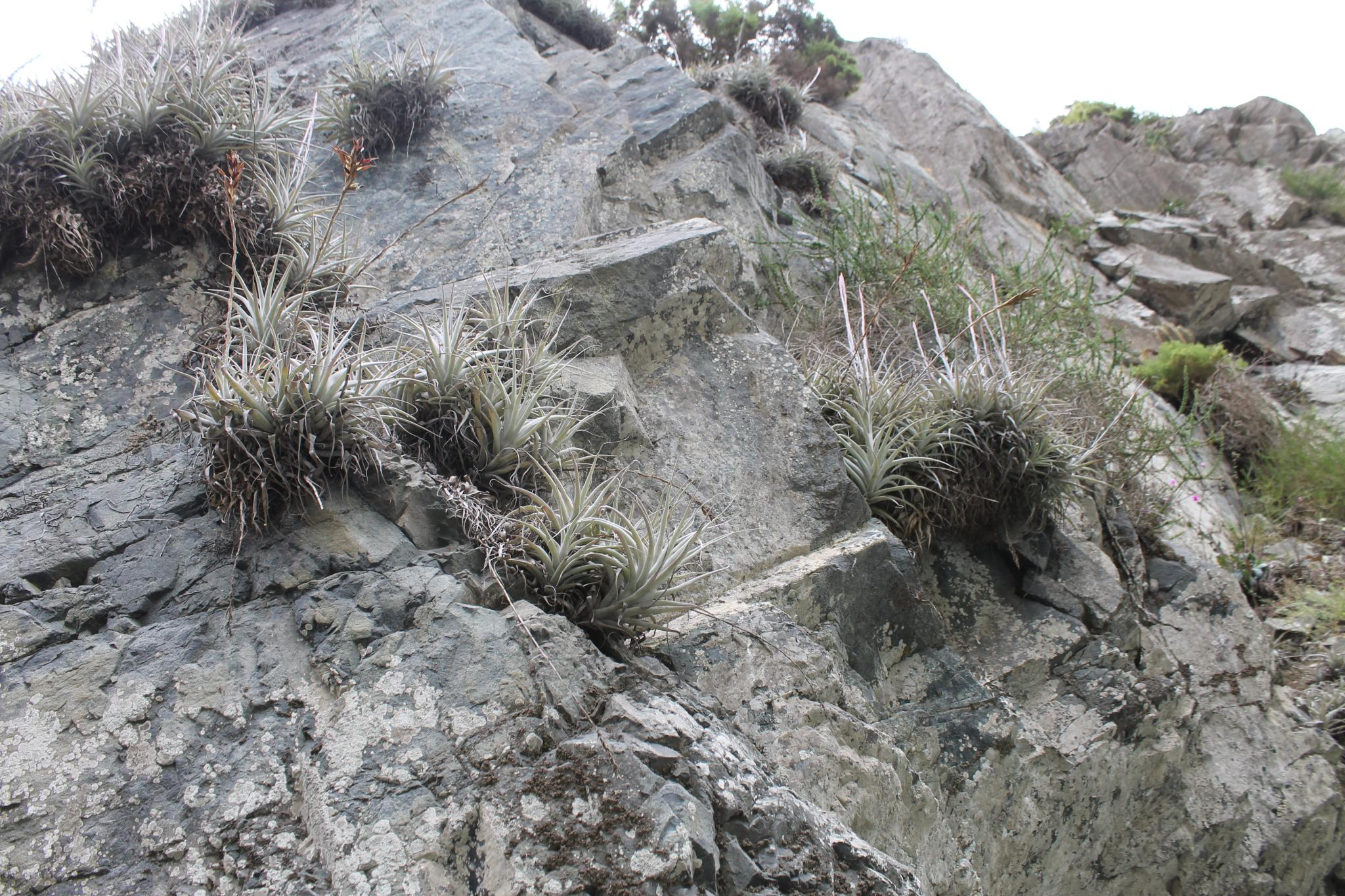
Habitus von Tillandsia geissei im Habitat

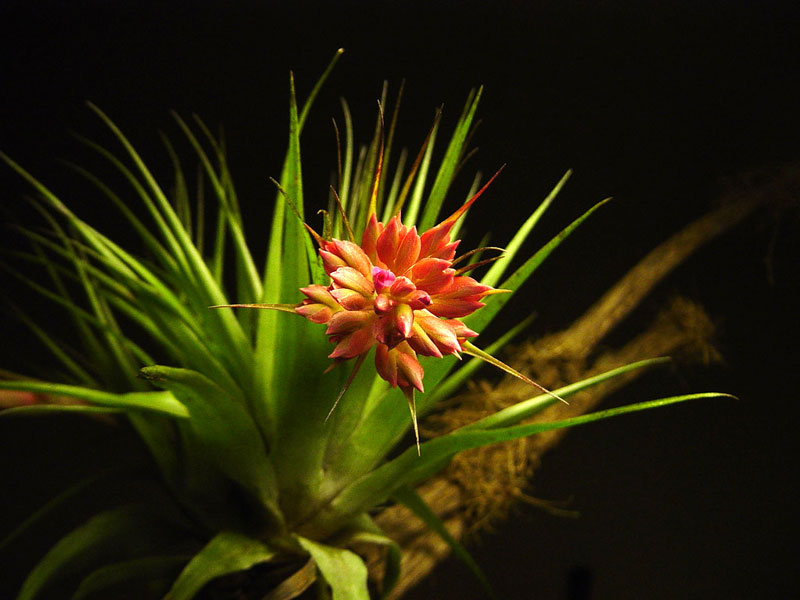
Tillandsia geminiflora

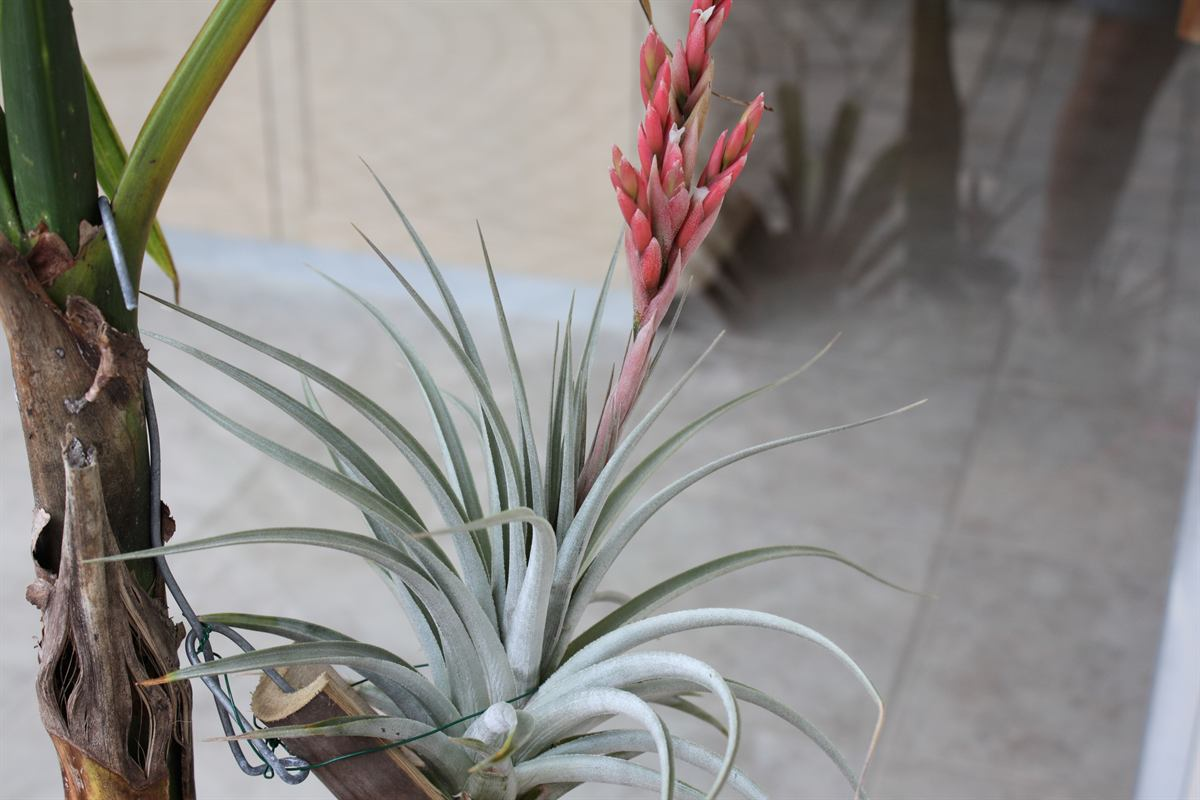
Habitus und Blütenstand von Tillandsia ×guelzii

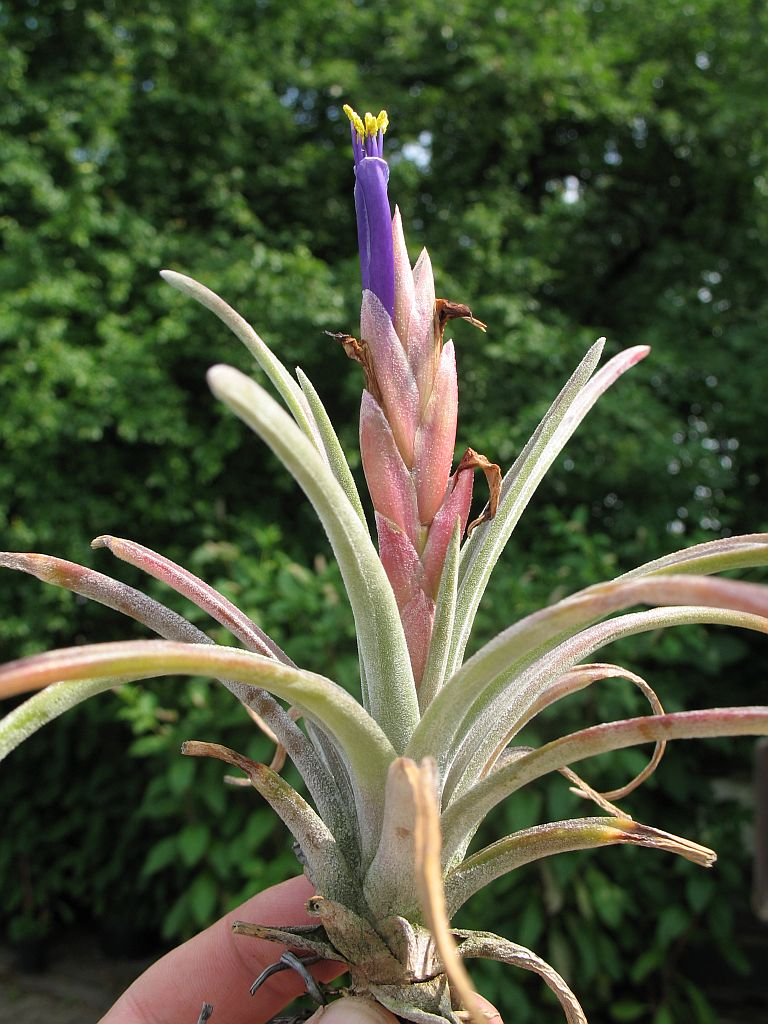
Habitus, Laubblätter und Blütenstand mit blauer Blüte von Tillandsia guerreroensis

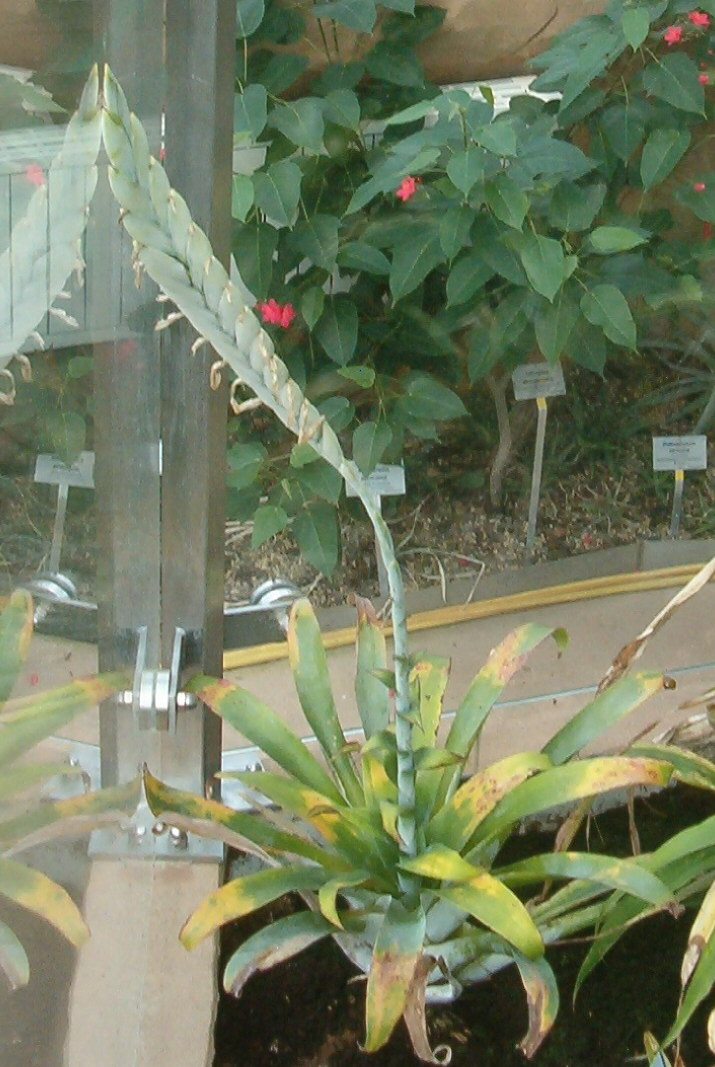
Habitus und Blütenstand von Tillandsia heterophylla

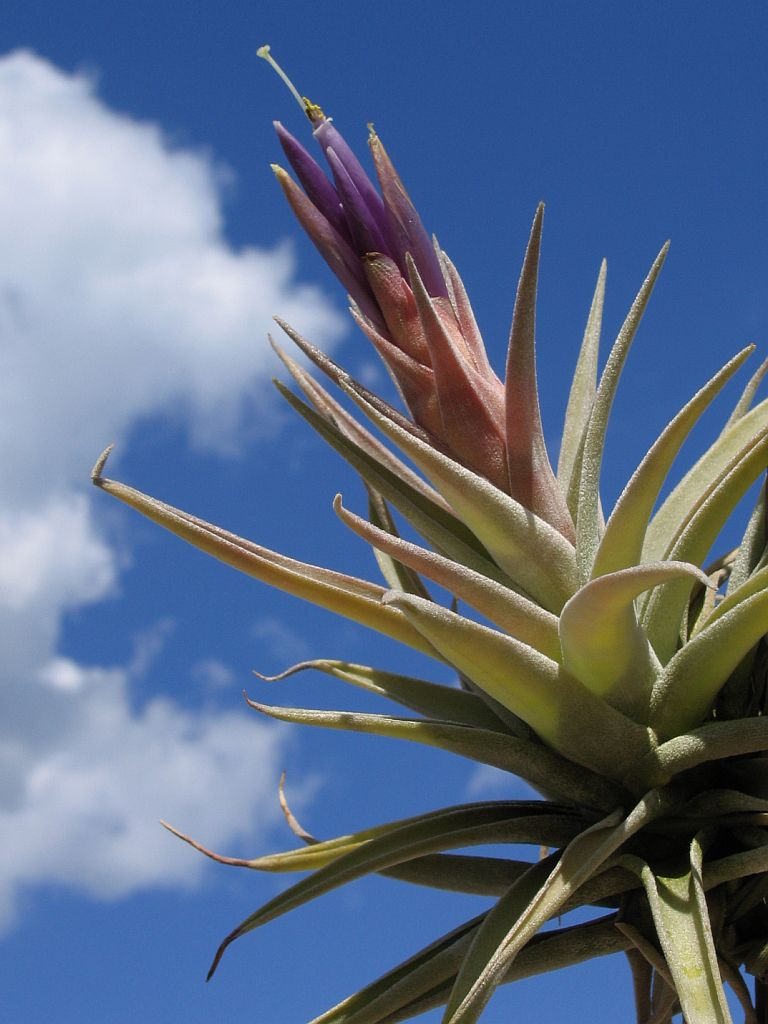
Habitus, Blütenstand und Blüte von Tillandsia hondurensis

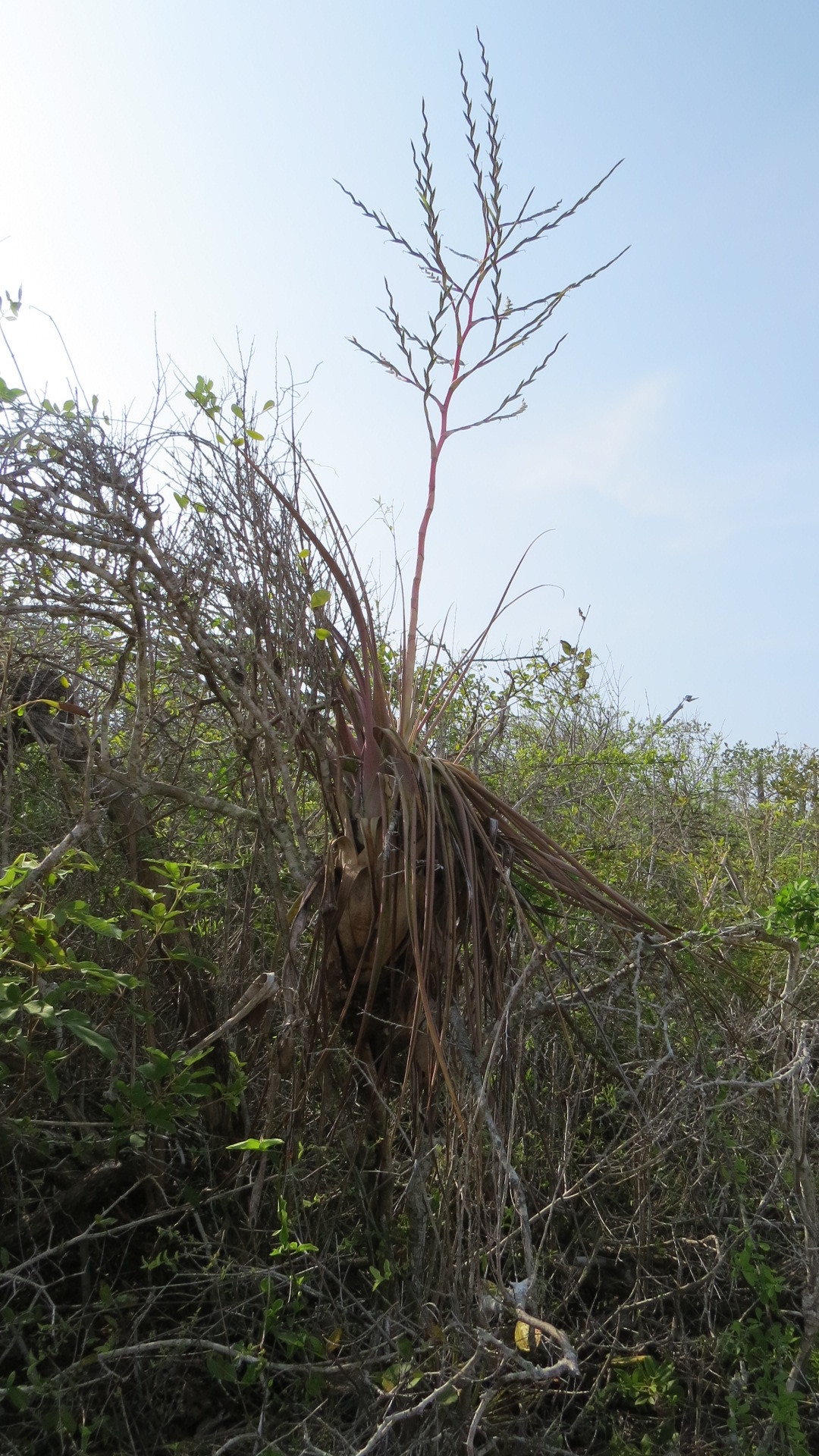
Habitus und Blütenstand von Tillandsia huamelulaensis im Habitat

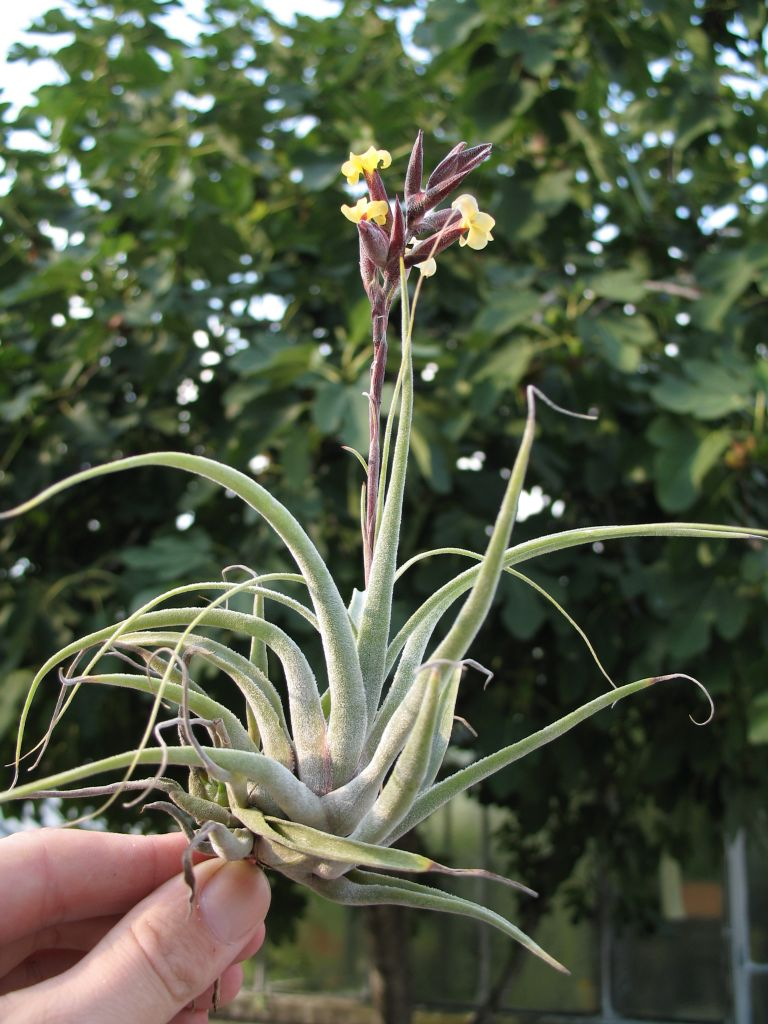
Habitus, Blütenstand und gelbe Blüten von Tillandsia humilis

- Tillandsia baguagrandensis Rauh: Dieser Endemit gedeiht an steilen Felswänden in einer Höhenlage von etwa 800 Metern nur im Tal des Río Marañón in der Nähe von Bagua Grande in der peruanischen Region Apurímac.[1]
- Tillandsia baileyi Rose ex Small: Sie kommt nur im US-Bundesstaat Texas sowie mexikanischen Bundesstaat Tamaulipas vor.
- Tillandsia bakiorum H.Luther: Sie kommt nur im kolumbianischen Departamento Cundinamarca vor.
- Tillandsia balbisiana Schultes f.:
  - Tillandsia balbisiana var. alba Gouda: Sie wurde 2012 aus Bonaire erstbeschrieben.
  - Tillandsia balbisiana Schultes f. var. balbisiana (Syn.: Tillandsia tenuifolia Bertero ex Schult.f., Tillandsia polystachya sensu J.F.Gmel., Tillandsia havanensis Jacq. ex Beer, Tillandsia urbaniana Wittm., Tillandsia cubensis Gand., Tillandsia dressleri L.B.Sm.): Sie gedeiht epiphytisch in Wäldern in Höhenlagen von 0 bis 1500 Metern. Sie ist von Florida über Mittelamerika und karibische Inseln bis Venezuela weitverbreitet.
- Tillandsia baliophylla Harms: Sie gedeiht in Höhenlagen von 750 bis 1000 Metern auf Hispaniola.
- Tillandsia balsasensis Rauh: Sie kommt nur im peruanischen Cajamarca vor.
- Tillandsia bandensis Baker: Sie gedeiht epiphytisch in Trockenwäldern in Höhenlagen von 300 bis 2000 Metern. Sie kommt in Bolivien (Santa Cruz) sowie Uruguay (Salto, Colonia, Catamarca, Tucuman, Santiago del Estero, Chaco, Santa Fe, Entre Dios, Buenos Aires) vor.
- Tillandsia ×baptistana Goncalves & Azevedo-Goncalves: Die Erstbeschreibung dieser Naturhybride aus Tillandsia mallemontii × Tillandsia recurvata erfolgte 2009. Sie gedeiht epiphytisch auf einer Ficus-Art nur in Terra de Areia im brasilianischen Bundesstaat Rio Grande do Sul.[1]
- Tillandsia barbeyana Wittm.: Sie gedeiht epiphytisch in sonnigen Habitaten in Höhenlagen von 1100 bis 1900 Metern. Sie kommt in Ecuador nur in Tungurahua sowie in Peru nur in Chachapoyas vor.
- Tillandsia barclayana Baker:
  - Tillandsia barclayana Baker var. barclayana (Syn.: Vriesea barclayana var. barclayana): Sie gedeiht epiphytisch in Trockenwäldern in Höhenlagen von 0 bis 800 Metern. Sie kommt in Ecuador in Manabi, Cuayas sowie Oro vor.
  - Tillandsia barclayana var. minor (Gilmartin) Gouda ined. (Syn.: Vriesea barclayana var. minor Gilmartin, Tillandsia lateritia André): Sie gedeiht epiphytisch sowie lithophytisch in ariden Habitaten in Höhenlagen von 600 bis 900 Meter. Sie kommt in Guayas, Oro, Bolivar sowie Chimborazo vor.
- Tillandsia barfussii W.Till: Die Erstbeschreibung erfolgte 2009 in Die Bromelie. Sie gedeiht an senkrechten Felsen in Höhenlagen von 400 bis 450 Metern in Paraguay nur in Cordillera.

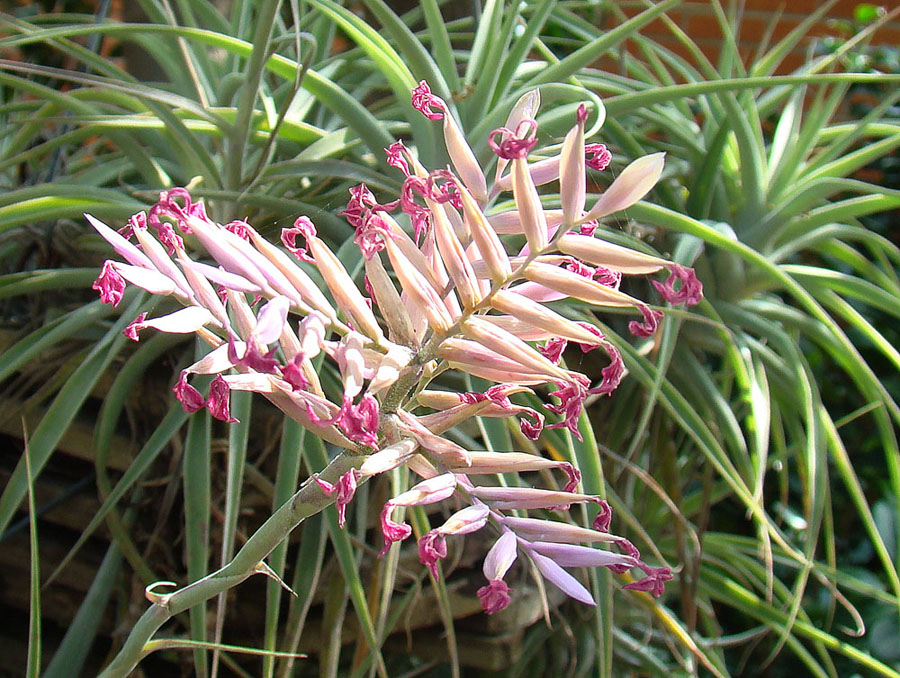
Blütenstand von Tillandsia cacticola mit verblüten und dann rötlichen Blüten

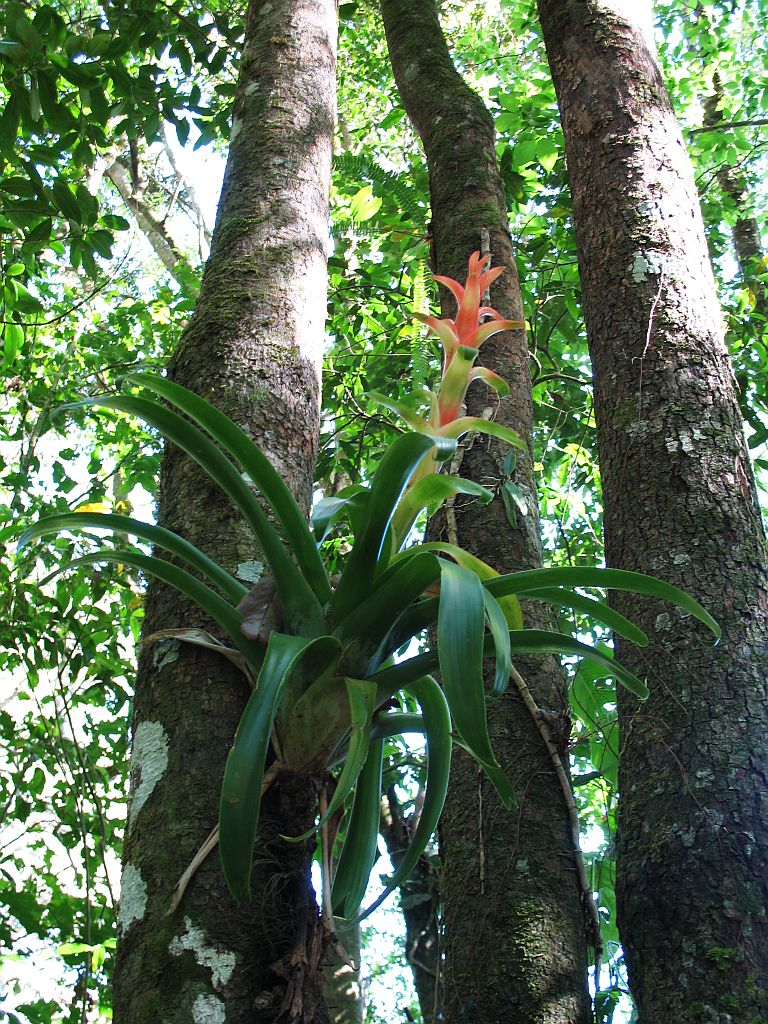
Habitus, Blätter und Blütenstand von Tillandsia candelifera im Habitat

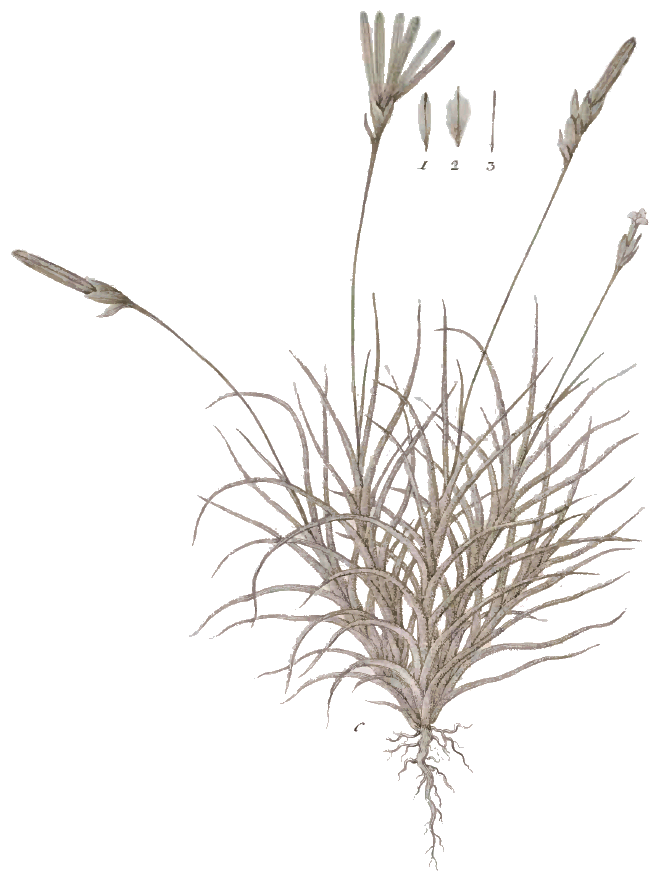
Illustration von Tillandsia capillaris

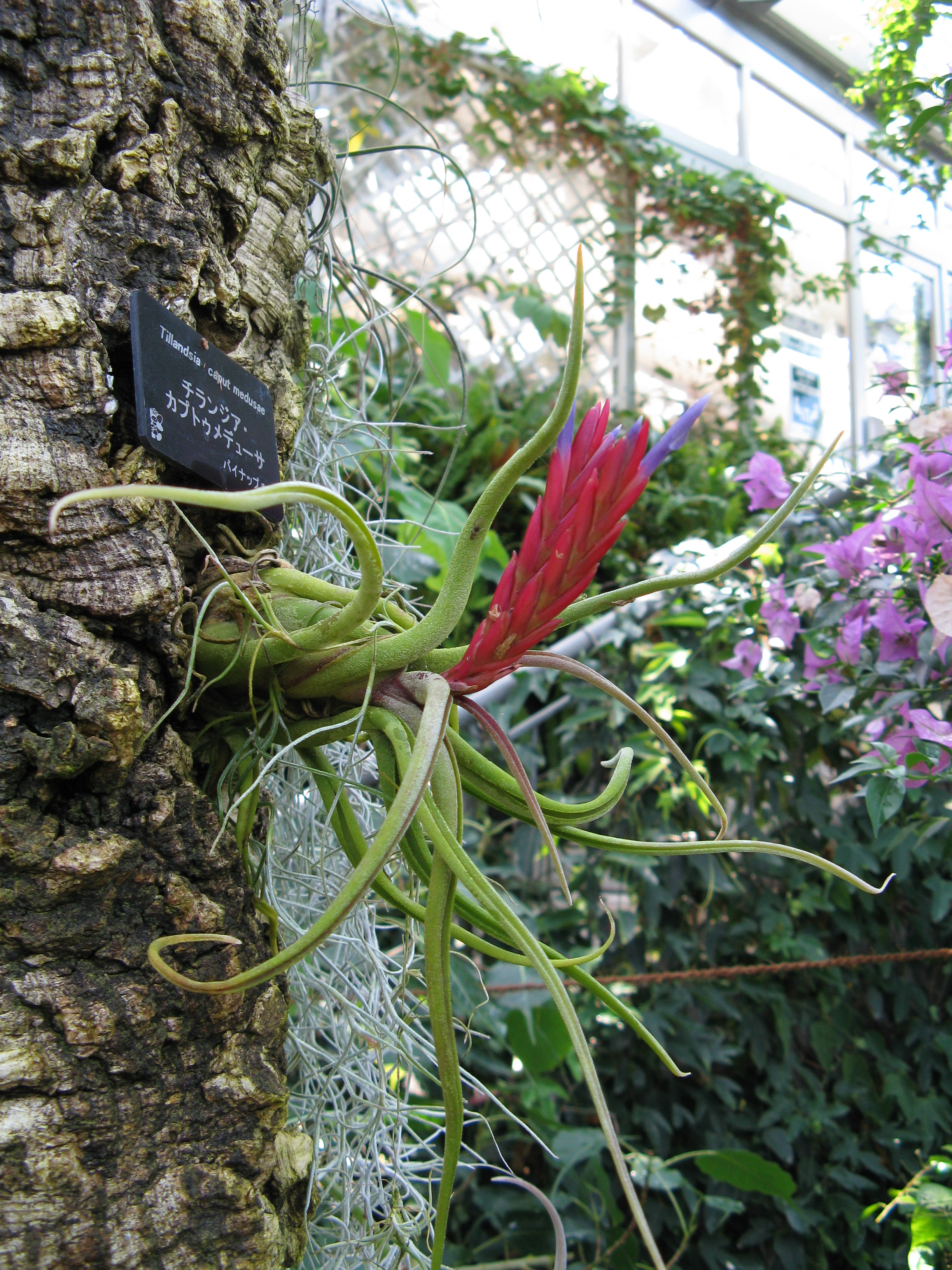
Blätter und Blütenstand von Tillandsia caput-medusae

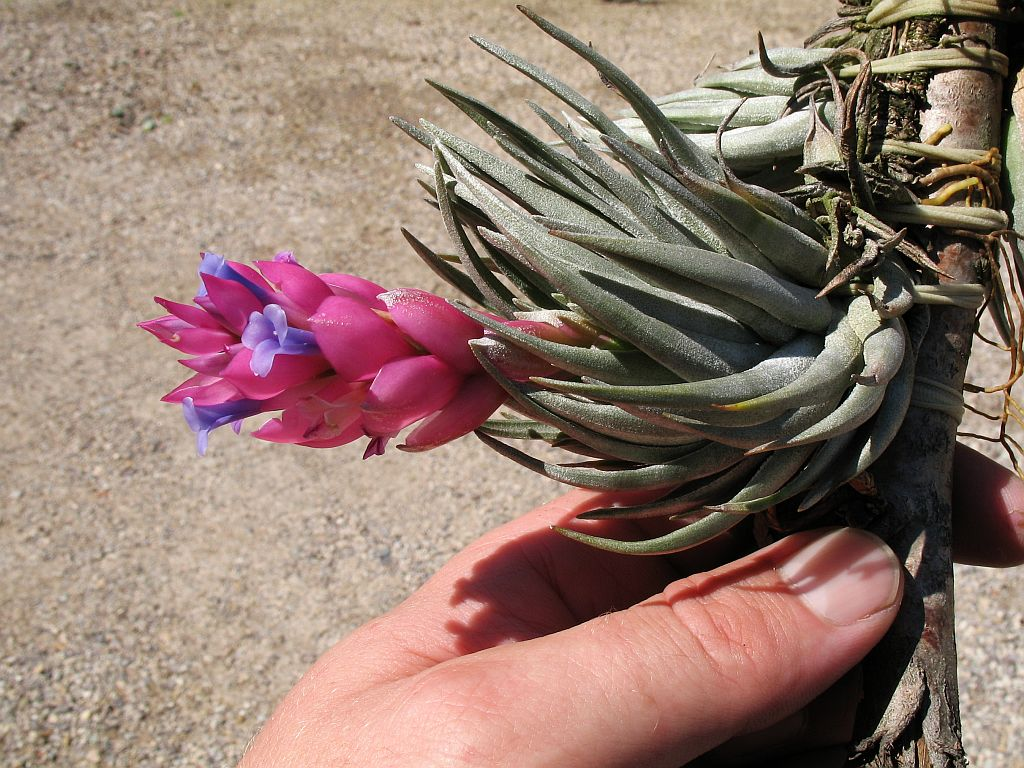
Habitus, Blätter, Blütenstand und blaue Blüten von Tillandsia carminea

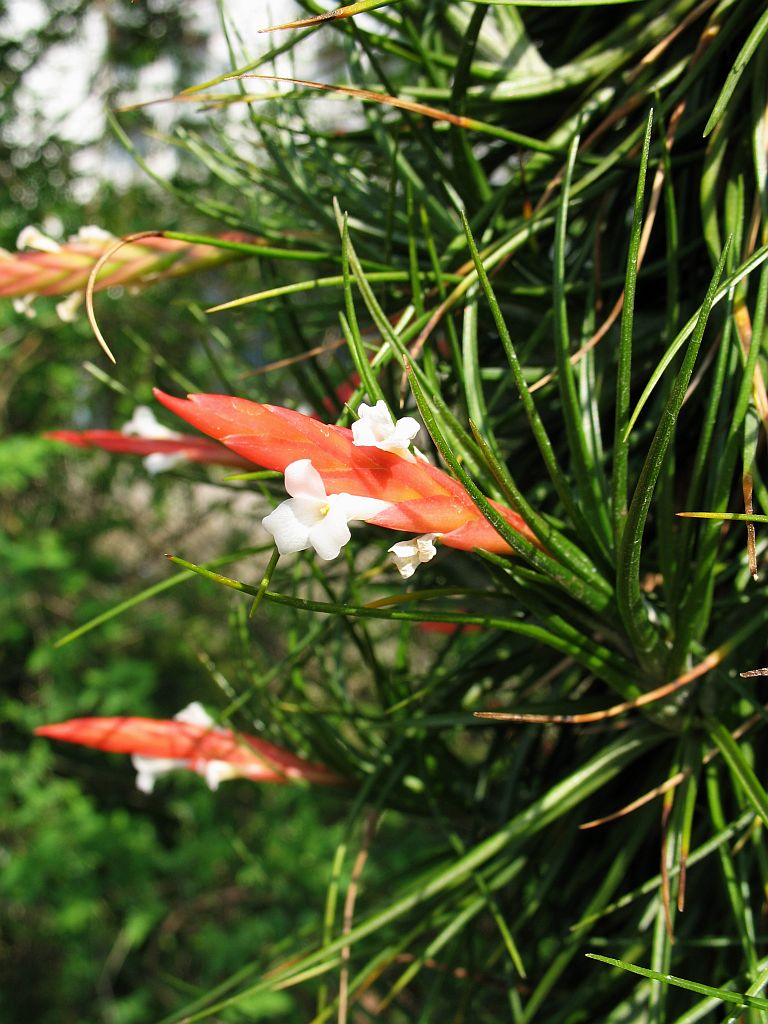
Habitus, Blätter, einfache Blütenstände und weiße Blüten von Tillandsia caulescens

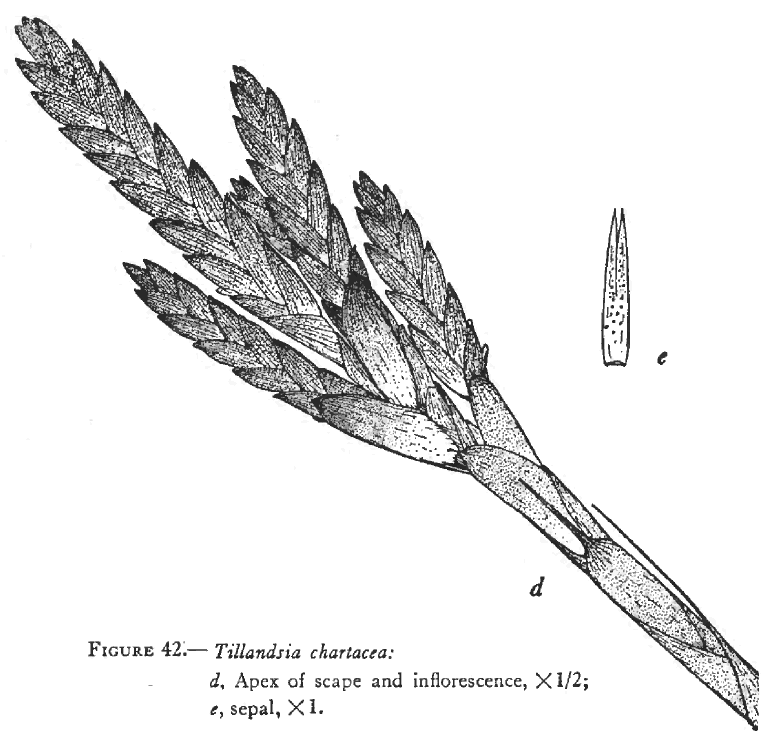
Illustration von Tillandsia chartacea

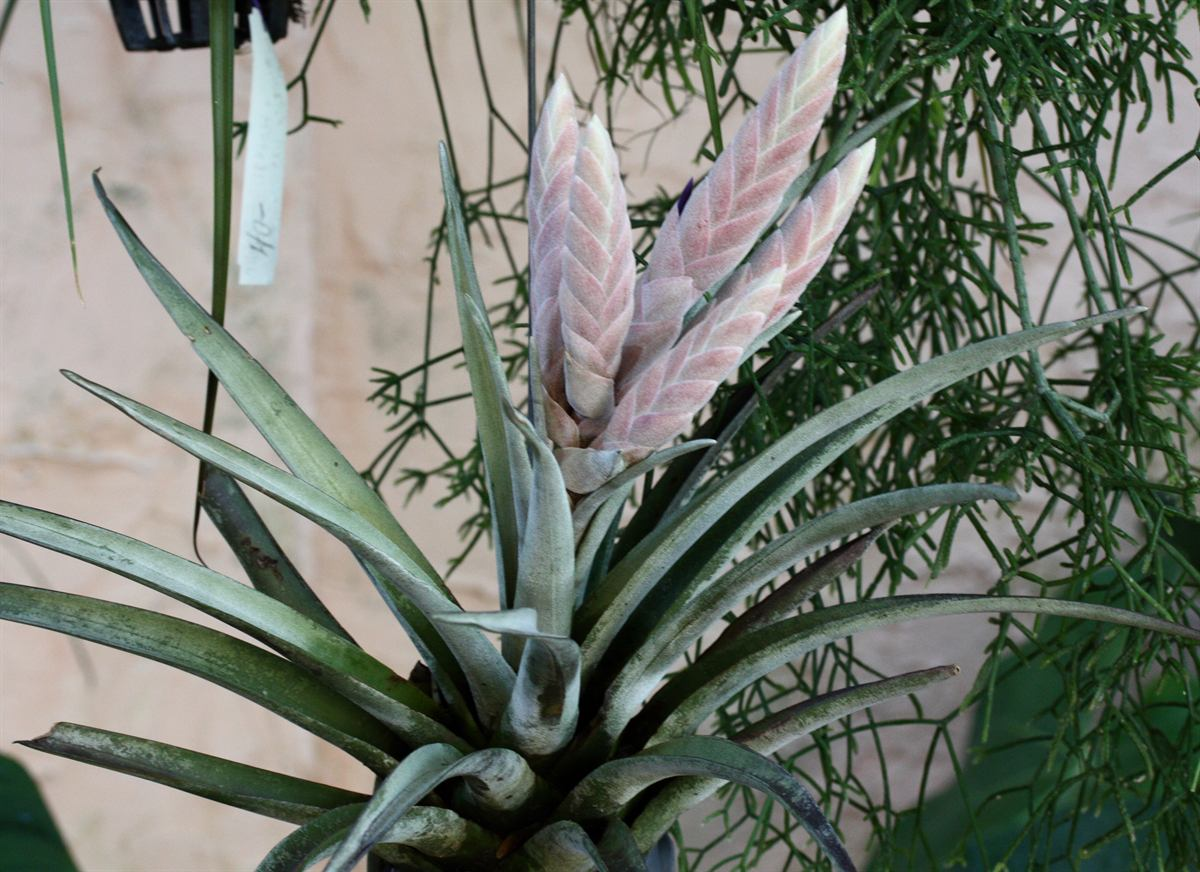
Blätter und Blütenstand von Tillandsia chiapensis

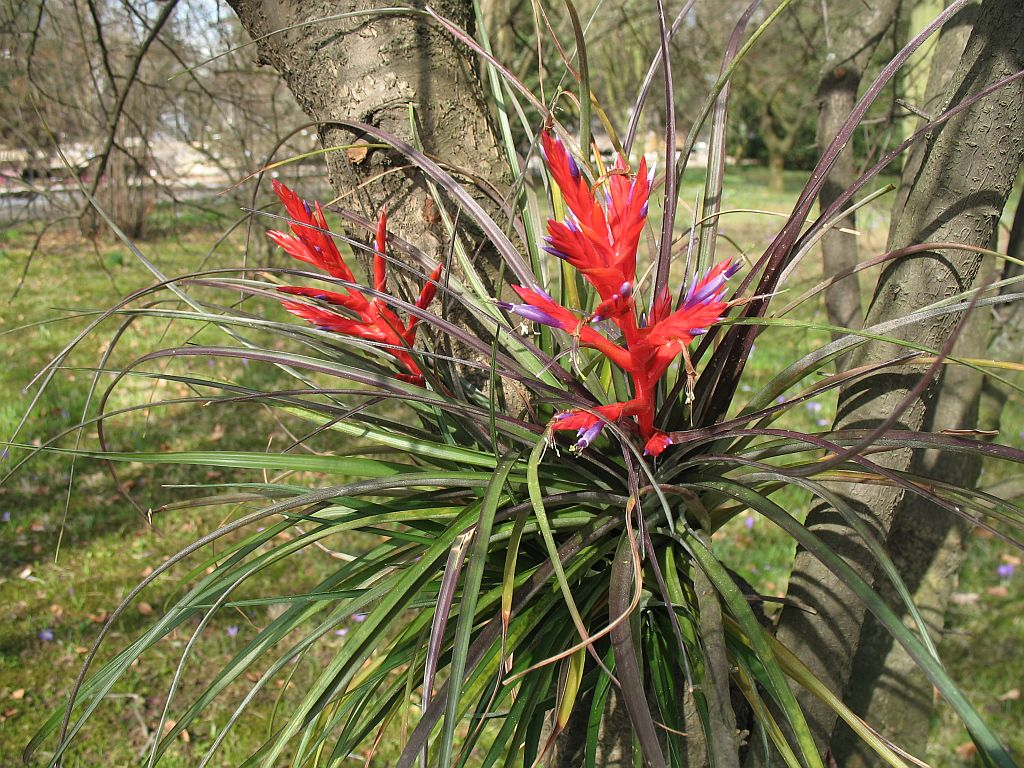
Habitus, Blätter, verzweigte Blütenstände und blaue Blüten von Tillandsia chlorophylla

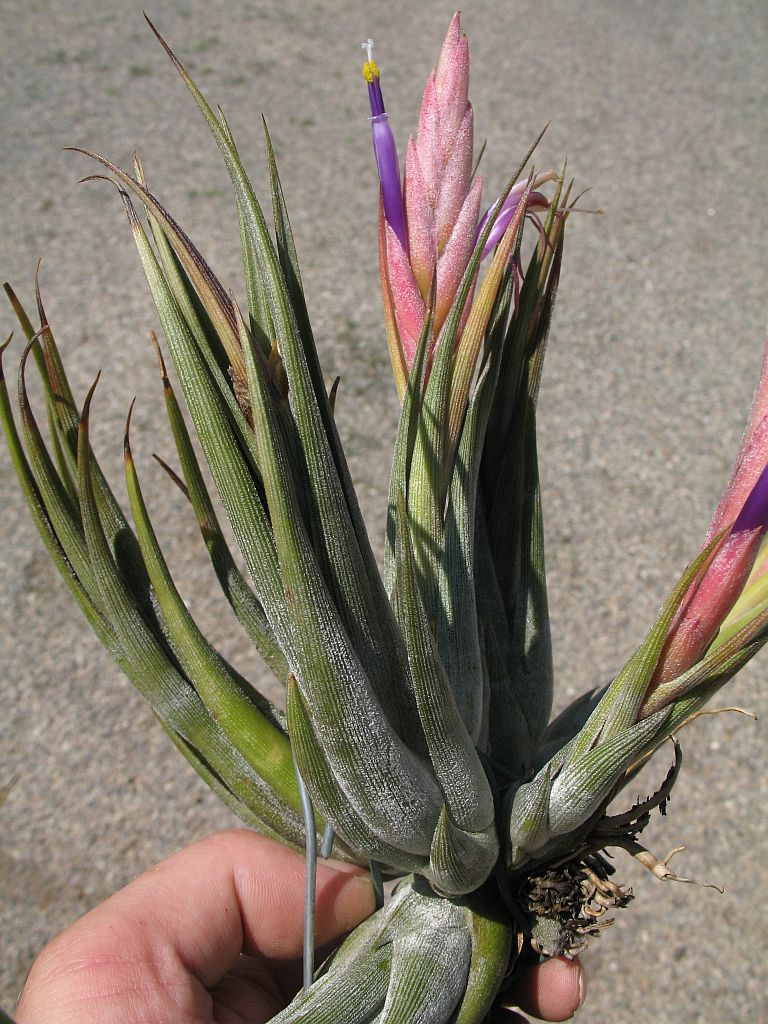
Habitus, Blätter, einfacher Blütenstand und blaue Blüte von Tillandsia circinnatoides

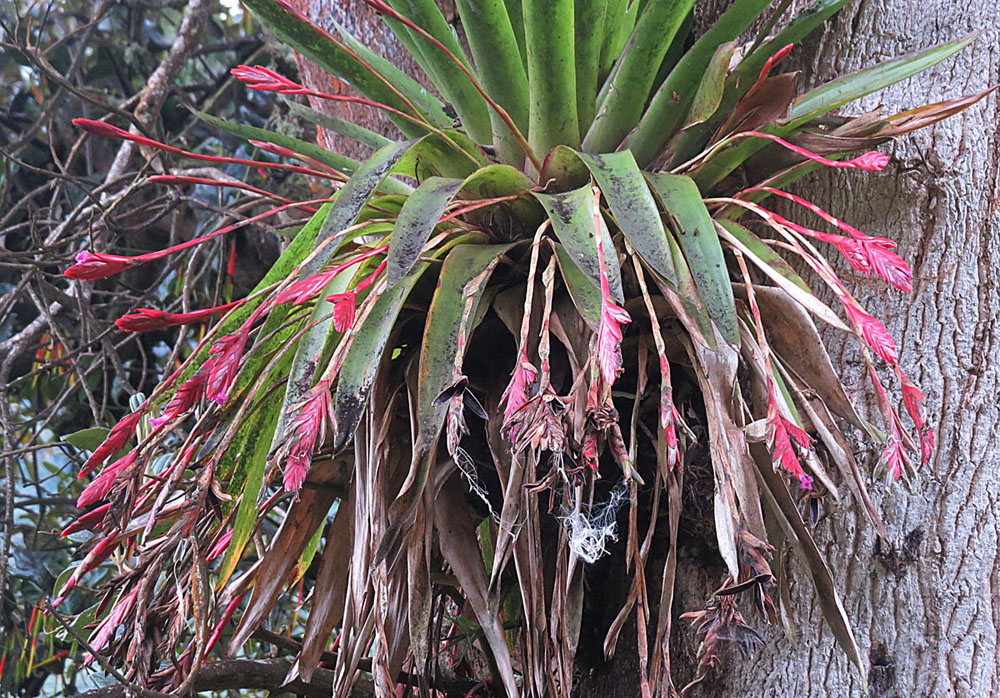
Habitus und viele seitliche einfache Blütenstände von Tillandsia complanata

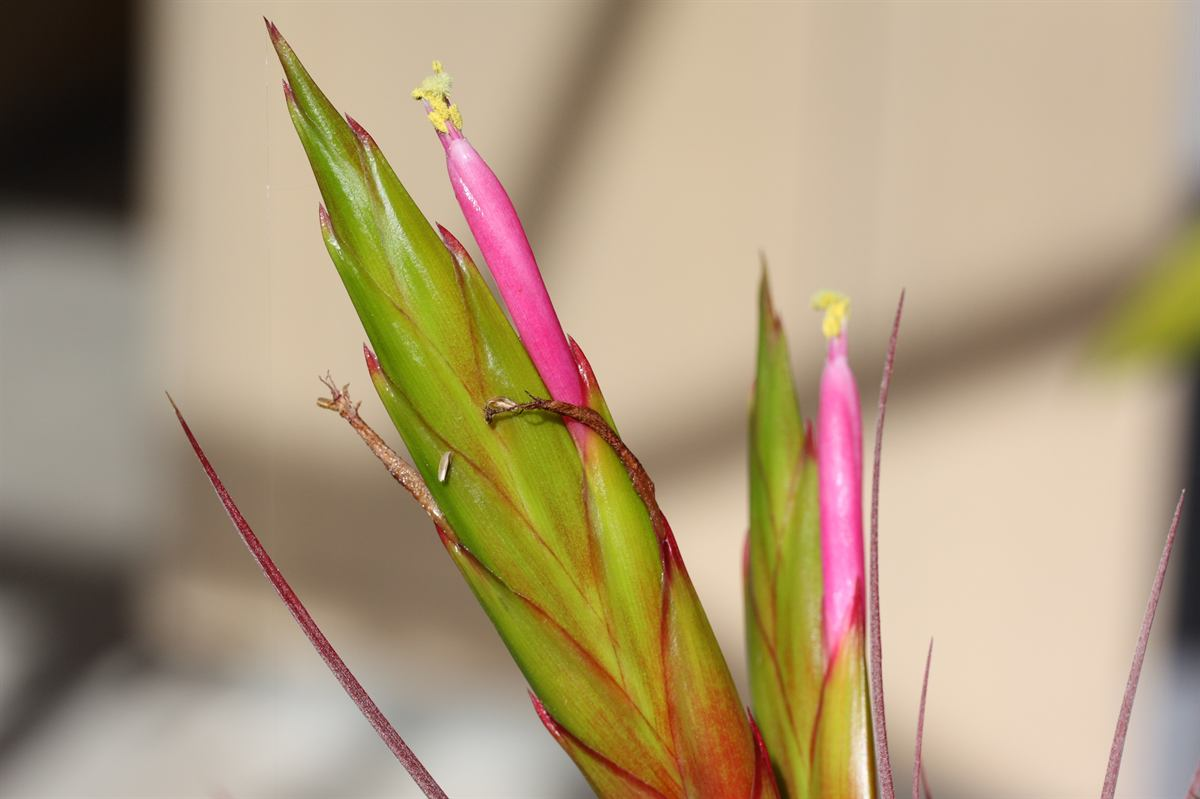
Ausschnitt eines Blütenstandes und Blüte mit rosafarbenen Kronblättern, gelben Staubbeuteln und weißlicher Narbe von Tillandsia concolor

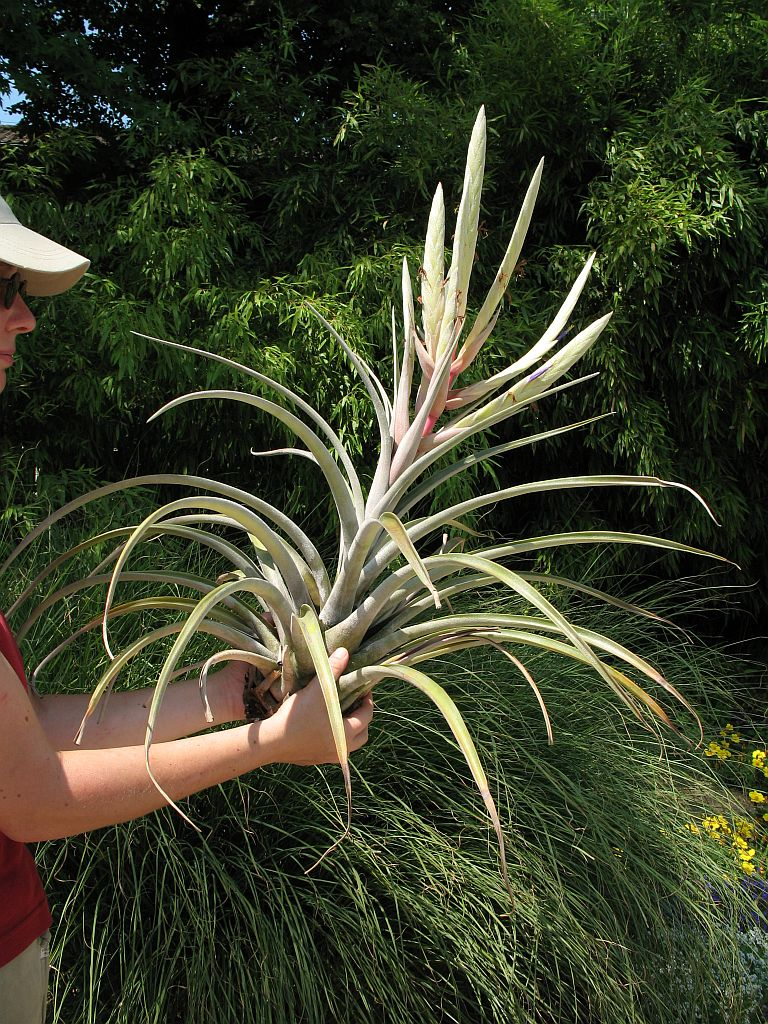
Habitus, Blätter und verzweigter Blütenstand von Tillandsia copanensis

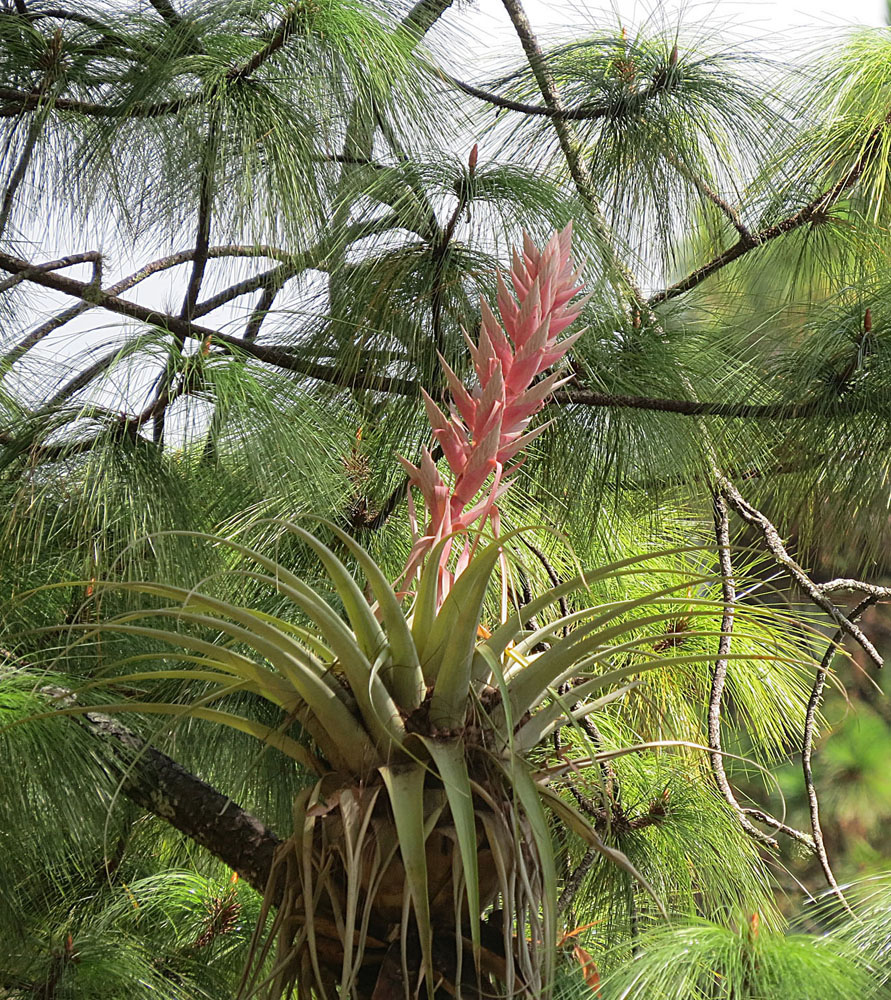
Habitus, Blätter und verzweigter Blütenstand von Tillandsia cossonii im Habitat

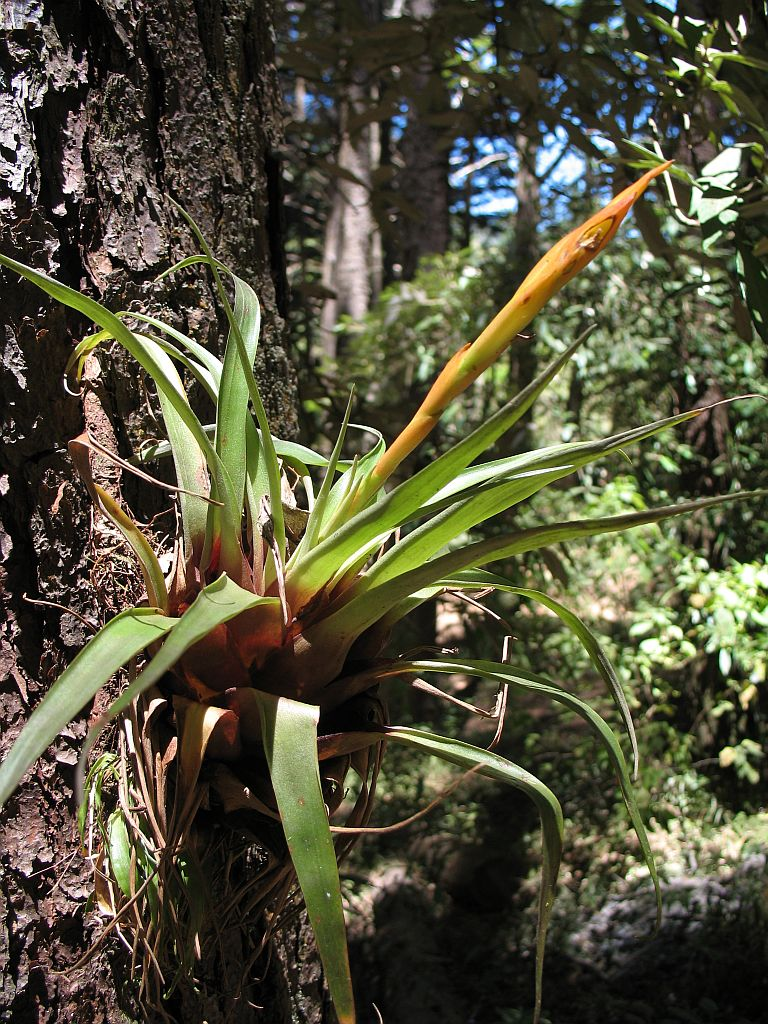
Habitus, Blätter und Blütenstand von Tillandsia cryptopoda im Habitat

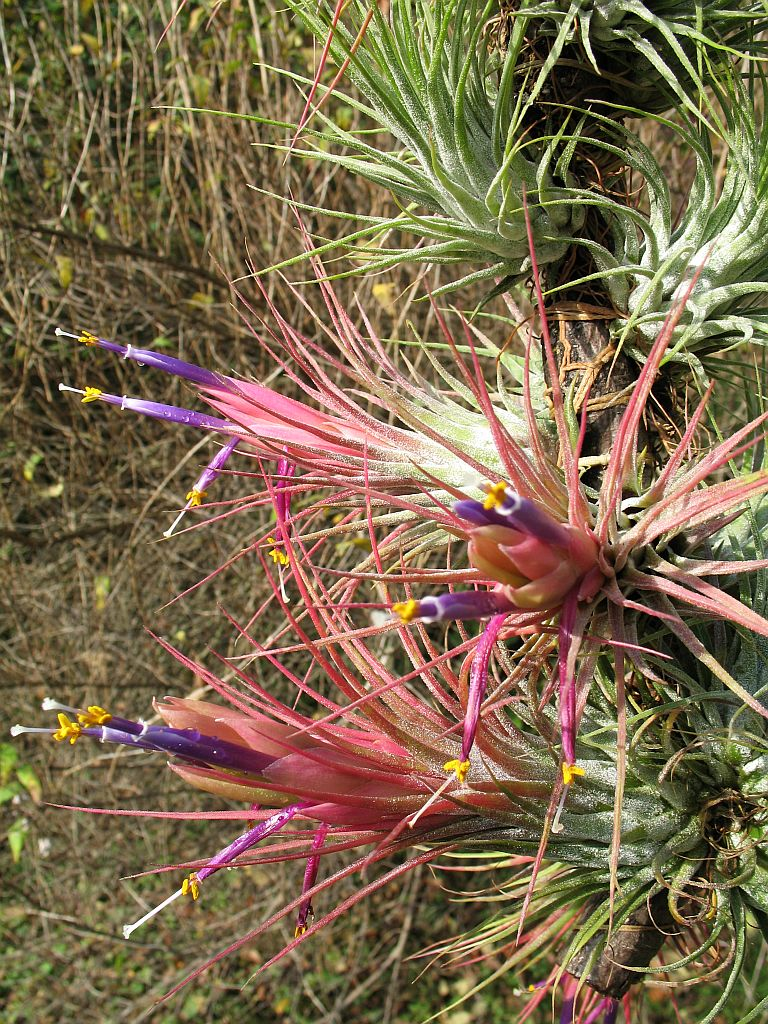
Habitus, Blütenstände und blaue Blüten von Tillandsia delicata

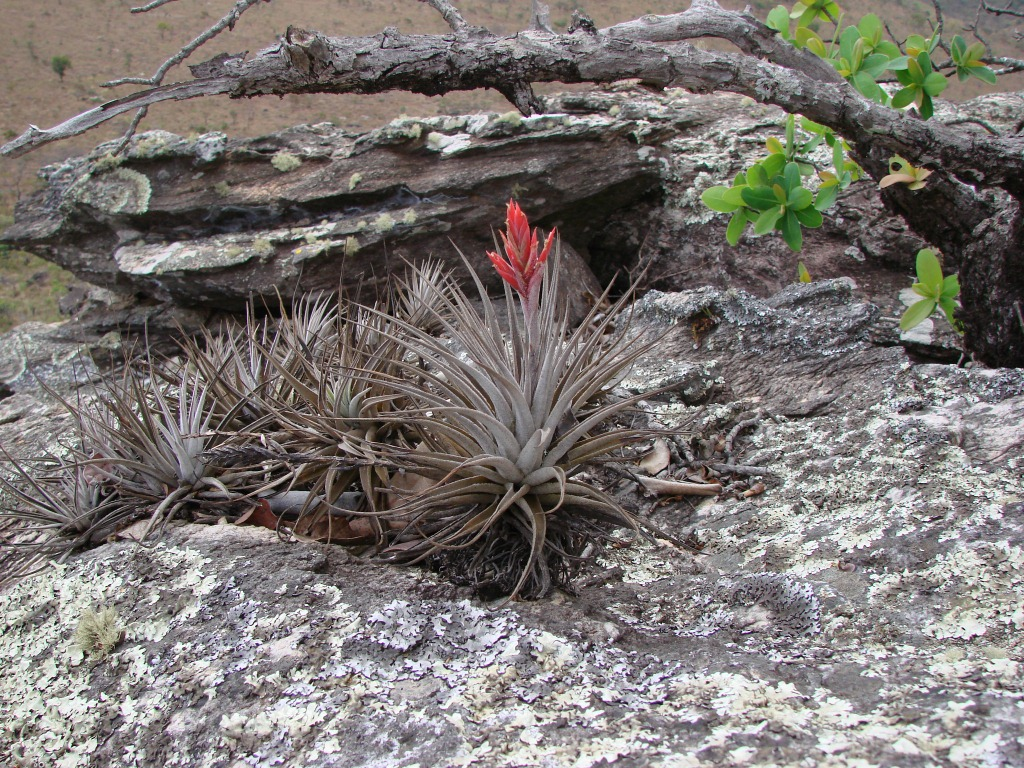
Habitus und Blütenstand von Tillandsia didisticha im Habitat

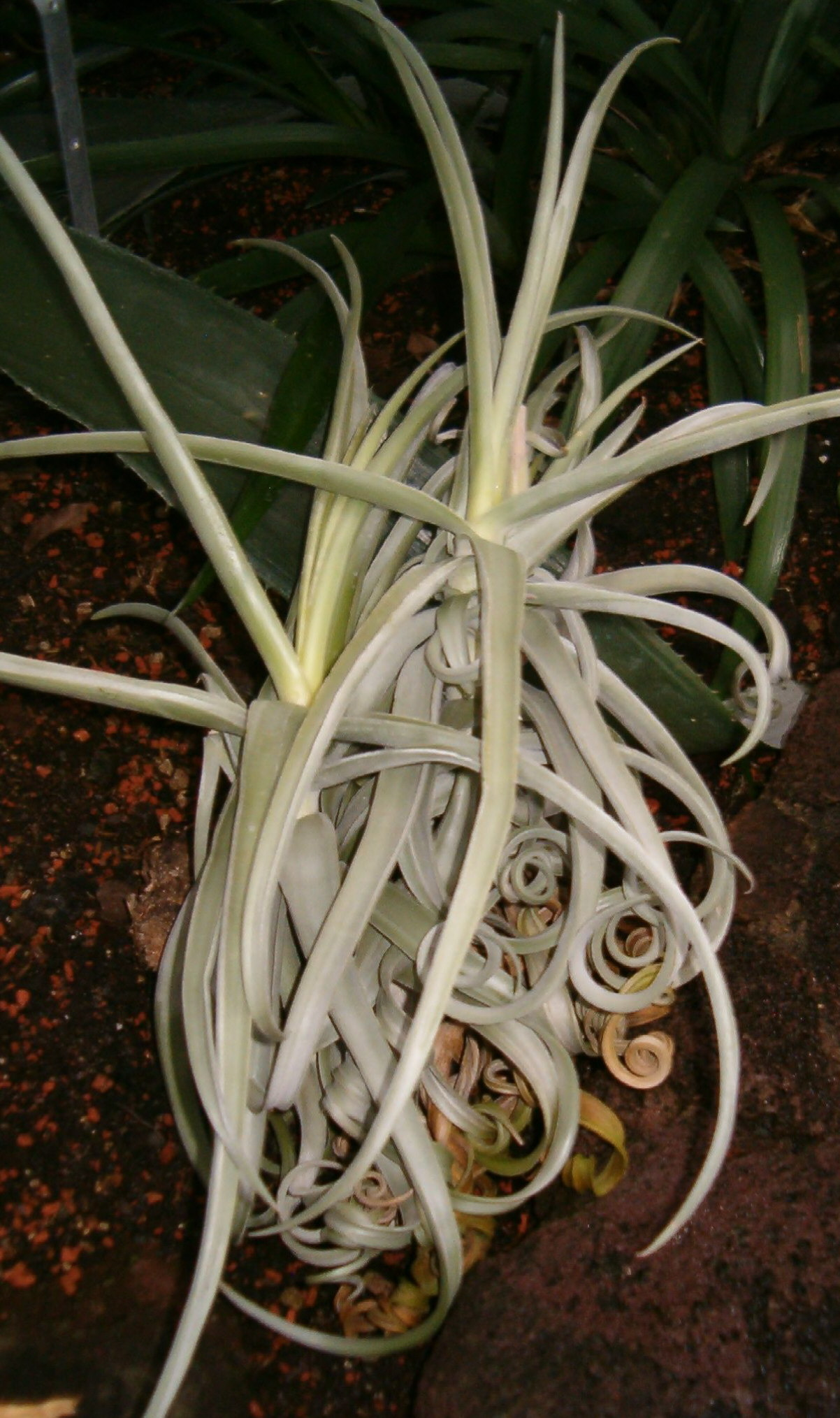
Habitus von Tillandsia duratii, eine Besonderheit für Bromelien sind die rankenden Laubblätter

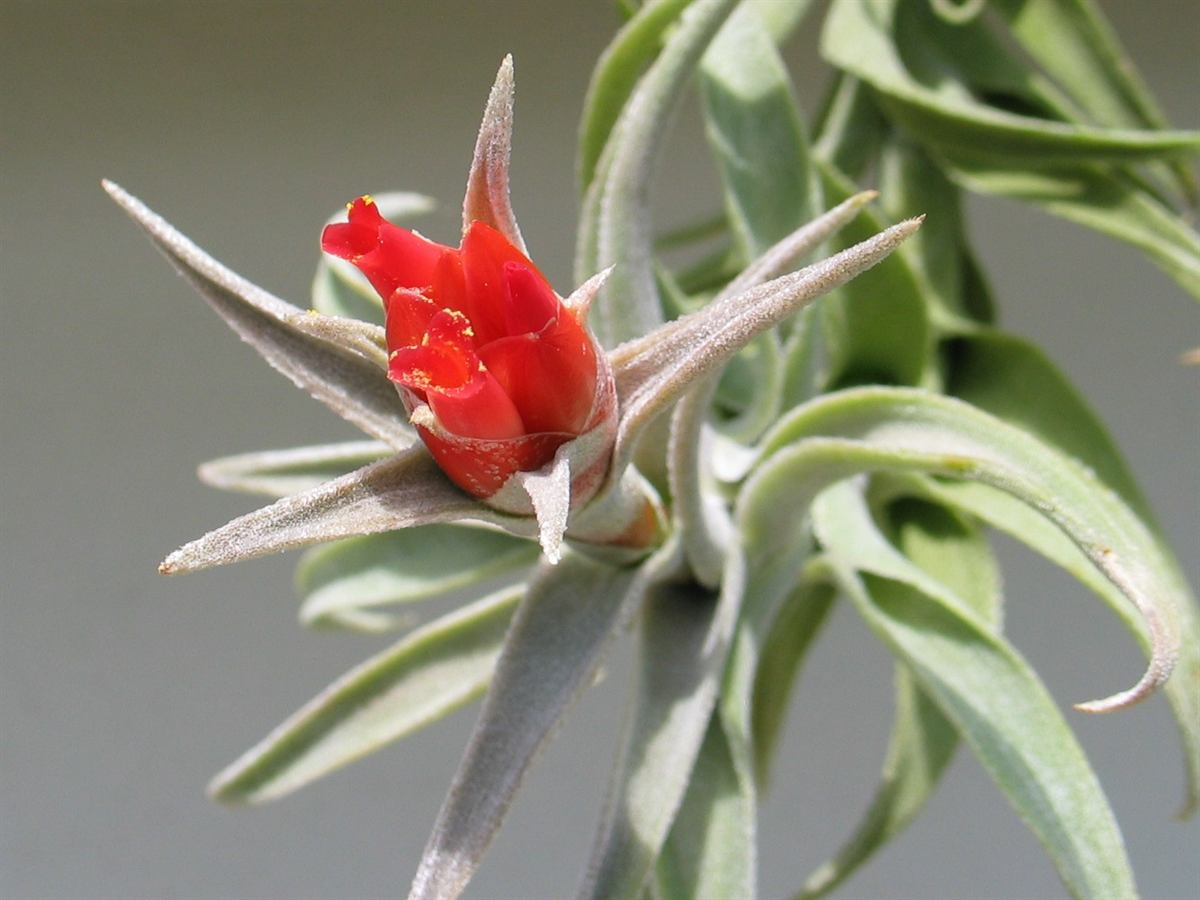
Habitus und Blütenstand von Tillandsia edithiae

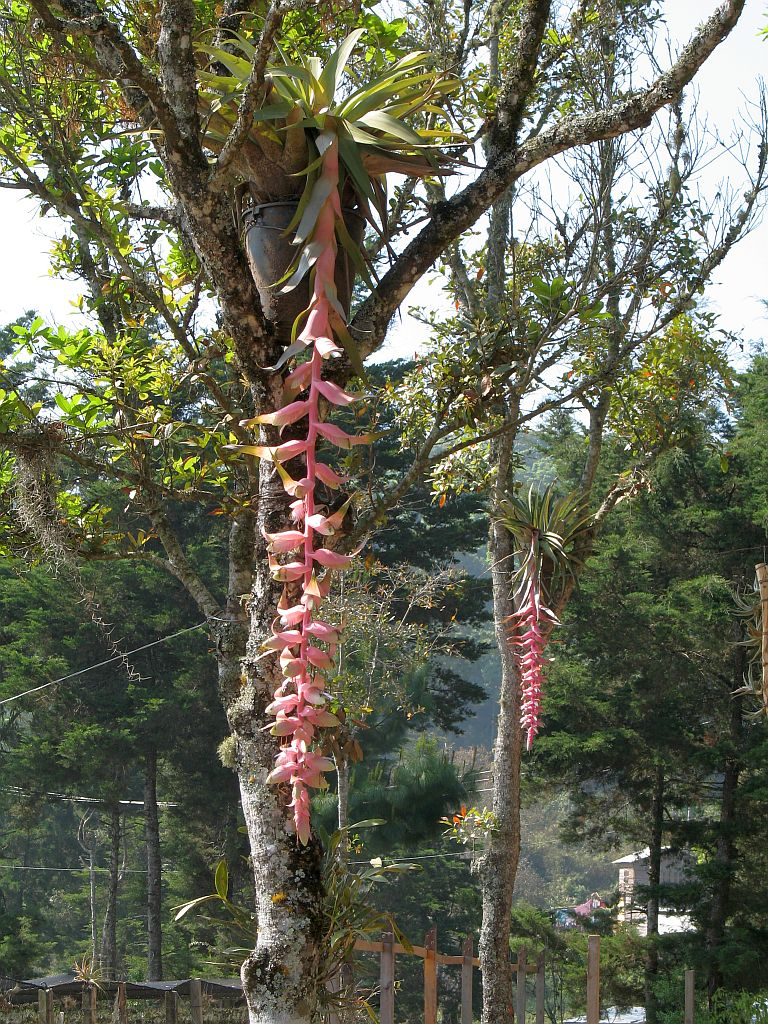
Habitus und hängender Blütenstand von Tillandsia eizii

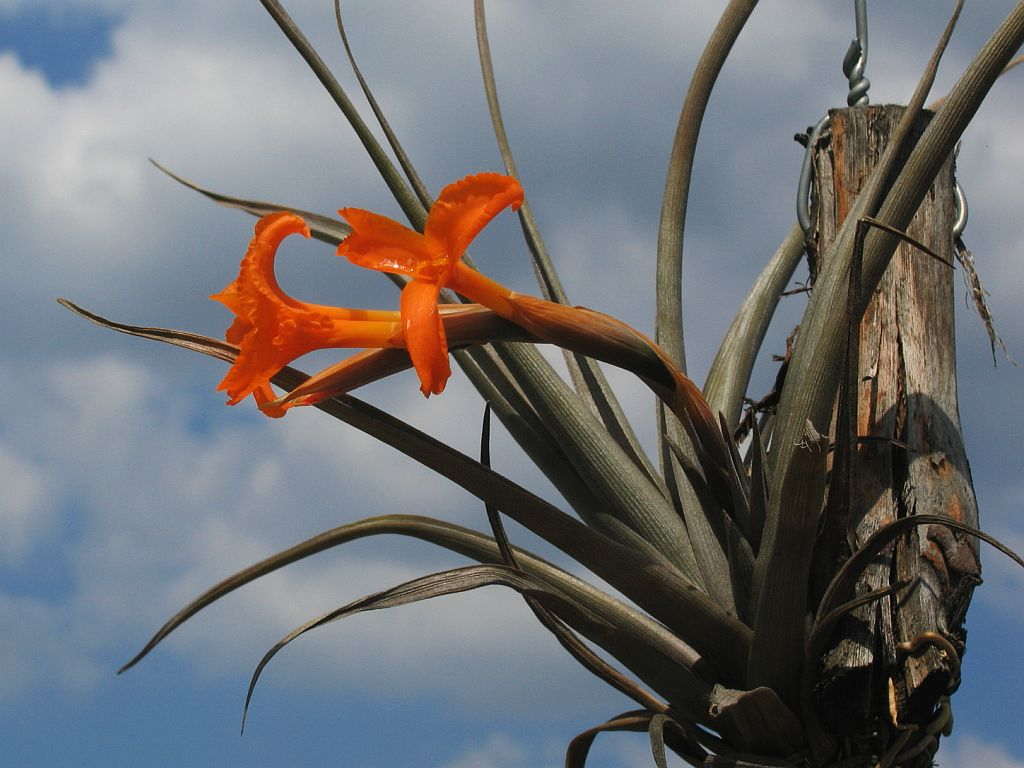
Habitus und orangefarbenene Blüten von Tillandsia erici

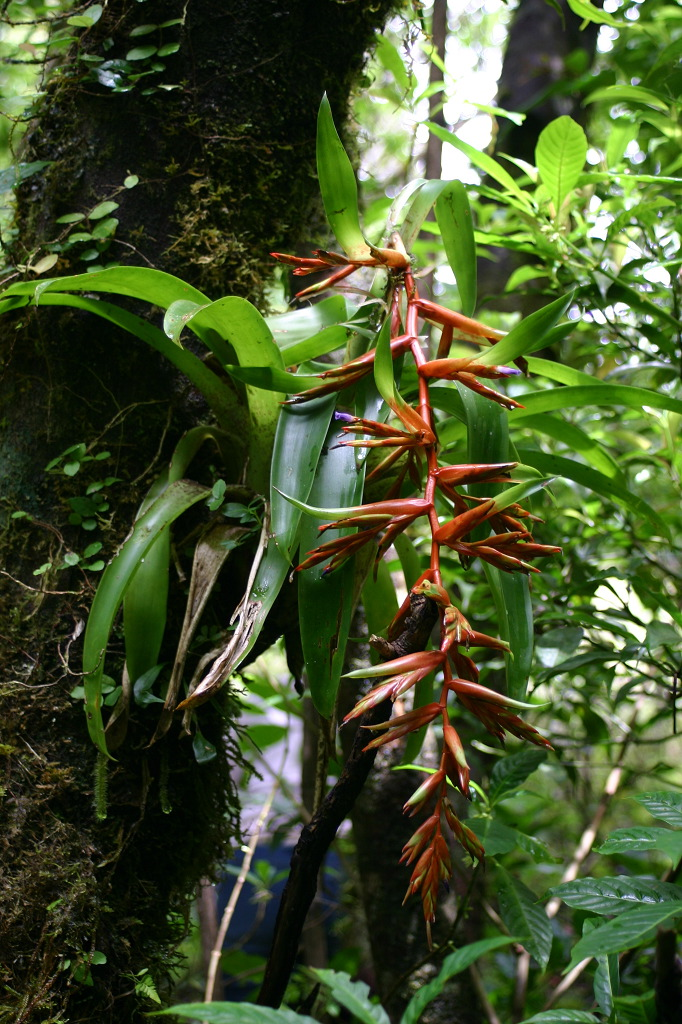
Habitus und hängender Blütenstand von Tillandsia excelsa

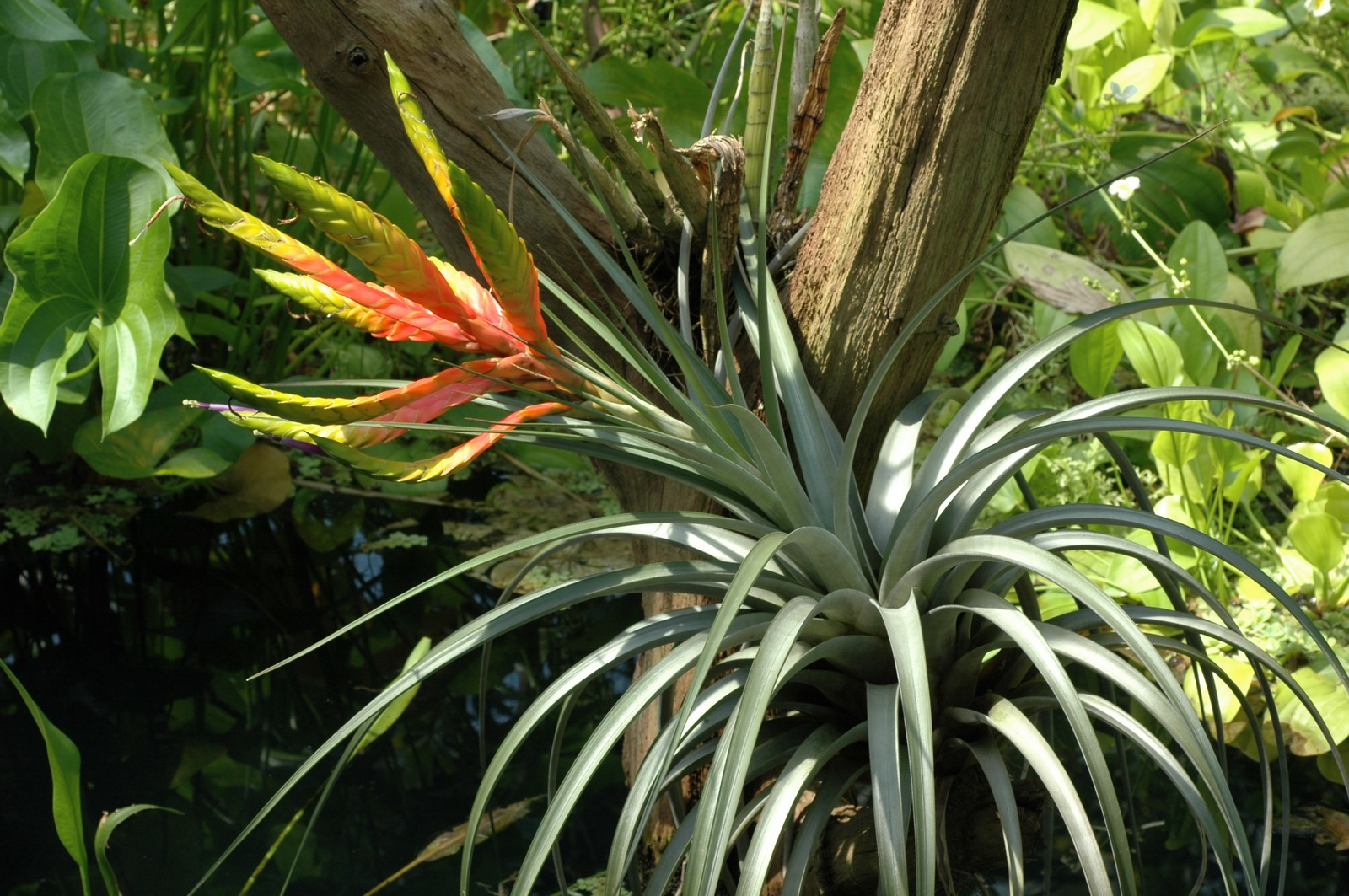
Habitus, Blütenstand mit blauen Blüten von Tillandsia fasciculata

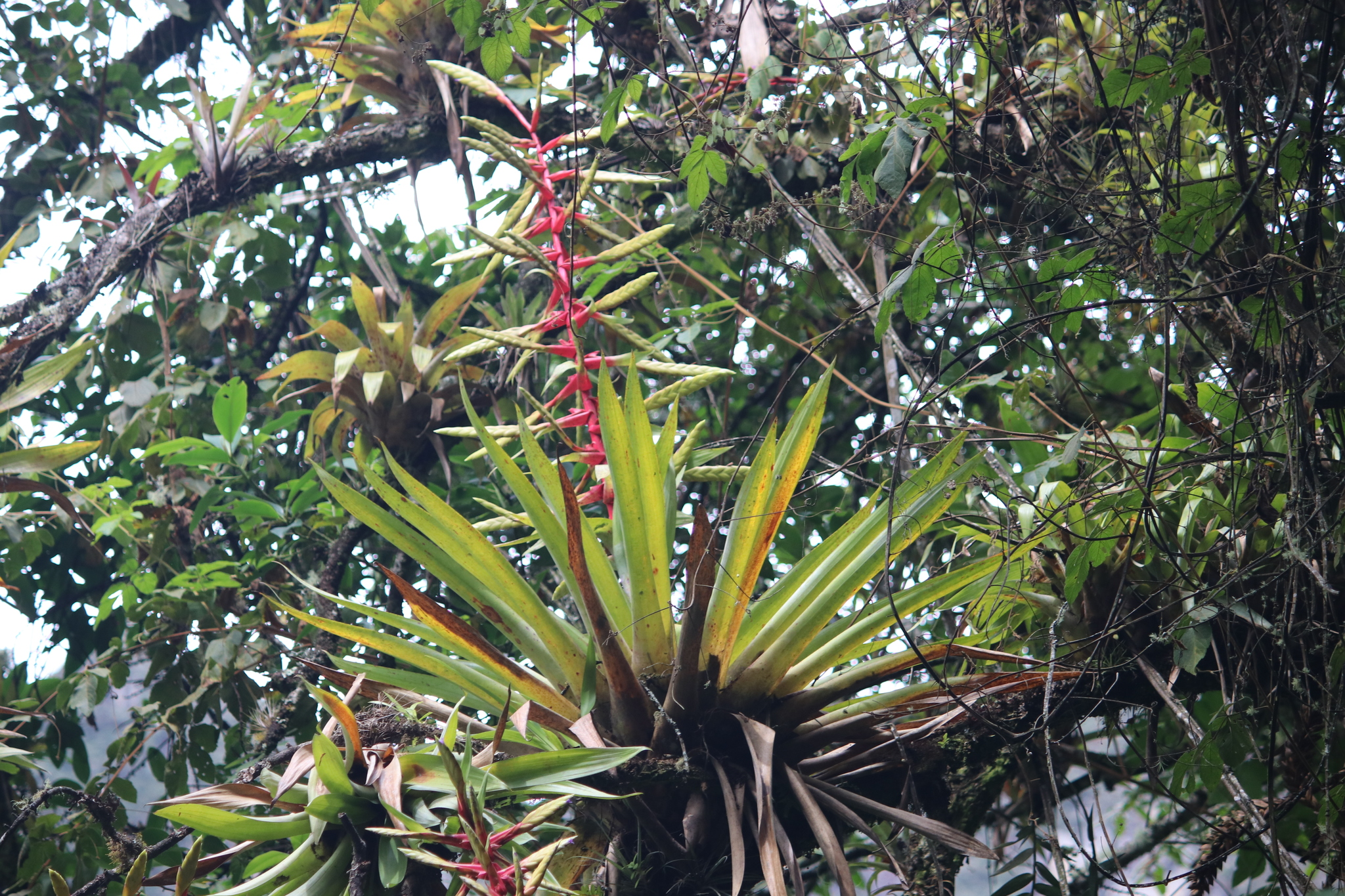
Habitus, Laubblätter und Blütenstand von Tillandsia fendleri im Habitat

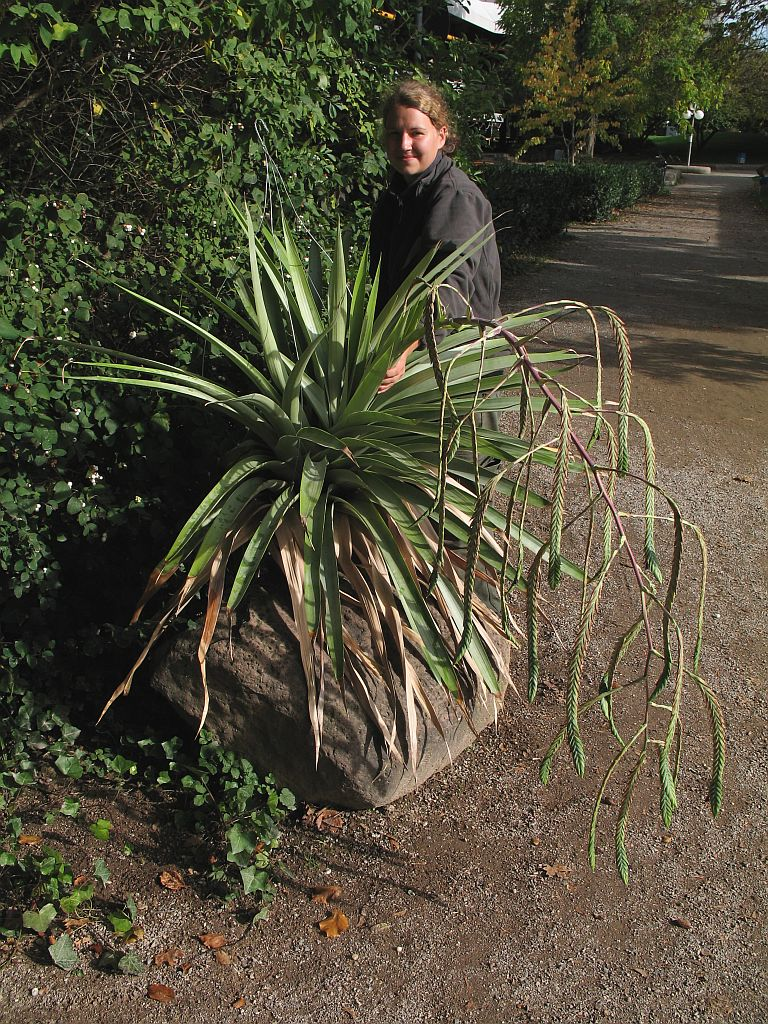
Habitus und Blütenstand von Tillandsia ferreyrae

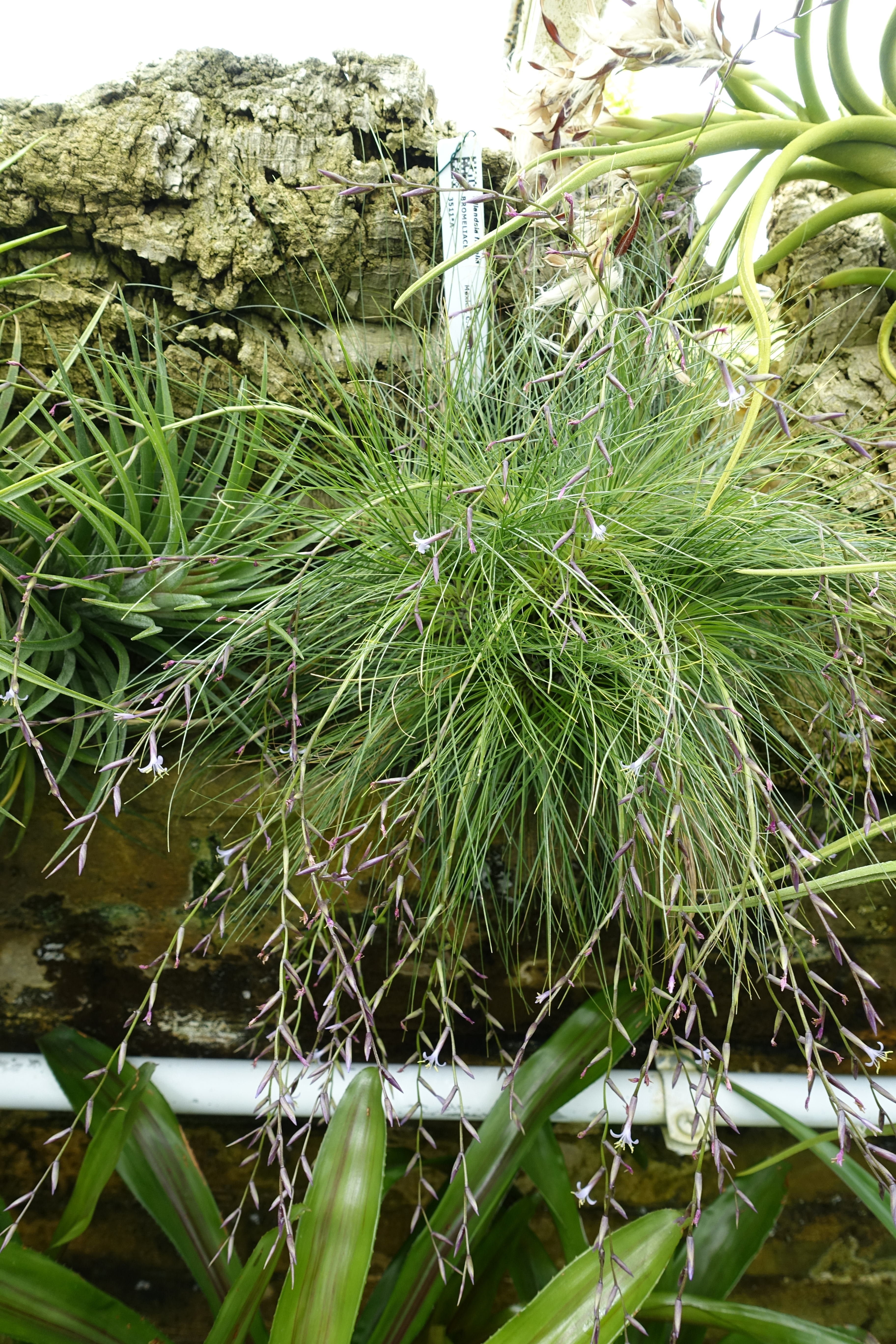
Grasähnlicher Habitus und Blütenstände von Tillandsia filifolia

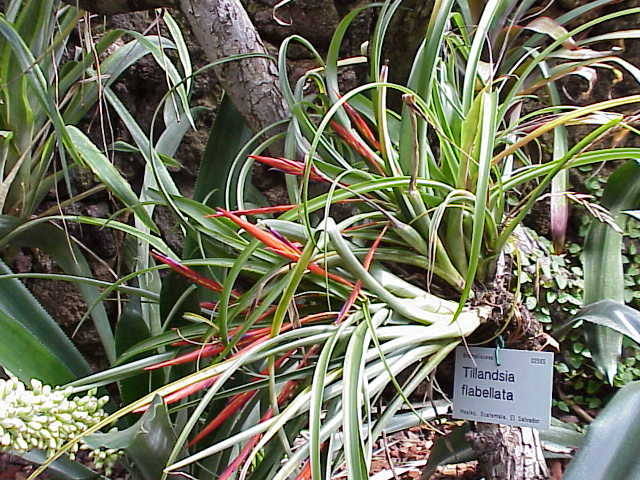
Habitus der Grünen Tillandsie Tillandsia flabellata, Blütenstand mit roten Hochblätter und blauen Blüten

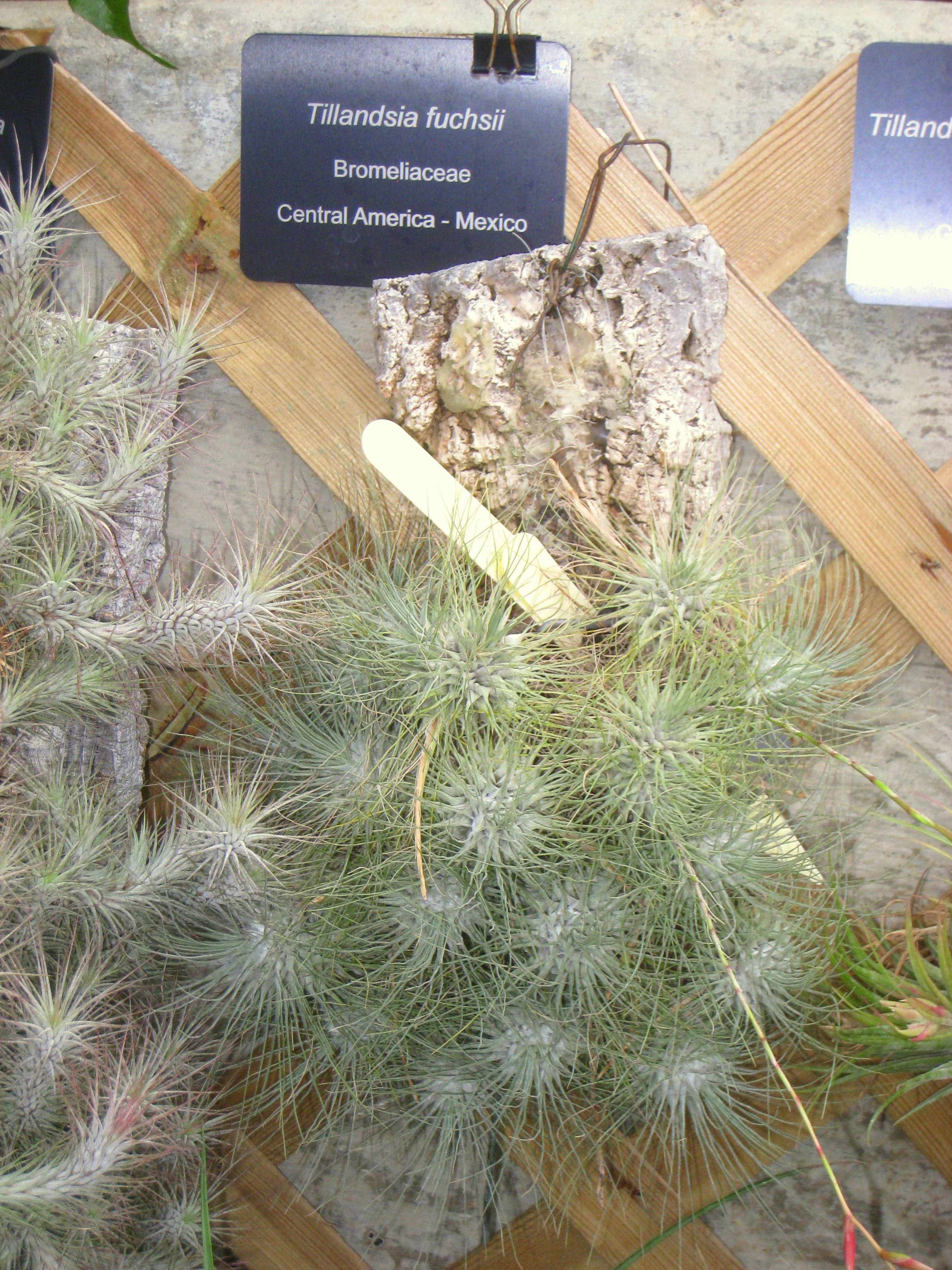
Rechte 2/3 des Bildes Habitus von Tillandsia fuchsii

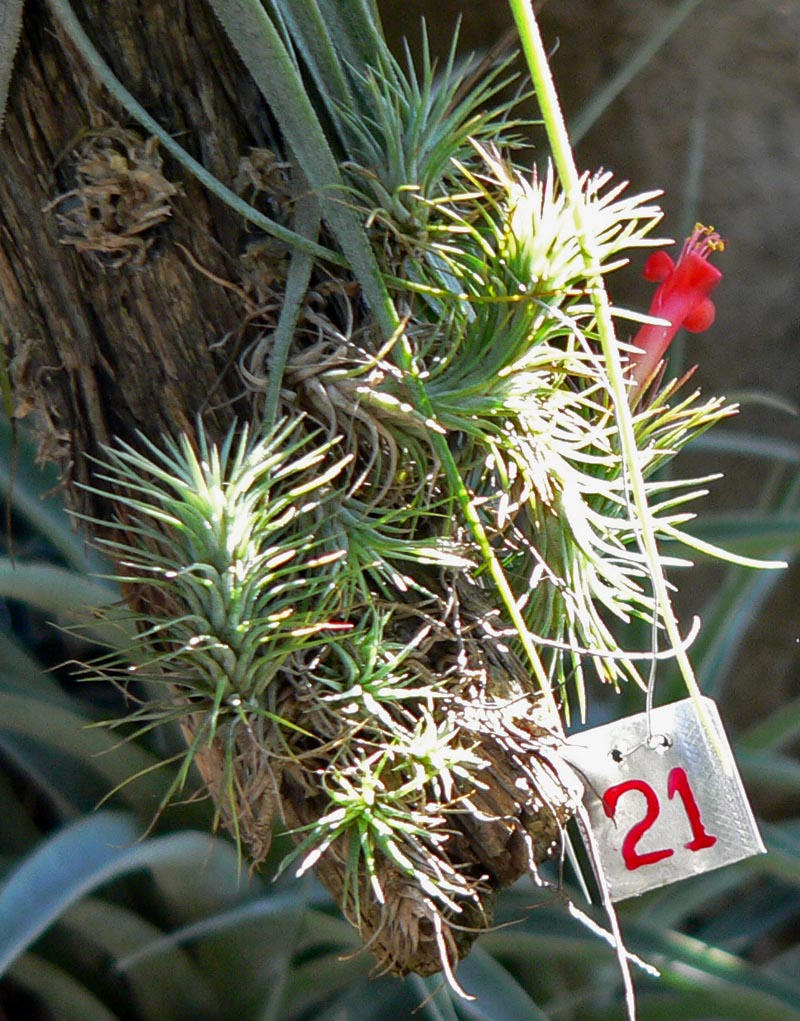
Habitus und immer nur eine leuchtend rote Blüte je Pflanze von Tillandsia funckiana

- Tillandsia barrosoae W.Till: Sie kommt nur im brasilianischen Bundesstaat Goiás vor.
- Tillandsia barthlottii Rauh: Sie kommt Ecuador nur in Morona-Santiago vor.
- Tillandsia bartramii Elliott (Syn.: Tillandsia juncea sensu LeConte, Tillandsia pinifolia LeConte, Tillandsia myriophylla Small, Tillandsia simulata Small): Sie ist von Georgia über Mexiko und Guatemala weitverbreitet.
- Tillandsia bella T.Strehl: Sie gedeiht an Sandsteinfelswänden nur im brasilianischen Bundesstaat Rio Grande do Sul.
- Tillandsia belloensis W.Weber: Sie kommt nur im mexikanischen Bundesstaat Chiapas vor.
- Tillandsia bergeri Mez: Sie gedeiht lithophytisch in Höhenlagen von etwa 75 Meter nur im argentinischen Buenos Aires.
- Tillandsia ×bergiana H.Takizawa & P.Koide: Diese Naturhybride aus Tillandsia beutelspacheri × Tillandsia flabellata wurde 2000 erstbeschrieben. Sie wurde in einer Höhenlage von etwa 1000 Metern nur im mexikanischen Bundesstaat Chiapas gefunden.[1]
- Tillandsia bermejoensis H.Hromadnik: Sie kommt nur im bolivianischen Santa Cruz vor.
- Tillandsia bernalensis Hern.-Cárdenas, Espejo, López-Ferr. & L. Hern.: Die Erstbeschreibung erfolgte 2023. Sie gedeiht lithophytisch an senkrechten Felswänden in Höhenlagen von 2250 bis 2290 Metern nur im mexikanischen Bundesstaat Querétaro.[1][6]
- Tillandsia beutelspacheri Matuda (Syn.: Tillandsia insignis Matuda): Sie kommt in Höhenlagen von etwa 1200 Meter nur im mexikanischen Bundesstaat Chiapas vor.
- Tillandsia biflora Ruiz & Pavón (Syn.: Tillandsia biflora var. cruenta André): Sie gedeiht meist epiphytisch in Wäldern, selten lithophytisch in Höhenlagen von 1900 bis 3000 Metern. Sie ist von Costa Rica und Panama bis Venezuela, Ecuador und Bolivien weitverbreitet.
- Tillandsia bismarckii Rauh & Lehmann: Sie kommt nur im peruanischen San Martin vor.
- Tillandsia bochilensis Ehlers: Sie kommt nur im mexikanischen Bundesstaat Chiapas vor.
- Tillandsia boeghii (H.Luther) J.R.Grant: Sie kommt in Höhenlagen von etwa 2900 Metern in Ecuador nur in Loja vor.
- Tillandsia boliviana Mez: Sie kommt nur in Bolivien vor.
- Tillandsia boliviensis Baker: Sie gedeiht lithophytisch in Höhenlagen von 2800 bis 3600 Metern nur im bolivianischen La Paz.
- Tillandsia bongarana L.B.Sm.: Sie kommt in Höhenlagen von 2100 bis 2400 Metern nur im peruanischen Amazonas vor.
- Tillandsia bonita Versieux & Martinelli: Die Erstbeschreibung erfolgte 2013. Sie kommt nur im brasilianischen Bundesstaat Mato Grosso do Sul vor. Dieser Endemit bildet dichte Bestände an Kalksteinfelsen am Rand des halbimmergrünen Tropenwaldes entlang des Rio Salobra.
- Tillandsia boqueronensis Ehlers: Die Erstbeschreibung erfolgte 2009 in Die Bromelie. Sie gedeiht an steilen Felsen in der Nähe des Flusses in einer Höhenlage von etwa 1400 Metern. Sie wurde bisher nur im Canon El Boqueron, Tonala im mexikanischen Bundesstaat Oaxaca gefunden.[1]
- Tillandsia borealis Espejo & López-Ferrari: Sie gedeiht als Epiphyt auf Kiefern oder Eichen in Kiefern-Eichen-Wäldern in Höhenlagen von 1700 bis 2000 Metern in den mexikanischen Bundesstaaten Durango sowie Sinaloa.
- Tillandsia borinquensis Cedeño-Maldonado & Proctor: Sie kommt in Puerto Rico nur in Yauco vor.
- Tillandsia borjaensis Manzan. & W. Till: Die Erstbeschreibung erfolgte 2021. Sie gedeiht epiphytisch im oberen Kronenbereich in Höhenlagen von 1600 bis 2150 Metern im Amazonasgebiet in Ecuador in Napo sowie Sucumbíos.[1]
- Tillandsia botterii E.Morren ex Baker: Sie kommt in Mexiko vor.[1]
- Tillandsia bourgaei Baker (Syn.: Tillandsia strobilifera E.Morren ex Baker, Tillandsia cylindrica S.Watson, Tillandsia mexiae L.B.Sm.): Sie kommt in Höhenlagen von 800 bis 2900 Meter in den mexikanischen Bundesstaaten Nayarit, Jalisco, Puebla, México, Guerrero, Oaxaca, Chiapas sowie im Distrito Federal vor.
- Tillandsia brachycaulos Schltdl. (Syn.: Tillandsia bradeana Mez & Tonduz, Tillandsia flammea Mez): Sie gedeiht meist epiphytisch in Trockenwäldern in Höhenlagen von 600 bis 1200 Metern. Sie ist von Mexiko (San Luis Potosi, Vera Cruz, Morelos, Oaxaca, Tabasco, Chiapas, Campeche, Yucatan) über Guatemala (Peten, San Marcos, Santa Rosa), Honduras (Cortes, Comayagua, Paraiso), El Salvador (Santa Ana, Sonsonate, Libertad, Chalatenango), Nicaragua (Chinandega, Carazo, Rivas), Costa Rica (Guanacastle, San Jose) bis Panama (Chiriqui) und Venezuela (Aragua, Bolivar) weitverbreitet.[1]
- Tillandsia brachyphylla Baker: Sie gedeiht lithophytisch in Höhenlagen von 800 bis 850 Metern in den brasilianischen Bundesstaaten Rio de Janeiro sowie Guanabara vor.
- Tillandsia brealitoensis L.Hromadnik: Sie kommt nur im argentinischen Salta vor.
- Tillandsia brenneri Rauh: Sie kommt in Ecuador nur in Pastaza vor.
- Tillandsia brevilingua Mez ex Harms: Sie gedeiht epiphytisch in Höhenlagen von etwa 1200 Metern nur im peruanischen Loreto.
- Tillandsia brevior L.B.Sm.: Sie kommt in Kolumbien in Höhenlagen etwa 1200 Metern vor.
- Tillandsia breviturneri Betancur & N.García: Sie gedeiht epiphytisch in Wäldern in Höhenlagen von 3150 bis 3950 Metern in Kolumbien.
- Tillandsia buchlohii Rauh: Sie kommt nur in Paraguay vor.
- Tillandsia bulbosa Hook. f. (Syn.: Tillandsia bulbosa var. brasiliensis Schult. f., Tillandsia bulbosa var. picta Hook., Tillandsia erythraea Lindl. & Paxt., Tillandsia pumila Lindl. & Paxt., Tillandsia pumila Griseb.): Sie ist von Mexiko bis Brasilien sowie Ecuador weitverbreitet und kommt auf karibischen Inseln vor:
  - Tillandsia bulbosa forma alba H.Takizawa: Sie gedeiht epiphytisch in hellen, offenen Wäldern in Höhenlagen von etwa 1350 Meter in Costa Rica nur in Cartago.
- Tillandsia burle-marxii Ehlers: Sie kommt nur im brasilianischen Bundesstaat Bahia vor.
- Tillandsia buseri Mez (Syn: Tillandsia buseri var. nubicola Gilmartin): Sie gedeiht epiphytisch in Wäldern in Höhenlagen von 1350 bis 2750 Metern. Sie kommt Kolumbien (Cundinamarca, Putumayo) sowie Ecuador (Napo) vor.
- Tillandsia butzii Mez: Es gibt zwei Varietäten:[1]
  - Tillandsia butzii Mez var. butzii: Sie gedeiht epiphytisch meist an trockenen, offenen Standorten in Höhenlagen von 1000 bis 2300 Metern. Sie ist in Mittelamerika von Mexiko bis Panama weitverbreitet.
  - Tillandsia butzii var. roseiflora Ehlers: Die Erstbeschreibung erfolgte 2002 in Die Bromelie. Sie kommt in Höhenlagen von etwa 1500 Metern nur im mexikanischen Bundesstaat Oaxaca vor.

## C
- Tillandsia caballosensis Ehlers: Die Erstbeschreibung erfolgte 2009 in Die Bromelie. Sie kommt in Höhenlagen von 1800 bis 2260 Metern nur im mexikanischen Bundesstaat Guerrero vor.[1]
- Tillandsia cacticola L.B.Sm.: Sie gedeiht epiphytisch beispielsweise auf Kakteen an sonnigen Standorten in Höhenlagen von 325 bis 2300 Metern. Sie kommt im peruanischen Piura, Cajamarca, Amazonas sowie Libertad vor.[1]
- Tillandsia caerulea Kunth: Sie gedeiht epiphytisch in ariden Habitaten in Höhenlagen von 900 bis 2700 Metern. Sie kommt in Ecuador (Azuay, Loja) sowie Peru (Tumbes, Piura, Cajamarca) vor.
- Tillandsia cajamarcensis Rauh: Sie kommt nur im peruanischen Cajamarca vor.
- Tillandsia calcicola L.B.Smith & Proctor: Dieser Endemit ist nur vom Typusstandort bekannt. Er gedeiht auf sonnigen, senkrechten Kalksteinfelsen in einer Höhenlage von etwa 450 Meter. Er kommt nur bei der Ramgoat Cave entlang der Straße von Albert Town nach Kinloss im Trelawny Parish im nordwestlichen Teil von Jamaika.
- Tillandsia califanii Rauh: Sie kommt nur im mexikanischen Bundesstaat Puebla vor.
- Tillandsia caliginosa W.Till (Syn.: Tillandsia myosura Griseb., Tillandsia myosura sensu Lorentz & Niederlein, Tillandsia crocata forma major Rauh, Tillandsia crocata var. tristis Rauh, Tillandsia crocata var. tristis forma major Rauh): Sie kommt nur im argentinischen Jujuy vor.
- Tillandsia callichroma L.Hromadnik: Sie kommt nur im mexikanischen Bundesstaat Oaxaca vor.
- Tillandsia calochlamys Ehlers & L.Hromadnik: Sie kommt nur im bolivischen Cochabamba vor.
- Tillandsia calothyrsus Mez: Sie gedeiht epiphytisch in Wäldern in Höhenlagen von etwa 2100 Meter nur im mexikanischen Bundesstaat Oaxaca.
- Tillandsia caloura Harms: Sie gedeiht epiphytisch in Regenwäldern in Höhenlagen zwischen 1860 und 2200 Meter in Kolumbien nur in Magdalena.
- Tillandsia camargoensis L.Hromadnik: Sie kommt in Bolivien in Chuquisaca sowie Potosi vor.
- Tillandsia candelifera Rohweder: Sie kommt in Höhenlagen von 2000 bis 2100 Metern in El Salvador nur in Santa Ana vor.
- Tillandsia canescens Sw.: Sie kommt nur in der kubanischen Provinz Pinar del Rio und auf Jamaika in Cornwall vor.
- Tillandsia capillaris Ruiz & Pavón: Es gibt seit 2024 zwei Varietäten:[1]
  - Tillandsia capillaris var. attenuatisepala Gouda: Sie wurde 2024 in Bromelie aus dem bolivianischen Santa Cruz erstbeschrieben. Sie ist bisher nur von ihrem Typusfundort bekannt und wird in Europa kultiviert.[1]
  - Tillandsia capillaris Ruiz & Pavón capillaris (Syn.: Tillandsia propinqua sensu Griseb., Tillandsia pusilla Gillies ex Baker, Tillandsia lichenoides Hieron., Tillandsia propinqua var. saxicola Hieron., Tillandsia capillaris var. incana Mez, Tillandsia capillaris var. lanuginosa Mez, Tillandsia hieronymi Mez, Tillandsia hieronymi var. lichenoides (Hieronymus) Castellanos, Tillandsia permutata A.Cast.): Sie gedeiht lithophytisch und epiphytisch in Höhenlagen von 350 bis 3600 Metern in Peru, Bolivien, Chile sowie Argentinien.[1]
- Tillandsia capistranoensis Ehlers & W.Weber: Sie kommt nur im mexikanischen Bundesstaat Zacatecas vor.
- Tillandsia capitata Griseb.: Sie kommt in Höhenlagen von 800 bis 1000 Metern in den mexikanischen Bundesstaaten Sonora, Jalisco, Vera Cruz, Guerrero sowie Oaxaca und den kubanischen Provinzen Pinar del Rio sowie Las Villas und in der Dominikanischen Republik vor.
- Tillandsia caput-medusae E.Morren: Sie gedeiht epiphytisch in Höhenlagen von 40 bis 2400 Metern. Sie ist in Mittelamerika von Mexiko über Guatemala, Honduras und El Salvador bis Nicaragua und Costa Rica weitverbreitet.
- Tillandsia cardenasii L.B.Smith: Es gibt zwei Varietäten:[1]
- Tillandsia cardenasii L.B.Smith var. cardenasii (Syn.: Tillandsia krystofii J.J.Halda & Hertus): Sie kommt an Felsen in Höhenlagen von etwa 2730 Meter im bolivianischen Chuquisaca vor.
  - Tillandsia cardenasii var. major Ehlers & L.Hromadnik: Die Erstbeschreibung erfolgte 2005 in Die Bromelie. Sie kommt in Höhenlagen von etwa 1900 Meter im bolivianischen Chuquisaca vor.
- Tillandsia carlos-hankii Matuda: Sie gedeiht epiphytisch in Mischwäldern mit Eichen und Kiefern in Höhenlagen von etwa 2900 Meter. Sie kommt nur im mexikanischen Bundesstaat Oaxaca vor.
- Tillandsia carlsoniae L.B.Sm.: Sie gedeiht epiphytisch in Wäldern in Höhenlagen von 1500 bis 2400 Metern nur im mexikanischen Bundesstaat Chiapas.
- Tillandsia carminea W.Till: Sie kommt nur brasilianischen Bundesstaat Rio de Janeiro vor.
- Tillandsia carnosa L.B.Sm.: Es gibt vier Varietäten:[1]
  - Tillandsia carnosa var. boliviensis H.Luther: Sie kommt nur im bolivianischen La Paz vor.
  - Tillandsia carnosa var. brevistipitata Rauh: Sie kommt in Höhenlagen von etwa 1200 Meter im peruanischen Cajamarca vor.
  - Tillandsia carnosa L.B.Sm. var. carnosa: Sie kommt in Höhenlagen von 2000 bis 2400 Metern im peruanischen Amazonas vor.
  - Tillandsia carnosa var. longispicata Rauh: Sie kommt in Höhenlagen von etwa 500 Meter im peruanischen Cajamarca vor.
- Tillandsia carrierei André: Sie kommt in Kolumbien nur in Antioque vor.
- Tillandsia carrilloi Véliz & U.Feldhoff: Sie wurde 2013 erstbeschrieben. Sie gedeiht an steilen Felsenwänden in Höhenlagen von 800 bis 1000 Metern in Guatemala nur im Departamento Chiquimula.[1]
- Tillandsia castaneobulbosa Mez & Wercklé: Sie gedeiht in Höhenlagen von 1200 bis 2100 Metern in Costa Rica.
- Tillandsia castelensis Leme & W.Till: Sie wurde 2010 aus dem brasilianischen Bundesstaat Espírito Santo erstbeschrieben. Sie gedeiht an vollexponierten Felswänden im Atlantischen Regenwald von Castelo in Höhenlagen von etwa 1100 Meter.
- Tillandsia castellanii L.B.Sm.: Sie gedeiht in Höhenlagen von 0 bis 1000 Metern im argentinischen San Luis sowie Córdoba.
- Tillandsia cathcartii (H.Luther) J.R.Grant: Sie wurde 1996 erstbeschrieben. Sie wurde bisher nur in einer Höhenlage von etwa 850 Metern im ecuadorianischen Zamora-Chinchipe gefunden.[1]
- Tillandsia catimbauensis Leme, W.Till & J.A.Siqueira: Sie kommt nur im brasilianischen Bundesstaat Pernambuco vor.
- Tillandsia caulescens Brongn. ex Baker: Sie gedeiht an Felsen in Höhenlagen zwischen 500 und 2900 Meter in den peruanischen Departamentos Ica, Apurimac, Cuzco sowie Junín und in Bolivien nur in La Paz vor.
- Tillandsia cauliflora Mez & Wercklé ex Mez: Sie kommt in Costa Rica nur in Cartago vor.
- Tillandsia cauligera Mez (Syn.: Tillandsia macbrideana var. longifolia Rauh, Tillandsia macbrideana var. longispica Rauh, Tillandsia macbrideana var. major Rauh)
- Tillandsia cees-goudae Gouda: Die Erstbeschreibung erfolgte 2017 in Die Bromelie. Sie wurde mit einem Exemplar das 2009 im Botanischen Garten Utrecht blühte erstbeschrieben, das aus einer Gärtenerei in Huancavelica im District Pomacocha der peruanischen Provinz Acobamba stammt.
- Tillandsia celata Ehlers & Lautner: Sie gedeiht lithophytisch in Höhenlagen zwischen 2400 und 3100 Meter in den peruanischen Departamentos Cajamarca, Libertad, Huancavelica sowie Cusco.
- Tillandsia cereicola Mez: Sie gedeiht in Höhenlagen von 700 bis 2200 Metern im peruanischen Ancash, Cajamarca sowie Libertad.
- Tillandsia cernua L.B.Sm.: Sie gedeiht epiphytisch in Höhenlagen von 2000 bis 3600 Metern in Ecuador nur in Tungurahua.
- Tillandsia cerrateana L.B.Sm.: Sie gedeiht in Höhenlagen von 3560 bis 3900 Metern nur im peruanischen Ancash.
- Tillandsia chacomasensis L.Hrom., H.Hrom. & Barfuss: Die Erstbeschreibung erfolgte 2024 in Die Bromelie. Sie gedeiht lithophytisch in Höhenlagen von 2700 bis 3200 Metern nur im südlichen Teil des peruanischen La Libertad.[1]
- Tillandsia chaetophylla Mez: Sie gedeiht epiphytisch in Wäldern in Höhenlagen von 1700 bis 2300 Metern in den mexikanischen Bundesstaaten Veracruz, Michoacan, Guerrero sowie Oaxaca.
- Tillandsia chalcatzingensis González-Rocha, Cerros, López-Ferr. & Espejo: Die Erstbeschreibung erfolgte 2015. Sie gedeiht lithophytisch an senkrechten Felswänden in Höhenlagen von 1400 bis 1415 Metern nur im mexiaknischen Bundesstaat Morelos.[1]
- Tillandsia champaraensis L.Hrom. & H.Hrom.: Die Erstbeschreibung erfolgte 2023 in Die Bromelie. Sie gedeiht in größeren Gruppen lithophytisch an glatten Felsoberflächen in Höhenlagen von 2800 bis 3000 Metern nur im südlichen Teil des peruanischen Ancash.[1]
- Tillandsia chapalillaensis Ehlers & J.Lautner: Die Erstbeschreibung erfolgte 2011. Sie gedeiht epiphytisch an Eichen in Wäldern in Höhenlagen von 1250 bis 1300 Meter nur im mexikanischen Bundesstaat Nayarit.
- Tillandsia chapeuensis Rauh: Es gibt seit 2012 zwei Varietäten:[1]
  - Tillandsia chapeuensis Rauh var. chapeuensis: Sie kommt nur im brasilianischen Bundesstaat Bahia vor.
  - Tillandsia chapeuensis var. turriformis Ehlers: Die Erstbeschreibung erfolgte 2012 in Die Bromelie. Sie kommt nur im brasilianischen Bundesstaat Bahia vor. Sie gedeiht lithophytisch in einer Höhenlage von etwa 900 Metern.[1]
- Tillandsia chartacea L.B.Sm.: Sie gedeiht auf Felsen und an Felswänden in Höhenlagen von etwa 2580 Meter in Kolumbien nur in Cundinamarca.
- Tillandsia chasmophyta H.Büneker, R.Pontes & K.Soares: Die Erstbeschreibung erfolgte 2014. Sie gedeiht lithophytisch auf Basaltfelsen nur im brasilianischen Bundesstaat Rio Grande do Sul.[1]
- Tillandsia chiapensis Gardner: Sie kommt nur im mexikanischen Bundesstaat Chiapas vor.
- Tillandsia chicoasena H.Hrom. & L.Hrom.: Die Erstbeschreibung erfolgte 2023 in Die Bromelie. Sie gedeiht lithophytisch an felsigen Hängen in Höhenlagen von 200 bis 300 Metern nur im mexikanischen Bundesstaat Chiapas
- Tillandsia chiletensis Rauh: Sie kommt nur im peruanischen Cajamarca vor.
- Tillandsia chingacensis Aguirre-Santoro, E. Hern-A. & Betancur: Die Erstbeschreibung erfolgte 2023. Sie gedeiht epiphytisch in Wäldern in Höhenlagen von 2300 bis 3100 Metern nur im kolumbianischen Cundinamarca.[1]
- Tillandsia chlorophylla L.B.Sm. (Syn.: Tillandsia santiagotuxtlensis Matuda): Sie kommt in Höhenlagen von 150 bis 400 Metern in Guatemala (Peten, Alta Verapaz, Izabal) sowie Belize (Distrikt Toledo) vor.
- Tillandsia chontalensis Baker: Sie gedeiht epiphytisch in Wäldern in Höhenlagen von 690 bis 1500 Metern in Nicaragua, Costa Rica, Kolumbien und Peru.[1]
- Tillandsia churinensis Rauh: Sie kommt nur im peruanischen Lima vor.
- Tillandsia chusgonensis L.Hromadnik: Die Erstbeschreibung erfolgte 2005 in Die Bromelie. Sie kommt nur im peruanischen Departamento La Libertad vor und ist nur vom Typusstandort in der Provinz Sánchez Carrión entlang des Rio Chusgon in einer Höhenlage von etwa 2500 Meter und dem angrenzenden Marañón-Quellgebiet bekannt. Sie gedeiht in kugeligen Polstern an senkrechten Felswänden.
- Tillandsia circinnatoides Matuda: Sie gedeiht epiphytisch auf Kakteen, Bäumen und Sträuchern in ariden Gebieten in Höhenlagen von 600 bis 1500 Metern. Sie kommt in Costa Rica und den mexikanischen Bundesstaaten Puebla, México, Guerrero sowie Oaxaca vor.
- Tillandsia clavigera Mez: Sie gedeiht epiphytisch in Wäldern in Höhenlagen von 750 bis 3000 Metern. Sie kommt in Kolumbien sowie Ecuador vor.
- Tillandsia xclavinata Manzan. & W.Till: Die Erstbeschreibung dieser Naturhybride aus Tillandsia complanata × Tillandsia clavigera erfolgte 2024. Sie gedeiht epiphytisch in Höhenlagen von etwa 1660 Meter nur im ecuadorianischen Napo.[7]
- Tillandsia coalcomanensis Ehlers: Die Erstbeschreibung erfolgte 2008 in Die Bromelie. Sie kommt nur im mexikanischen Bundesstaat Michoacan in einer Höhenlage von etwa 800 Meter vor.
- Tillandsia cochabambae E.Gross & Rauh: Sie kommt nur im bolivianischen Cochabamba vor.
- Tillandsia coinaensis Ehlers: Sie kommt nur im peruanischen La Libertad vor.
- Tillandsia colganii Ehlers: Sie kommt nur im bolivianischen Santa Cruz vor.
- Tillandsia colorata L.Hromadnik: Die Erstbeschreibung erfolgte 2009 in Die Bromelie. Sie kommt nur im argentinischen Salta in einer Höhenlage von etwa 1700 Meter vor.
  - Tillandsia colorata forma flavescens L.Hromadnik: Die Erstbeschreibung erfolgte 2009 in Die Bromelie. Sie kommt nur im argentinischen Salta in einer Höhenlage von etwa 1700 Meter vor.
- Tillandsia comarapaensis H.Luther: Sie kommt nur im bolivianischen Santa Cruz vor.
- Tillandsia comitanensis Ehlers: Sie kommt nur im mexikanischen Bundesstaat Chiapas in einer Höhenlage von etwa 2000 Meter vor.
- Tillandsia compacta Griseb. (Syn.: Tillandsia brunonis André): Es gibt zwei Varietäten:[1]
  - Tillandsia compacta Griseb. var. compacta (Syn.: Tillandsia caracasana Baker): Sie gedeiht epiphytisch in Wäldern in Höhenlagen von 1350 bis 2400 Metern. Sie kommt im östlichen Kuba, in Haiti im Chaîne de la Selle, in der Dominikanischen Republik und in Venezuela in Sucre, Distrito Federal, Aragua, Falcon sowie Bolívar vor.
  - Tillandsia compacta var. intermedia L.B.Sm.: Sie kommt in Venezuela nur in Merida vor.
- Tillandsia ×complachroma Rauh ex Manzan., W.Till & Gouda: Sie gedeiht epiphytisch im gestörten Nebelwald in Höhenlagen von 2800 bis 2990 Metern nur im ecuadorianischen Napo.[1][7]
- Tillandsia complanata Benth. (Syn.: Tillandsia axillaris Griseb., Tillandsia complanata subsp. latifolia Gilmartin): Sie gedeiht epiphytisch in Wäldern in Höhenlagen von 800 bis 3500 Metern. Sie ist von Costa Rica über Panama, Kolumbien, Venezuela, Peru und Brasilien bis Bolivien weitverbreitet und kommt auf einigen karibischen Inseln vor.
- Tillandsia ×complanea Gouda: Diese Naturhybride aus Tillandsia complanata × Tillandsia cyanea kommt in Costa Rica nur in Heredia vor.[1]
- Tillandsia ×complarensis: Diese Naturhybride aus Tillandsia complanata × Tillandsia tovarensis kommt in Venezuela nur in Amazonas vor.[1]
- Tillandsia compressa Bertero ex Schultes f.: Sie kommt nur auf Jamaika vor.
- Tillandsia comulcoensis Ehlers: Die Erstbeschreibung erfolgte 2016 in Die Bromelie. Sie gedeiht lithophytisch auf Felsen in einer Höhenlage von 1150 Metern und wurde bisher nur im mexikanischen Bundesstaat Puebla gefunden.[1]
- Tillandsia concolor L.B.Sm. (Syn.: Tillandsia palmasolana Matuda): Sie gedeiht epiphytisch an exponierten Standorten in Höhenlagen von 50 bis 1200 Metern. Sie kommt in den mexikanischen Bundesstaaten Veracruz, Guerrero, Oaxaca sowie Chiapas und in El Salvador nur in Santa Ana vor.
- Tillandsia confertiflora André: Sie gedeiht epiphytisch in Höhenlagen von 1200 bis 2500 Metern. Sie kommt in Ecuador nur in Loja sowie in Peru nur in Piura vor.
- Tillandsia confinis L.B.Sm. (Syn.: Tillandsia dudleyi L.B.Sm.): Es gibt zwei Varietäten:[1]
  - Tillandsia confinis L.B.Sm. var. confinis: Sie gedeiht epiphytisch in Wäldern in Höhenlagen von 600 bis 2800 Metern. Sie kommt in Kolumbien (Magdalena, Antioquia), Venezuela (Zulia, Amazonas), Ecuador (Loja, Napo), Peru (Loreto, Huanuco), Bolivien (La Paz) sowie Brasilien (Amazonas) vor.
  - Tillandsia confinis var. caudata L.B.Sm. (Syn.: Tillandsia abysmophila L.B.Sm. & Steyermark): Sie gedeiht epiphytisch in Wäldern in Höhenlagen von 2700 bis 2800 Metern. Sie kommt in Kolumbien nur in Magdalena vor.
- Tillandsia copalaensis Ehlers: Die Erstbeschreibung erfolgte 2001 in Die Bromelie mit Typusstand nahe Copala. Sie ist nur aus dem mexikanischen Bundesstaat Oaxaca zwischen Tlaxiaco und Putla in einer Höhenlage von etwa 1600 Meter bekannt.
- Tillandsia copanensis Rauh & Rutschmann: Sie kommt in Honduras nur in Copán vor.
- Tillandsia copynii Gouda: Sie kommt nur brasilianischen Bundesstaat Minas Gerais vor.
- Tillandsia ×cornissaensis Gouda: Diese Naturhybride aus Tillandsia argentina × Tillandsia aeranthos wurde 2020 erstbeschrieben und kommt im argentinischen Salta in einer Höhenlage von etwa 1400 Metern nur auf einer Wiese in der Nähe des Passes Cornissa vor.[1]
- Tillandsia ×correalei H.Luther: Diese Naturhybride aus Tillandsia fasciculata × Tillandsia hondurensis kommt in Honduras nur im Departamento Francisco Morazán vor.[1]
- Tillandsia cossonii Baker: Sie gedeiht in Kiefern-Eichenwäldern in einer Höhenlage von etwa 2300 Metern nur im mexikanischen Bundesstaat Michoacan.[1]
- Tillandsia cotagaitensis L.Hromadnik: Sie kommt in Bolivien nur in Potosí vor.
- Tillandsia crenulipetala Mez: Sie gedeiht epiphytisch in Regenwäldern in Höhenlagen von 1000 bis 2500 Metern in Kolumbien.[1]
- Tillandsia cretacea L.B.Sm.: Sie kommt nur im mexikanischen Bundesstaat Chihuahua vor.
- Tillandsia crista-gallii Ehlers: Die Erstbeschreibung erfolgte 2002 in Die Bromelie. Sie ist nur vom Typusstandort im mexikanischen Bundesstaat Chiapas bekannt, aber dort sehr häufig. Sie gedeiht im Kiefern- und Mischwald in einer Höhenlage von etwa 1800 Meter.
- Tillandsia crocata (E.Morren) Baker: Sie gedeiht lithophytisch in Höhenlagen von 875 bis 2650 Metern. Sie kommt in den brasilianischen Bundesstaaten Rio de Janeiro, Paraná sowie Rio Grande do Sul, in Uruguay nur in Mercedes und in Argentinien nur in Entre Ríos vor.
- Tillandsia cryptantha Baker: Sie kommt in Mexiko sowie Nicaragua vor.
- Tillandsia cryptopoda L.B.Sm.: Sie gedeiht epiphytisch in Wäldern in Höhenlagen von 1500 bis 2350 Metern. Sie kommt in Honduras (Santa Barbara, Morazan), El Salvador (Santa Ana) sowie Nicaragua (Matagalpa, Jinotega) vor.
- Tillandsia cuatrecasasii L.B.Sm.: Sie gedeiht epiphytisch in Bergwäldern in Höhenlagen von 1925 bis 3550 Metern nur in Kolumbien.
- Tillandsia cucaensis Wittm. (Syn.: Tillandsia aesii I.Ramírez & Carnevali): Sie kommt in Höhenlagen von 0 bis 1130 Metern von Mexiko über Guatemala und Costa Rica bis El Salvador vor.
- Tillandsia ×cuchnichim R.Guess & V.Guess: Diese Hybride aus Tillandsia carlsoniae and Tillandsia eizii wurde 2005 erstbeschrieben. Sie gedeiht epiphytisch in einem Eichen-Kiefern-Wald in Höhenlagen von etwa 1900 Meter nur im mexikanischen Bundesstaat Chiapas.[1]
- Tillandsia cucullata L.B.Sm.: Sie kommt in Höhenlagen von 2400 bis 2700 Metern nur im ecuadorianischen Azuay vor.
- Tillandsia curvifolia (Ehlers & Rauh) Ehlers: Sie wurde 2009 in Die Bromelie aus Mexiko beschrieben.
- Tillandsia curvispica (Rauh) J.R.Grant: Sie gedeiht auf Sandstein in Höhenlagen etwa 1200 Meter von in Peru.
- Tillandsia cyanea (A.Dietr.) E.Morren non Linden ex K.Koch (Syn.: Allardtia cyanea A.Dietr., Platystachys cyanea (A.Dietrich) C.Koch & Sello, Tillandsia excelsa Griseb., Tillandsia columnaris E.Morren ex Baker, Tillandsia costaricana Mez & Wercklé ex Mez, Tillandsia werckleana Mez, Tillandsia costaricensis Mez & Wercklé ex Wercklé, Tillandsia selleana Harms, Tillandsia guatemalensis L.B.Sm., Tillandsia uyucensis Gilmartin, Tillandsia marcalaensis Rauh & E.Gross): Sie gedeiht epiphytisch in Wäldern in Höhenlagen von 1100 bis 2800 Metern von Mexiko bis Panama.[1] Achtung es ist nicht Tillandsia cyanea Linden ex K.Koch, dieses Taxon ist seit 2016 ein Synonym für Wallisia cyanea Barfuss & W.Till!

## D
- Tillandsia dasyliriifolia Baker: Sie gedeiht in xerophytischen Buschland auf Küstendünen, in Trockenwäldern, Mangroven, in tiefgelegenen Überflutungswäldern und immergrünen Wäldern in Höhenlagen von 0 bis 250 Metern. Sie kommt in den mexikanischen Bundesstaaten Yucatán, Quintana Roo, Campeche sowie Tabasco und in Belize in den Provinzen Belize sowie Toledo vor.[1]
- Tillandsia deflexa L.B.Sm.: Sie kommt in Höhenlagen von 1400 bis 1700 Metern in Guatemala nur in San Marcos vor.
- Tillandsia delicata Ehlers: Die Erstbeschreibung erfolgte 2000 in Die Bromelie. Sie gedeiht epiphytisch in Höhenlagen von 1200 bis 1700 Metern nur im mexikanischen Bundesstaat Oaxaca.[1]
- Tillandsia demissa L.B.Sm.: Sie kommt in Höhenlagen von etwa 2100 Meter im ecuadorianischen Loja vor.
- Tillandsia denudata André: Es gibt zwei Varietäten:[1]
  - Tillandsia denudata André var. denudata: Sie ist Kolumbien, Venezuela, Ecuador und Peru verbreitet.
  - Tillandsia denudata var. vivipara Rauh: Sie kommt in Peru nur in Amazonas vor.
- Tillandsia deppeana Steud.: Sie kommt in Mexiko vor.
- Tillandsia deppeana × Tillandsia imperialis: Diese Naturhybride wurde 2008 in Die Bromelie erstbeschrieben und kommt nur im mexikanischen Bundesstaat Veracruz vor.
- Tillandsia dexteri H.Luther: Sie kommt in Costa Rica nur in Limon vor.
- Tillandsia diaguitensis A.Cast.: Sie kommt in Paraguay nur in Chaco sowie in Argentinien nur in Salta vor.
- Tillandsia dichromantha Hern.-Cárdenas, López-Ferr. & Espejo: Die Erstbeschreibung erfolgte 2020. Sie gedeiht epiphytisch in Höhenlagen von 1730 bis 1960 Metern nur im mexikanischen Bundesstaat Oaxaca.[1]
- Tillandsia dichrophylla L.B.Sm.: Sie gedeiht epiphytisch in Höhenlagen von 1560 bis 2900 Metern in Kolumbien sowie im ecuadorianischen Loja.
- Tillandsia didisticha (E.Morren) Baker (Tillandsia purpurea sensu Griseb., Tillandsia crassifolia Baker, Tillandsia oranensis Baker): Sie ist in Höhenlagen von 500 bis 1440 Metern in Peru, Bolivien (Beni, Cochabamba, Santa Cruz), Paraguay, im brasilianischen Bundesstaat Mato Grosso sowie im argentinischen Jujuy verbreitet.
- Tillandsia didistichoides Mez: Sie gedeiht epiphytisch in Regenwäldern in Höhenlagen von 550 bis 1200 Metern in Mexiko, Kuba, auf Hispaniola, auf Trinidas sowie in Venezuela.[1]
- Tillandsia diguetii Mez & Roland-Gosselin ex Mez: Sie kommt nur im mexikanischen Bundesstaat Colima vor.
- Tillandsia disticha Kunth (Syn.: Tillandsia cinerascens Willd. ex Schult. f., Tillandsia disticha var. gracillima Mez): Sie kommt in ariden Standorten in Höhenlagen von 10 bis 2100 Metern in Kolumbien (nur Nariño), Ecuador (Esmeraldas, Manabi, Guayas, Los Ríos, Bolivar, Azuay, Loja) sowie in Peru (Tumbes, Piura, Cajamarca, Libertad) vor.
- Tillandsia divaricata Benth. (Syn.: Tillandsia latifolia var. divaricata (Bentham) Mez, Tillandsia gayi Baker, Tillandsia minor Mez & Sodiro): Durch Gouda 2017 ist sie wieder als eigenständige Art anerkannt. Sie gedeiht in trockenen Gebieten in Höhenlagen von 50 bis 2850 Metern in Ecuador und Peru.[1]
- Tillandsia ×donatoi Leme: Diese Naturhybride aus Tillandsia gardneri × Tillandsia stricta gedeiht epiphytisch in Höhenlagen von etwa 800 Metern nur im brasilianischen Bundesstaat Santa Catarina.[1]
- Tillandsia dorisdaltoniae P.L.Ibisch, R.Vásquez & W.Till: Sie wurde 2003 erstbeschrieben und gedeiht epiphytisch nur in Höhenlagen von etwa 1000 Meter im bolivianischen Cochabamba.[1]
- Tillandsia ×dorotheae Rauh: Die Eltern dieser Naturhybride sind vermutlich Tillandsia argentina sowie Tillandsia albertiana und sie kommt nur im argentinischen Salta vor.[1]
- Tillandsia dorotheehaseae Hase: Die Erstbeschreibung erfolgte 2006 in Die Bromelie. Sie kommt in Ecuador nur in Azuay vor.
- Tillandsia drewii L.B.Sm.: Sie gedeiht im feuchten Regenwald in Höhenlagen von etwa 2800 Meter in Ecuador nur in Imbabura.
- Tillandsia dugesii Baker: Sie kommt in Höhenlagen von 400 bis 3000 Metern in den mexikanischen Bundesstaaten Guanajuato, México sowie Puebla vor.
- Tillandsia dura Baker: Sie kommt nur in den brasilianischen Bundesstaaten Guanabara, São Paulo sowie Santa Catarina vor.
- Tillandsia durangensis Rauh & Ehlers: Sie kommt nur im mexikanischen Bundesstaat Durango vor.
- Tillandsia duratii Visiani: Es gibt zwei Varietäten:[1]
  - Tillandsia duratii Visiani var. duratii (Syn.: Tillandsia floribunda Durat ex Visiani, Tillandsia circinalis Griseb., Tillandsia gigantea Ruchinger ex Baker, Tillandsia revoluta Burbidge ex Baker): Sie gedeiht epiphytisch in Trockenwäldern in Höhenlagen von 300 bis 1310 Metern. Sie kommt in Bolivien nur in Tarija, in Paraguay, in Uruguay nur in Artigas und in Argentinien in Jujuy, Catamarca, Tucuman, Santiago del Estero, Formosa, Chaco, San Juan, San Luis, Córdoba sowie Entre Ríos vor.
  - Tillandsia duratii var. saxatilis (Hassler) L.B.Smith: Sie ist in Bolivien, Brasilien, Paraguay und Argentinien verbreitet.

## E
- Tillandsia ecarinata L.B.Sm.: Sie kommt in Peru nur in Amazonas vor.
- Tillandsia edithiae Rauh (Syn.: Tillandsia barborkae J.J.Halda & P.Hertus): Es gibt seit 2014 zwei Varietäten:[1]
  - Tillandsia edithae Rauh var. edithae: Sie kommt in Höhenlagen von etwa 2700 Meter nur im bolivianischen La Paz vor.[1]
  - Tillandsia edithae var. araucariifolia Gouda: Die Erstbeschreibung erfolgte 2014. Sie wurde bisher nur in einer Höhenlage von etwa 1500 Metern an der Straße von Santa Cruz nach Cochabamba in Bolivien gefunden.[1]
- Tillandsia ehlersiana Rauh (Sie wird manchmal als Synonym von Tillandsia seleriana Mez angesehen): Sie ist nur vom Typusstandort in der Nähe von Ocozocoautla im mexikanischen Bundesstaat Chiapas bekannt. Sie gedeiht an steilen Granitfelsen in einem laubabwerfenden Wald in einer Höhenlage von etwa 700 Metern.[1]
- Tillandsia eistetteri Ehlers: Sie kommt nur in den mexikanischen Bundesstaaten Jalisco und Colima vor.
- Tillandsia eizii L.B.Sm.: Sie kommt in Mexiko nur in Chiapas und in Guatemala nur in Huehuetenango vor.
- Tillandsia elizabethiae Rauh (Tillandsia sonorensis L.B.Sm. & Dimmitt): Sie kommt nur in den mexikanischen Bundesstaaten Sonora sowie Chihuahua vor.
- Tillandsia elongata Kunth: Es gibt zwei Varietäten:[1]
  - Tillandsia elongata Kunth var. elongata: Sie gedeiht in Höhenlagen von 300 bis 1050 Metern nur in Kolumbien.
  - Tillandsia elongata var. subimbricata (Baker) L.B.Sm. (Syn.: Tillandsia subimbricata Baker, Tillandsia orthorhachis Mez & C.F.Bake): Sie ist in der Neotropis weitverbreitet.
- Tillandsia eltoniana E.Pereira: Sie kommt nur im brasilianischen Bundesstaat Espirito Santo vor.
- Tillandsia elusiva Pinzón, I.Ramírez & Carnevali: Die Erstbeschreibung erfolgte 2011. Sie kommt nur im mexikanischen Bundesstaat Chiapas vor.
- Tillandsia elvira-grossiae Rauh: Sie kommt in Höhenlagen von etwa 1400 Meter nur im peruanischen Amazonas vor.
- Tillandsia emergens Mez & Sodiro ex Mez: Sie gedeiht epiphytisch in Wäldern in Höhenlagen von 3000 bis 3240 Metern in Ecuador nur in Imbabura.
- Tillandsia engleriana Wittm. (Syn.: Tillandsia appendiculata (Baker) L.B.Sm.): Sie kommt in Höhenlagen von etwa 2000 Meter nur im kolumbianischen Nariño vor.
- Tillandsia erecta Gillies ex Baker (Syn.: Tillandsia rigida Gillies ex Baker, Tillandsia erecta var. rigida Gillies ex Bake): Sie kommt in Höhenlagen von 1300 bis 2610 nur im bolivianischen Cochabamba sowie argentinischen La Rioja vor.
- Tillandsia erici Ehlers: Sie kommt nur im bolivianischen Tarija vor.
- Tillandsia ermitae L.Hromadnik: Sie kommt in Höhenlagen von etwa 3400 Meter nur im peruanischen Lima vor.
- Tillandsia ertonii E.H.Souza & Leme: Die Erstbeschreibung erfolgte 2022. Sie wurde bisher nur lithophytisch wachsend auf einem Inselberg, Serra dos Ventos, in einer Höhenlage von 635 Meter im brasilianischen Bundesstaat Pernambuco gefunden.[1]
- Tillandsia erubescens Schlechtendal: Es gibt zwei Varietäten:[1]
  - Tillandsia erubescens Schlechtendal var. erubescens (Syn.: Tillandsia benthamiana Klotzsch ex Beer, Tillandsia benthamiana Klotzsch ex Baker): Sie gedeiht in Höhenlagen von 1500 bis 2550 Metern in Mexiko.
  - Tillandsia erubescens var. patentibracteata W.Weber & Ehlers: Sie kommt nur im mexikanischen Bundesstaat Sinaloa vor.
- Tillandsia escahuascensis Espejo, López-Ferrari, Ceja & A.Mendoza: Die Erstbeschreibung erfolgte 2011. Sie kommt nur im mexikanischen Bundesstaat Puebla vor.
- Tillandsia espinosae L.B.Sm.: Sie gedeiht epiphytisch in trockenen offenen Gebüsch und Wäldern in Höhenlagen von 200 bis 900 Metern in Ecuador sowie Peru.[1]
- Tillandsia esseriana Rauh & L.B.Sm.: Sie gedeiht an Felsen in Paraguay nur in Amambay.
- Tillandsia excavata L.B.Sm.: Sie kommt nur im kolumbianischen Nariño vor.
- Tillandsia exserta Fernald: Sie kommt in Höhenlagen von 10 bis 45 Metern in den mexikanischen Bundesstaaten Sonora sowie Sinaloa vor.
- Tillandsia extensa Mez: Sie gedeiht an steilen Felswänden in Höhenlagen von 500 bis 2500 Metern nur im peruanischen Ancash.

## F
- Tillandsia fasciculata Swartz: Sie ist mit mehreren Varietäten in der Neotropis weitverbreitet.[1] Da sie sehr robust ist, wird sie häufig als Zierpflanze gehandelt:
  - Tillandsia fasciculata var. clavispica Mez (Syn.: Tillandsia bracteata Chapman): Sie kommt in Florida, Oaxaca und Kuba vor.
  - Tillandsia fasciculata var. densispica Mez (Syn.: Tillandsia hystricina Small): Fundorte gibt es in Mexiko, Guatemala, Costa Rica und auf Hispaniola.
  - Tillandsia fasciculata var. densispica forma alba M.B.Foster
  - Tillandsia fasciculata Swartz var. fasciculata (Syn.: Tillandsia glaucophylla (Hook.) Baker, Tillandsia compressa var. oligostachya Baker ex André, Tillandsia fasciculata var. bogotensis André, Tillandsia fasciculata var. latispica Mez, Tillandsia pungens Mez): Sie ist von Mexiko bis Brasilien und auf karibischen Inseln verbreitet.
  - Tillandsia fasciculata var. laxispica Mez (Syn.: Tillandsia eminens Lindl. & Paxt.): Fundorte gibt es in Mexiko und auf den Inseln Kuba, Jamaika und Hispaniola.
  - Tillandsia fasciculata var. pendulispica Mez: Sie ist nur von der Typusaufsammlung bekannt.
  - Tillandsia fasciculata var. uncispica Mez (Syn.: Tillandsia macrostachya Klotzsch ex Beer): Sie ist in Mittelamerika und auf Karibischen Inseln verbreitet.
  - Tillandsia fasciculata var. venosispica Mez (Syn.: Tillandsia boryana Gand.): Sie ist in Mittelamerika und auf karibischen Inseln verbreitet.
- Tillandsia fascifolia Flores-Cruz & Valentina: Sie wurde 2008 aus dem mexikanischen Bundesstaat Guenero neubeschrieben.
- Tillandsia fassettii L.B.Sm.: Sie kommt in Höhenlagen von etwa 1860 Meter in Kolumbien nur in Santander vor.
- Tillandsia ×fendlanata Gouda, Manzan. & W.Till: Diese Naturhybride aus Tillandsia fendleri × Tillandsia complanata[1] gedeiht epiphytisch in Höhenlagen von etwa 1660 Metern in Ecuador in Napo, Pastaza, Morona-Santiago, Zamora-Chinchipe sowie Loja vor.[7]
- Tillandsia fendleri Griseb.: Es gibt zwei Varietäten:[1]
  - Tillandsia fendleri Griseb. var. fendleri (Syn.:  Tillandsia fendleri var. fendleri Griseb., Tillandsia incurvata Wright & Sauvalle, Tillandsia kalbreyeri Baker, Tillandsia bangii Baker, Tillandsia paniculata Griseb., Tillandsia rubra sensu L.B.Sm., Tillandsia rubra var. fendleri (Griseb.) Mez, Tillandsia deppeana var. latifolia (Griseb.) L.B.Sm.)[1]
  - Tillandsia fendleri var. reducta (L.B.Smith) L.B.Smith (Syn.: Tillandsia rubra var. reducta L.B.Sm., Tillandsia deppeana var. reducta (L.B.Sm.) L.B.Sm.): Sie gedeiht terrestrisch und epiphytisch in Wäldern in Höhenlagen von 1110 bis 2600 Metern von Kolumbien bis zum südöstlichen Venezuela sowie Ecuador.[1]
- Tillandsia ferreyrae L.B.Sm.: Sie gedeiht an mehr oder weniger steilen Felsen in Höhenlagen von 1900 bis 2000 Metern nur im peruanischen Amazonas.
- Tillandsia ferrisiana L.B.Sm.: Sie kommt nur in den mexikanischen Bundesstaaten Baja California sowie Sinaloa vor.
- Tillandsia festucoides Brongniart ex Mez (Syn.: Tillandsia caricifolia Morr. ex Mez): Sie ist von Mexiko bis Zentralamerika und auf den Großen Antillen weitverbreitet. Sie gedeiht epiphytisch in Wäldern in Höhenlagen von 25 bis 1000 Metern.[1]
- Tillandsia filifolia Schltdl. & Cham. (Syn.: Platystachys filifolia (Schltdl. & Cham.) Beer, Tillandsia staticeflora E.Morren): Sie gedeiht epiphytisch in Wäldern in Höhenlagen von 100 bis 2000 Metern. Fundorte gibt es in den mexikanischen Bundesstaaten Vera Cruz, Puebla, Oaxaca, Tabasco sowie Chiapas; in Guatemala in Petén, Alta Verapaz sowie Izabal; in Belize in Cockscomb; in Honduras in Cortes, Comayagua, Yoro sowie Atlantidia; in Costa Rica in Puntarenas sowie Cartago.
- Tillandsia flabellata Baker: Es gibt zwei Varietäten:[1]
  - Tillandsia flabellata Baker var. flabellata: Sie kommt von Mexiko über das südliche Guatemala bis Salvador vor. Sie gedeiht epiphytisch in Wäldern in Höhenlagen von 225 bis 1500 Metern.[1] Diese pflegeleichte Art ist als Zimmerpflanze geeignet.
  - Tillandsia flabellata var. viridifolia M.B.Foster: Sie ist nur von der Typusaufsammlung aus 1936 bekannt, zwischen Coatepec und Jalapa im mexikanischen Bundesstaat Veracruz erfolgte. Sie gedeiht epiphytisch auf Bäumen.[1]
- Tillandsia flagellata L.B.Sm. (Syn.: Tillandsia lehmannii Rauh): Sie gedeiht in Trockenwäldern in Höhenlagen von 600 bis 1000 Metern in Ecuador nur in Oro.
- Tillandsia flavobracteata Matuda: Sie kommt nur im mexikanischen Bundesstaat Veracruz vor.
- Tillandsia flavoviolacea Gouda: Sie wurde 2020 aus dem mexikanischen Bundesstaat Nuevo Leon erstbeschrieben.[1]
- Tillandsia flexuosa Swartz (Syn.: Tillandsia tenuifolia sensu Jacq., Tillandsia aloifolia Hook., Tillandsia patens Willd. ex Schult. f., Vriesea aloifolia (Hook.) Beer, Vriesea tenuifolia Beer, Tillandsia flexuosa var. vivipara André): Sie ist von Florida bis ins nördliche Südamerika weitverbreitet:
  - Tillandsia flexuosa forma alba H.Takizawa: Die Erstbeschreibung erfolgte 2003. Sie gedeiht auf Meereshöhe nur in einem kleinen Mangroven-Wald im Küstenbereich des Gulfo Dulce in Puntarenas in Costa Rica.
- Tillandsia floresensis Ehlers: Die Erstbeschreibung erfolgte 2011 in Die Bromelie. Sie kommt nur in Höhenlagen von etwa 750 Meter im mexikanischen Bundesstaat Chiapas vor.
- Tillandsia floribunda Kunth: Sie kommt in Ecuador und Peru vor.
- Tillandsia ×floridana (L.B.Sm.) H.Luther: Sie kommt nur im südlichen Florida vor.
- Tillandsia foliosa M.Martens & Galeotti (Syn.: Tillandsia flagellifera E.Morren ex Baker, Tillandsia hahnii Mez, Tillandsia kirchoffiana sensu Mez, Tillandsia polystachia sensu Mez, Tillandsia modesta Mez): Sie kommt nur in den mexikanischen Bundesstaaten Veracruz sowie Oaxaca vor.
- Tillandsia fosteri Gilmartin: Sie kommt in Ecuador nur in Loja vor.
- Tillandsia fragrans André: Sie gedeiht epiphytisch in Wäldern und im Paramo in Höhenlagen von 1800 bis 3300 Metern in Kolumbien (Cundinamarca, Valle) und in Ecuador (nur in Loja).[1]
- Tillandsia francisci W.Till & J.R.Grant: Sie gedeiht im Paramo in Höhenlagen von 1800 bis 3400 Metern in Venezuela nur in Táricha sowie Merida (Pmo Gavidia).
- Tillandsia frank-hasei J.R.Grant: Sie wurde 2005 aus dem venezolanischen Portuguesa erstbeschrieben.[1]
- Tillandsia fresnilloensis W.Weber & Ehlers: Sie kommt nur im mexikanischen Bundesstaat Zacatecas vor.
- Tillandsia friesii Mez: Sie kommt in Höhenlagen von etwa 3000 Meter nur im argentinischen Salta vor.
- Tillandsia fuchsii W.Till:
  - Tillandsia fuchsii W.Till var. fuchsii: Sie kommt in Venezuela nur in Amazonas vor.
  - Tillandsia fuchsii var. fuchsii forma gracilis W.Till: Sie kommt nur im mexikanischen Bundesstaat Chiapas vor.
  - Tillandsia fuchsii var. stephanii W.Till: Sie kommt nur im mexikanischen Bundesstaat Jalisco vor.
- Tillandsia funckiana Baker:
  - Tillandsia funckiana Baker var. funckiana: Sie kommt in Venezuela nur in Mérida vor.
  - Tillandsia funckiana var. recurvifolia Gouda in Wubben hort. ex Rauh: Sie kommt in Venezuela nur in Mérida vor.
- Tillandsia funebris Castellanos: Sie ist in Bolivien, Paraguay sowie Argentinien verbreitet.
- Tillandsia fuscoguttata Mez: Sie gedeiht lithophytisch am steilen Felsen in einer Höhenlage von etwa 2200 Metern in Peru.[1]
- Tillandsia fusiformis L.B.Sm.: Sie kommt in Höhenlagen von etwa 1200 Meter in Kolumbien nur in Nariño vor.

## G
- Tillandsia gardneri Lindl.: Es gibt drei Varietäten:
  - Tillandsia gardneri Lindl. var. gardneri: Sie ist in Kolumbien, Venezuela, Trinidad sowie Brasilien weitverbreitet.
  - Tillandsia gardneri var. rupicola E.Pereira: Sie kommt nur im brasilianischen Bundesstaat Rio de Janeiro vor.
  - Tillandsia gardneri var. virescens E.Pereira: Sie kommt nur im brasilianischen Bundesstaat Rio de Janeiro vor.
- Tillandsia geissei R.A.Philippi: Sie gedeiht lithophytisch und epiphytisch an Kakteen in Höhenlagen von 200 bis 600 Metern in Chile nur in Antofagasta sowie Atacama.[1]
- Tillandsia geminiflora Brongniart:
  - Tillandsia geminiflora Brongniart var. geminiflora (Syn.: Tillandsia rubida Lindl., Tillandsia caldasiana Baker, Tillandsia coccinea Sessé & Moç.): Sie ist in Brasilien, Paraguay und Argentinien verbreitet.
  - Tillandsia geminiflora var. incana (Wawra) Mez (Syn.: Tillandsia incana Wawra): Sie kommt nur im brasilianischen Bundesstaat Rio de Janeiro vor.
- Tillandsia ×genseri Rauh: Sie gilt seit 2020 als Naturhybride aus Tillandsia argentina × Tillandsia ixioides. Sie gedeiht in Höhenlagen von etwa 1800 Metern im argentinischen Jujuy.[1]
- Tillandsia gerdae Ehlers (Syn.: Tillandsia jarmilae J.J.Halda): Sie kommt nur im bolivianischen Cochabamba vor.
- Tillandsia gerd-muelleri W.Weber: Sie gedeiht auf Felsen in Höhenlagen von etwa 2900 Metern im peruanischen Cuzco sowie Urubamba im Urubamba-Tal.[1]
- Tillandsia gilliesii Baker:
  - Tillandsia gilliesii Baker subsp. gilliesii: Sie ist in Höhenlagen von 1800 bis 2800 Metern in Peru, Bolivien sowie Argentinien verbreitet.
  - Tillandsia gilliesii subsp. polysticha W.Till & L.Hromadnik: Sie kommt nur im argentinischen Jujuy vor.
- Tillandsia glabrior (L.B.Sm.) López-Ferrari & Espejo & I.Ramírez (Syn.: Tillandsia schiedeana subsp. glabrior (L.B.Smith) Gardner)
- Tillandsia glauca L.B.Sm.: Sie kommt in Höhenlagen von 1700 bis 2000 Metern nur im peruanischen Piura vor.
- Tillandsia globosa Wawra:
  - Tillandsia globosa Wawra var. globosa (Syn.: Tillandsia globosa var. crinifolia Wawra): Sie ist in Brasilien verbreitet und kommt in Venezuela nur in Monagas vor.
  - Tillandsia globosa var. alba E.Pereira: Sie kommt nur im brasilianischen Bundesstaat Rio de Janeiro vor.
  - Tillandsia globosa var. major L.B.Sm.: Sie kommt nur im brasilianischen Bundesstaat São Paulo vor.
- Tillandsia gloriae F.Gruber, W.Till & Barfuss: Die Erstbeschreibung erfolgte 2021 in Die Bromelie. Sie wurde bisher nur lithophytisch an südwestlichen steilen Felswänden in einer Höhenlage von etwa 1200 Metern im kolumbianischen Cundinamarca gefunden.
- Tillandsia glossophylla L.B.Sm.: Sie kommt in Höhenlagen von etwa 1350 Meter in Honduras nur in Comayagua vor.
- Tillandsia goyazensis Mez: Sie kommt nur im brasilianischen Bundesstaat Goyaz vor.
- Tillandsia gracillima L.B.Sm.: Sie kommt nur im mexikanischen Bundesstaat Puebla vor.
- Tillandsia graebeneri Mez: Sie ist in Mexiko verbreitet.
- Tillandsia grandis Schltdl. (Syn.: Tillandsia viridiflora sensu L.B.Sm. non (Beer) Baker): Sie kommt von Mexiko über Guatemala bis Honduras vor. Es ist die größte Art dieser Gattung.
- Tillandsia grandispica Ehlers: Die Erstbeschreibung erfolgte 2009 in Die Bromelie. Sie gedeiht epiphytisch in Höhenlagen zwischen 800 und 2060 Meter in den mexikanischen Bundesstaaten Jalisco, Guerrero, Michoacan, Oaxaca, Puebla sowie Zacatecas.
- Tillandsia graomogolensis Silveira: Sie gedeiht an Felsen nur im brasilianischen Bundesstaat Minas Gerais.
- Tillandsia grazielae Sucre & Braga: Sie gedeiht an Felsen in der Serra dos Órgãos (Orgelpfeifengebirge) im brasilianischen Bundesstaat Rio de Janeiro.
- Tillandsia grossispicata Espejo, López-Ferrari & Till: Sie wurde 2008 aus Mexiko erstbeschrieben.
- Tillandsia grovesiae Manzan. & W.Till: Die Erstbeschreibung erfolgte 2021. Sie gedeiht terrestrisch in Höhenlagen von 2400 bis 3000 Metern in Ecuador in Cotopaxi, Tungurahua, Bolívar sowie Chimborazo.[1]
- Tillandsia gruberi (Ehlers) J.R.Grant: Diese Neukombination erfolgte 2005. Sie kommt im kolumbianischen Tolima vor.[1]
- Tillandsia ×guelzii Rauh (Syn.: Tillandsia pucaraensis Ehlers): Sie kommt in Argentinien nur in Jujuy vor.
- Tillandsia guenther-nolleri Ehlers: Sie kommt im mexikanischen Bundesstaat Jalisco vor.
- Tillandsia guerreroensis Rauh: Sie kommt im mexikanischen Bundesstaat Guerrero vor.
- Tillandsia gutteana Weber: Sie kommt nur im peruanischen Cajamarca vor.
- Tillandsia gymnobotrya Baker: Sie kommt in den mexikanischen Bundesstaaten Hidalgo, Veracruz sowie Oaxaca vor.

## H
- Tillandsia hammeri Rauh & Ehlers: Sie kommt nur im mexikanischen Bundesstaat Oaxaca vor.
- Tillandsia harrisii Ehlers: Sie gedeiht an Felsen nahe dem Río Teculutan in Höhenlagen von etwa 500 Meter im Departamento Zacapa in Guatemala.
- Tillandsia hasei Ehlers & L.Hromadnik: Sie kommt nur im bolivianischen Chuquisaca vor.
- Tillandsia hegeri Ehlers: Sie kommt nur in Bolivien vor.
- Tillandsia heliconioides Kunth (Syn.: Vriesea heliconioides (Kunth) Hook. ex Walp.): Sie gedeiht epiphytisch in Regenwäldern in Höhenlagen von 30 bis 950 Metern vom südlichen Mexico bis Bolivien, in den Guianas sowie im westlichen Brasilien.[1]
- Tillandsia helmutii L.Hromadnik: Sie kommt nur im bolivianischen Chuquisaca vor.
- Tillandsia hernandezii Gouda (Syn.: Viridantha uniflora Hern.-Cárdenas, Espejo & López-Ferr.): Sie wurde bisher nur lithophytisch an senkrechten Felswänden wachsend in Höhenlagen von 1700 bis 1900 Metern im mexikanischen Bundesstaat Oaxaca gefunden.[1]
- Tillandsia hemkeri Rauh: Sie kommt in Ecuador nur in Tungurahua vor.
- Tillandsia hernandezii Gouda (Syn.: Viridantha uniflora Hern.-Cárdenas, Espejo & López-Ferr.): Sie wurde bisher nur lithophytisch an senkrechten Felswänden wachsend in Höhenlagen von 1700 bis 1900 Metern im mexikanischen Bundesstaat Oaxaca gefunden.[1]
- Tillandsia heterandra André (Syn.: Tillandsia lacera L.B.Sm., Vriesea heterandra (André) L.B.Sm., Vriesea lacera (L.B.Sm.) L.B.Sm.): Sie gedeiht epiphytisch im Dickicht und in Regenwäldern in Höhenlagen von 400 bis 2300 Metern von Kolumbien über Ecuador und Bolivien bis Venezuela.[1]
- Tillandsia heteromorpha Mez: Es gibt zwei Varietäten:[1]
  - Tillandsia heteromorpha Mez var. heteromorpha: Sie gedeiht in Höhenlagen von 2300 bis 3000 Metern im peruanischen Ancash.
  - Tillandsia heteromorpha var. rauhii L.Hromadnik: Sie gedeiht in Höhenlagen von 500 bis 1200 Metern im peruanischen Cajamarca.
- Tillandsia heterophylla E.Morren: Sie kommt nur im mexikanischen Bundesstaat Veracruz vor.
- Tillandsia heubergeri Ehlers: Sie kommt nur im brasilianischen Bundesstaat Bahia vor.
- Tillandsia hilaireana Baker: Sie kommt nur im brasilianischen Bundesstaat Minas Geraes vor.
- Tillandsia hildae Rauh: Sie gedeiht lithophytisch in Höhenlagen von 1000 bis 1100 Metern im peruanischen Cajamarca.

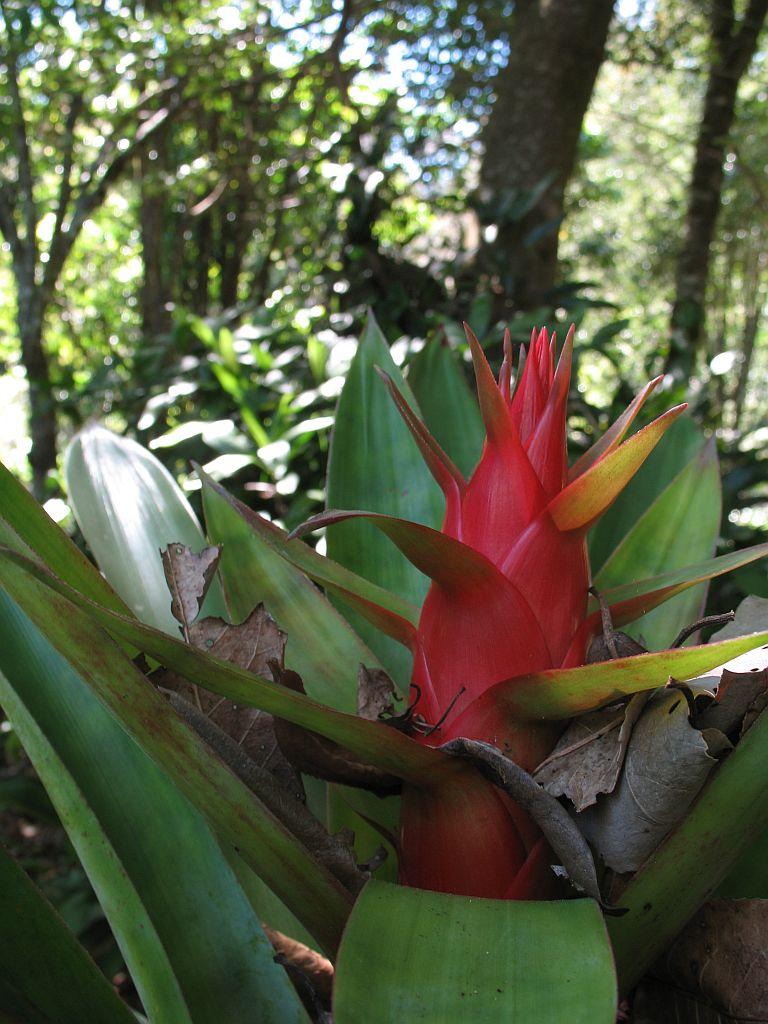
Habitus und knospiger Blütenstand von Tillandsia imperialis im Habitat

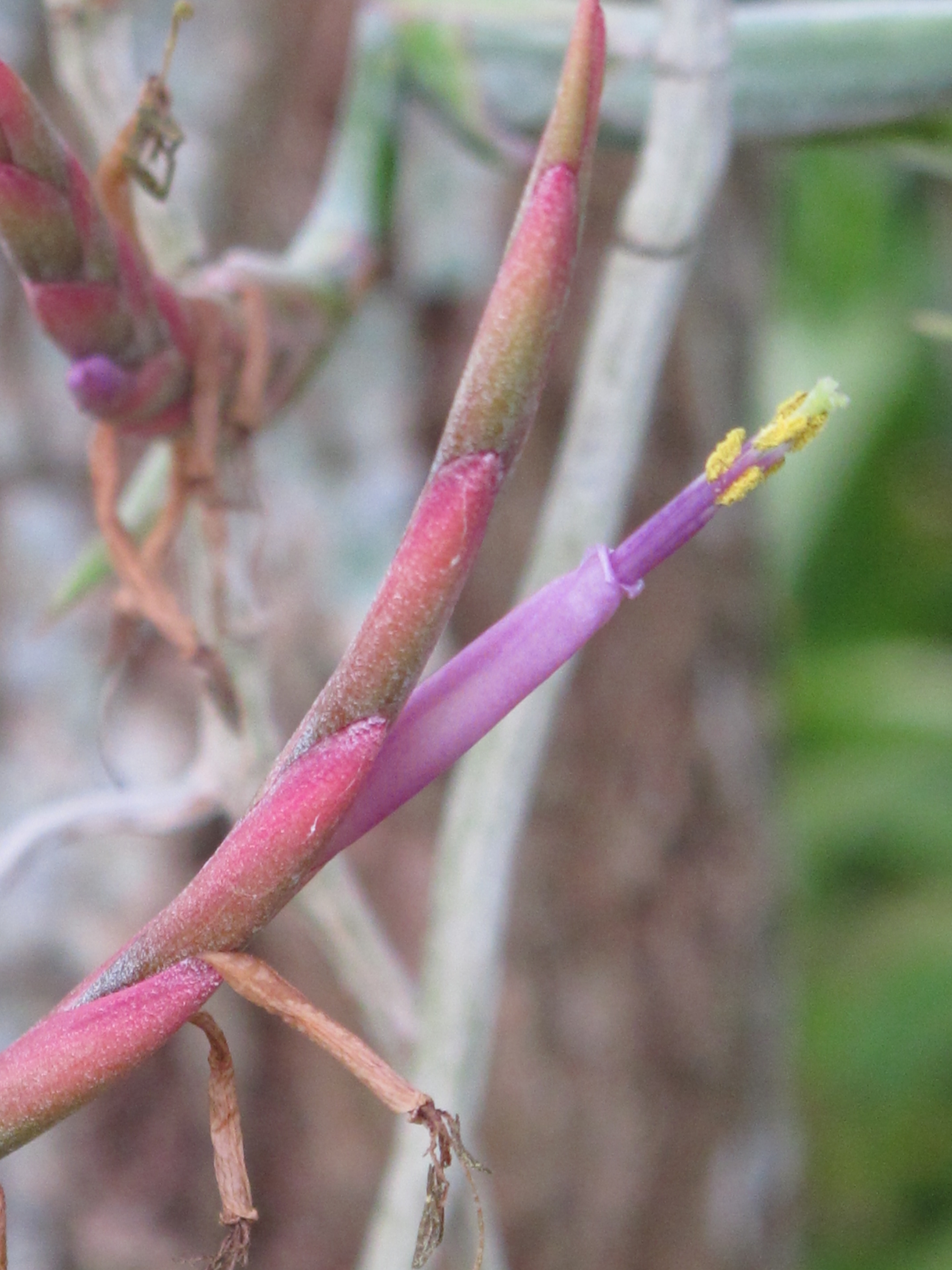
Ausschnitt eines Blütenstandes mit Blüte von Tillandsia intermedia

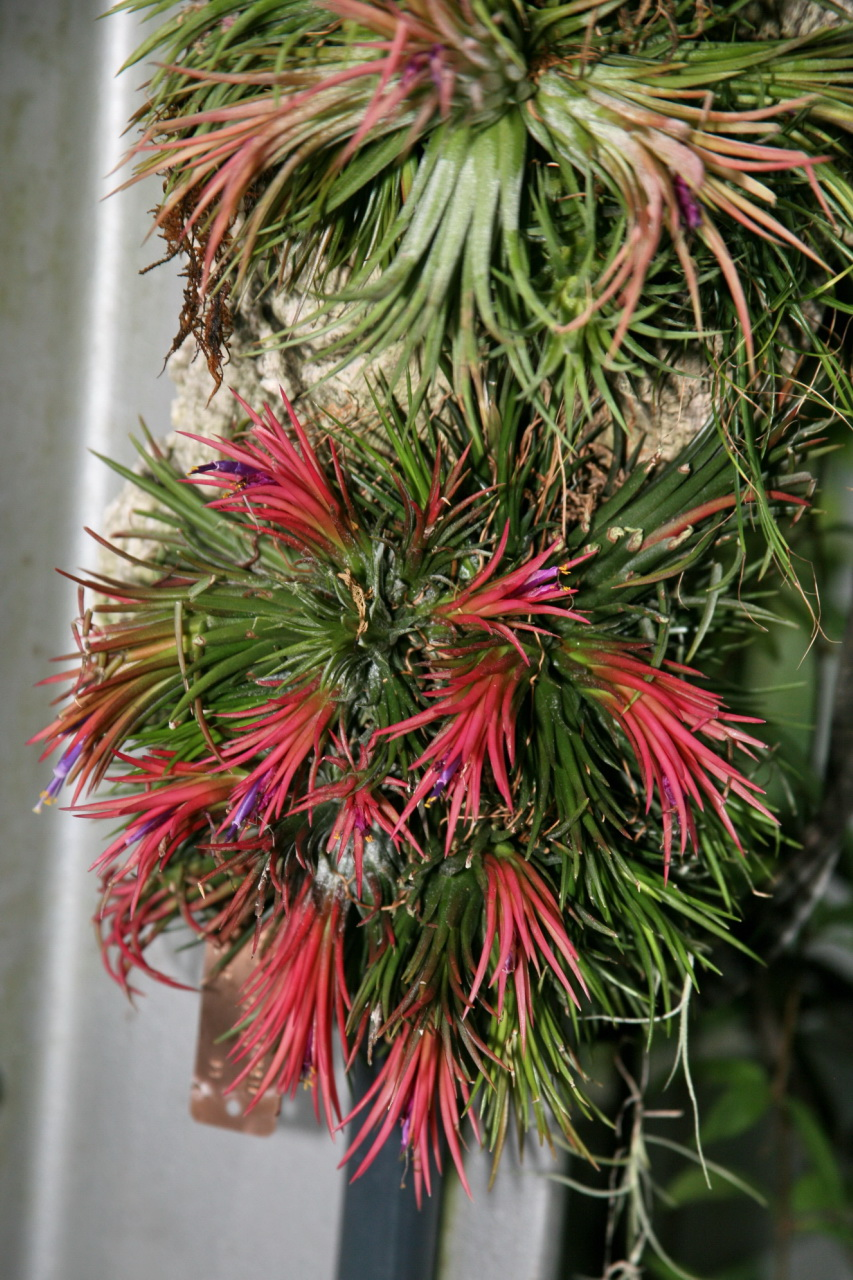
Habitus von blühenden Tillandsia ionantha

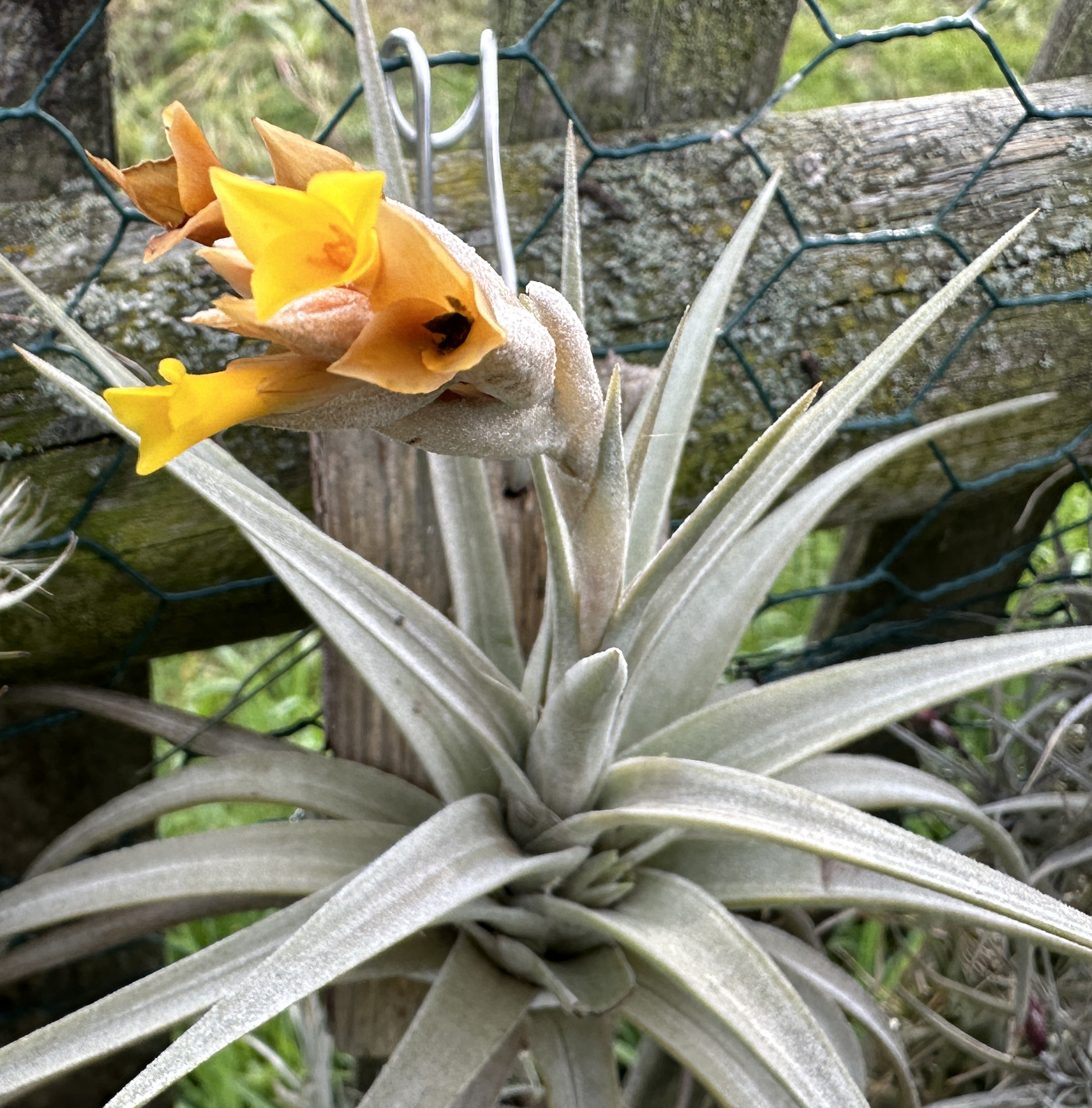
Habitus, Laubblätter und Blütenstand mit gelben Blüten von Tillandsia ixioides

- Tillandsia hintoniana L.B.Sm.: Sie gedeiht epiphytisch in Wäldern in Höhenlagen von 800 bis 1600 Metern nur im mexikanischen Bundesstaat México.
- Tillandsia hiroi Manzan. & Gouda: Die Erstbeschreibung erfolgte 2023. Sie gedeiht, oft in Gruppen, lithophytisch oder terrestrisch zwischen trockener Vegegetation in Höhenlagen von 1900 bis 2700 Metern nur im ecuadorischen Azuay.
- Tillandsia hirta W.Till & L.Hromadnik: Sie kommt nur im bolivianischen Cochabamba vor.
- Tillandsia hirtzii Rauh: Sie kommt in Höhenlagen von etwa 1900 Meter in Ecuador nur in Pichincha vor.
- Tillandsia hitchcockiana L.B.Sm. (Syn.: Vriesea hitchcockiana (L.B.Sm.) L.B.Sm.): Sie kommt in Ecuador und Peru vor.
- Tillandsia hoeijeri H.Luther: Die Erstbeschreibung erfolgte 2003. Sie gedeiht in Höhenlagen von 2900 bis 3200 Metern in Ecuador nur in Loja.
- Tillandsia hofackeri Ehlers: Sie wurde 2013 in Die Bromelie neubeschrieben. Sie kommt in Höhenlagen von etwa 500 Meter nur im brasilianischen Bundesstaat Bahia vor.
- Tillandsia hondurensis Rauh: Sie kommt in Honduras nur in Francisco Morazan vor.
- Tillandsia ×horstii Rauh emend Heidt: Sie kommt nur im brasilianischen Bundesstaat Bahia vor.
- Tillandsia hotteana Urban (Syn.: Tillandsia hotteana var. citrina Rauh & Ariza Julia nomen nudum): Sie gedeiht epiphytisch in Wäldern in Höhenlagen von 1050 bis 2000 Metern nur in der kubanischen Provinz Oriente und auf Hispaniola.
- Tillandsia hromadnikiana Ehlers: Sie gedeiht epiphytisch in offenen Buschland in Höhenlagen von etwa 1800 Metern nur im mexikanischen Bundesstaat Guerrero.
- Tillandsia huajuapanensis Ehlers & Lautner: Sie gedeiht an steilen Felswänden in Höhenlagen von etwa 1900 Meter nur im mexikanischen Bundesstaat Oaxaca.
- Tillandsia huamenulaensis Ehlers: Sie gedeiht in Höhenlagen von 100 bis 200 Metern nur im mexikanischen Bundesstaat Oaxaca.
- Tillandsia huarazensis Ehlers & W.Till: Sie kommt nur im peruanischen Ancash vor.
- Tillandsia hubertiana Matuda: Sie kommt nur im mexikanischen Bundesstaat Guerrero vor.
- Tillandsia humboldtii Baker: Sie kommt in Ecuador und Kolumbien vor.
- Tillandsia humilis Presl: Sie gedeiht lithophytisch an trockenen Standorten in Höhenlagen von 2000 bis 3300 Metern in Peru in Cajamarca, Libertad, Ancash, Lima, Huánuco sowie Junín.

## I
- Tillandsia iassuensis L.Hrom. & H.Hrom.: Die Erstbeschreibung erfolgte 2021 in Die Bromelie. Sie gedeiht lithophytisch auf Felsen in einer Höhenlage von etwa 400 Meter nur in einer offen Baum- und Palmsavanne im brasilianischen Bundesstaat Bahia.[1]

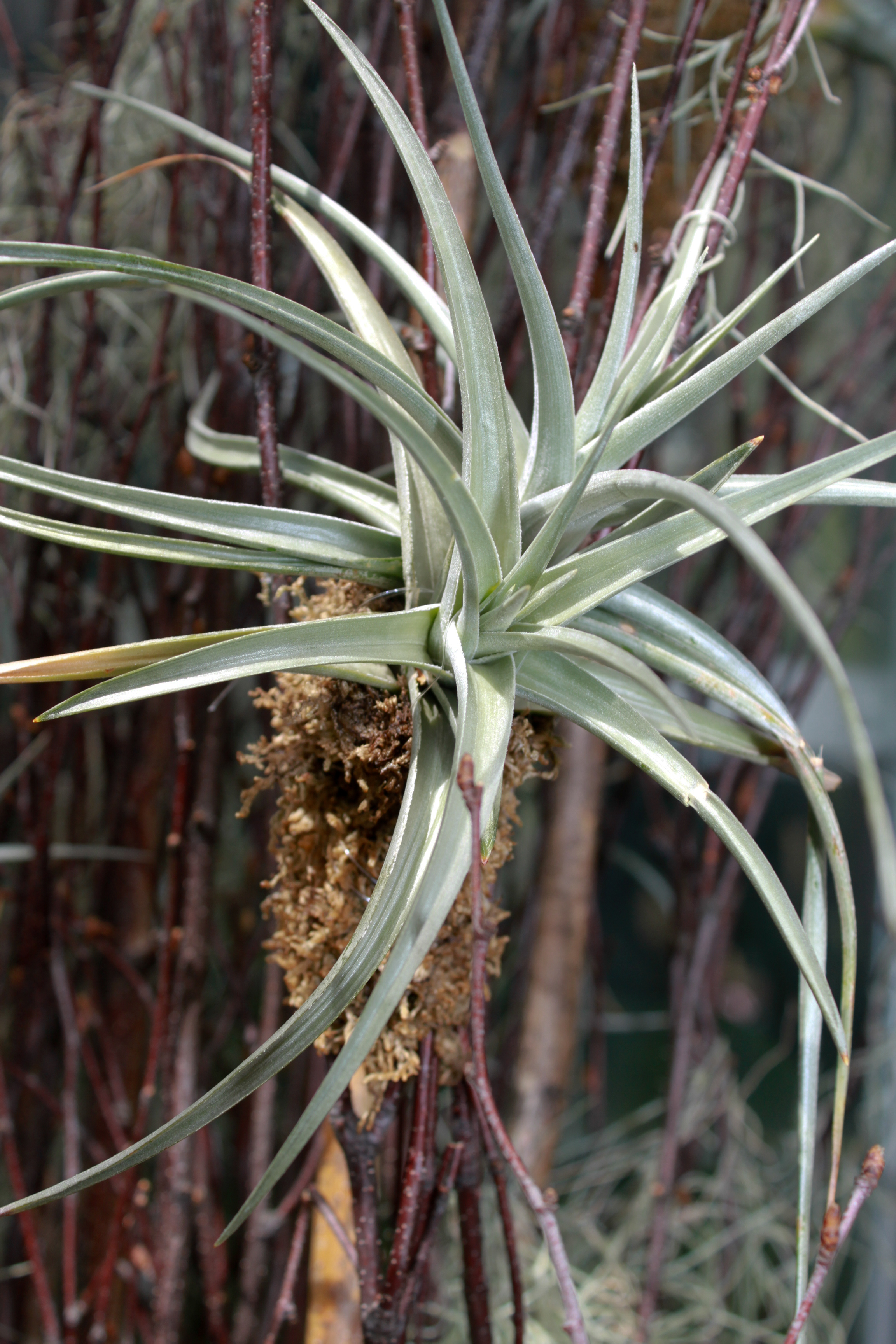
Tillandsia jucunda

- Tillandsia ignesiae Mez: Sie kommt in Höhenlagen von 1800 bis 2000 Metern in den mexikanischen Bundesstaaten Godines, Hidalgo, Jalisco sowie Michoacan vor.
- Tillandsia ilseana W.Till, Halbr. & Zecher: Sie kommt nur im mexikanischen Bundesstaat Guerrero vor.
- Tillandsia imperialis E.Morren ex Roezl (Syn.: Tillandsia strobilantha Baker, Tillandsia imperialis E.Morren ex André, Tillandsia imperialis E.Morren ex Baker): Sie kommt in Höhenlagen zwischen 1300 und 2700 Meter in den mexikanischen Bundesstaaten Jalisco, Hidalgo, Vera Cruz, Puebla sowie Oaxaca und in El Salvador nur in Santa Ana vor.
- Tillandsia imporaensis Ehlers: Sie kommt nur im bolivianischen Chuquisaca vor.
- Tillandsia incarnata Kunth:
  - Tillandsia incarnata Kunth var. incarnata (Tillandsia striata Willd. ex Schult. & Schult.f., Tillandsia brevifolia Baker): Sie kommt in Höhenlagen von 500 bis 3200 Metern in Kolumbien, Ecuador und in Venezuela nur in Mérida vor.
  - Tillandsia incarnata var. margaritacea A.Roguenant & Raynal-Roques: Die Erstbeschreibung erfolgte 2004. Sie kommt in Höhenlagen von 2300 bis 2800 Metern in Ecuador nur in Tungurahua, Ambato vor.
- Tillandsia incurva Griseb.: Sie gedeiht im Wolken- und Nebelwald in Höhenlagen von 900 bis 3000 Metern auf den Großen Antillen und von Costa Rica bis Guyana sowie Bolivien.
- Tillandsia indigofera Mez & Sodiro: Sie kommt nur im ecuadorianischen Pichincha vor.
- Tillandsia inopinata Espejo, López-Ferrari & W.Till: Sie kommt in Höhenlagen von 80 bis 1800 Metern in den mexikanischen Bundesstaaten Guanajuato, Hidalgo, Queretaro, San Luis Potosí sowie Tamaulipas vor.
- Tillandsia intermedia Mez: Sie kommt nur im mexikanischen Bundesstaat Guerrero vor.
- Tillandsia interrupta Mez: Sie kommt in Höhenlagen von 2400 bis 2900 Metern nur im peruanischen Lima vor.
- Tillandsia ionantha Planch.:
  - Tillandsia ionantha Planch. var. ionantha (Syn.: Tillandsia erubescens H.Wendland, Tillandsia scopus Hook. f., Tillandsia rubentifolia Poisson & Menet): Sie ist in Mittelamerika weitverbreitet.
  - Tillandsia ionantha var. maxima Ehlers: Sie kommt nur im mexikanischen Bundesstaat Oaxaca vor.
  - Tillandsia ionantha var. scaposa L.B.Sm.  (Syn.: Tillandsia scaposa Ehlers): Je nach Autor hat sie den Rang einer Art oder Varietät.[1] Sie gedeiht epiphytisch in Höhenlagen von 1500 bis 1950 Metern. Sie ist in Mittelamerika weitverbreitet von Mexiko bis Guatemala und in San Salvador sowie Honduras.
  - Tillandsia ionantha var. stricta hortus ex Koide: Sie kommt nur im mexikanischen Bundesstaat Oaxaca vor.
  - Tillandsia ionantha var. stricta forma fastigiata Koide: Sie kommt nur im mexikanischen Bundesstaat Oaxaca vor.
  - Tillandsia ionantha var. van-hyningii M.B.Foster: Sie gedeiht an Felsen nur im mexikanischen Bundesstaat Chiapas.
- Tillandsia ionochroma André ex Mez (Syn.: Tillandsia pastensis sensu Weberbauer, Tillandsia fuscoguttata Mez, Tillandsia wangerini Mez): Sie gedeiht epiphytisch in Bäumen in Höhenlagen von 2300 bis 3900 Metern in Peru, Ecuador sowie im bolivianischen Cochabamba vor.
- Tillandsia itatiensis E.H.Souza & Leodegario: Die Erstbeschreibung erfolgte 2021 aus dem brasilianischen Bundesstaat Bahia. Sie gedeiht lithophytisch auf einem Inselberg.[1]
- Tillandsia itaubensis T.Strehl: Sie kommt nur im brasilianischen Bundesstaat Rio Grande do Sul vor.
- Tillandsia ixioides Griseb.:
  - Tillandsia ixioides Griseb. subsp. ixioides (Syn.: Tillandsia canescens Sw., Tillandsia meridionalis Baker, Tillandsia canescens Hortus ex Baker, Tillandsia lutea Baker, Tillandsia ixioides var. occidentalis A.Cast.): Sie kommt in Bolivien, Paraguay, Uruguay und Argentinien und im brasilianischen Bundesstaat Rio Grande do Sul vor.
  - Tillandsia ixioides subsp. viridiflora (Rauh) Gouda (Syn.: Tillandsia jucunda var. viridiflora Rauh): Sie kommt nur im bolivianischen Chuquisaca vor.
- Tillandsia izabalensis Pinzón: Die Erstbeschreibung erfolgte 2012. Sie gedeiht entlang der karibischen Küste in Höhenlagen bis zu 550 Meter in Belize, Honduras, Guatemala, Nicaragua sowie Kolumbien.[1]

## J
- Tillandsia jacob-bakii Gouda: Die Erstbeschreibung erfolgte 2023. Sie gedeiht epiphytisch in Wäldern in Honduras nur in Comayagua.[1][8]
- Tillandsia ×jaguactalensis I.Ramírez, Carnevali & F.Chi: Diese Naturhybride aus Tillandsia brachycaulos × Tillandsia streptophylla wurde 2000 erstbeschrieben. Sie kommt nur im mexikanischen Bundesstaat Quintana Roo vor.[1]
- Tillandsia jalisco-monticola Matuda: Sie kommt nur im mexikanischen Bundesstaat Jalisco vor.
- Tillandsia jalisco-pinicola L.Hromadnik & P.Schneid.: Sie kommt nur im mexikanischen Bundesstaat Jalisco vor.
- Tillandsia jequiensis L.Hrom. & H.Hrom.: Die Erstbeschreibung erfolgte 2020 in Die Bromelie. Sie gedeiht lithophytisch auf einigen Inselbergen in Höhenlagen von 400 bis 1000 Metern im brasilianischen Bundesstaat Bahia.[1]
- Tillandsia joel-mandimboensis Flores-Cruz, C.Granados & Vázquez-Hurtado: Die Erstbeschreibung erfolgte 2020. Sie gedeiht lithophytisch an Felswänden eines Flusscanyon in Höhenlagen von 260 bis 340 Metern nur im mexikanischen Bundesstaat Oaxaca.[1]
- Tillandsia jonesii T.Strehl: Sie kommt nur im brasilianischen Bundesstaat Rio Grande do Sul vor.
- Tillandsia jucunda Castellanos: Sie gedeiht epiphytisch in Wäldern in Höhenlagen von 600 bis 900 Metern im argentinischen Jujuy sowie Tucuman.
- Tillandsia juerg-rutschmannii Rauh: Sie kommt nur im mexikanischen Bundesstaat Chiapas vor.
- Tillandsia juncea (Ruiz & Pavón) Poir. (Tillandsia pulchra sensu Hook., Tillandsia setacea sensu Hook., Tillandsia setacea sensu Baker, Tillandsia quadrangularis Mart. & Galeotti, Tillandsia juncifolia Regel): Sie ist von Mexiko bis Bolivien und auf karibischen Inseln weitverbreitet.

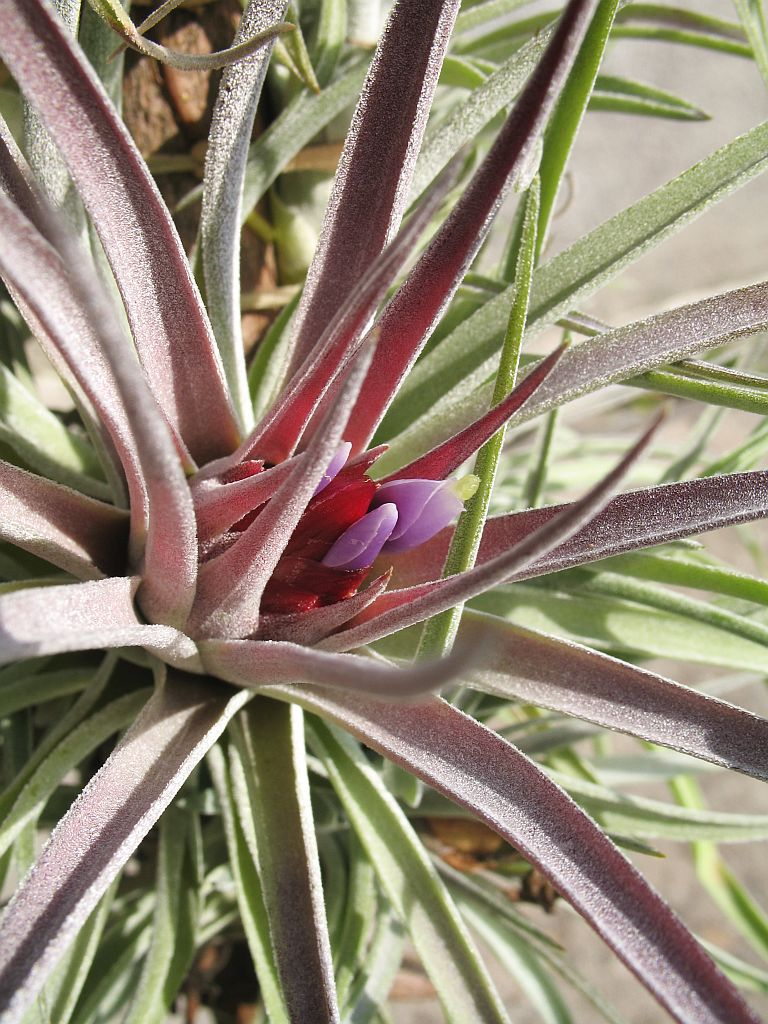
Habitus und blaue Blüten von Tillandsia kammii

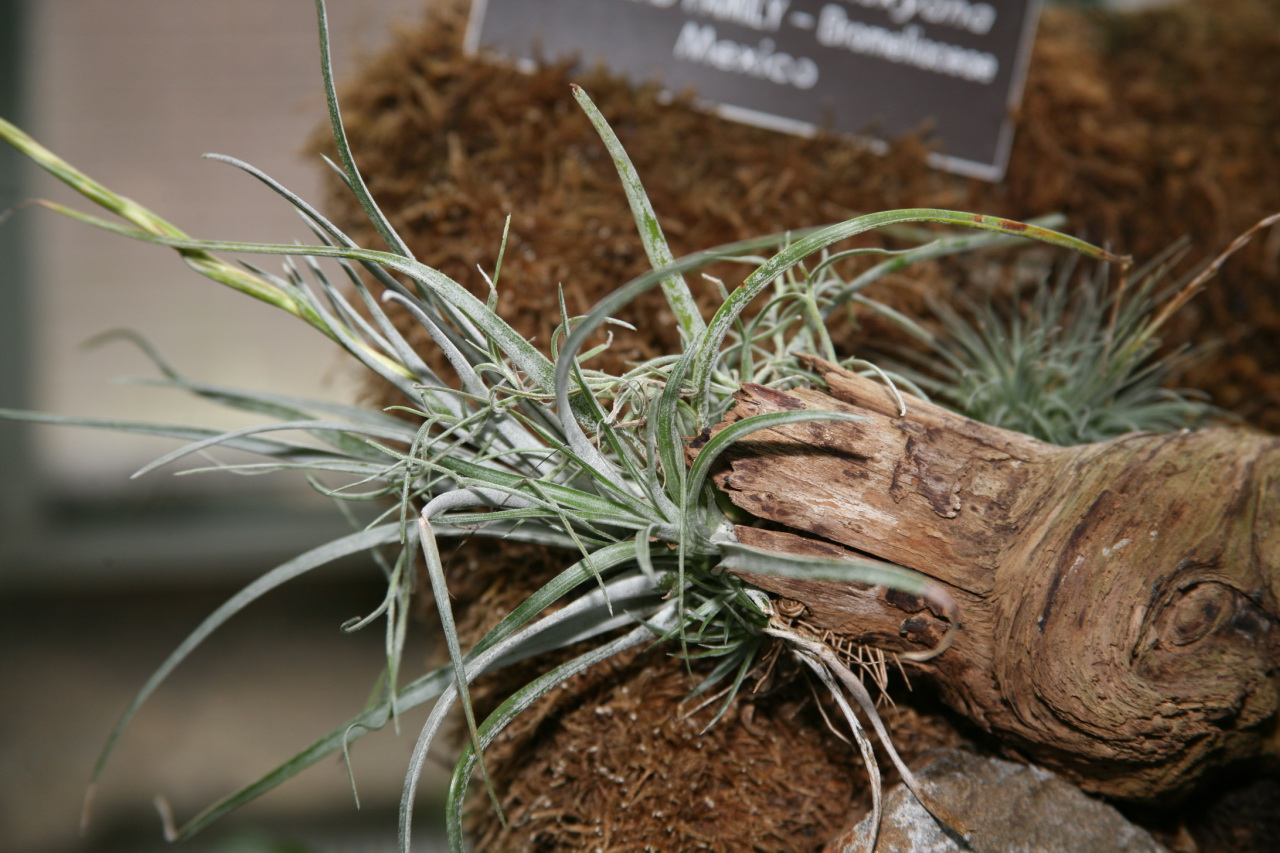
Habitus von Tillandsia karwinskyana

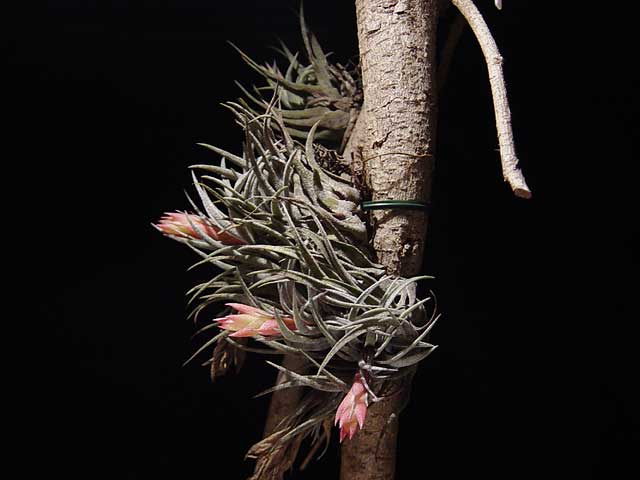
Habitus und Blütenstände von Tillandsia kautskyi

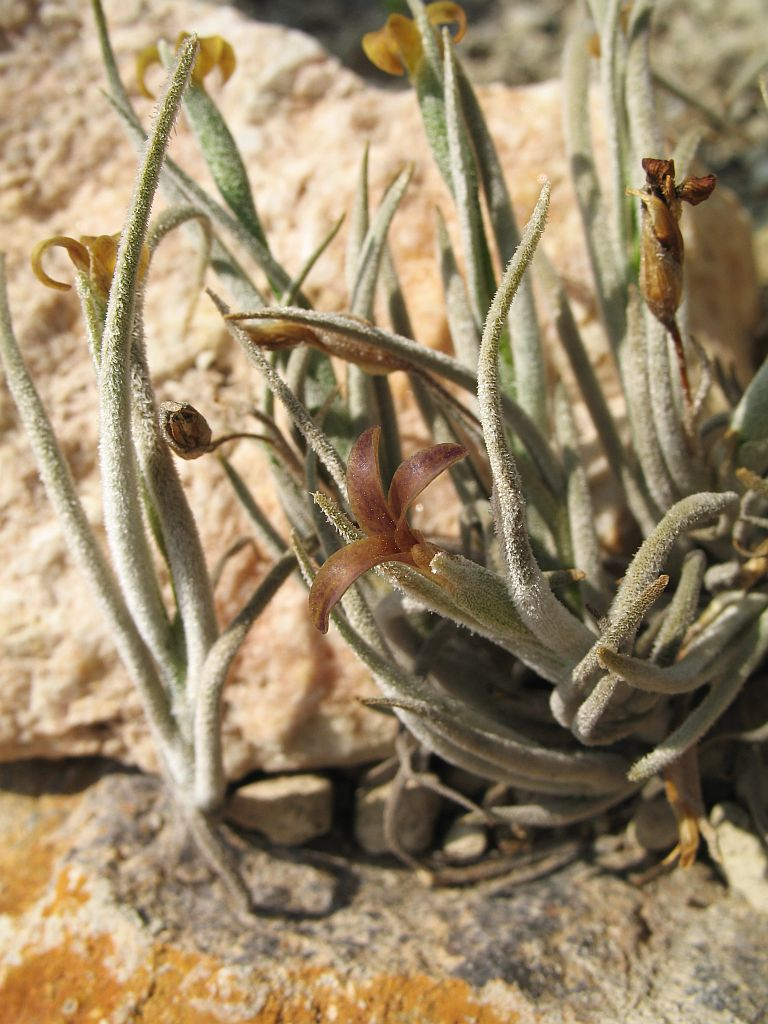
Habitus und gelbliche Blüten von Tillandsia kuehhasii

## K
- Tillandsia kalmbacheri Matuda: Sie gedeiht epiphytisch in Eichenwäldern nur im mexikanischen Bundesstaat Guerrero.
- Tillandsia kammii Rauh: Sie kommt in Honduras nur in Olancho vor.
- Tillandsia karwinskyana Schultes f. (Syn.: Tillandsia utriculata subsp. pringlei (S.Watson) Gardner): Sie gedeiht in Höhenlagen von 1500 bis 2200 Metern in den mexikanischen Bundesstaaten Nuevo Leon, San Luis Potosí, Hidalgo sowie Puebla.
- Tillandsia kauffmannii Ehlers: Sie kommt nur im peruanischen La Libertad vor.
- Tillandsia kautskyi E.Pereira: Diese seltene Art kommt nur im brasilianischen Bundesstaat Espirito Santo vor. Es wurden bisher nur wenige Exemplare gefunden im Gebirge des Staates Espíritu Santo an Berghängen des Atlantischen Regenwaldes und dem dichten Bergregenwald in Höhenlagen zwischen 700 und 1200 Meter und das Areal reicht bis zur Grenze des Bundesstaates Rio de Janeiro. Sie war ab 1992 im CITES Appendix II und wurde im März 2013 aus dieser Liste entfernt, da kein Nachweis erbracht werden konnte, dass diese Art in den letzten gehandelt wurde.[9]
- Tillandsia kegeliana Mez: Sie ist von Panama bis ins nördliche Südamerika verbreitet.
- Tillandsia kentii (H.Luther & K.F.Norton) Manzanares & W.Till (Syn.: Vriesea kentii H.Luther & K.Norton): Diese Neukombination erfolgte 2020. Sie gedeiht epiphytisch in tiefer gelegenen Bergregenwäldern in Höhenlagen von 1200 bis 1800 Metern in Peru nur in Amazonas und in Ecuador nur in Morona-Santiago.[1]
- Tillandsia kessleri H.Luther: Sie kommt nur im bolivianischen Cochabamba vor.
- Tillandsia kickiae Raack, Manzan. & Gouda: Die Erstbeschreibung erfolgte 2021. Sie bildet Kolonien, die durch kurze Ausläufer miteinander verbunden sind und wächst epiphytisch in einer Höhenlage von etwa 2060 Metern nur im ecuadorianischen Loja.[1]
- Tillandsia kirchhoffiana Wittm. (Syn.: Tillandsia fournieri E.Morren ex Baker): Sie gedeiht epiphytisch in Höhenlagen von 1200 bis 1300 Metern in den mexikanischen Bundesstaaten Vera Cruz, Puebla sowie México.
- Tillandsia kirschnekii Rauh & W.Till: Sie kommt nur im peruanischen Apurímac vor.
- Tillandsia klausii Ehlers: Sie kommt nur im mexikanischen Bundesstaat Chiapas vor.
- Tillandsia koehresiana Ehlers: Sie kommt nur im bolivianischen Potosí sowie Cochabamba vor.
- Tillandsia koideae Rauh & E.Gross: Sie kommt nur im peruanischen Piura vor.
- Tillandsia kolbii W.Till & Schatzl: Sie kommt nur im mexikanischen Bundesstaat Oaxaca vor.
- Tillandsia krahnii Rauh: Sie kommt nur im peruanischen Ancash vor.
- Tillandsia kretzii Ehlers & Lautner: Sie gedeiht in Höhenlagen von etwa 2200 Meter in Guatemala nur in San Marcos-San Pablo.
- Tillandsia krukoffiana L.B.Sm.:
  - Tillandsia krukoffiana L.B.Sm. var. krukoffiana: Sie gedeiht an offenen Standorten in Höhenlagen von 900 bis 1800 Metern nur im bolivianischen La Paz.
  - Tillandsia krukoffiana var. piepenbringii Rauh: Sie kommt nur im peruanischen Cajamarca vor.
- Tillandsia kuehhasii W.Till: Sie gedeiht lithophytisch in Höhenlagen von etwa 3600 Meter nur im bolivianischen Potosí sowie Chuquisaca vor.
- Tillandsia kuntzeana Mez: Sie kommt in Höhenlagen von etwa 1300 Meter nur im bolivianischen Cochabamba vor.
- Tillandsia kuzmae Ehlers: Es ist ein Endemit in der Dominikanischen Republik.

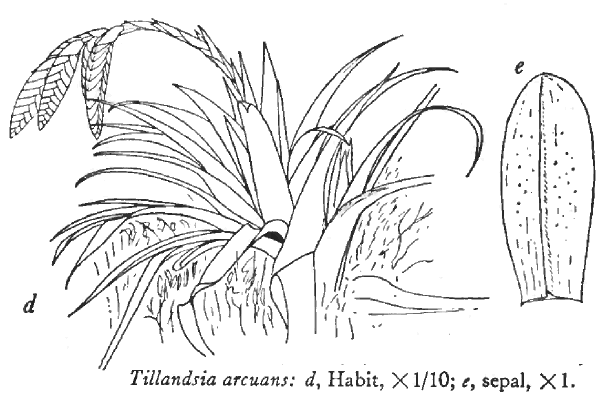
Illustration von Tillandsia lajensis

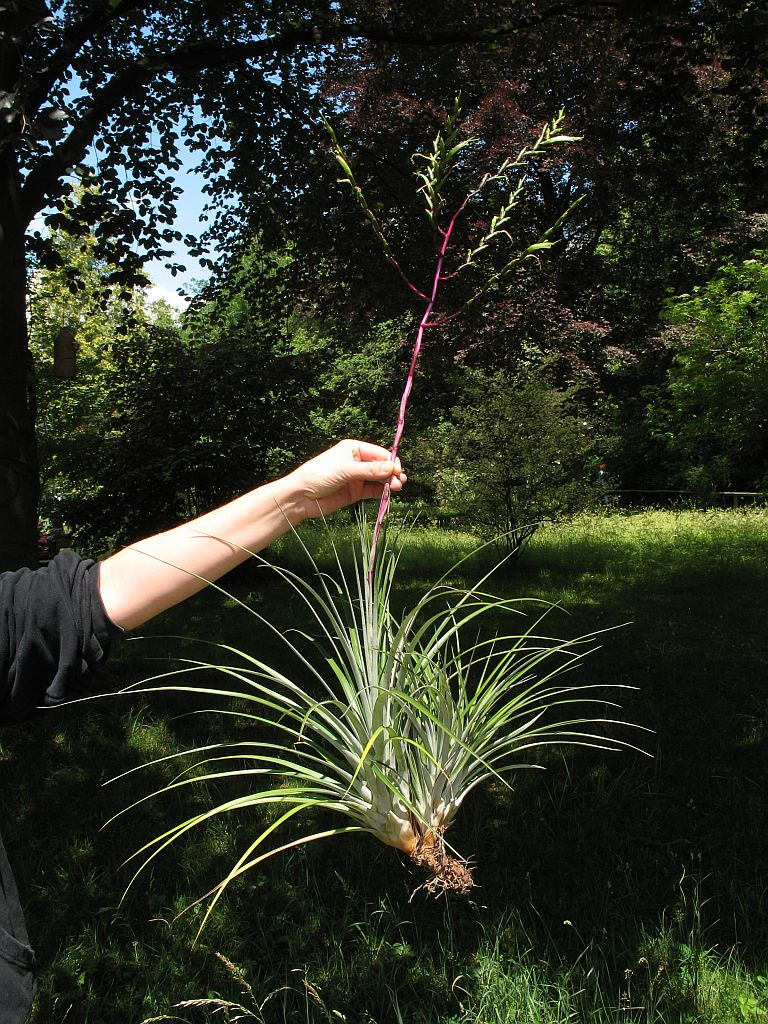
Habitus, verzweigter Blütenstand und gelblich-weißen Blüten von Tillandsia limbata

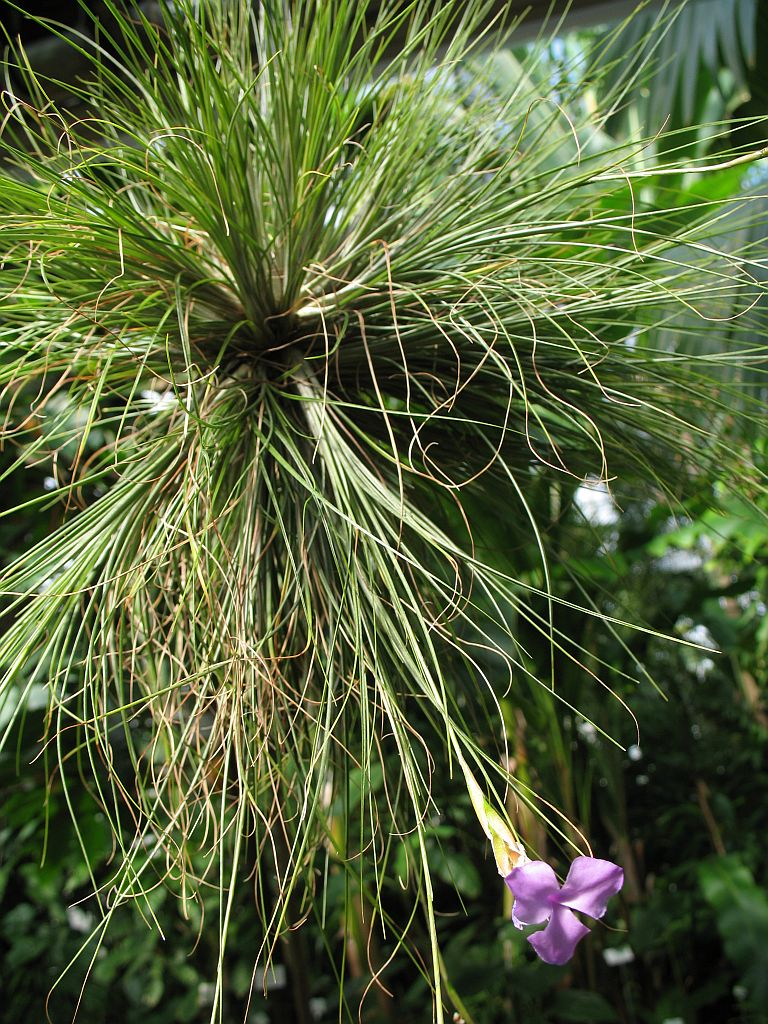
Habitus, Laubblätter Blütenstand und blaue Blüte von Tillandsia linearis

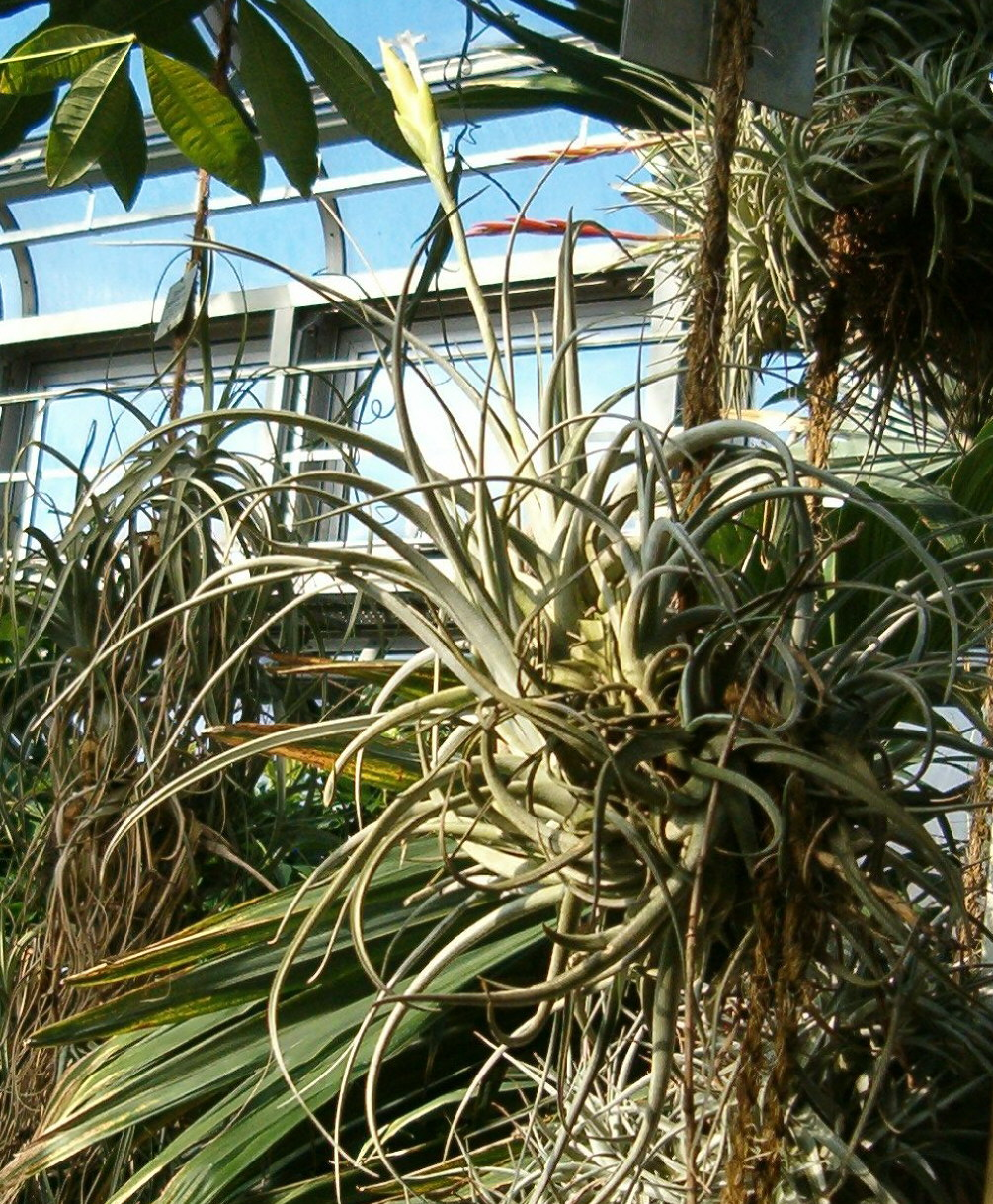
Habitus, Blütenstand und weiße Blüte von Tillandsia lorenziana

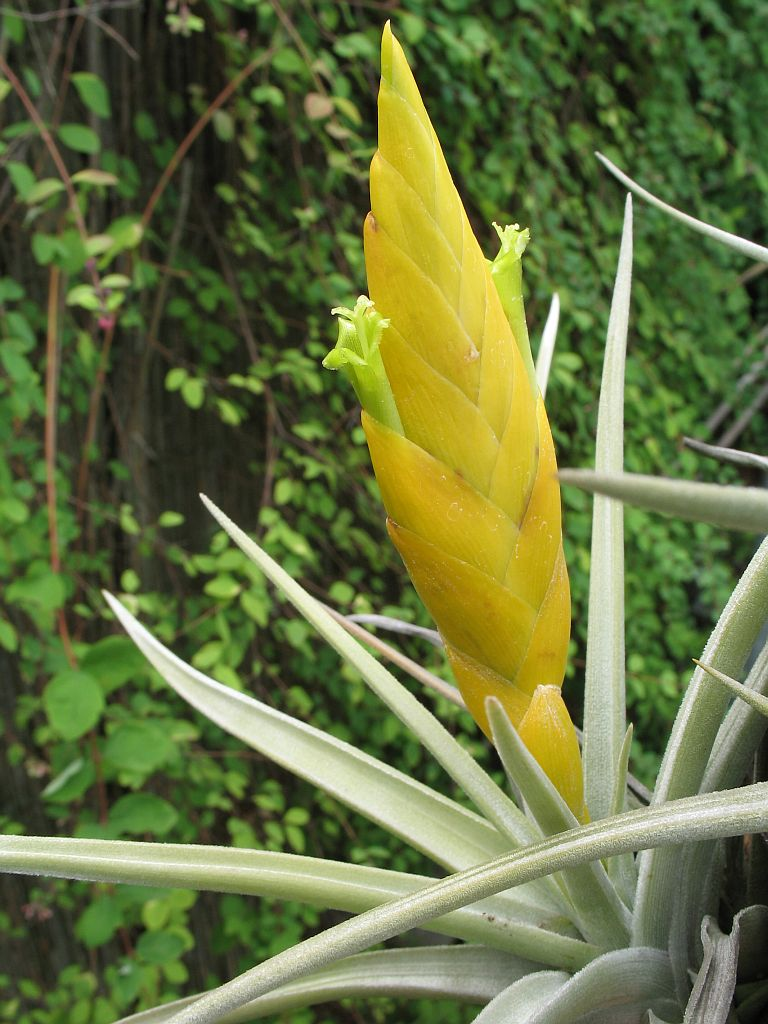
Habitus, Laubblätter, Blütenstand mit gelben Hochblättern und grünlichen Blüten von Tillandsia lotteae

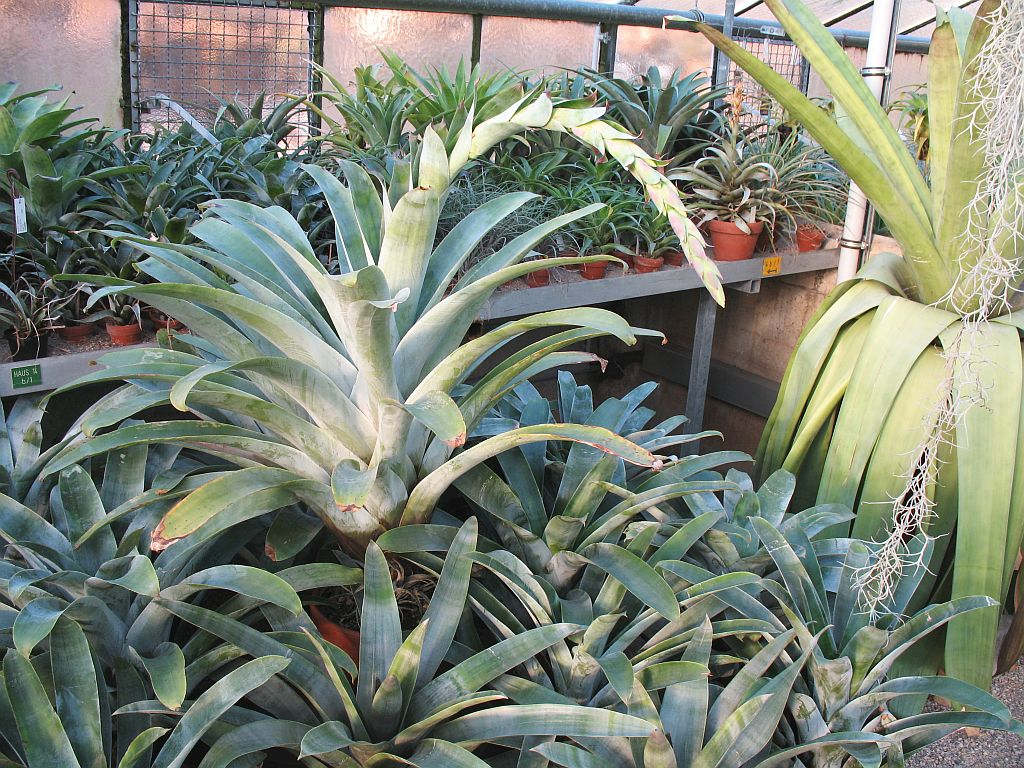
Habitus und Blütenstand von Tillandsia lymanii

## L
- Tillandsia lagunaensis Ehlers: Sie kommt in Höhenlagen von 1600 bis 2150 Metern nur im mexikanischen Bundesstaat Oaxaca vor.
- Tillandsia lajensis André (Syn.: Tillandsia ampla Mez & Sodiro ex Mez): Sie kommt in Höhenlagen von etwa 2900 Meter in Kolumbien nur in La Lajas vor.
- Tillandsia laminata L.B.Sm.: Sie gedeiht epiphytisch in Höhenlagen von 2350 bis 2400 Metern nur im peruanischen Amazonas.
- Tillandsia lampropoda L.B.Sm.: Es gibt zwei Varietäten:[1]
  - Tillandsia lampropoda L.B.Sm. var. lampropoda: Sie gedeiht epiphytisch in Wäldern in Höhenlagen von 1300 bis 2000 Metern vom mexikanischen Chiapas über Guatemala, Honduras, El Salvador sowie Nicaragua bis Costa Rica (Cartago).
  - Tillandsia lampropoda var. major L.B.Sm.: Sie kommt in Guatemala vor.
- Tillandsia landbeckii Philippi: Es gibt zwei Varietäten:[1]
  - Tillandsia landbeckii subsp. andina W.Till: Der Typusstandort liegt in Peru im Departamento Ayacucho, Provinz Lucanas im Tal des Rio San Jose, 8 km von Lucanas entfernt in einer Höhenlage von 2999 Meter, über weitere Standorte ist nichts bekannt.
  - Tillandsia landbeckii Philippi subsp. landbeckii: Sie kommt in den trockenen Küstenregionen in Höhenlagen von 300 bis 1500 Metern in Ecuador, auf den peruanischen Guano-Inseln und in Chile in Tarapaca, Antofagasta, Atacama sowie Coquimbo vor.
  - Tillandsia landbeckii subsp. andina var. rigidior W.Till: Sie kommt nur im peruanischen Cuzco vor.[1]

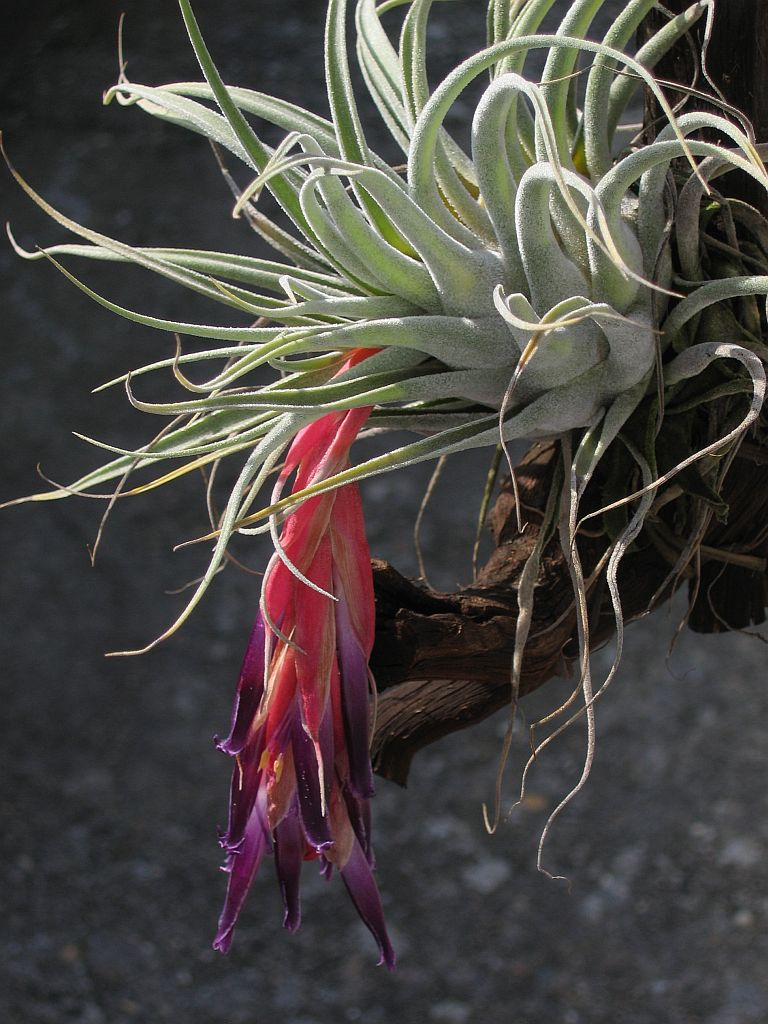
Habitus und Blütenstand mit blauen Blüten von Tillandsia macdougallii

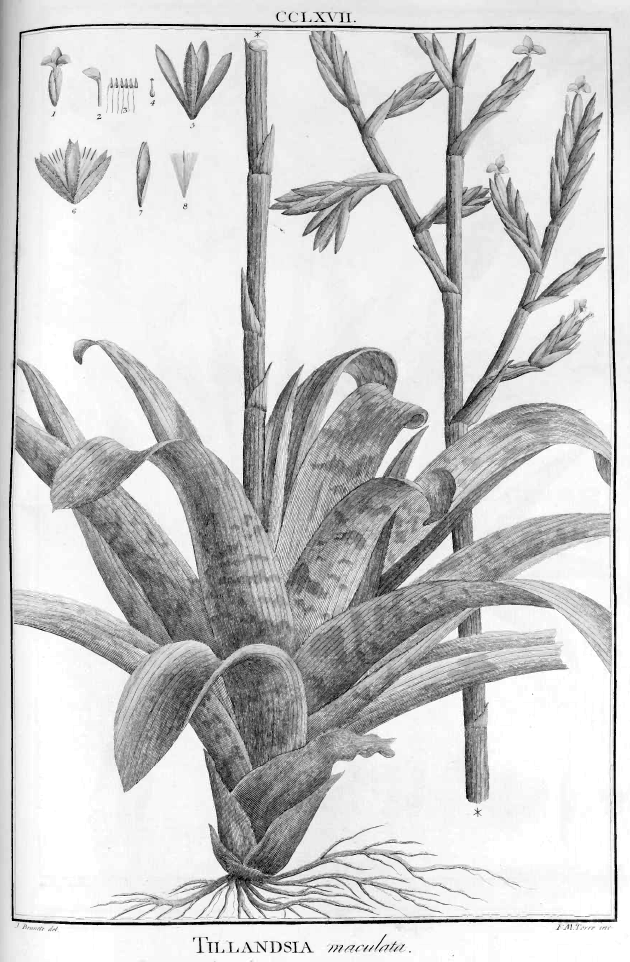
Illustration von Tillandsia maculata

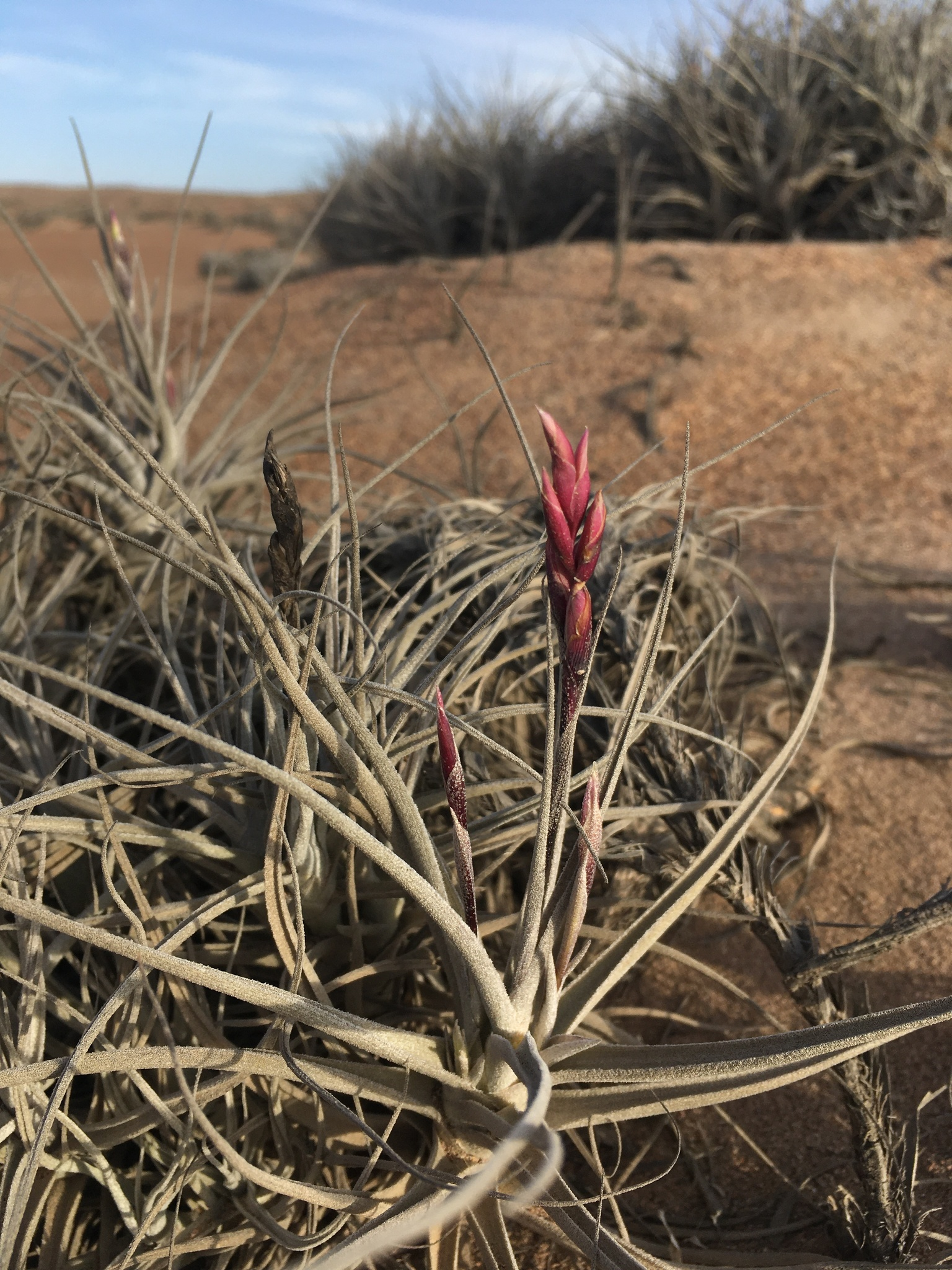
Habitus und Blütenstand von Tillandsia marconae im Habitat

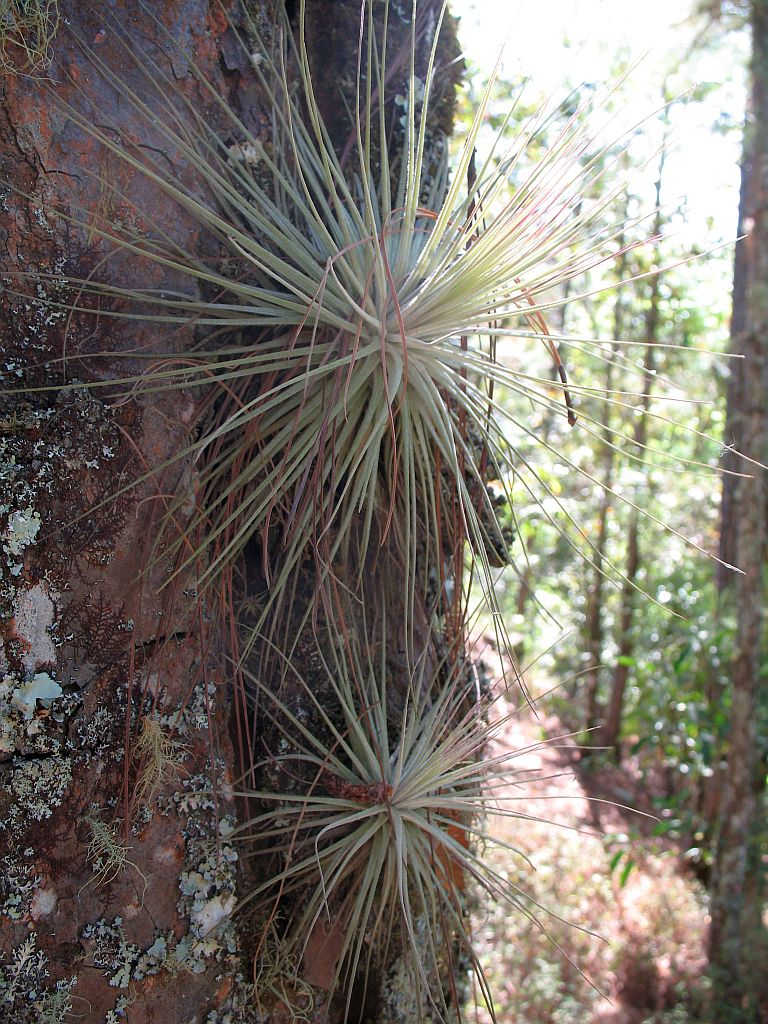
Habitus Habitus und Blütenstände der „Grauen Tillandsie“ Tillandsia magnusiana

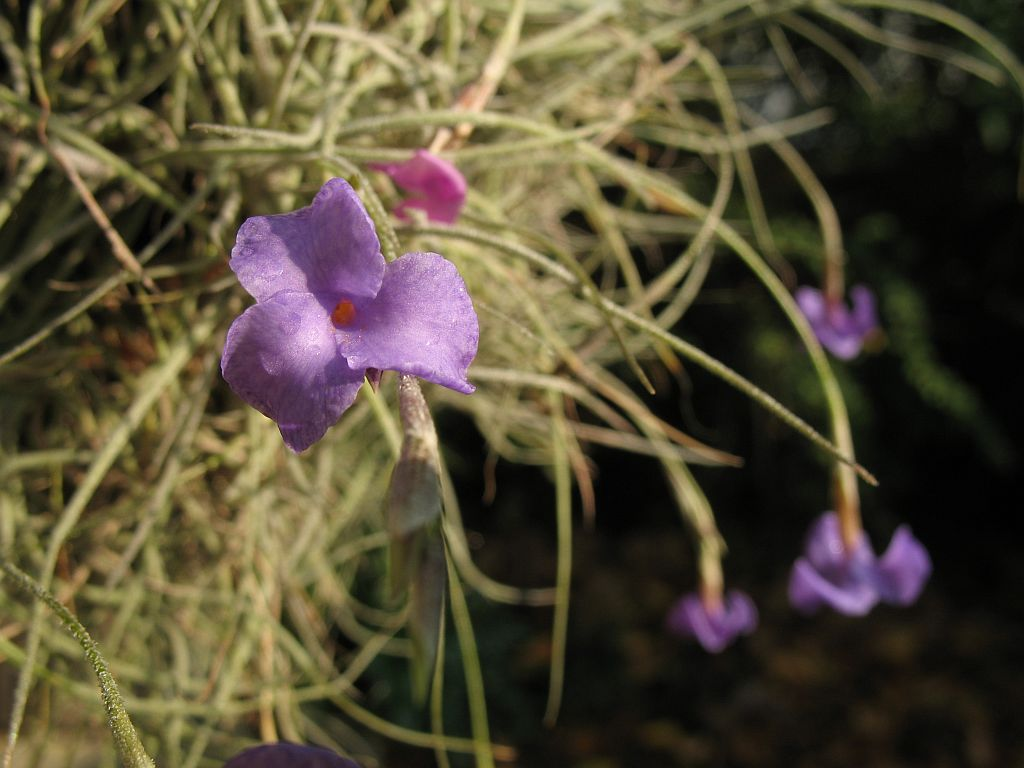
Blüte von Tillandsia mallemontii, deren drei blauen Kronblätter eine rundliche Platte besitzen

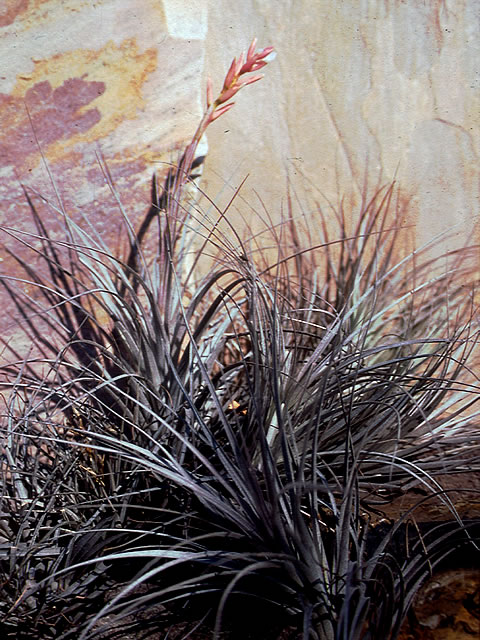
Habitus und Blütenstand mit weißen Blüten von Tillandsia milagrensis

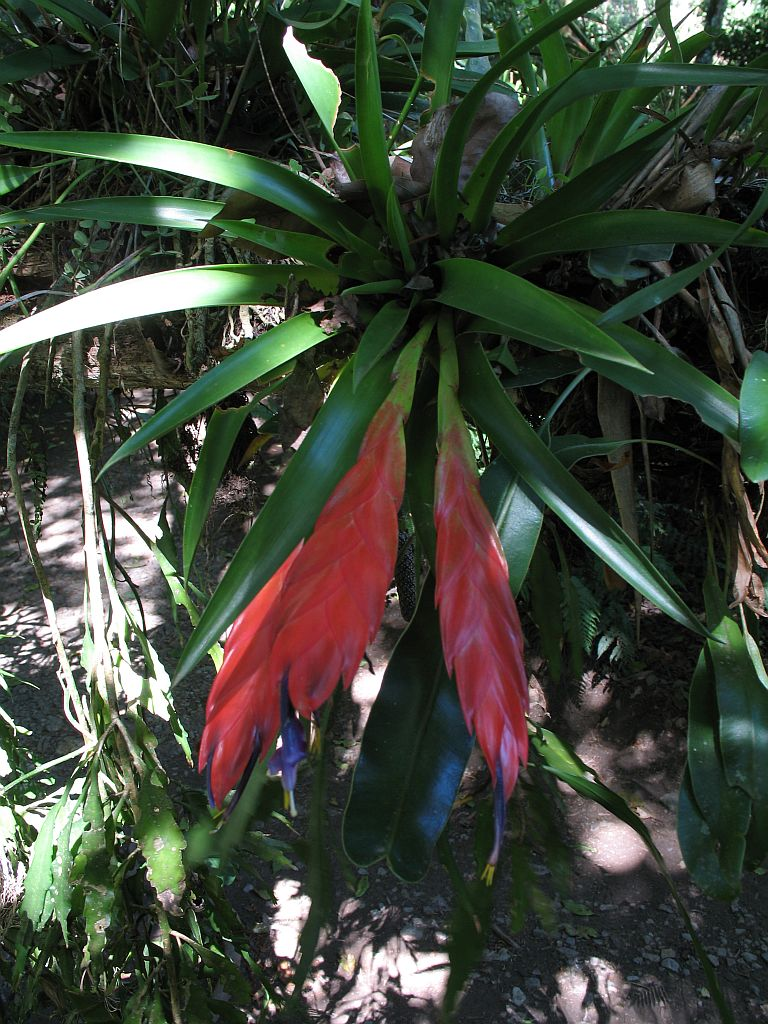
Habitus und Blütenstände der „Grünen Tillandsie“ Tillandsia multicaulis im Habitat

- Tillandsia langlasseana Mez: Die Heimat ist Mexiko.
- Tillandsia latifolia Meyen: Es gibt etwa drei Varietäten:[1]
  - Tillandsia latifolia Meyen var. latifolia (Syn.: Tillandsia kunthiana Gaudich., Tillandsia grisea Baker, Tillandsia oxysepala Baker, Tillandsia murorum Mez): Sie gedeiht meist auf Felsen oder Sand hauptsächlich auf Küstenniveau, aber auch bis zu einer Höhenlage von 2900 Meter in den peruanischen Departamentos Piura, Otuzco, Ancash sowie Lima.
  - Tillandsia atifolia var. leucophylla Rauh: Sie kommt nur im peruanischen Departamento Cajamarca vor.
  - Tillandsia latifolia var. major Mez: Sie kommt nur im peruanischen Departamento Lima vor.
- Tillandsia laui Matuda: Sie kommt nur im mexikanischen Bundesstaat Oaxaca vor.
- Tillandsia lautneri Ehlers (Syn.: Tillandsia capitata var. guzmanioides L.B.Sm.): Sie kommt in Guatemala nur in Huehuetenango vor.
- Tillandsia leiboldiana Schltdl. (Syn.: Tillandsia leiboldiana var. guttata Hobbs): Diese „Grüne Tillandsie“ gedeiht epiphytisch in Wäldern in Höhenlagen zwischen 25 und 2000 Meter von Mexiko bis Mittelamerika.
- Tillandsia lenca H. Vega, García-Martínez & Mó: Sie wurde 2025 aus Lempira in Honduras erstbeschrieben.[10][1]
- Tillandsia leonamiana E.Pereira: Sie kommt nur im brasilianischen Bundesstaat Minas Gerais vor.
- Tillandsia lepidosepala L.B.Sm. (Syn.: Viridantha lepidosepala (L.B.Sm.) Espejo): Sie gedeiht fast immer als Epiphyt, meist in großen Gruppen in Höhenlagen von 1900 bis 2500 Metern. Sie kommt in mexikanischen Bundesstaaten Aguascalientes, Guanajuato, Hidalgo, Jalisco, México, Michoacan, Puebla, Queretaro sowie Zacatecas vor.
- Tillandsia leucolepis L.B.Sm.: Sie kommt nur im mexikanischen Bundesstaat Oaxaca vor.
- Tillandsia leucopetala H.Büneker: Die Erstbeschreibung erfolgte 2015 aus dem brasilianischen Bundesstaat Rio Grande do Sul. Sie gedeiht lithophytisch auf einem einzigen steilen Fels.[1]
- Tillandsia limae L.B.Sm.: Sie kommt nur im brasilianischen Bundesstaat Mato Grosso vor.
- Tillandsia limarum E.Pereira: Sie kommt nur im brasilianischen Bundesstaat Mato Grosso vor.
- Tillandsia limbata Schltdl. (Syn.: Tillandsia dasyliriifolia Baker, Tillandsia drepanoclada Baker, Tillandsia simplexa Matuda): Sie gedeiht in feuchten Tieflandwäldern in Höhenlagen bis zu 800 Meter vom östlichen Mexiko, Guatemala und Belize bis ins östliche Honduras (San Pedro Sula).
- Tillandsia limonensis (Rauh) J.R.Grant: Sie gedeiht epiphytisch in Höhenlagen von etwa 1000 Meter im ecuadorianischen Azuay.
- Tillandsia linearis Vell. (Syn.: Tillandsia selloa C.Koch): Sie gedeiht epiphytisch in Wäldern in Höhenlagen von 0 bis 930 Metern in den brasilianischen Bundesstaaten Goias, Rio de Janeiro, São Paulo sowie Paraná.
- Tillandsia ×lineatispica Mez: Sie gedeiht lithophytisch in Höhenlagen von 150 bis 340 Metern in Puerto Rico.
- Tillandsia lithophila L.Hromadnik: Sie gedeiht an steilen Felswänden in Höhenlagen von etwa 2200 Meter nur im peruanischen Departamento La Libertad.
- Tillandsia loliacea Martius ex Schultes f. (Syn.: Tillandsia undulata Baker, Tillandsia quadriflora Baker, Tillandsia atrichoides Moore): Sie gedeiht epiphytisch und lithophytisch in semiariden Habitaten in Höhenlagen von 0 bis 1500 Metern. Sie kommt in Bolivien (Santa Cruz), Brasilien (Piauf, Ceara, Paraiba, Pernambuco, Bahia, Minas Gerais, Distrito Federal, Mato Grosso, São Paulo), Paraguay sowie Argentinien (Jujuy, Salta, Santiago del Estero, Formosa, Chaco, Córdoba, Corrientes) vor.
- Tillandsia loma-blancae Ehlers & Lautner: Die Erstbeschreibung erfolgte 2003 in Die Bromelie. Sie ist nur vom Typusstandort in einer Höhenlage von etwa 1800 Meter im mexikanischen Bundesstaat Jalisco bekannt.
- Tillandsia longifolia Baker: Sie gedeiht epiphytisch in Wäldern und lithophytisch an steilen Felswänden in Höhenlagen von 750 bis 2800 Metern. Sie kommt in Costa Rica (San José), Kolumbien (Nariño), Venezuela (Distrito Federal), Peru (Cajamarca, Amazonas) sowie Bolivien (Santa Cruz) vor.
- Tillandsia longiscapa Leme & W.Till: Die Erstbeschreibung erfolgte 2020 aus dem brasilianischen Bundesstaat Minas Gerais. Sie gedeiht im Gipfelbereich des Granitinselberg Ataléia in einer Höhenlage von etwa 670 Meter.[1]
- Tillandsia lopezii L.B.Sm.: Sie gedeiht lithophytisch in Höhenlagen von etwa 3300 Meter nur im peruanischen Departamento Libertad vor.
- Tillandsia lorentziana Griseb.: Sie kommt in Höhenlagen von 700 bis 2600 Metern in Bolivien, Brasilien, Paraguay sowie Argentinien vor.
- Tillandsia lotteae L.Hromadnik: Sie kommt in Bolivien nur in Chuquisaca vor.
- Tillandsia loxichaensis Ehlers: Die Erstbeschreibung erfolgte 2002 in Die Bromelie. Sie ist nur vom Typusstandort in einer Höhenlage von etwa 1700 Meter im mexikanischen Bundesstaat Oaxaca, an einer Seitenstraße nach San Baltazar de Loxicha zwischen San Gabriel und Mihahuatlan, bekannt.
- Tillandsia lucida E.Morren ex Baker: Sie gedeiht epiphytisch in Wäldern in Höhenlagen von 900 bis 1400 Metern. Sie kommt von den mexikanischen Bundesstaaten Veracruz, Oaxaca sowie Chiapas über Guatemala bis Morazan in Honduras vor.
- Tillandsia lutheri (Manzanares & W.Till) J.R.Grant (Syn.: Vriesea lutheri Manzanares & W.Till): Diese Neukombination erfolgte 2005. Sie gedeiht epiphytisch in Höhenlagen von etwa 2690 Metern nur im ecuadorianischen Zamora-Chinchipe.[1]
- Tillandsia lutheriana (J.R.Grant) Kessous & A.F.Costa (Syn.: Vriesea lutheriana J.R.Grant): Diese Neukombination erfolgte 2023. Sie gedeiht epiphytisch in Höhenlagen von etwa 1200 Metern nur in Costa Rica.[1]
- Tillandsia lydiae Ehlers: Sie kommt nur im mexikanischen Bundesstaat Guerrero vor.
- Tillandsia lymanii Rauh: Sie kommt nur im peruanischen Departamento Cajamarca vor.

## M
- Tillandsia macbrideana L.B.Sm.: Es gibt etwa fünf Varietäten:[1]
  - Tillandsia macbrideana var. atroviolacea Rauh: Sie kommt nur im peruanischen Departamento Cajamarca vor.
  - Tillandsia macbrideana var. longifolia Rauh: Sie gedeiht an steilen Felsen in Höhenlagen von etwa 2500 Metern nur im peruanischen Departamento Cajamarca.[1]
  - Tillandsia macbrideana var. longispica Rauh: Sie gedeiht an steilen Felsen in Höhenlagen von etwa 3000 Metern nur im peruanischen Departamento La Libertad.[1]
  - Tillandsia macbrideana L.B.Sm. var. macbrideana: Sie gedeiht lithophytisch an Felswänden in Höhenlagen von 2100 bis 2750 Metern nur im peruanischen Departamento Amazonas.[1]
  - Tillandsia macbrideana var. major Rauh: Sie gedeiht in Höhenlagen von etwa 2700 Metern nur im peruanischen Departamento La Libertad.[1]
- Tillandsia macdougallii L.B.Sm.: Sie gedeiht epiphytisch in Eichen- sowie Kiefernwäldern und auch lithophytisch an steilen Felswänden in Höhenlagen von 1800 bis 3200 Metern in den mexikanischen Bundesstaaten Nayarit, Jalisco, Hidalgo, Vera Cruz, Puebla, México, Michoacán sowie Oaxaca.

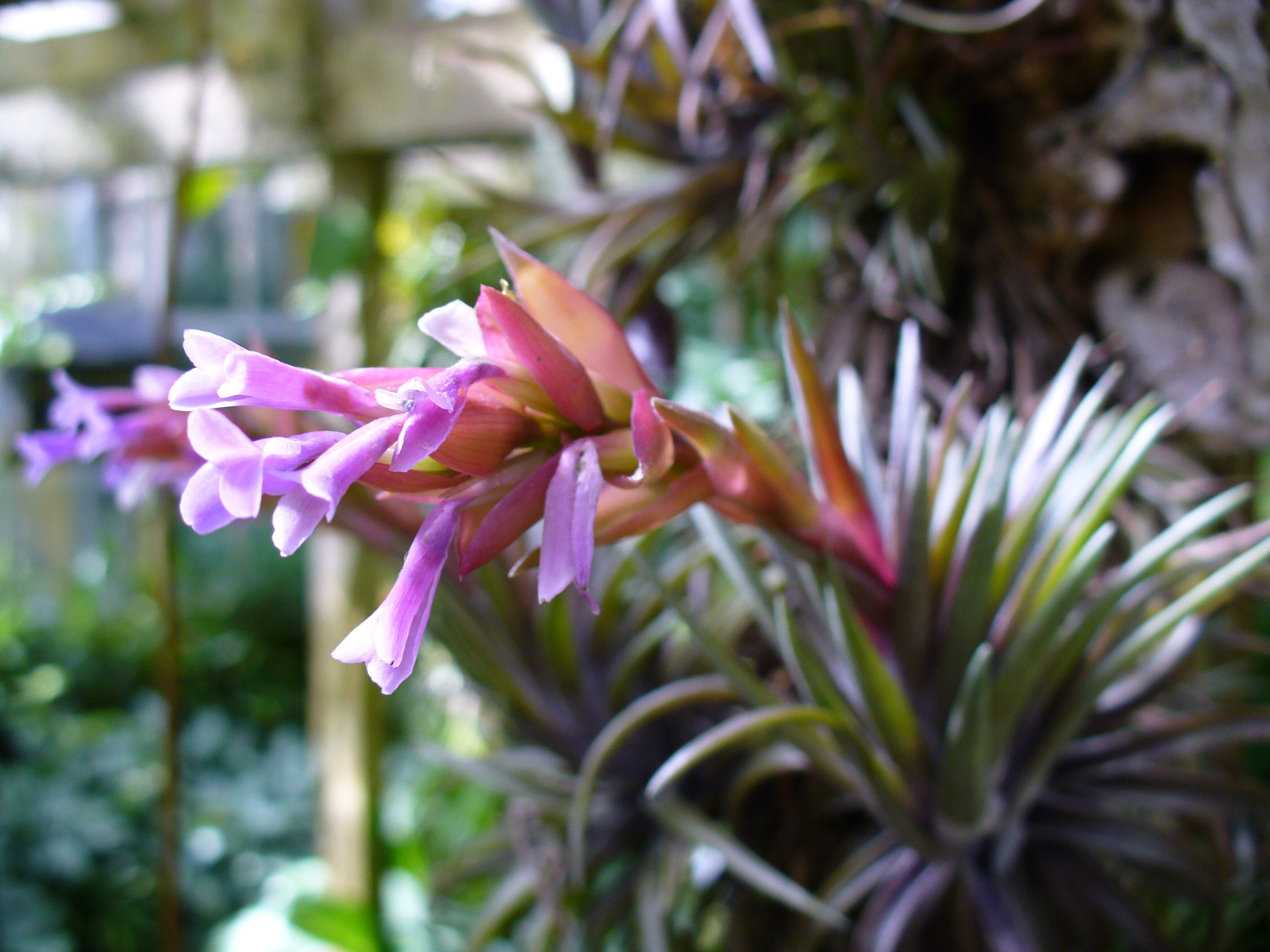
Habitus, Blütenstand und Blüten von Tillandsia neglecta

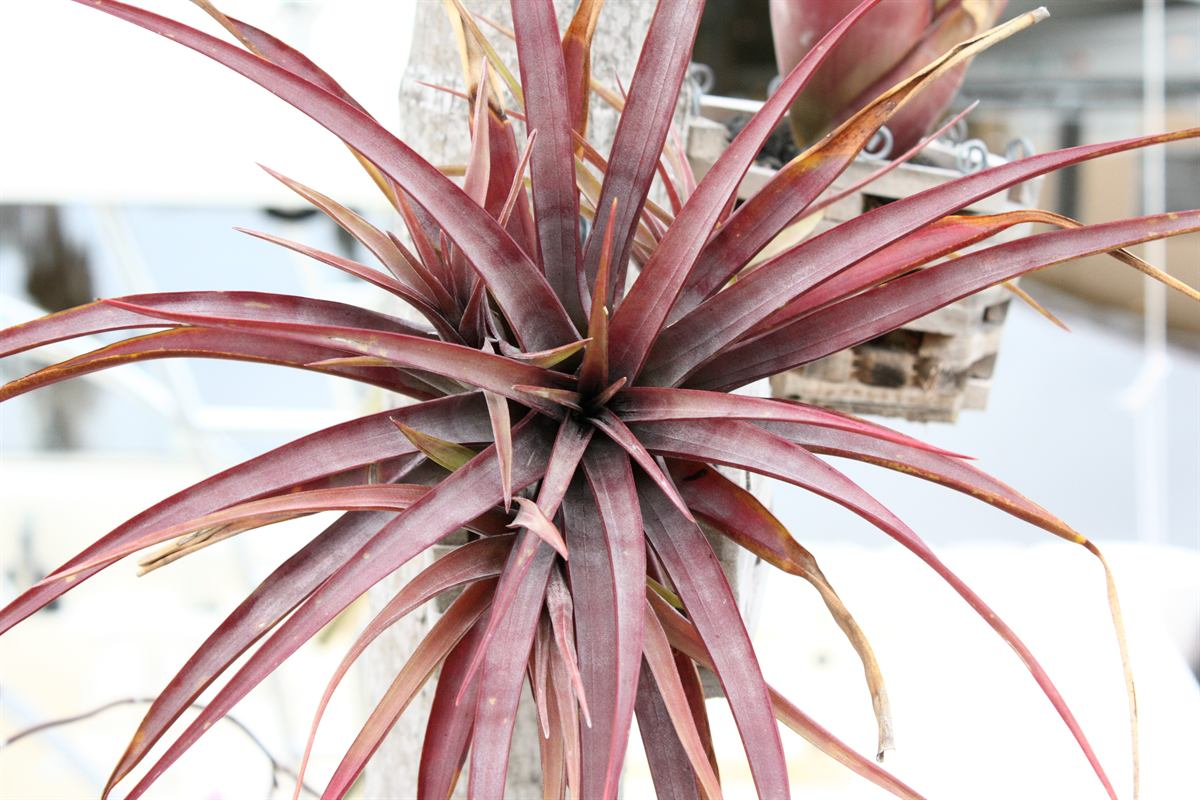
Habitus von Tillandsia novakii mit durch starke Sonneneinstrahlung rot gefärbten Laubblättern

- Tillandsia machupicchuensis Gouda & J.Ochoa: Die Erstbeschreibung erfolgte 2012. Sie gedeiht nur an steilen Felswänden nahe dem Río Urubamba in Höhenlagen von 2070 bis 2300 Metern im peruanischen Cusco.
- Tillandsia macrochlamys Baker: Sie kommt nur im mexikanischen Bundesstaat Sinaloa vor.
- Tillandsia macrodactylon Mez: Sie gedeiht terrestrisch in Höhenlagen von etwa 2700 Metern nur im peruanischen Departamento Libertad.
- Tillandsia maculata Ruiz & Pavón: Sie gedeiht epiphytisch in Wäldern in Höhenlagen von 1050 bis 1750 Metern. Sie kommt in Ecuador nur in Napo und in Peru in Huánuco sowie Cuzco vor.
- Tillandsia macvaughii Espejo & López-Ferrari: Sie gedeiht epiphytisch auf unterschiedlichen Pflanzenarten in Höhenlagen von 700 bis 800 Metern in den mexikanischen Bundesstaaten Jalisco sowie Michoacán.
- Tillandsia magnispica Espejo & López-Ferrari: Die Erstbeschreibung erfolgte 2009. Sie gedeiht in Wäldern in Höhenlagen von etwa 285 Meter nur im mexikanischen Bundesstaat Oaxaca.
- Tillandsia magnusiana Wittm. (Syn.: Tillandsia plumosa sensu Mez., Tillandsia plumosa var. magnusiana (Wittm.) Rohweder): Sie gedeiht epiphytisch in Mischwäldern in Höhenlagen von 1100 bis 1600 Metern. Sie kommt in den mexikanischen Bundesstaaten Jalisco sowie Chiapas, in Hondoras und in El Salvador in Santa Ana sowie San Vicente vor.
- Tillandsia makoyana Baker: Sie gedeiht epiphytisch in Eichen- und Kiefernwäldern in Höhenlagen von 50 bis 1950 Metern. Sie kommt in den mexikanischen Bundesstaaten Guerrero sowie Chiapas, in Guatemala in Huehuetenango, Baja Verapaz sowie Zacapa, in Honduras in Morazan sowie Paraiso El Salvador, in Chalatenango, San Vicente sowie San Miguel und in Costa Rica in Guanacastle sowie Puntarenas vor.
- Tillandsia makrinii L.Hromadnik: Sie gedeiht epiphytisch in unterschiedlichen Wäldern oder selten lithophytisch in Höhenlagen von 0 bis 800 Metern. Sie kommt nur im mexikanischen Bundesstaat Oaxaca vor.
- Tillandsia mallemontii Glaziou ex Mez: Sie kommt in den mexikanischen Bundesstaaten Piaui, Rio Grande do Norte, Bahia, Rio de Janeiro, Guanabara, São Paulo, Paraná, Santa Catarina sowie Rio Grande do Sul vor.
- Tillandsia malyi H.Hromadnik: Sie gedeiht lithophytisch an senkrechten Felswänden in Höhenlagen von 2000 bis 2600 Metern nur im peruanischen Departamento Ancash.
- Tillandsia malzinei (E.Morren) Baker[1]
- Tillandsia mandonii E.Morren ex Mez: Sie kommt in Bolivien in La Paz sowie Tarija und in Argentinien Salta sowie Tucumán vor.[1]
- Tillandsia mantiqueirae Paixão-Souza, N.G.Silva & R.J.V.Alves: Die Erstbeschreibung erfolgte 2021. Sie gedeiht in dichten Beständen lithophytisch nur an nach Norden weisenden Felswänden in voller Sonne in Höhenlagen von 1345 bis 1370 Metern im brasilianischen Bundesstaat Minas Gerais.[1]
- Tillandsia manzanilloensis Gouda: Die Erstbeschreibung erfolgte 2016 in Die Bromelie. Sie wurde epiphytisch wachsend auf einem Kaktusnur im mexikanischen Bundesstaat Jalisco gefunden.[1]
- Tillandsia marabascoensis Ehlers & Lautner: Sie kommt in den mexikanischen Bundesstaaten Jalisco sowie Colima vor.
- Tillandsia ×marceloi H.Takizawa & P.Koide: Sie kommt nur im mexikanischen Bundesstaat Oaxaca vor.
- Tillandsia marconae W.Till & Vitek: Sie kommt nur im peruanischen Departamento Ica vor.
- Tillandsia markusii L.Hromadnik: Sie kommt in Höhenlagen von etwa 2700 Metern nur im argentinischen Salta vor.
- Tillandsia marnier-lapostollei Rauh: Sie gedeiht lithophytisch an trockenen, steilen Felswänden in Höhenlagen von etwa 500 Meter in Ecuador nur in Loja.
- Tillandsia mateoensis Ehlers: Sie kommt in Guatemala nur in Huehuetenango vor.
- Tillandsia matudae L.B.Sm.: Sie kommt in Höhenlagen von etwa 2100 Metern nur im mexikanischen Bundesstaat Chiapas vor.
- Tillandsia mauryana L.B.Sm.: Sie gedeiht lithophytisch an steilen Felswänden in Höhenlagen von 1300 bis 2000 Metern in den mexikanischen Bundesstaaten Hidalgo, Jalisco sowie Puebla.
  - Tillandsia mauryana forma secundifolia Ehlers: Die Erstbeschreibung erfolgte 2009 in Die Bromelie. Sie kommt nur im mexikanischen Bundesstaat Hidalgo in Höhenlagen von 1300 bis 1900 Metern vor.
- Tillandsia ×maya I.Ramírez & Carnevali: Sie kommt nur im mexikanischen Bundesstaat Yucatán vor.
- Tillandsia may-patii I.Ramírez & Carnevali: Sie kommt nur im mexikanischen Bundesstaat Quintana Roo vor.
- Tillandsia mazatlanensis Rauh: Sie kommt nur im mexikanischen Bundesstaat Sinaloa vor.
- Tillandsia mecapacana Seringer, Barfuss & W.Till: Die Erstbeschreibung erfolgte 2023 aus dem bolivianischen La Paz. Sie gedeiht terrestrisch im semi-ariden Buschland zwischen Steinen bis Felsen in Höhenlagen von 2800 bis 3000 Metern.[1]
- Tillandsia melanocrater L.B.Sm. emend. E.J.Gouda (Syn.: Tillandsia tricolor var. melanocrater (L.B.Sm.) L.B.Sm.): Sie kommt in Guatemala, Costa Rica sowie Panama vor.
- Tillandsia micans L.B.Sm. (Syn.: Tillandsia gerd-muelleri W.Weber): Sie gedeiht an felsigen Hängen in Höhenlagen von 2950 bis 3100 Metern nur im peruanischen Departamento Cuzco.
- Tillandsia milagrensis Leme: Sie kommt nur im brasilianischen Bundesstaat Bahia vor.
- Tillandsia mima L.B.Sm.:
  - Tillandsia mima L.B.Sm. var. mima: Sie kommt in Höhenlagen von 650 bis 1885 Metern im kolumbianischen Valle, Cauca sowie Nariño und im ecuadorianischen Oro vor.
  - Tillandsia mima var. chiletensis Rauh: Sie kommt nur im peruanischen Departamento Cajamarca vor.
- Tillandsia minasgeraisensis Ehlers & W.Till: Sie gedeiht lithophytisch auf flachen Felsen in Höhenlagen von etwa 1230 Meter nur im brasilianischen Bundesstaat Minas Gerais.
- Tillandsia minuscula (Hern.-Cárdenas, Espejo & López-Ferr.) (Syn.: Viridantha minuscula Hern.-Cárdenas, Espejo & López-Ferr.) Sie gedeiht an senkrechten Felswänden in Höhenlagen von 1990 bis 2020 Metern nur im mexikanischen Bundesstaat Guanajuato.[1]
- Tillandsia minutiflora Donadío (Syn.: Tillandsia bryoides sensu L.B.Sm.): Die Erstveröffentlichung erfolgte 2011. Sie kommt in Höhenlagen von 60 bis 2600 Metern in Peru, Bolivien, Paraguay sowie Argentinien vor.
- Tillandsia mirabilis H.Hromadnik: Sie kommt nur im mexikanischen Bundesstaat Guerrero vor.
- Tillandsia xmirandai García-Martínez & Beutelspacher: Die Erstbeschreibung erfolgte 2021. Sie gedeiht epiphytisch auf Bäumen eines Bergwaldes einer Höhenlage von etwa 1300 Meter nur im mexikanischen Bundesstaat Chiapas.[1]
- Tillandsia mitlaensis W.Weber & Ehlers:
  - Tillandsia mitlaensis W.Weber & Ehlers var. mitlaensis: Sie kommt nur im mexikanischen Bundesstaat Oaxaca vor.
  - Tillandsia mitlaensis var. tulensis Lautner & Ehlers: Sie gedeiht lithophytisch auf Felsen in Höhenlagen von etwa 1750 Meter nur im mexikanischen Bundesstaat Oaxaca.
- Tillandsia mixtecorum Ehlers & Koide: Sie ist wohl nur vom Typusstandort im mexikanischen Bundesstaat Oaxaca bekannt.
- Tillandsia mollepataensis H.Hrom. & L.Hrom.: Die Erstbeschreibung erfolgte 2023. Sie gedeiht in größeren Gruppen mit gut verzweigten Wurzelsystem lithophytisch in den steilsten Bereichen einer Sandsteinformation in Höhenlagen von etwa 3000 Meter nur im peruanischen La Libertad.
- Tillandsia mollis H.Hromadnik & W.Till: Sie kommt nur im bolivianischen Tarija vor.
- Tillandsia montana Reitz: Sie gedeiht epiphytisch in Wäldern in Höhenlagen von 750 bis 800 Metern nur im brasilianischen Bundesstaat Santa Catarina.
- Tillandsia montserratina H.Hrom. & L.Hrom.: Die Erstbeschreibung erfolgte 2022. Sie gedeiht lithophytisch an steilen Felswänden in Höhenlagen von etwa 600 Meter nur im brasilianischen Bundesstaat Rio de Janeiro.[1]
- Tillandsia mooreana L.B.Sm.: Sie gedeiht epiphytisch in Höhenlagen von 900 von 1800 Metern in den mexikanischen Bundesstaaten Sonora, Jalisco, Guerrero sowie Oaxaca.
- Tillandsia moronesensis Ehlers: Die Erstbeschreibung erfolgte 2000 mit Typusstandort in der Sierra Morones. Sie kommt nur im mexikanischen Bundesstaat Zacatecas vor.
- Tillandsia moscosoi L.B.Sm.: Dieser Endemit kommt in der Dominikanischen Republik nur in La Vega vor und gedeiht auf felsigen Grund in Höhenlagen von etwa 1200 Metern.
- Tillandsia muhriae W.Weber: Sie kommt nur im argentinischen Salta vor.
- Tillandsia multicaulis Steudel (Syn.: Tillandsia caespitosa Schltdl. & Cham., Tillandsia schlechtendalii Baker, Vriesea caespitosa E.Morren ex Baker, Vriesea schlechtendalii (Baker) Wittm.): Sie gedeiht epiphytisch in Wäldern in Höhenlagen von 1500 bis 2500 Meter von den mexikanischen Bundesstaaten Vera Cruz, Oaxaca sowie Chiapas über Guatemala (Huehuetenango, Alta Verapaz, San Marcos, Quetzaltenango, Progresso), Belize, Honduras (Comayagua, Morazan), El Salvador (Santa Ana, Sonsonate), Nicaragua (Matagalpa) bis Costa Rica (Alajuela, Heredia, San José, Cartago) und Panama (Chiriqui).
- Tillandsia myosura Griseb. ex Baker (Syn.: Tillandsia mandonii E.Morren, Tillandsia nappii Lorentz & Niederl.): Sie gedeiht epiphytisch an trockenen Standorten in Höhenlagen von 700 bis 2600 Metern im peruanischen Arequipa, in Bolivien in Cochabamba, Potosí, Tarija, in Uruguay sowie in Argentinien in Jujuy, Salta, Catamarca, Tucumán, Santiago del Estero, Mendoza, San Luís, Córdoba.
- Tillandsia myriantha Baker: Sie gedeiht epiphytisch in Wäldern in Höhenlagen von 1300 bis 2135 Metern im kolumbianischen Cauca und in Venezuela in Sucre, Anzoategui sowie Distrito Federal.

## N
- Tillandsia nana Baker: Sie gedeiht lithophytisch an Felswänden in Höhenlagen von 2900 bis 3500 Metern in Peru sowie Bolivien.
- Tillandsia nathanii E.H.Souza & Leme: Die Erstbeschreibung erfolgte 2022. Sie gedeiht lithophytisch an Granitfelsen in einer Höhenlage von etwa 1435 Meter nur im brasilianischen Bundesstaat Rio de Janeiro.[1]
- Tillandsia naundorffiae Rauh & Barthlott: Sie kommt in Ecuador in Zamora sowie Chinchipe vor.
- Tillandsia nayelyana García-Martínez & Beutelspacher: Die Erstbeschreibung erfolgte 2017. Sie gedeiht epiphytisch in eienm Eichen/Kiefernwald in einer Höhenlage von etwa 1400 Meter in den mexikanischen Bundesstaaten Chiapas sowie Oaxaca.[1]
- Tillandsia neglecta E.Pereira: Sie ist wohl nur vom Typusstandort am Cabo Frio im brasilianischen Bundesstaat Rio de Janeiro bekannt. Die Erstbeschreibung wurde 1971 anhand von einem kultivierten Exemplar gemacht.
- Tillandsia nervata L.B.Sm.: Sie gedeiht epiphytisch in Nebelwäldern in Höhenlagen von 2400 bis 2700 Metern in Guatemala nur in San Marcos.
- Tillandsia nervisepala (Gilmartin) L.B.Sm. (Syn.: Tillandsia fendleri var. nervisepala Gilmartin): Sie gedeiht epiphytisch in Wäldern in Ecuador nur in Loja.
- Tillandsia nicolasensis Ehlers: Die Erstbeschreibung erfolgte 2006. Sie kommt in Höhenlagen von etwa 50 Meter nur im mexikanischen Bundesstaat Jalisco vor.
- Tillandsia ×nidus Rauh & Lehmann: Diese Naturhybride aus Tillandsia fasciculata × Tillandsia ionantha kommt in Mexiko vor.[1]
- Tillandsia nizandaensis Ehlers: Die Erstbeschreibung erfolgte 2016 in Die Bromelie. Sie in einer Höhenlage von etwa 150 Meter nur im mexikanischen Bundesstaat Oaxaca vor.
- Tillandsia nolleriana Ehlers: Sie kommt nur im mexikanischen Bundesstaat Oaxaca vor.

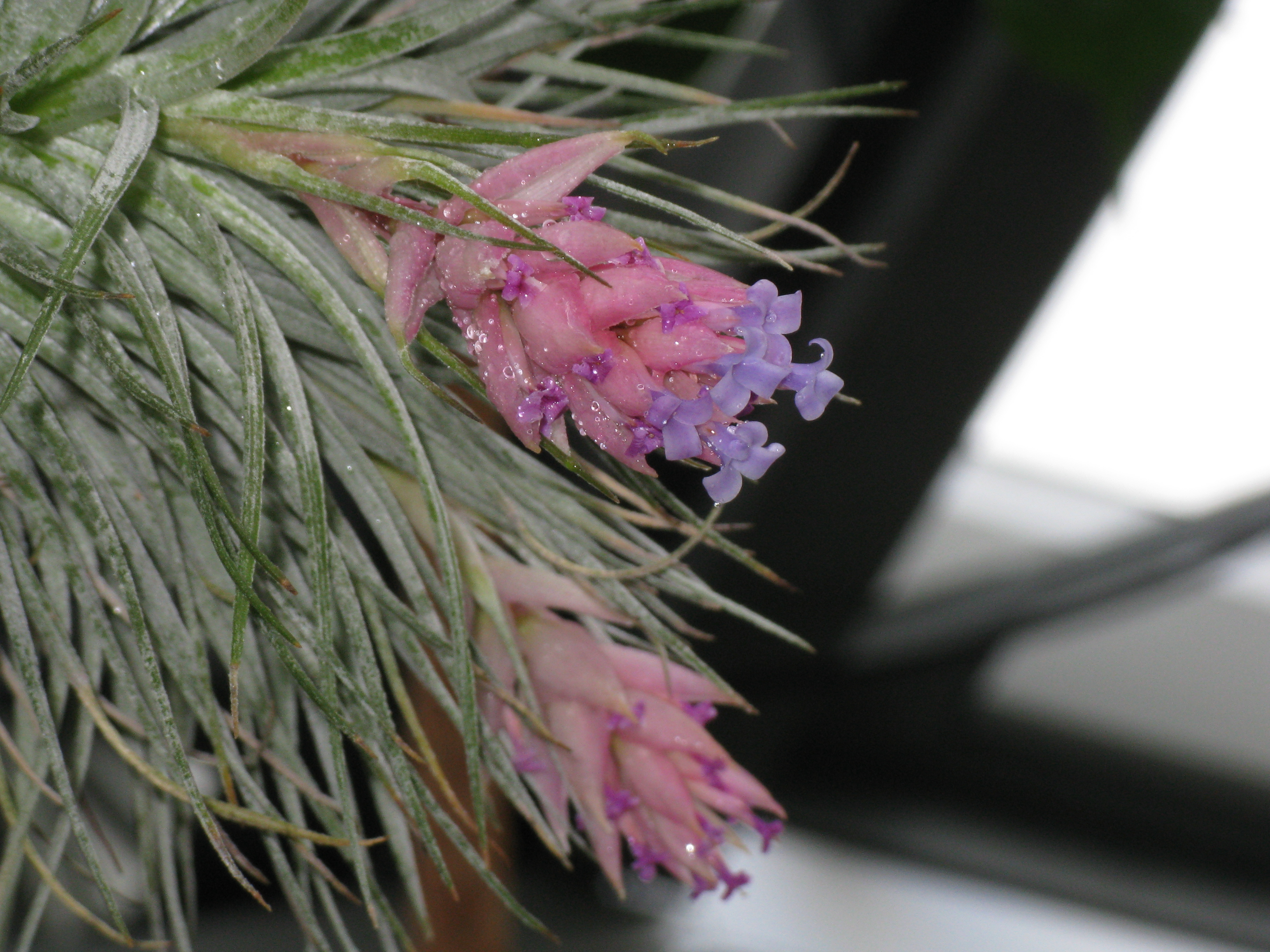
Habitus, Blütenstand und blaue Blüten von Tillandsia oaxacana

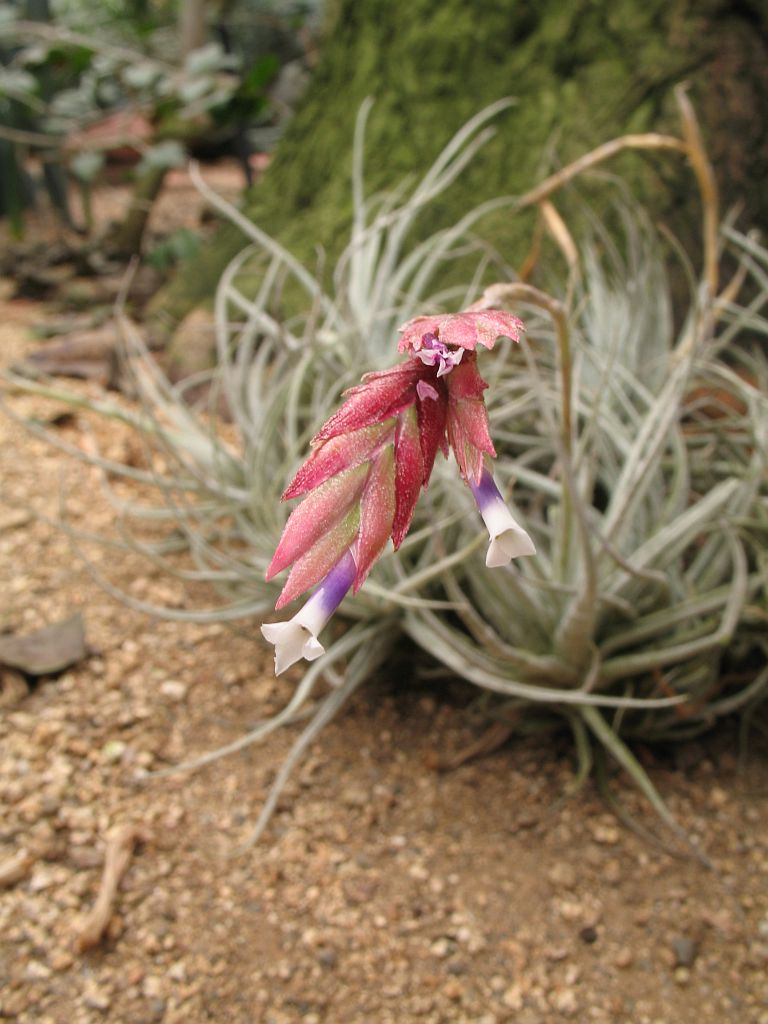
Blütenstand und blau-weiße Blüten von Tillandsia oblivata

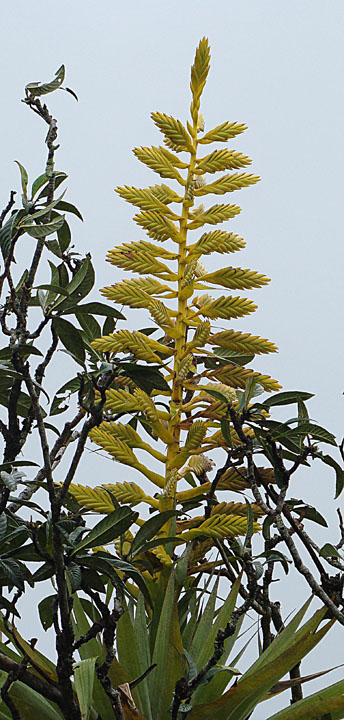
Verzweigter Blütenstand von Tillandsia oerstediana

- Tillandsia novakii H.Luther: Sie gedeiht epiphytisch in Höhenlagen von etwa 65 Meter nur im mexikanischen Bundesstaat Veracruz.
- Tillandsia nuptialis R.Braga & Sucre: Sie kommt nur im brasilianischen Bundesstaat Rio de Janeiro vor.
- Tillandsia nuyooensis Ehlers: Sie kommt nur im mexikanischen Bundesstaat Oaxaca vor.

## O
- Tillandsia oaxacana L.B.Sm. (Syn.: Tillandsia atrococcinea Matuda): Sie gedeiht epiphytisch in Tannen- und Kiefernwäldern in Höhenlagen von 2650 bis 3100 nnur im mexikanischen Bundesstaat Guerrero.
- Tillandsia oblivata L.Hromadnik: Sie gedeiht lithophytisch an Felswänden in Höhenlagen von etwa nur 1900 Meter im peruanischen Departamento Cajamarca.
- Tillandsia occulta H.Luther: Sie gedeiht epiphytisch in einem Kiefern-Eichen-Wald in einer Höhenlage von etwa 1100 Meter nur im mexikanischen Bundesstaat Sinaloa.
- Tillandsia oerstediana L.B.Sm. (Syn.: Tillandsia paniculata var. costaricensis Mez, Tillandsia rubra var. costaricensis (Mez) Mez, Tillandsia deppeana var. costaricensis (Mez) L.B.Sm.): Sie gedeiht epiphytisch in Wäldern in Höhenlagen von 1140 bis 1200 Metern in Costa Rica (Puntarenas, Cartago) sowie in Panama (Chiridui).
- Tillandsia oliveirae E.H.Souza & Leme: Die Erstbeschreibung erfolgte 2021. Sie gedeiht lithophytisch auf einem Inselberg nur im brasilianischen Bundesstaat Bahia.[1]
- Tillandsia olmosana L.B.Sm.: Es gibt zwei Varietäten:[1]
  - Tillandsia olmosana L.B.Sm. var. olmosana (Syn.: Vriesea olmosana Rauh): Sie kommt in Peru vor.
  - Tillandsia olmosana var. pachamamae (Rauh) J.R.Grant (Syn.: Vriesea olmosana var. pachamamae Rauh): Sie gedeiht an Felsen in Höhenlagen von 1200 bis 1650 Metern in Ecuador nur in Azuay vor.
- Tillandsia orbicularis L.B.Sm.: Sie gedeiht epiphytisch in Höhenlagen von 2100 bis 4000 Metern im kolumbianischen Valle sowie in Ecuador (Tungurahua, Chimborazo).
- Tillandsia organensis Ehlers: Es ist ein Endemit der Serra dos Órgãos (Orgelpfeifengebirge) in Höhenlagen von 1700 bis 2100 Metern im brasilianischen Bundesstaat Rio de Janeiro.
- Tillandsia orogenes Standley & L.O.Williams: Sie gedeiht epiphytisch in Wäldern in Höhenlagen von 1400 bis 2200 Metern vom mexikanischen Bundesstaat Chiapas über Honduras (Intibuca, Morazan, El Paraíso) bis Nicaragua (Matagalpa).
- Tillandsia oropezana L.Hromadnik: Sie kommt nur im bolivianischen Chuquisaca vor.
- Tillandsia oroyensis Mez: Es gibt zwei Varietäten:[1]
  - Tillandsia oroyensis Mez var. oroyensis: Sie kommt in Höhenlagen von 800 bis 3400 Metern in Ecuador (Canar, Azuay) sowie in Peru (Cajamarca, Libertad, Ancash, Lima, Huanuco, Junín) vor.
  - Tillandsia oroyensis var. secundiflora Rauh: Sie kommt nur im peruanischen Ancash vor.

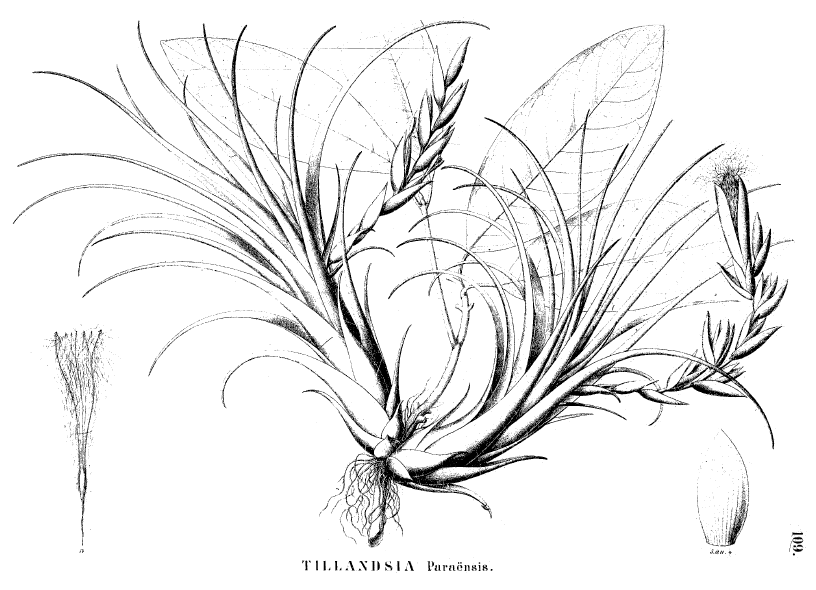
Illustration von Tillandsia paraensis

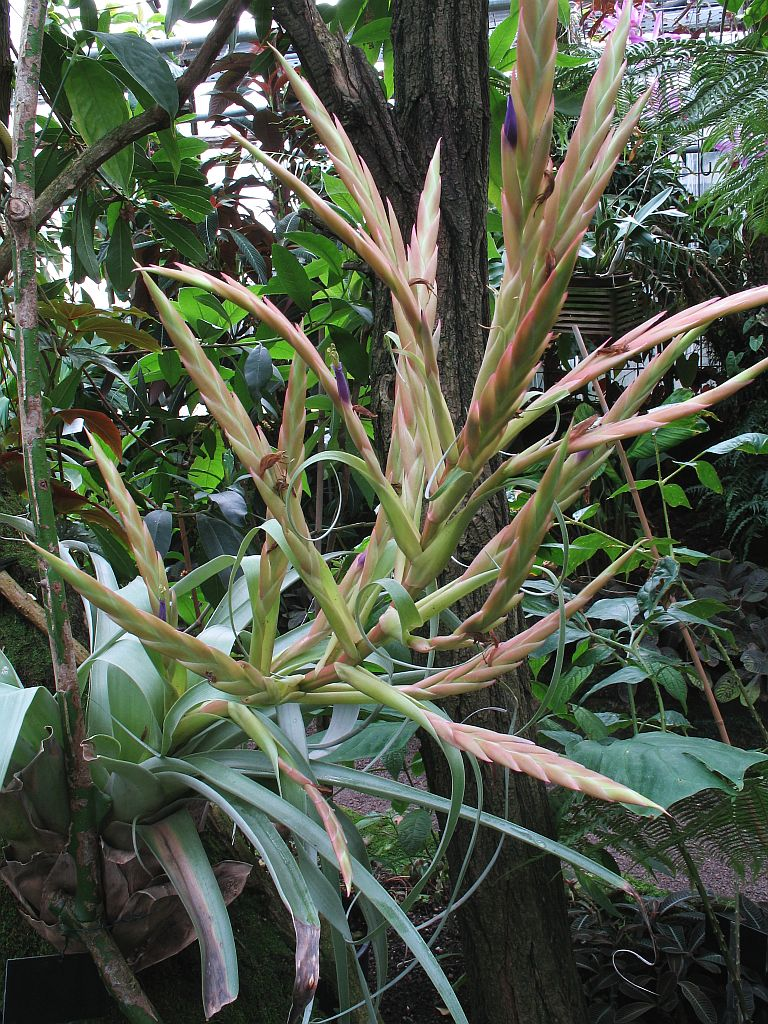
Habitus, verzweigter Blütenstand und blaue Blüten von Tillandsia parryi

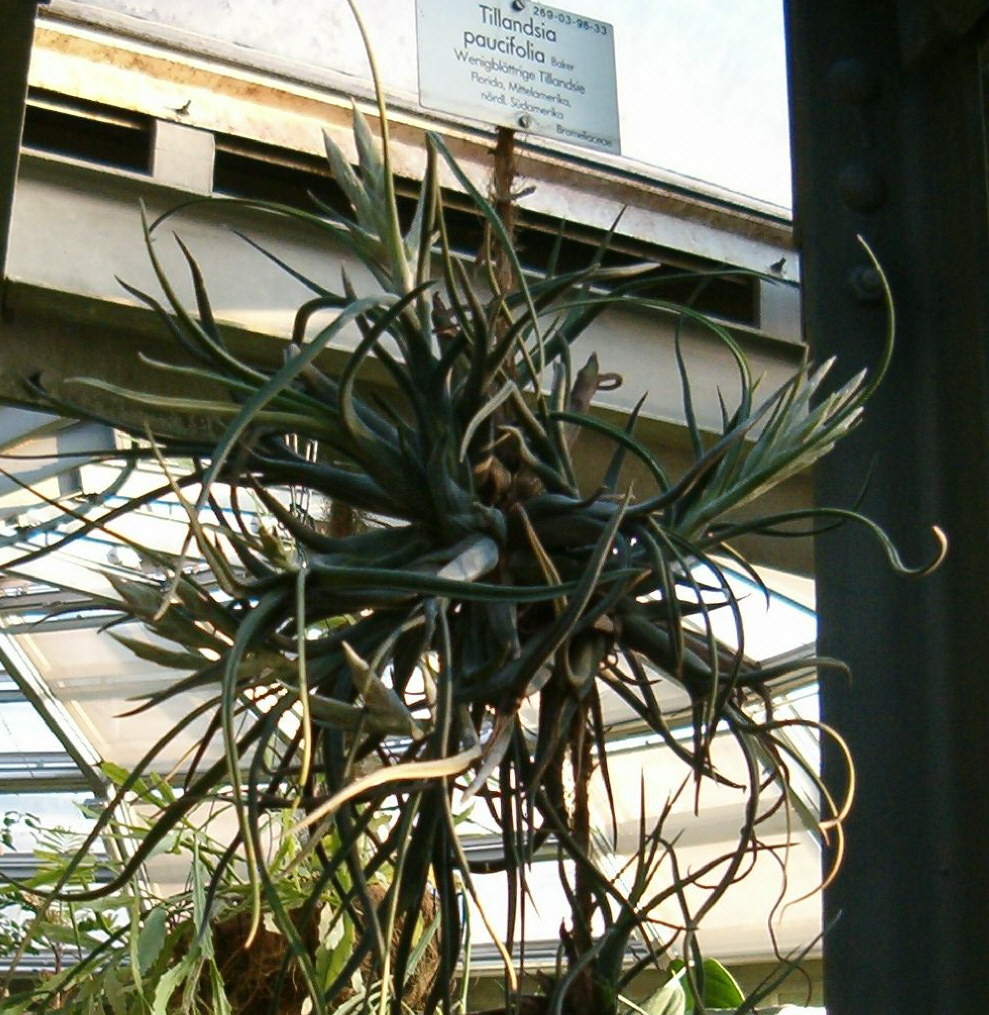
Habitus und Blütenstand von Tillandsia paucifolia

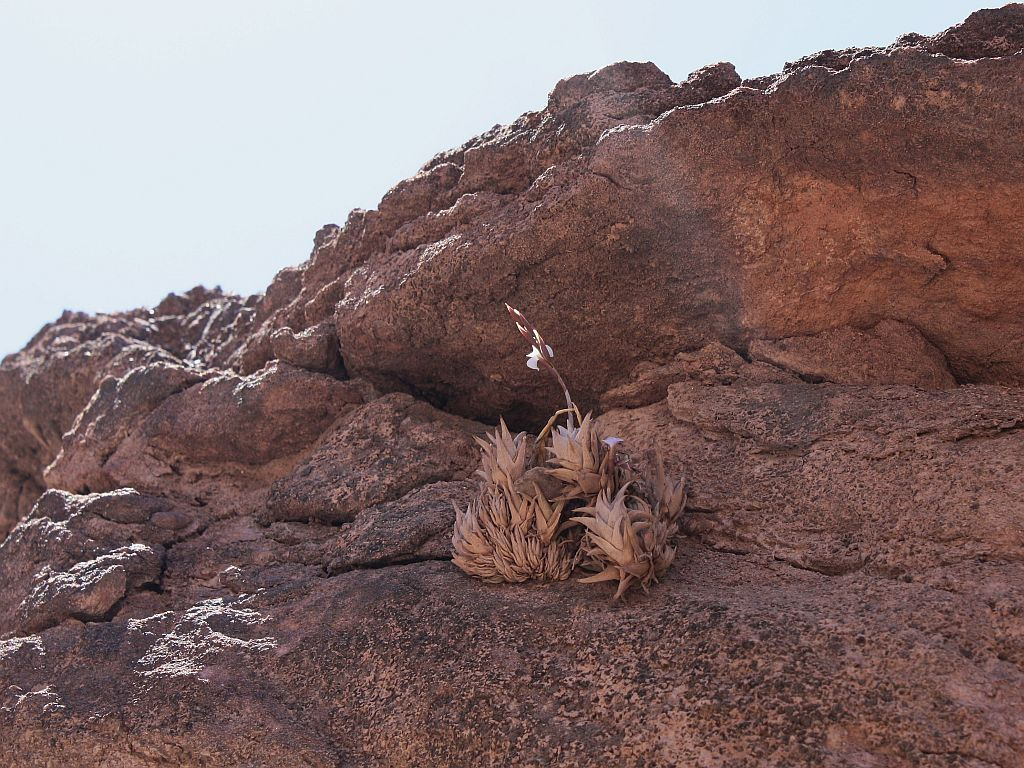
Habitus und Blütenstand von Tillandsia peiranoi var. alba im Habitat in Peru

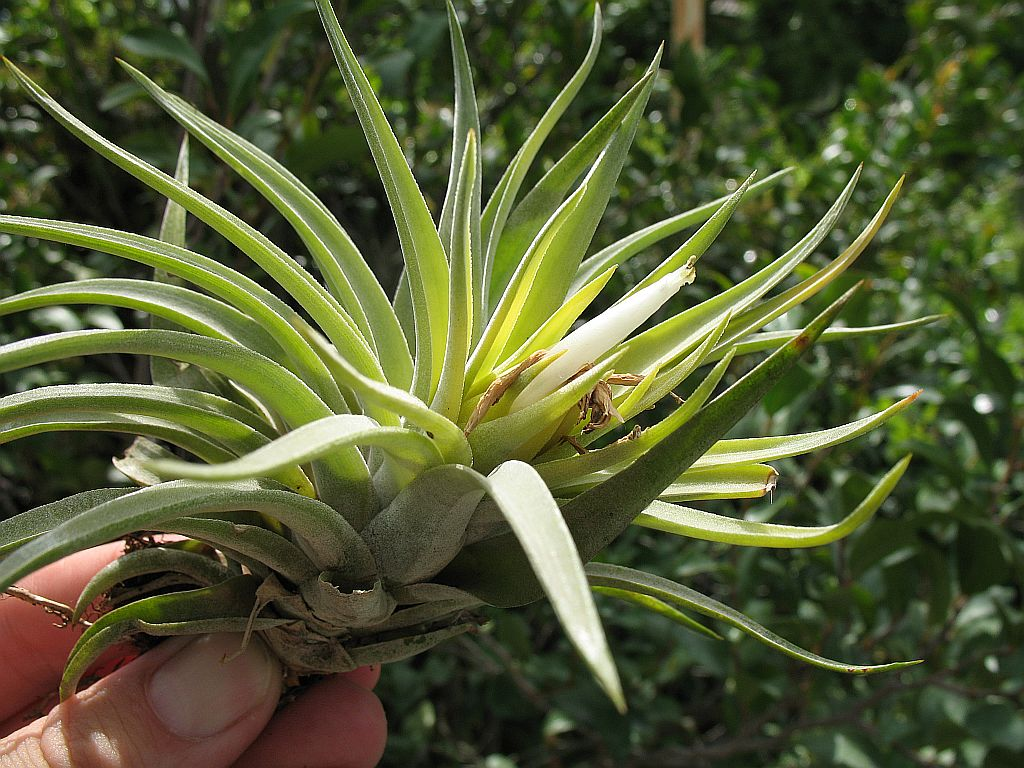
Habitus und weiße Blüte von Tillandsia plagiotropica

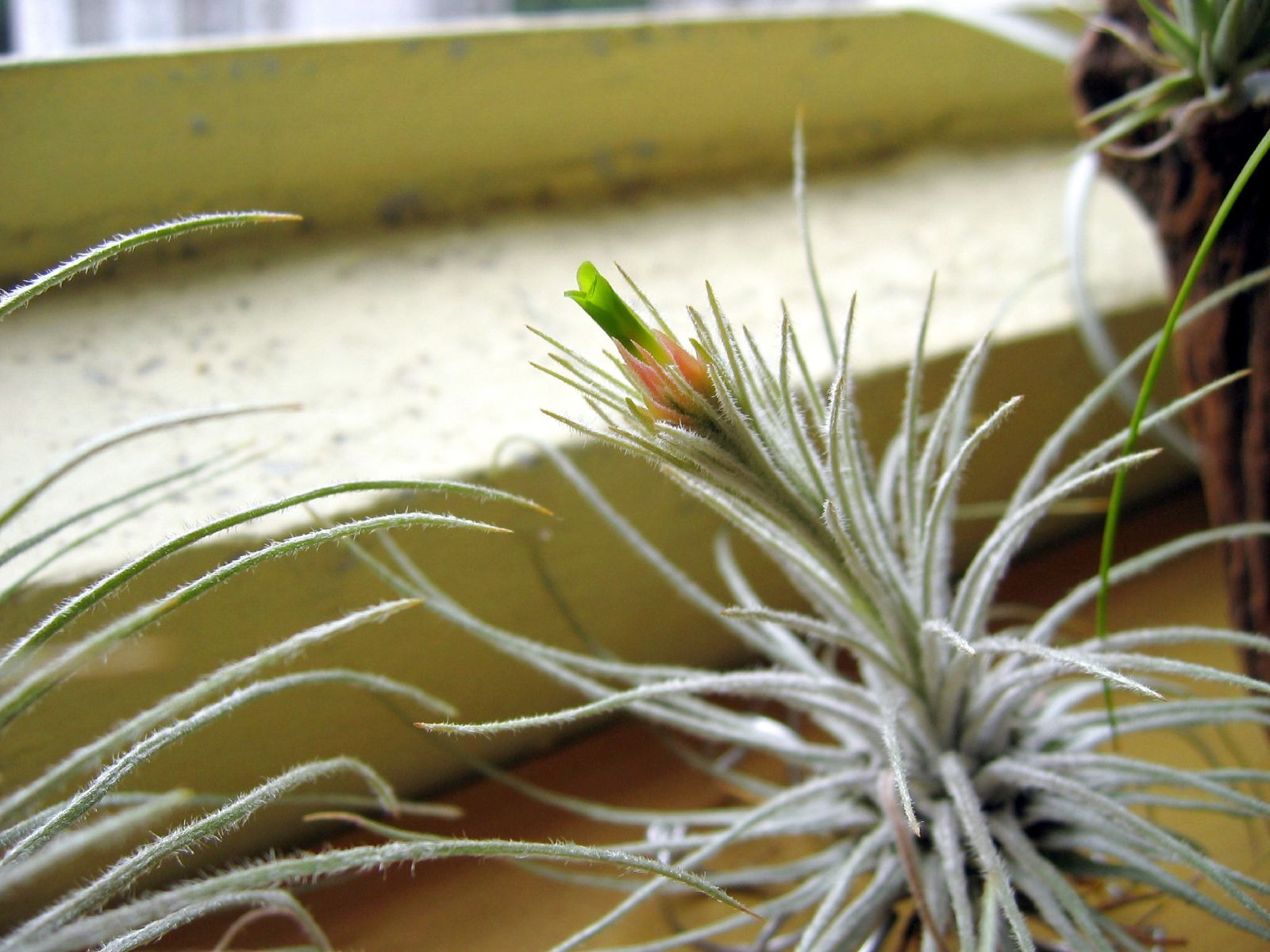
Habitus, Blütenstand und grüne Blüte der „Grauen Tillandsie“ Tillandsia plumosa

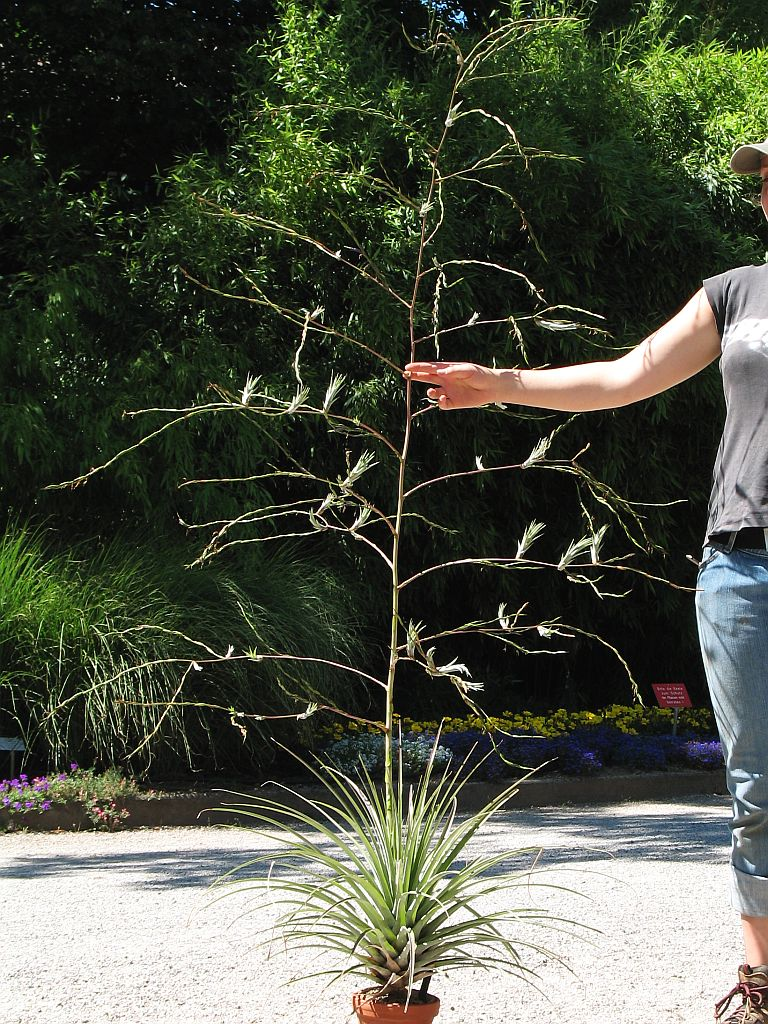
Habitus und Blütenstand von Tillandsia propagulifera mit Kindelbildung im Blütenstand

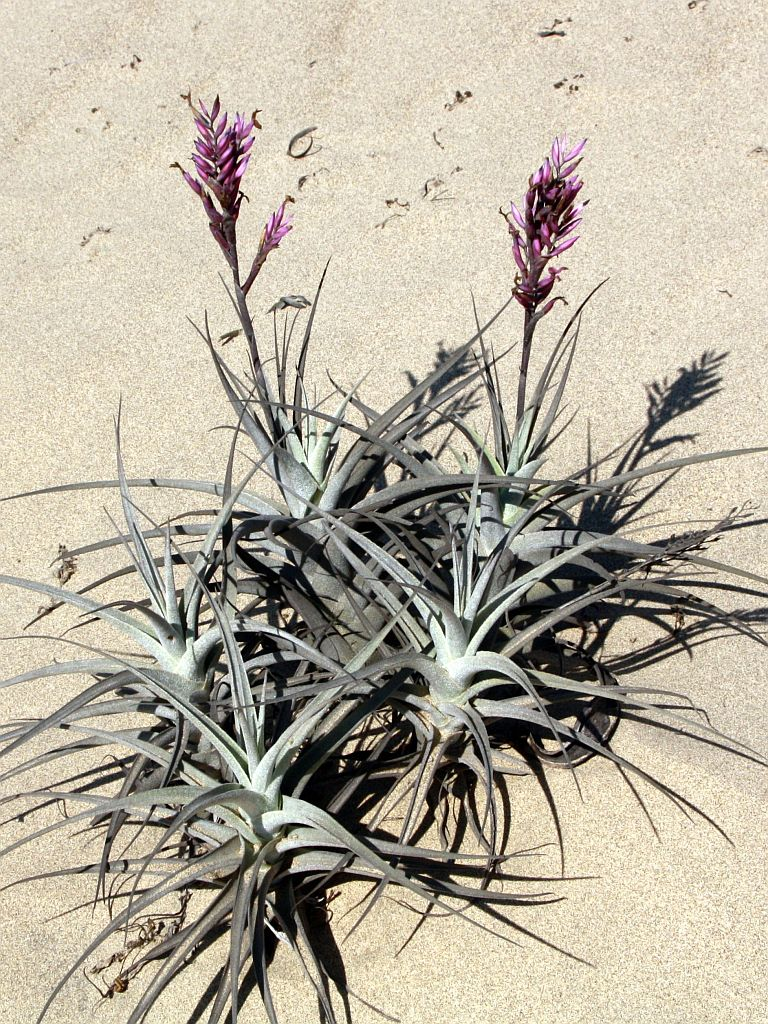
Habitus und Blütenstand von Tillandsia purpurea im Habitat

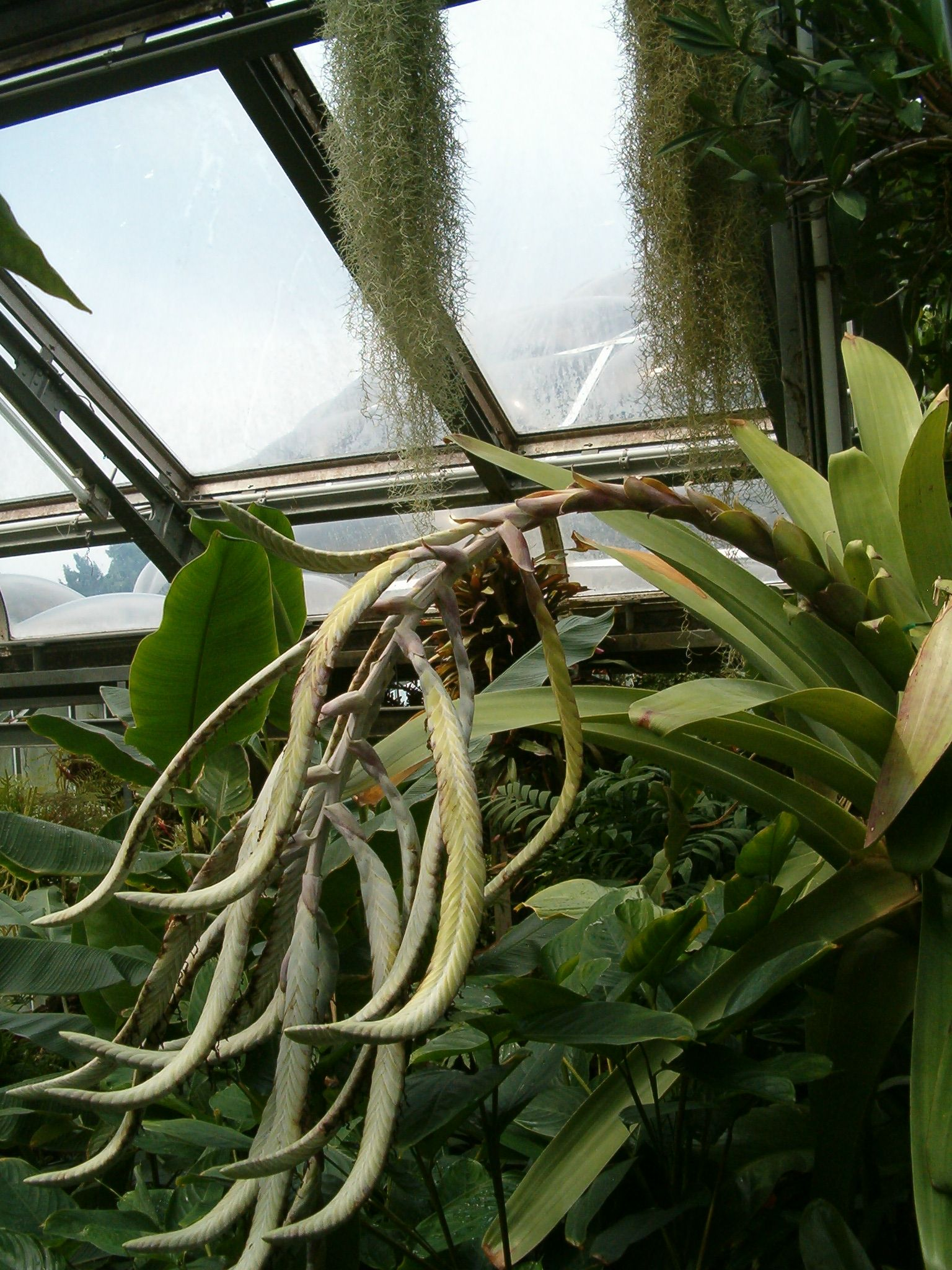
Habitus und verzweigter Blütenstand der großen Trichterbromelie Tillandsia rauhii

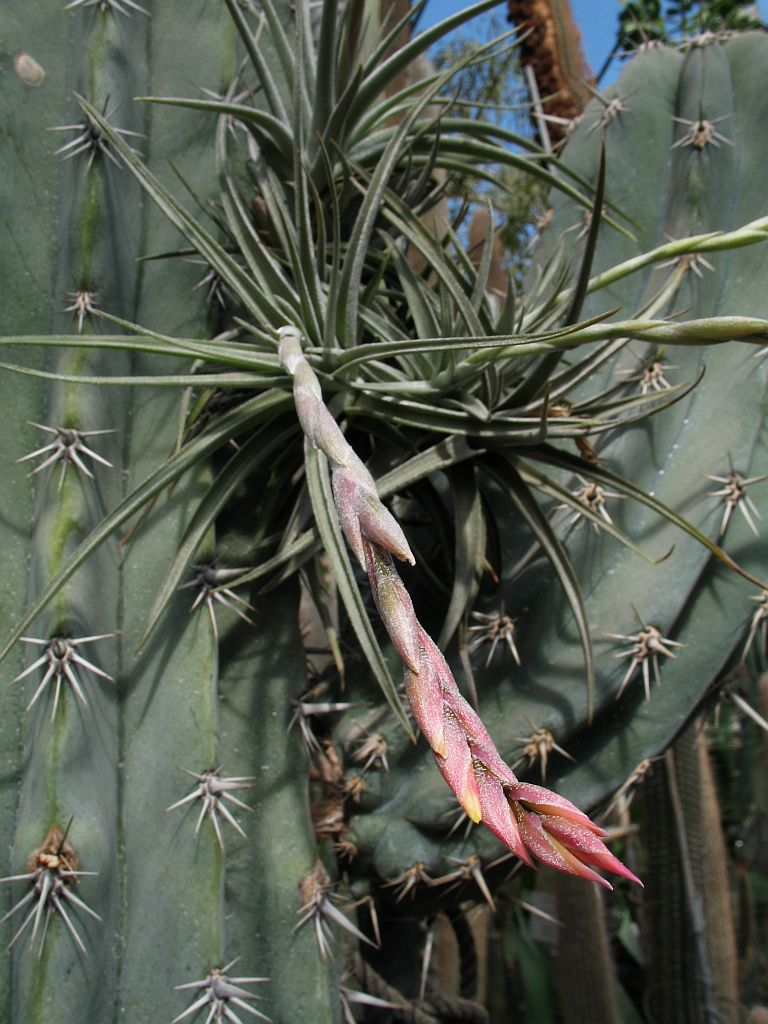
Habitus und Blütenstand von Tillandsia rauschii

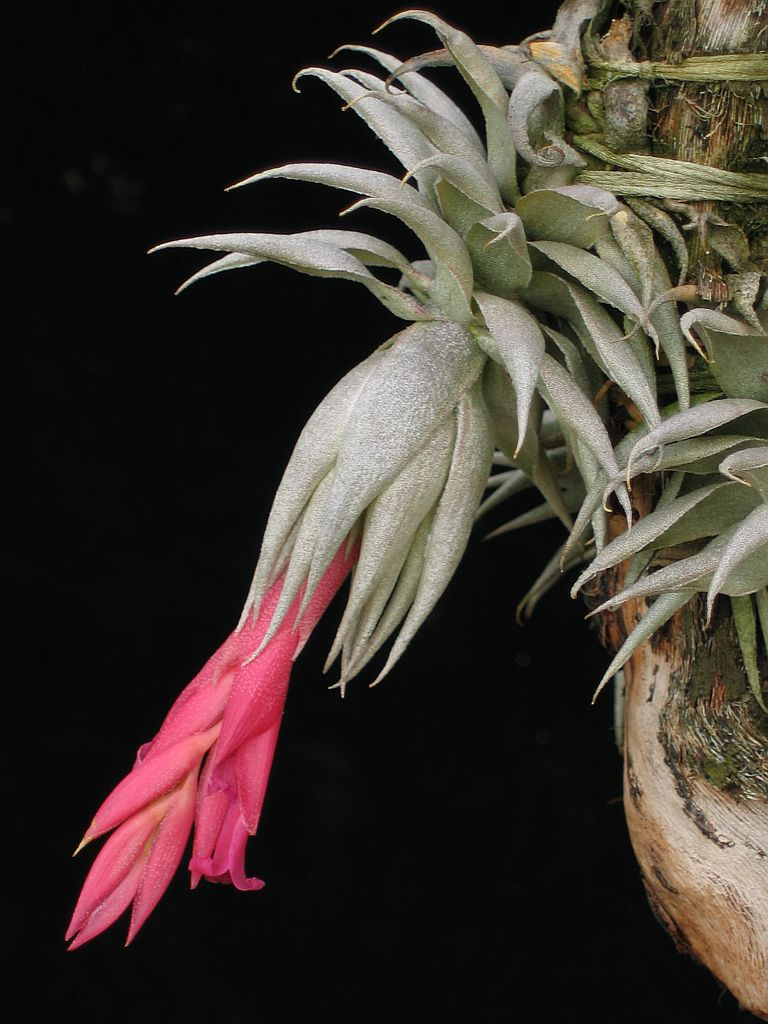
Habitus, Blütenstand mit rötlichen Hochblättern und roten Blüte von Tillandsia reclinata

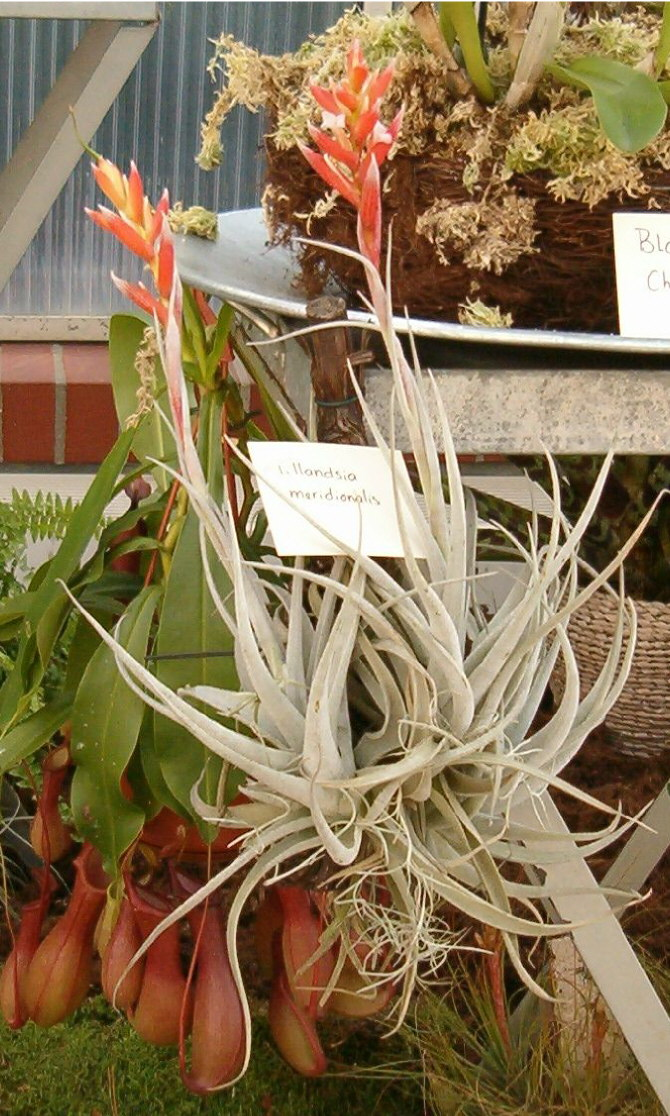
Habitus, Blütenstand mit rötlichen Hochblättern und weißen Blüten von Tillandsia recurvifolia

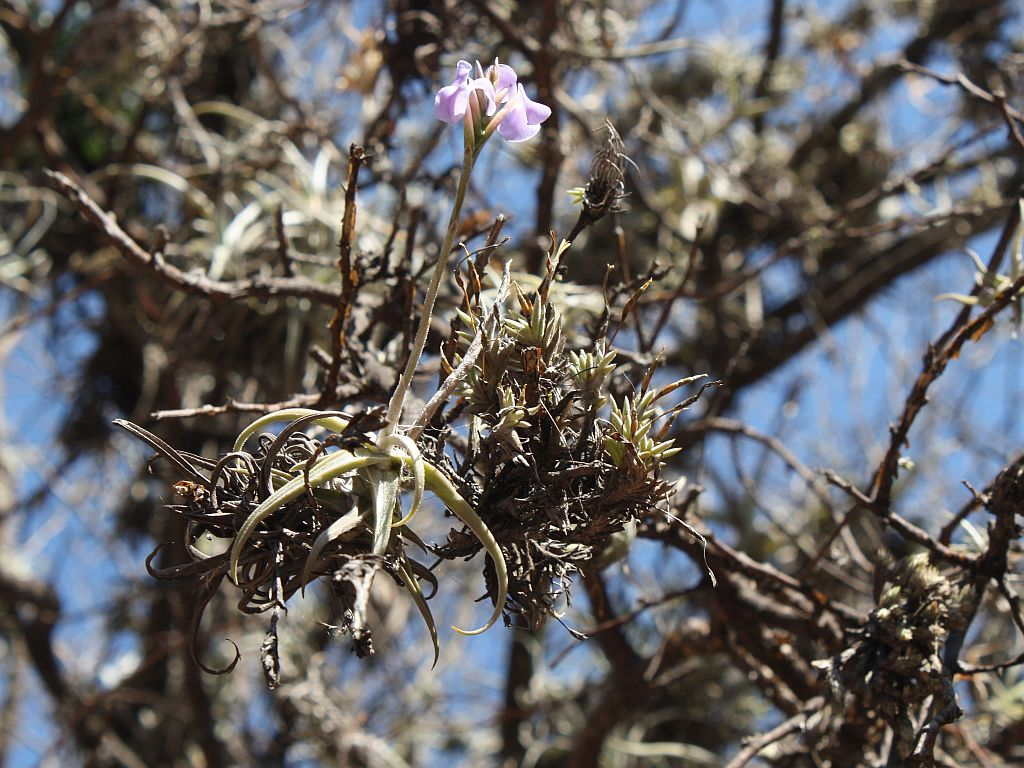
Habitus und Blütenstand von Tillandsia reichenbachii im Habitat

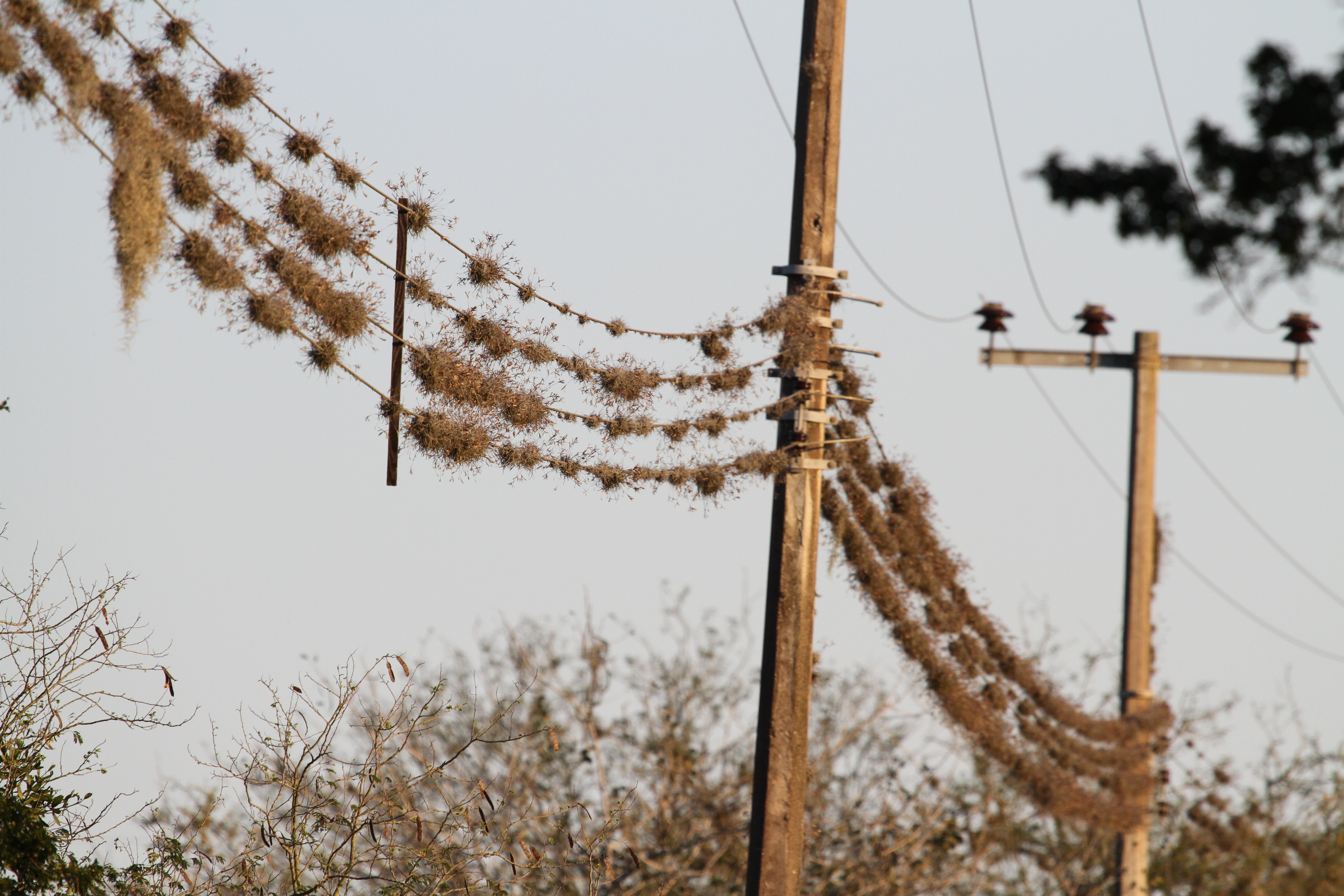
Habitus und Blütenstände von Tillandsia recurvata im Habitat, typisch sind beispielsweise die Polster an Strom- oder Telefonüberlandleitungen.

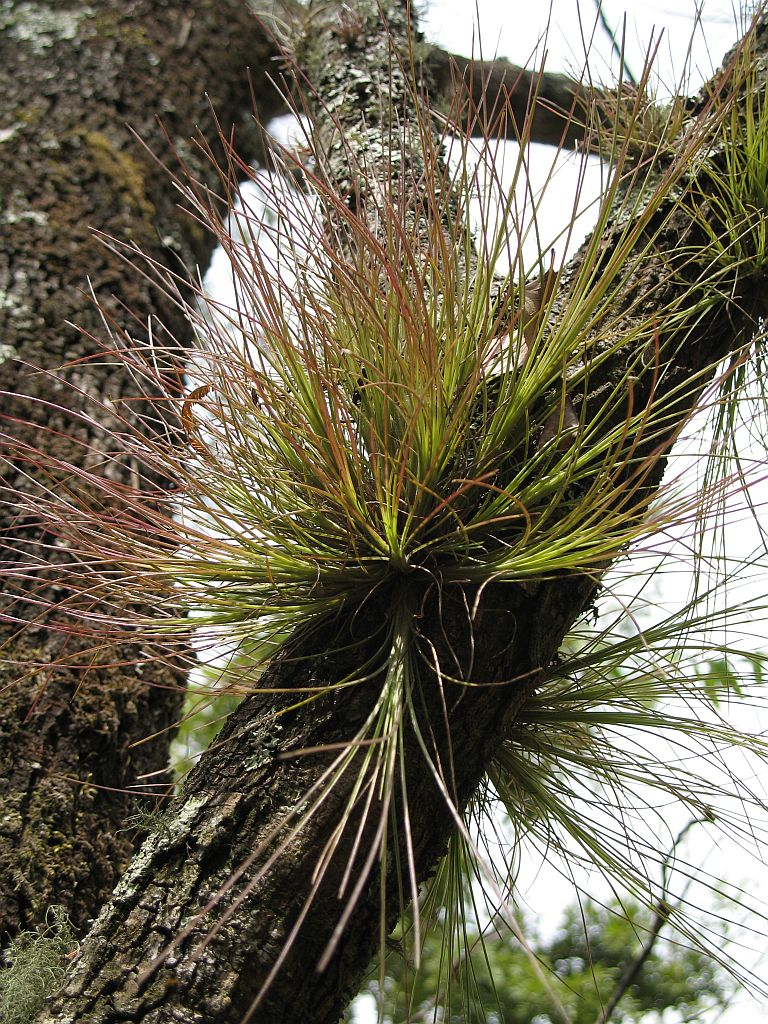
Grasartiger Habitus von Tillandsia remota im Habitat

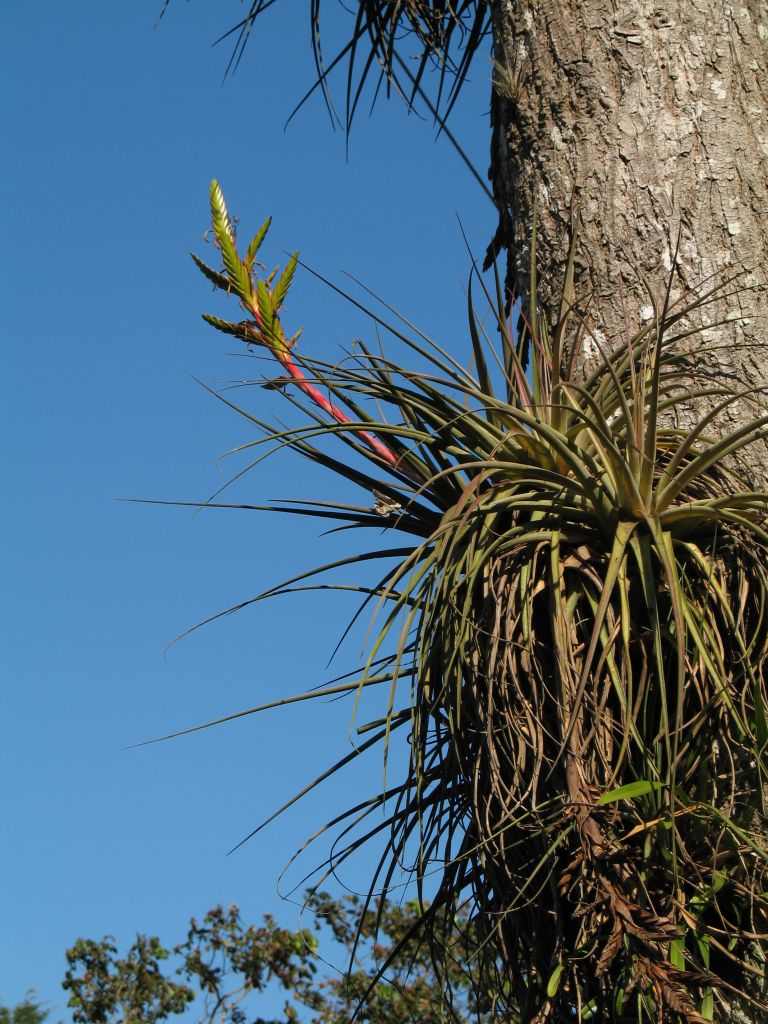
Habitus und Blütenstand von Tillandsia rodrigueziana im Habitat

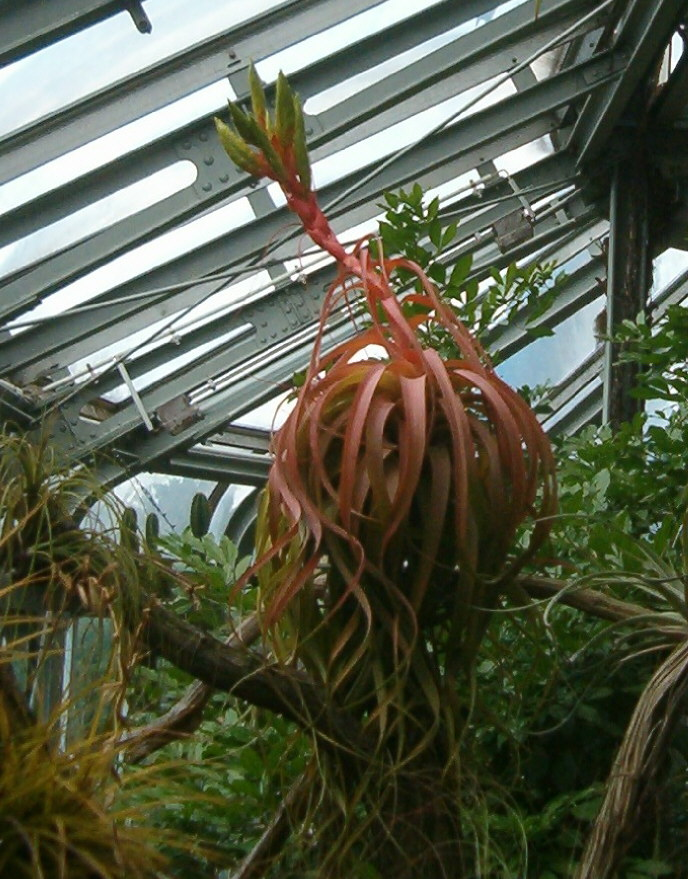
Habitus und Blütenstand von Tillandsia roland-gosselinii

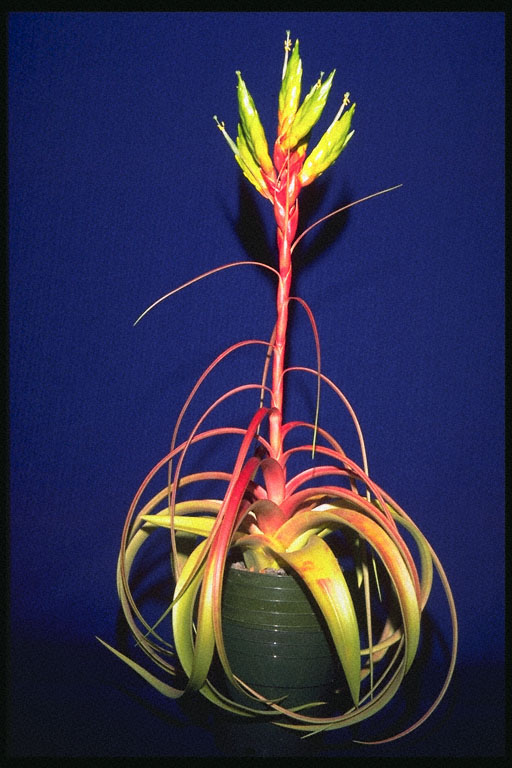
Habitus und Blütenstand von Tillandsia rothii

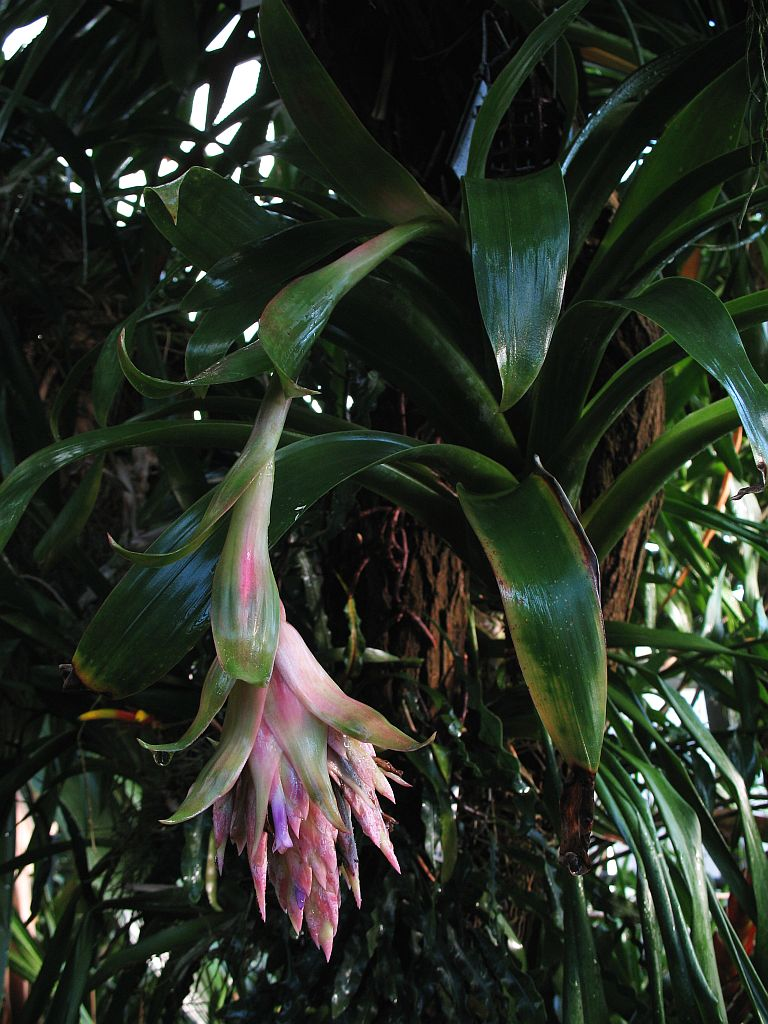
Laubblätter und Blütenstand mit rosafarbenen Hochblättern und im oberen Bereich hellvioletten Blütenkronblättern von Tillandsia rudolfii

- Tillandsia ortgiesiana E.Morren ex Mez: Sie kommt nur im mexikanischen Bundesstaat Guerrero vor.
- Tillandsia ovatispicata Gouda: Die Erstbeschreibung erfolgte 2018 in Die Bromelie. Sie gedeiht in einer Höhenlage von etwa 3000 Meter nur im peruanischen Cajamarca.[1]
- Tillandsia oxapampae Rauh & von Bismarck: Sie kommt nur im peruanischen Pasco vor.

## P
- Tillandsia pachyaxon L.B.Sm.: Sie gedeiht epiphytisch in Wäldern in Höhenlagen von 2700 bis 3000 Metern. In Ecuador kommt sie nur in Azuay-Canar vor.
- Tillandsia pachycaulis (Hern.-Cárdenas, Espejo & López-Ferr.) Ined. (Syn.: Viridantha pachycaulis Hern.-Cárdenas, Espejo & López-Ferr.): Formal erfolgte diese Neukombination noch nicht. Sie gedeiht in einer Höhenlage von etwa 1580 Metern nur im mexikanischen Bundesstaat Jalisco.[1]
- Tillandsia pacifica Ehlers: Sie kommt nur im mexikanischen Bundesstaat Jalisco vor.
- Tillandsia paleacea C.Presl:
  - Tillandsia paleacea C.Presl subsp. paleacea (Syn.: Tillandsia fusca Baker, Tillandsia scalarifolia Baker, Tillandsia chilensis Baker, Tillandsia schenckiana Wittm., Tillandsia lanata Mez., Tillandsia favillosa Mez): Sie gedeiht auf Felsen und im Wüstensand oder in ariden Gebieten auf Bäumen in Höhenlagen von 0 bis 3000 Metern. In Kolumbien kommt sie nur in Huila, in Peru in San Martin, Ancash, Lima, Huancavelica, Apurimac sowie Cuzco und in Bolivien nur La Paz vor.
  - Tillandsia paleacea subsp. apurimacensis W.Till: Sie kommt nur im peruanischen Apurimac vor.
  - Tillandsia paleacea subsp. apurimacensis forma disticha W.Till: Sie kommt nur im peruanischen Apurímac vor.
- Tillandsia pallescens Betancur & N.García: Sie gedeiht epiphytisch in Höhenlagen von 2950 bis 3100 Metern in Kolumbien nur in Arauca.
- Tillandsia pamelae Rauh: Sie kommt nur im mexikanischen Bundesstaat Jalisco vor.
- Tillandsia palmatodigitata L.Hrom., H.Hrom. & Barfuss: Die Erstbeschreibung erfolgte 2024 in Die Bromelie. Sie gedeiht lithophytisch in steilen Felshängen in Höhenlagen von 800 bis 1000 Metern nur im peruanischen Cajamarca.[1]
- Tillandsia pampasensis Rauh: Sie kommt nur im peruanischen Huancavelica vor.
- Tillandsia paniculata (L.) L.: Sie gedeiht epiphytisch an ariden Standorten in Höhenlagen von 375 bis 500 Metern. Sie kommt nur auf Hispaniola im südlichen Haiti und in der Dominikanischen Republik in Azua, Monte Cristi sowie Santiago vor.
- Tillandsia paraensis Mez (Syn.: Vriesea sanctaecrucis S.Moore, Tillandsia sanctaecrucis S.Moore ex Mez, Tillandsia juruana Ule, Tillandsia boliviensis Baker): Sie gedeiht epiphytisch in Wäldern in Höhenlagen zwischen 100 und 490 Meter. In Kolumbien kommt sie in Vaupés, Amazonas-Vaupes sowie Amazonas; in Venezuela in Bolívar sowie Amazonas; in Peru in San Martín, Loreta sowie Huánuco; in Bolivien Pando, La Paz sowie Santa Cruz; in Brasilien in Amazonas, Rondonia sowie Mato Grosso vor und sie ist in Surinam beheimatet.
- Tillandsia paraibensis R.A.Pontes: Die Erstbeschreibung erfolgte 2012. Sie gedeiht in voller Sonne an senkrechten Granitfelsen in Höhenlagen von etwa 240 Meter nur im brasilianischen Bundesstaat Paraíba.
- Tillandsia paraisoensis Ehlers: Sie kommt nur im mexikanischen Bundesstaat Guerrero vor.
- Tillandsia pardoi Gouda: Die Erstbeschreibung erfolgte 2010 in Die Bromelie. Sie gedeiht epiphytisch auf Bäumen in Höhenlagen von 100 bis 1600 Metern. Sie kommt auf Kuba, auf Hispaniola, Jamaika, Martinique, Puerto Rico und in Venezuela in Falcon, Distrito Federal, Aragua, Anzoategui, Monagas sowie Sucre vor.
- Tillandsia parryi Baker (Tillandsia sueae Ehlers): Sie kommt in Höhenlagen von etwa 2350 Meter in den mexikanischen Bundesstaaten Nuevo León, Tamaulipas, San Luis Potosí, Guanajuato sowie Hidalgo vor.
- Tillandsia parvispica Baker: Sie kommt in Brasilien vor.
- Tillandsia xpastenata Manzan. & Gouda: Die Erstbeschreibung dieser Hybride aus Tillandsia complanata × Tillandsia pastensis erfolgte 2024. Sie gedeiht epiphytisch Ecuador nur in Napo in Höhenlagen von etwa 2000 Metern.[7]
- Tillandsia pastensis André: Sie gedeiht epiphytisch in Wäldern oder lithophytisch in Savannengebieten in Höhenlagen von 1500 bis 3400 Meter. In Kolumbien kommt sie in Cundinamarca sowie Cauca, in Ecuador in Imbabura sowie Pichincha und Peru nur in Libertad vor.
- Tillandsia patula Mez (Syn.: Vriesea patula (Mez) L.B.Sm): Sie kommt in Höhenlagen von 2100 bis 2850 Metern nur im peruanischen Junín vor.
- Tillandsia paucifolia Baker (Syn.: Tillandsia circinnata sensu Mez, W.Weber, Smith & Downs, Tillandsia yucatana Baker): Sie gedeiht epiphytisch in Wäldern und auf Sträuchern in Höhenlagen von 0 bis 1500 Metern. Sie ist von Florida über Mexiko (Sinaloa, Nayarit, Puebla, Colima, Guerrero, Oaxaca, Chiapas, Yucatán), Guatemala (Petén, Zacapa, Chiquimula, Comayagua) bis Nicaragua (Nueva Segovia, Carazo, Chontales) und Kolumbien (Magdalena) sowie Venezuela (Nueva Esparta, Distrito Federal, Falcon, Sucre) verbreitet und kommt in Kuba (auf der Isla de Pinos, in Pinar del Río, Camaguey, Oriente), auf den Bahamas, auf Jamaika, auf den Cayman Islands, Caicos-Inseln sowie auf Hispaniola vor.
- Tillandsia pedicellata (Mez) Castellanos: Sie kommt in Argentinien vor.
- Tillandsia peiranoi Castellanos:
  - Tillandsia peiranoi Castellanos var. peiranoi: Sie kommt nur im argentinischen Salta vor.
  - Tillandsia peiranoi var. alba Rutschmann: Sie kommt nur im argentinischen Salta vor.
- Tillandsia penascoensis Ehlers & Lautner: Die Erstbeschreibung erfolgte 2004 in Die Bromelie. Sie gedeiht lithophytisch in dichten Matten in Höhenlagen von 1800 bis 2000 Metern nur im mexikanischen Bundesstaat Oaxaca.
- Tillandsia penduliscapa (Rauh) J.R.Grant (Syn.: Vriesea penduliscapa Rauh): Sie kommt in Ecuador nur in Azuay vor.
- Tillandsia pentasticha Rauh & Wülfinghoff: Sie kommt nur im mexikanischen Bundesstaat Guerrero vor.
- Tillandsia pereziana André:
  - Tillandsia pereziana var. canescens André (Syn.: Vriesea pereziana var. canescens (André) Gouda): Sie kommt in Höhenlagen von etwa 2050 Meter in Kolumbien nur in Valle und in Peru nur in Amazonas vor.
  - Tillandsia pereziana André var. pereziana (Syn.: Tillandsia pereziana André, Vriesea pereziana var. pereziana (André) L.B.Sm., Vriesea pereziana (André) L.B.Sm.): Sie kommt in Höhenlagen von 2100 bis 2550 Metern in Kolumbien nur in Cundinamarca vor.
- Tillandsia peruviana J.R.Grant (Syn.: Vriesea sagasteguii L.B.Sm.): Sie gedeiht an Felsen und auf Kakteen in Höhenlagen zwischen 1500 und 2000 Meter nur im peruanischen Cajamarca.
- Tillandsia petraea L.B.Sm. (Syn.: Vriesea petraea (L.B.Sm.) L.B.Sm.): Sie kommt in Höhenlagen von etwa 2950 Meter in Ecuador nur in Oro vor.
- Tillandsia pfeufferi Rauh: Sie kommt nur im argentinischen Jujuy vor.
- Tillandsia piauiensis Ehlers & J.Claus: Die Erstbeschreibung erfolgte 2012 in Die Bromelie. Sie kommt im brasilianischen Bundesstaat Pernambuco vor.[1]
- Tillandsia piepenbringii (Rauh) J.R.Grant (Syn.: Vriesea piepenbringii Rauh): Diese Neukombination erfolgte 2005. Sie gedeiht epiphytisch in Höhenlagen von etwa 1200 Metern nur im peruanischen Amazonas.[1]
- Tillandsia pinicola I.Ramírez & Carnevali: Sie kommt in den mexikanischen Bundesstaaten Yucatán sowie Oaxaca vor.
- Tillandsia pinnatodigitata Mez: Sie kommt in Höhenlagen von 2400 bis 2900 Metern nur im peruanischen Ancash vor.
- Tillandsia plagiotropica Rohweder: Sie gedeiht in Wolkenwäldern an Seeufern in Höhenlagen von 1300 bis 1640 Metern in El Salvador in Ahuachapan sowie Usulutan.
- Tillandsia platyphylla Mez: Sie gedeiht lithophytisch in Höhenlagen von etwa 800 Meter nur im peruanischen Cajamarca.
- Tillandsia plumosa Baker (Syn.: Viridantha plumosa (Baker) Espejo): Sie gedeiht in etwas feuchten Habitaten in Höhenlagen von 1300 bis 2400 Metern. Sie kommt in den mexikanischen Bundesstaaten Guerrero, Hidalgo, Michoacán, Morelos, Puebla, Oaxaca sowie Veracruz vor.
- Tillandsia pohliana Mez (Syn.: Tillandsia hilaireana Baker, Tillandsia windhausenii Hassl. ex Rojas, Tillandsia latisepala (L.) L.B.Sm.): Sie gedeiht epiphytisch in Höhenlagen von 750 bis 1500 Metern. Sie kommt in Peru (Cuzco), Bolivien (Santa Cruz), Brasilien (Ceara, Goias, Mato Grosso, São Paulo), Paraguay (San Pedro, Cordillera, Guaira) sowie Argentinien (Salta, Misiones) vor.
- Tillandsia polita L.B.Sm. (Syn.: Tillandsia ×polita (L.B.Sm.) emend. Gardner):
  - Tillandsia polita L.B.Sm. var. polita: Sie gedeiht epiphytisch in Wäldern in Höhenlagen von 1600 bis 1900 Metern. Sie kommt in Mexiko, Guatemala sowie El Salvador vor.
  - Tillandsia polita var. elongata Ehlers: Sie kommt in Höhenlagen von etwa 1900 Meter nur im mexikanischen Bundesstaat Chiapas vor.
- Tillandsia polyantha Mez & Sodiro: Sie gedeiht epiphytisch in Wäldern in größeren Höhenlagen in Ecuador nur in Pichincha.
- Tillandsia polystachia (L.) L. (Syn.: Tillandsia angustifolia Sw., Tillandsia kunthiana Gaudich., Tillandsia kunthiana sensu Hemsley, Tillandsia schlumbergeri E.Morren ex André): Sie gedeiht epiphytisch in Höhenlagen von 0 bis 1800 Metern. Sie ist von Florida über Mexiko, Guatemala, Honduras, El Salvador, Nicaragua, Kolumbien, Peru, Brasilien, Venezuela, Bolivien weitverbreitet und kommt auf den karibischen Inseln Kuba, Hispaniola, Jamaika, Puerto Rico, Guadelupe, Dominica, Martinique sowie St.-Vincent vor.
- Tillandsia polzii Ehlers: Sie kommt nur im brasilianischen Bundesstaat Rio Grande do Sul vor.
- Tillandsia pomacochae Rauh: Sie gedeiht Bergwäldern in Höhenlagen von etwa 2100 Meter nur im peruanischen Chota.
- Tillandsia ponderosa L.B.Sm.: Sie gedeiht epiphytisch in Eichen- und Kiefernwäldern in Höhenlagen von 2000 bis 2700 Metern. Sie kommt in Mexiko (Oaxaca, Chiapas), Guatemala (Huehuetenango, El Progreso, Zacapa, Jalapa, Chimaltenengo) sowie El Salvador (Santa Ana) vor.
- Tillandsia porongoensis L.Hromadnik & P.Schneider: Sie kommt nur im argentinischen La Rioja vor.
- Tillandsia porphyrocraspeda J.R.Grant (Syn.: Vriesea cylindrica L.B.Sm.): Sie kommt in Höhenlagen von 200 bis 2000 Metern in Kolumbien und Peru vor.
- Tillandsia portillae E.Gross & Wülfinghoff: Sie kommt in Ecuador nur in Loja vor.
- Tillandsia porvenirensis Ehlers: Die Erstbeschreibung erfolgte 2015 in Die Bromelie. Sie gedeiht lithophytisch an steilen Felswänden in einer Höhenlage etwa 2200 Metern nur im mexikanischen Bundesstaat Chiapas.[1]
- Tillandsia praschekii Ehlers & Willinger: Dieser Lokalendemit kommt nur in der kubanischen Provinz Pinar del Río etwa 40 km entfernt von Los Hoyos vor. Er gedeiht lithophytisch an Felsen in Höhenlagen von 200 bis 300 Metern.
- Tillandsia pringlei S.Watson: Sie kommt in den mexikanischen Bundesstaaten San Luis Potosí, Queretaro sowie Hidalgo vor.
- Tillandsia prodigiosa (Lem.) Baker (Syn.: Vriesea prodigiosa Lem., Tillandsia cossonii Baker, Tillandsia hromadnikiana Ehlers): Sie gedeiht epiphytisch in Wäldern in Höhenlagen von 1100 bis 2500 Metern. Sie kommt in den mexikanischen Bundesstaaten Sinaloa, Durango, Jalisco, Puebla, Morelos, México, Michoacan sowie Oaxaca vor.
- Tillandsia prolata (H.Luther) Gouda & Barfuss (Syn.: Tillandsia xiphioides subsp. prolata H.Luther): Diese Neukombination erfolgte 2015. Sie kommt in Höhenlagen von 2500 bis 3000 Metern nur im bolivianischen La Paz vor.[1]
- Tillandsia propagulifera Rauh: Sie gedeiht epiphytisch in Höhenlagen von etwa 450 Meter nur im peruanischen Libertad.
- Tillandsia pruinosa Swartz (Syn.: Tillandsia breviscapa A.Rich., Tillandsia tortilis Klotzsch ex Beer): Sie gedeiht epiphytisch in Höhenlagen von 0 bis 1200 Metern. Sie ist von Florida über Mittelamerika und karibische Inseln bis Brasilien weitverbreitet.
- Tillandsia pseudobaileyi Gardner:
  - Tillandsia pseudobaileyi Gardner subsp. pseudobaileyi: Sie kommt in Höhenlagen von 95 bis 250 Metern in Kolumbien sowie in Venezuela nur in Amazonas vor.
  - Tillandsia pseudobaileyi forma alba H.Takizawa: Sie gedeiht epiphytisch an sonnigen Standorten in Höhenlagen von etwa 600 Metern, in Honduras nur in Lempira.
  - Tillandsia pseudobaileyi subsp. yucatanensis I.Ramírez, Carnevali & Olmsted: Sie kommt nur im mexikanischen Bundesstaat Campeche vor.
- Tillandsia pseudocardenasii W.Weber: Sie kommt nur im bolivianischen Santa Cruz vor.
- Tillandsia pseudofloribunda Gouda: Die Erstbeschreibung erfolgte 2018 in Die Bromelie. Sie gedeiht epiphytisch auf Bäumen in trockenen Gebieten in einer Höhenlage etwa 1220 Metern nur im peruanischen Cajamarca.[1]
- Tillandsia pseudomacbrideana Rauh: Sie kommt nur im peruanischen Cajamarca vor.
- Tillandsia pseudomicans Rauh: Sie kommt nur im peruanischen Apurímac vor.
- Tillandsia pseudomontana W.Weber & Ehlers: Sie kommt nur im brasilianischen Bundesstaat Santa Catarina vor.
- Tillandsia pseudooaxacana Ehlers: Die Erstbeschreibung erfolgte 2006 in Die Bromelie. Sie gedeiht im Nebelwald in Höhenlagen von 2100 bis 2500 Metern nnur im mexikanischen Bundesstaat Oaxaca.
- Tillandsia pseudosetacea Ehlers & Rauh: Sie kommt nur im mexikanischen Bundesstaat Oaxaca vor.
- Tillandsia pueblensis L.B.Sm.: Sie gedeiht lithophytisch in Höhenlagen von etwa 1650 Meter in den mexikanischen Bundesstaaten Puebla sowie Oaxaca.
- Tillandsia punctulata Schltdl. & Cham. (Syn.: Tillandsia tricolor sensu E.Morren, Tillandsia melanopus E.Morren ex Mez): Sie gedeiht epiphytisch in Wäldern in Höhenlagen von 350 bis 2000 Metern. Sie ist in Mittelamerika von Mexiko (Vera Cruz, Puebla, Oaxaca, Chiapas) über Guatemala (Huehuetenango, Alta Verapaz, Baja Verapaz, Izabal, San Marcos, Zacapa Chiquimula, Jalapa), Belize, Honduras (Comayagua, Morazan) El Salvador (Santa Ana) und Costa Rica (Alajuela, Cartago) bis Panama (Chiriqui) weitverbreitet.
- Tillandsia purpurascens Rauh: Sie gedeiht epiphytisch in Waldland in Höhenlagen von etwa 3000 Meter nur im peruanischen Piura.
- Tillandsia purpurea Ruiz & Pavón (Syn.: Tillandsia azurea C.Presl, Tillandsia scoparia Willd. ex Schult. f., Tillandsia longibracteata Meyen): Sie gedeiht auf Sand, Felsen und in xerophytischer Vegetation in Höhenlagen von 0 bis 900 Metern. Sie kommt in Ecuador nur in Loja und Peru in Piura, Cajamarca, Amazonas, Libertad, Ancash, Huánuco, Apurímac sowie Arequipa vor.
- Tillandsia pyramidata André:
  - Tillandsia pyramidata André var. pyramidata: Sie gedeiht epiphytisch in Wäldern und auf offenen felsigen Hängen in Höhenlagen von 2000 bis 2600 Metern. Sie kommt in Venezuela (Bolívar), Kolumbien (Nariño), Ecuador (Loja), Peru (Huánuco, Junín, Apurímac, Cuzco) sowie Bolivien (La Paz) vor.
  - Tillandsia pyramidata var. vivipara Rauh: Sie gedeiht terrestrisch in Höhenlagen von etwa 2600 Meter nur im peruanischen Junín.

## Q
- Tillandsia quaquaflorifera Matuda: Sie kommt nur im mexikanischen Bundesstaat Guerrero vor.
- Tillandsia queretaroensis Ehlers: Die Erstbeschreibung erfolgte 2017 in Die Bromelie. Sie gedeiht epiphytisch in Höhenlagen von 1085 bis 1950 Metern in den mexikanischen Bundesstaaten Querétaro sowie Jalisco.[1]
- Tillandsia queroensis Gilmartin (Syn.: Tillandsia chartacea var. peruviana L.B.Sm.): Sie gedeiht terrestrisch an felsigen Hängen in Höhenlagen von 2500 bis 2800 Metern in Ecuador nur in Tungurahua.

## R
- Tillandsia raackii H.Luther: Sie kommt in Höhenlagen von etwa 1900 Meter in Ecuador nur in Zamora-Chinchipe vor.
- Tillandsia racinae L.B.Sm.: Sie kommt in Höhenlagen von etwa 900 Meter in Kolumbien nur in Tolima vor.
- Tillandsia ramellae W.Till & S.Till: Sie kommt in Paraguay nur in Chaco vor.
- Tillandsia ramon-lopezii Carnevali & I.Ramírez: Die Erstbeschreibung erfolgte 2024. Sie gedeiht epiphytisch im Tieflandtrockenwald in Höhenlagen von 5 bis 1100 Metern in Venezuela in Aragua sowie Mérida.[1]
- Tillandsia rangelensis Hechav.: Sie kommt in Höhenlagen von etwa 540 Meter nur im westlichen Kuba vor.
- Tillandsia rariflora André: Sie kommt in Höhenlagen von etwa 1790 Meter in Kolumbien nur in Caldas vor.
- Tillandsia rauhii L.B.Sm.:
  - Tillandsia rauhii L.B.Sm. var. rauhii: Sie kommt in Höhenlagen von etwa 700 Meter nur im peruanischen Piura vor.
  - Tillandsia rauhii var. longispica Rauh: Sie kommt nur im peruanischen Lambayeque vor.
- Tillandsia rauschii Rauh & Lehmann: Sie kommt nur in Bolivien vor.
- Tillandsia rayonesensis Ehlers: Sie kommt nur im mexikanischen Bundesstaat Nuevo León vor.
- Tillandsia reclinata E.Pereira & Martinelli: Sie kommt in den brasilianischen Bundesstaaten Rio de Janeiro, Municipio de petropolis, Vale das Videiras, Morro do Cuca sowie Pico do Pindoba vor.
- Tillandsia rectangula Baker: Sie gedeiht epiphytisch in Höhenlagen von etwa 500 Meter. Sie kommt in Bolivien (Tarija) sowie in Argentinien (Catamarca, Santago del Estero, San Luís, Córdoba) vor.
- Tillandsia ×rectifolia (C.A.Wiley) H.Luther: Sie kommt nur in Mexiko vor.
- Tillandsia recurvata (L.) L. (alle beschriebenen Varietäten und Formen gelten als Synonyme von Tillandsia recurvata): Sie gedeiht epiphytisch auf Bäumen, Kakteen, Telefonleitungen, Dächern ... in Höhenlagen von 0 bis 3000 Metern. Sie besitzt wohl die weiteste Verbreitung aller Tillandienarten und kommt von Florida über Mexiko, Mittelamerika und viele karibische Inseln in weiten Teilen Südamerikas bis Chile sowie Argentinien vor.
- Tillandsia recurvifolia Hook. (Syn.: Tillandsia meridionalis sensu L.B.Sm. etc., Tillandsia stricta var. paraguariensis Hassl.): Sie kommt in Brasilien (Bundesstaat Minas Gerais), Paraguay (Asunción) sowie Argentinien (Provinzen Formosa, Chaco, Santa Fe, Corrientes, Missiones) vor.
- Tillandsia recurvispica L.Hromadnik & P.Schneider: Sie kommt in Bolivien nur in Cochabamba vor.
- Tillandsia reducta L.B.Sm.: Sie gedeiht lithophytisch in Höhenlagen von etwa 2600 Meter im peruanischen Libertad.
- Tillandsia reichenbachii Baker (Syn.: Tillandsia duratii subsp. reichenbachii (Baker) J.J.Halda): Sie gedeiht epiphytisch in Wäldern in Höhenlagen zwischen 200 und 2000 Metern. Sie kommt in Bolivien (Santa Cruz, Tarija, Chuquisaca) sowie Argentinien (Jujuy, Salta, Tucumán, Santiago del Estero, Formosa) vor.
- Tillandsia religiosa Hern.-Cárdenas, González-Rocha, Espejo, López-Ferr., Cerros & Ehlers: Die Erstbeschreibung erfolgte 2014.[1]
- Tillandsia remota Wittm.: Sie gedeiht epiphytisch an offenen Standorte in Höhenlagen von 186 bis 1000 Metern. Sie kommt von Mexiko (Sinaloa, Vera Cruz, Oaxaca) über Guatemala (Departamentos Zacapa, Suchitepéquez, Escuintla) bis El Salvador (Ahuachapan, Santa Ana, Sonsonate, Libertad, San Salvador, La Paz) vor.
- Tillandsia renateae Gouda, Manzan. & Raack: Die Erstbeschreibung erfolgte 2021. Sie gedeiht einzeln epiphytisch oder terrestrisch in einer Strauchvegetation in Höhenlagen von 2000 bis 3010 Metern nur im ecuadorianischen Azuay.[1]
- Tillandsia renate-ehlersiae Leme & Gouda: Die Erstbeschreibung erfolgte 2015 in Die Bromelie.[1]
- Tillandsia restrepoana André: Sie gedeiht in Höhenlagen von 2050 bis 2730 Metern in Kolumbien (Boyaca, Cundinamarca, Valle) sowie im peruanischen Cajamarca.
- Tillandsia retorta Griseb. ex Baker (Syn.: Tillandsia caespitosa Gillies ex Baker): Sie gedeiht epiphytisch in Höhenlagen zwischen 600 und 1000 Meter in den argentinischen Provinzen Salta, Tucumán, Santiago del Estero, Mendoza, San Luís, Córdoba sowie Buenos Aires.
- Tillandsia reuteri Rauh: Sie kommt nur im peruanischen Cajamarca vor.
- Tillandsia reversa L.B.Sm.: Sie kommt in Höhenlagen von 2700 bis 3500 Metern in Kolumbien (nur in Santander), Ecuador sowie Peru vor.
- Tillandsia rhodocephala Ehlers & Koide: Sie kommt nur im mexikanischen Bundesstaat Oaxaca vor.
- Tillandsia rhodosticta L.B.Sm.: Sie kommt in Ecuador nur in Cuenca vor.
- Tillandsia rhomboidea André (Syn.: Tillandsia acostae Mez & Tonduz ex Mez): Sie kommt in Höhenlagen zwischen 7500 und 1300 Metern im mexikanischen Chiapas, in Guatemala (Jalapa), Costa Rica (Alajuela), Venezuela (Falcon, Táchira) sowie Kolumbien (Valle) vor.
- Tillandsia riohondoensis Ehlers: Die Erstbeschreibung erfolgte 2015 in Die Bromelie. Sie kommt in Guatemala nur in Zacapa vor.[1]
- Tillandsia riverae Manzan. & W.Till: Die Erstbeschreibung erfolgte 2021. Sie gedeiht einzeln terrestrisch in Schluchten, am Straßenrand und in einer Strauchvegetation in Höhenlagen von 2100 bis 3029 Metern nur im ecuadorianischen Azuay.[1]
- Tillandsia robusta Griseb. (Syn.: Vriesea robusta (Griseb.) L.B.Sm.): Sie gedeiht epiphytisch in Wäldern in Höhenlagen von 1200 bis 3000 Metern in Venezuela sowie in Kolumbien.
- Tillandsia rodrigueziana Mez: Sie gedeiht epiphytisch an offenen Standorten oder lithophytisch an Steilwänden in Höhenlagen von 1200 bis 2100 Metern. Sie kommt in Mexiko (Oaxaca, Chiapas), Guatemala (Baja Veracruz, Sacatepepequez, Chimaltenango, Solola, Santa Rosa), Honduras (Tegucigalpa), Salvador (Santa Ana, Morazan) sowie Nicaragua (Jinotega) vor.
- Tillandsia roezlii E.Morren (Syn.: Tillandsia roezlii hort. Linden, Tillandsia piurensis L.B.Sm.): Sie kommt in Höhenlagen von etwa 2000 Meter im peruanischen Junín sowie Piura vor.
- Tillandsia roland-gosselinii Mez (Syn.: Tillandsia maritima Matuda): Sie kommt in Höhenlagen von etwa 400 Meter nur im mexikanischen Bundesstaat Colima vor.
- Tillandsia romeroi L.B.Sm.:
  - Tillandsia romeroi var. gruberi Rauh: Sie kommt nur in Kolumbien vor.
  - Tillandsia romeroi L.B.Sm. var. romeroi: Sie kommt in Höhenlagen von etwa 2800 Meter in Kolumbien nur in Magdalena vor.
- Tillandsia rosacea L.Hromadnik & W.Till: Sie kommt in Höhenlagen von etwa 450 Meter im bolivianischen Departamento Santa Cruz vor.
- Tillandsia rosarioae L.Hromadnik: Sie gedeiht lithophytisch an Felswänden in Höhenlagen von etwa 1900 Meter nur im argentinischen Salta.
- Tillandsia roseiflora Ehlers & W.Weber: Sie kommt nur im brasilianischen Bundesstaat Rio de Janeiro vor.
- Tillandsia roseoscapa Matuda: Sie kommt nur im mexikanischen Bundesstaat Puebla vor.
- Tillandsia roseospicata Matuda: Sie gedeiht epiphytisch in Eichenwäldern in Höhenlagen von etwa 2000 Meter nur im mexikanischen Bundesstaat México.
- Tillandsia rothii Rauh (Syn.: Tillandsia lambrostachya Philcox & Psomodakis): Sie kommt nur im mexikanischen Bundesstaat Jalisco vor.
- Tillandsia rotundata (L.B.Smith) Gardner (Syn.: Tillandsia fasciculata var. rotundata L.B.Sm.): Sie kommt in Höhenlagen von 1400 bis 2500 Metern vom mexikanischen Chiapas über Guatemala bis Honduras vor.
- Tillandsia rubella Baker: Sie kommt in Höhenlagen von 2200 bis 3400 Metern in Ecuador (Imbabura), Peru (Ancash, Apurimac, Cuzco) sowie Bolivien (Cochabamba) vor.
- Tillandsia rubia L.Colgan: Sie kommt in Höhenlagen von 2800 bis 3000 Metern nur im bolivianischen La Paz vor.
- Tillandsia rubrispica Ehlers & Koide: Sie kommt nur im mexikanischen Bundesstaat Oaxaca vor.
- Tillandsia rubroviolacea Rauh: Sie gedeiht lithophytisch an trockenen Felsen in Höhenlagen von etwa 1300 Meter nur im ecuadorianischen Loja.
- Tillandsia rudolfii E.Gross & Hase: Sie kommt in Höhenlagen von etwa 2700 Meter nur im ecuadorianischen Azuay vor.
- Tillandsia rupicola Baker: Sie gedeiht terrestrisch in Höhenlagen von etwa 2700 Meter in Ecuador.
- Tillandsia rusbyi Baker (Syn.: Tillandsia ulei Mez, Tillandsia buchtienii Rauh, Tillandsia guentheri Harms): Sie gedeiht auf Felsen und an Felswänden in Höhenlagen von 850 bis 3600 Metern im bolivianischen La Paz sowie Omasuyos.
- Tillandsia rzedowskiana Gouda (Ined.) (Syn.: Viridantha rzedowskiana Hern.-Cárdenas, Espejo et López-Ferr.) Sie gedeiht lithophytisch an Felswänden in Höhenlagen von etwa 1590 Meter nur im mexikanischen Bundesstaat Morelos.[1]

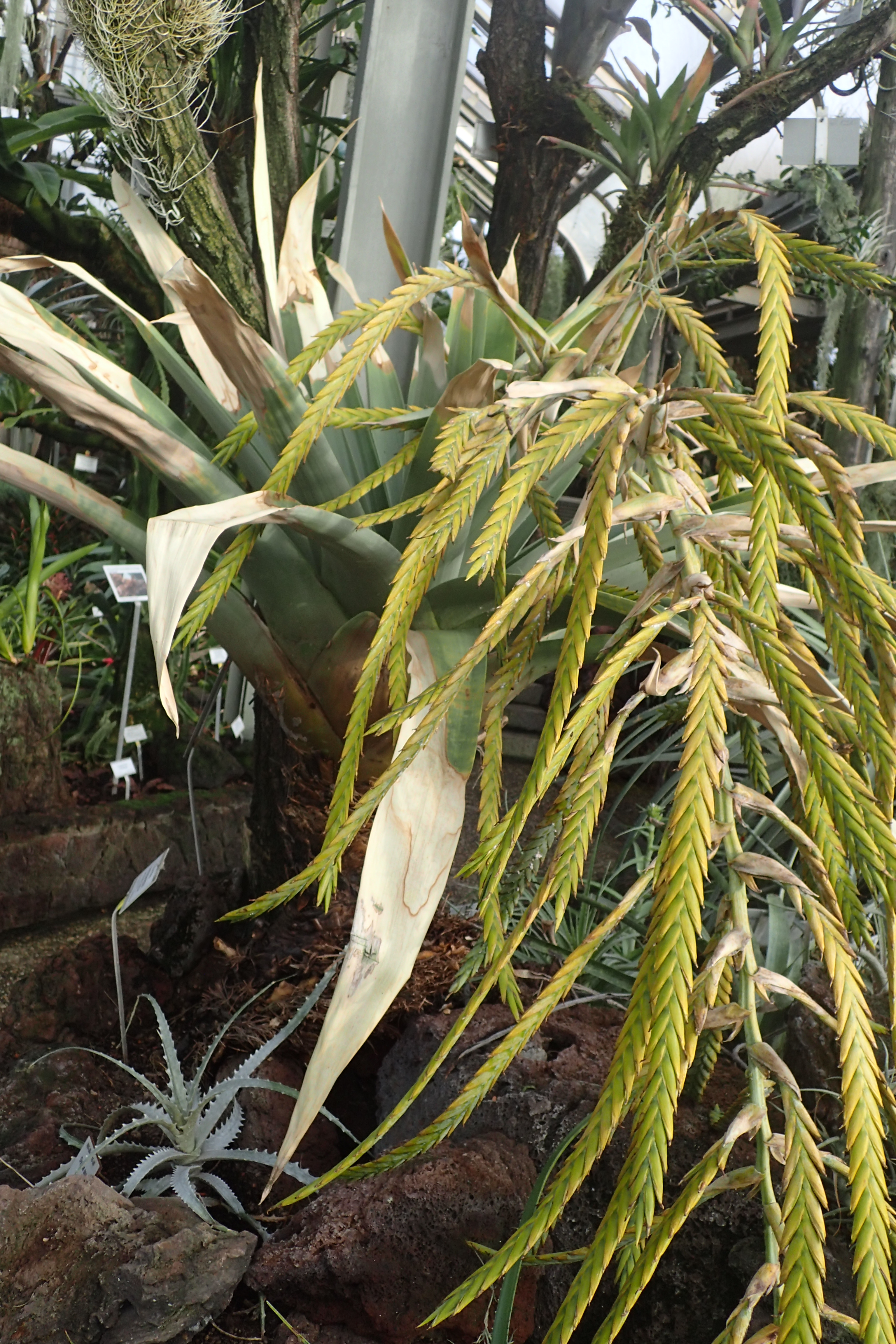
Habitus und verzeigter Blütenstand von Tillandsia samaipatensis

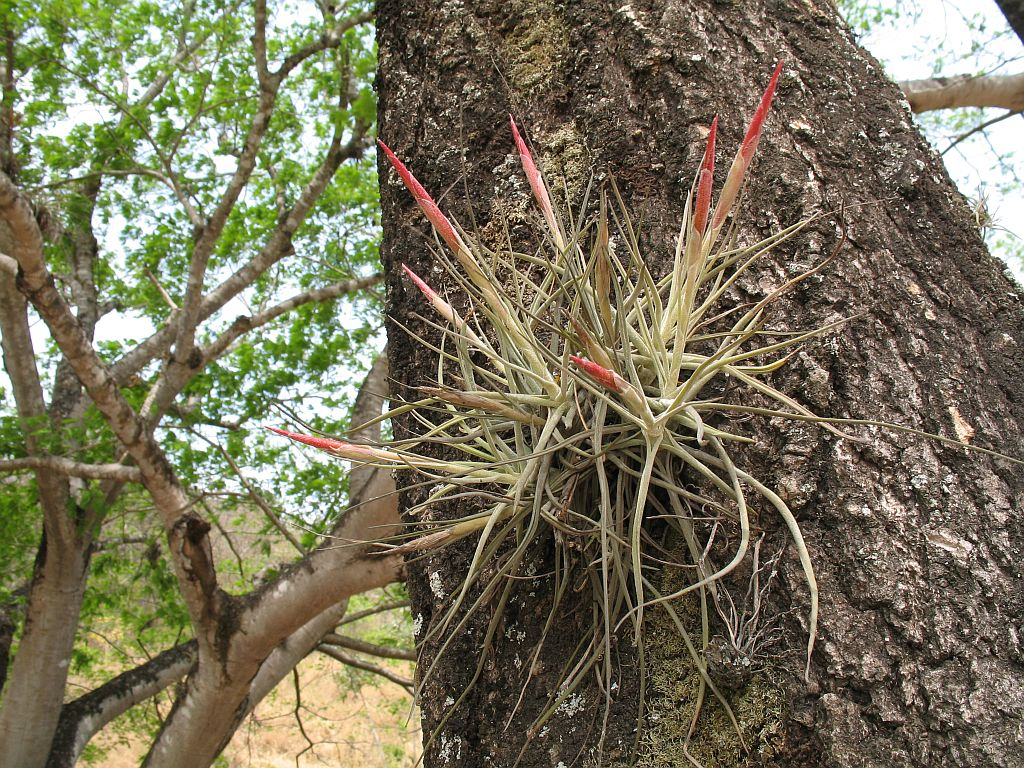
Habitus und Blütenstände von Tillandsia schiedeana im Habitat

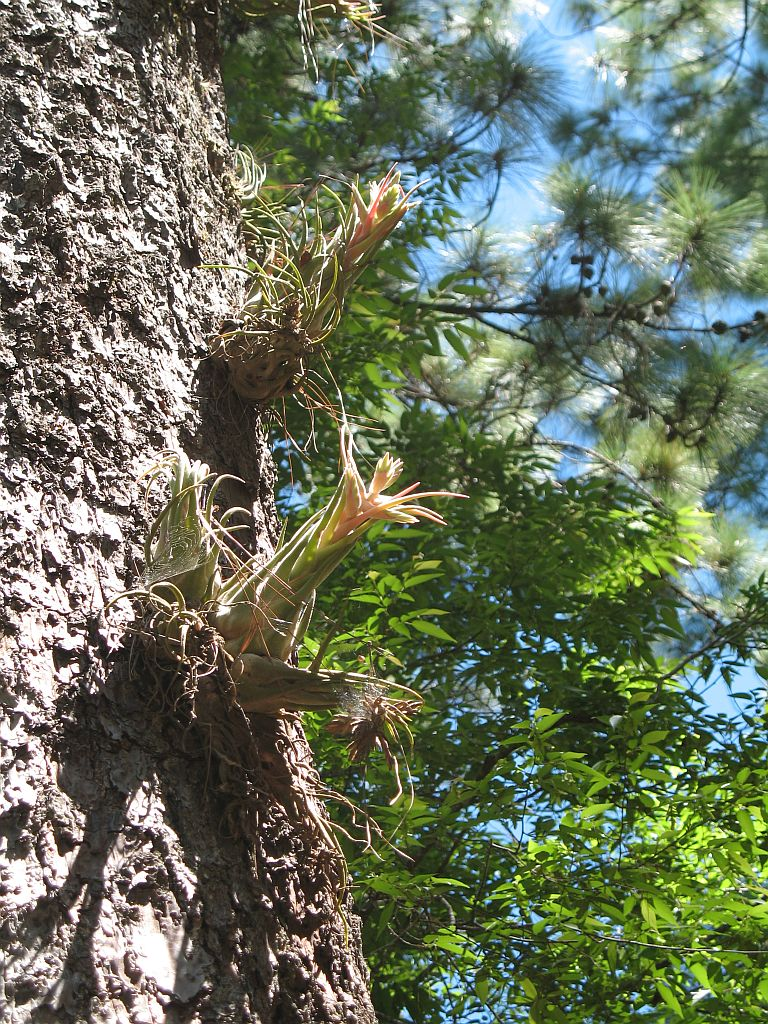
Habitus und Blütenstand von Tillandsia seleriana im Habitat

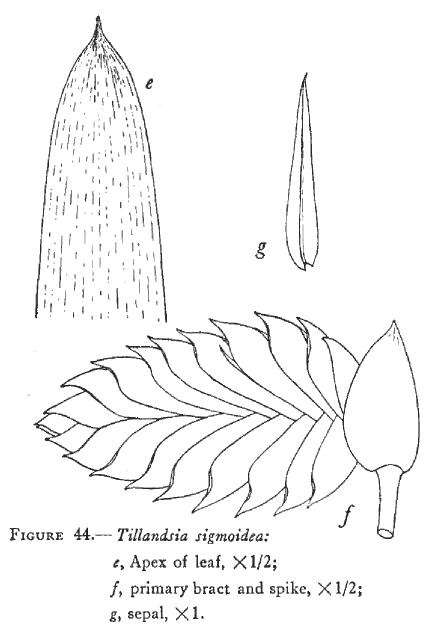
Illustration von Tillandsia sigmoidea

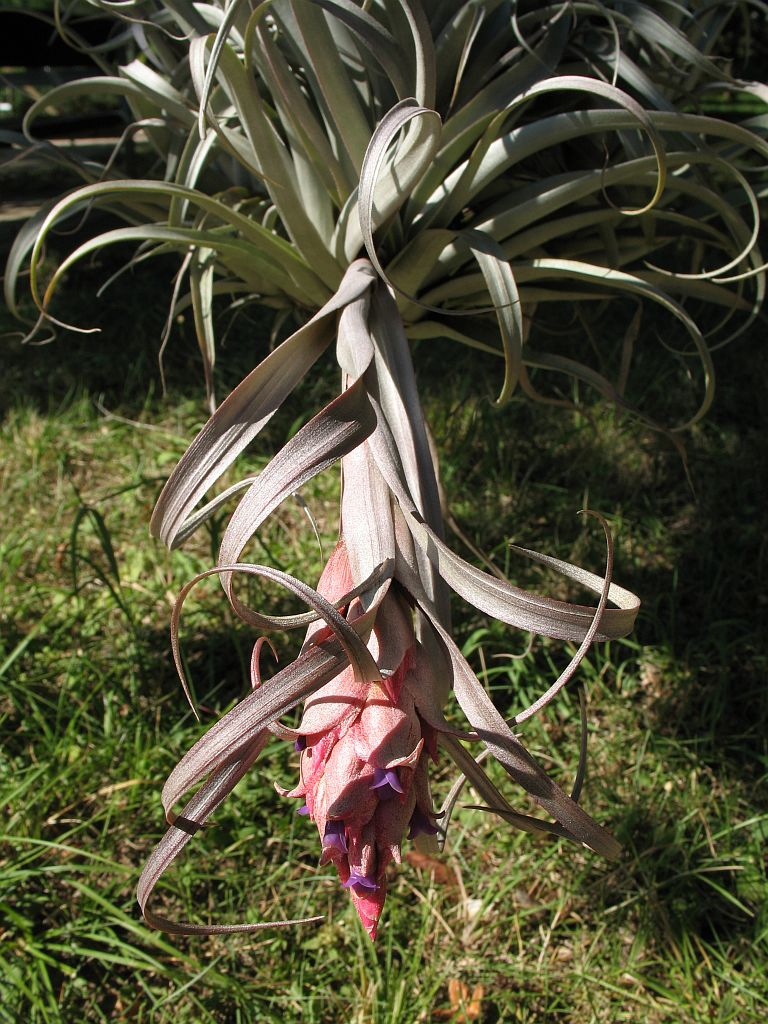
Habitus, Blütenstand und blaue Blüten von Tillandsia sphaerocephala

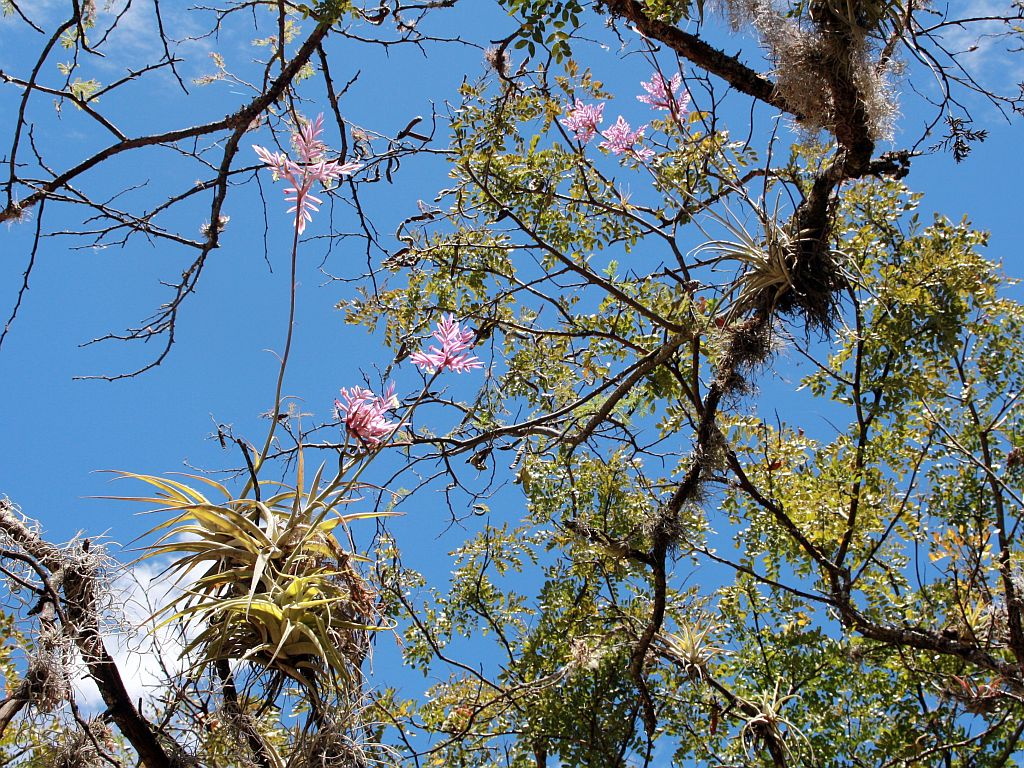
Habitus und Blütenstand von Tillandsia straminea im Habitat

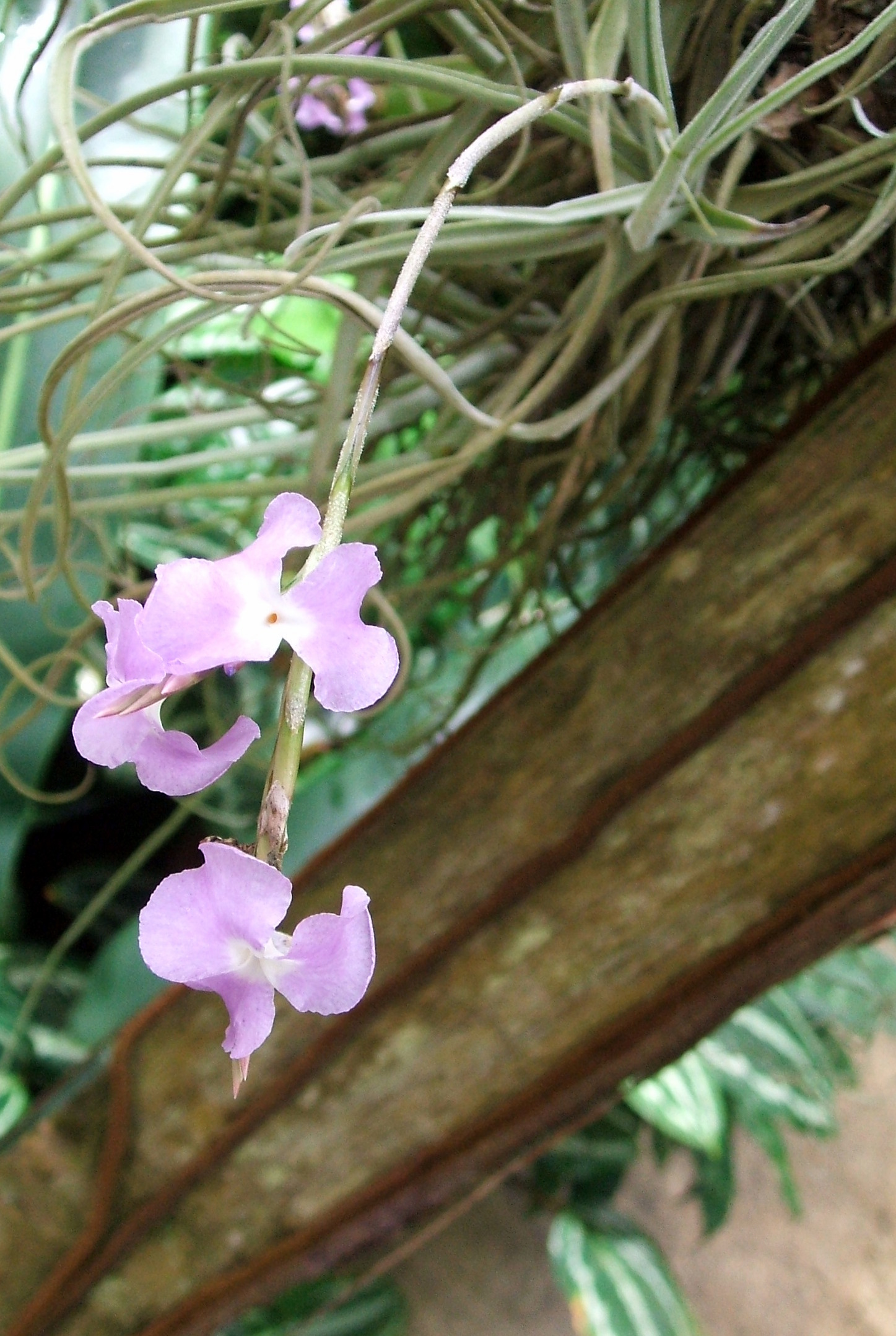
Blütenstand mit rosafarbenen Blüten von Tillandsia streptocarpa

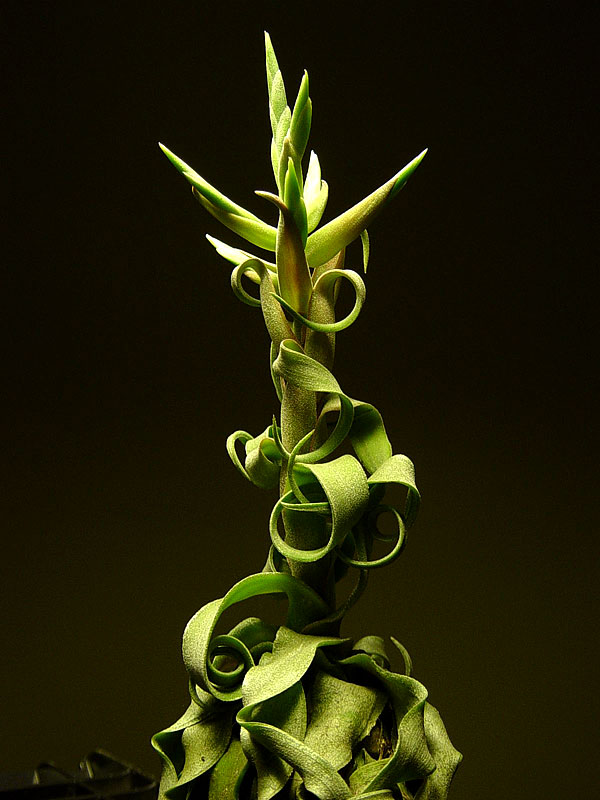
Habitus und Blütenstand von Tillandsia streptophylla, eine Besonderheit für Bromelien sind die rankenden Laubblätter

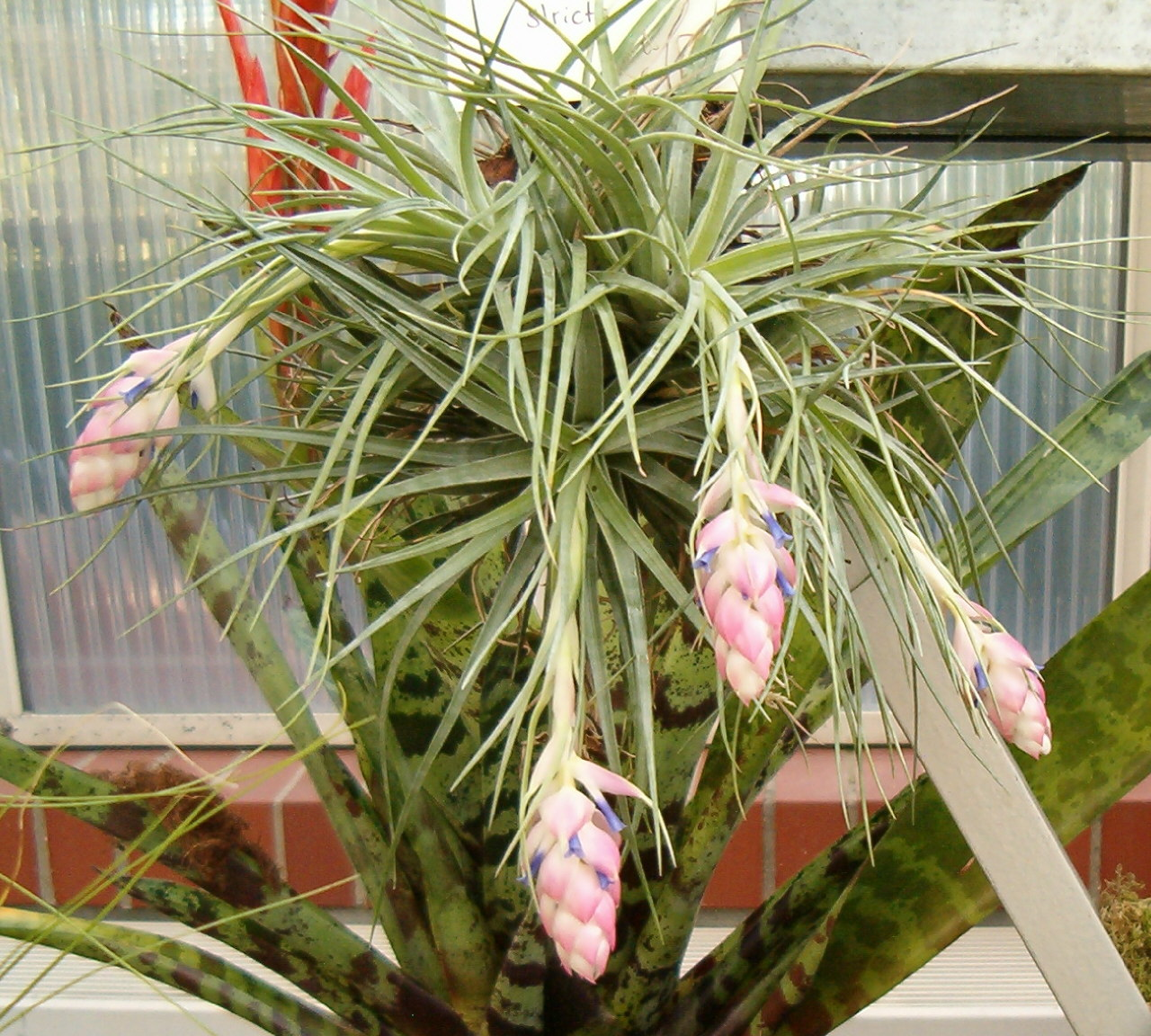
Habitus, Blütenstand mit rosafarbenen Hochblätter und blaue Blüten von Tillandsia stricta

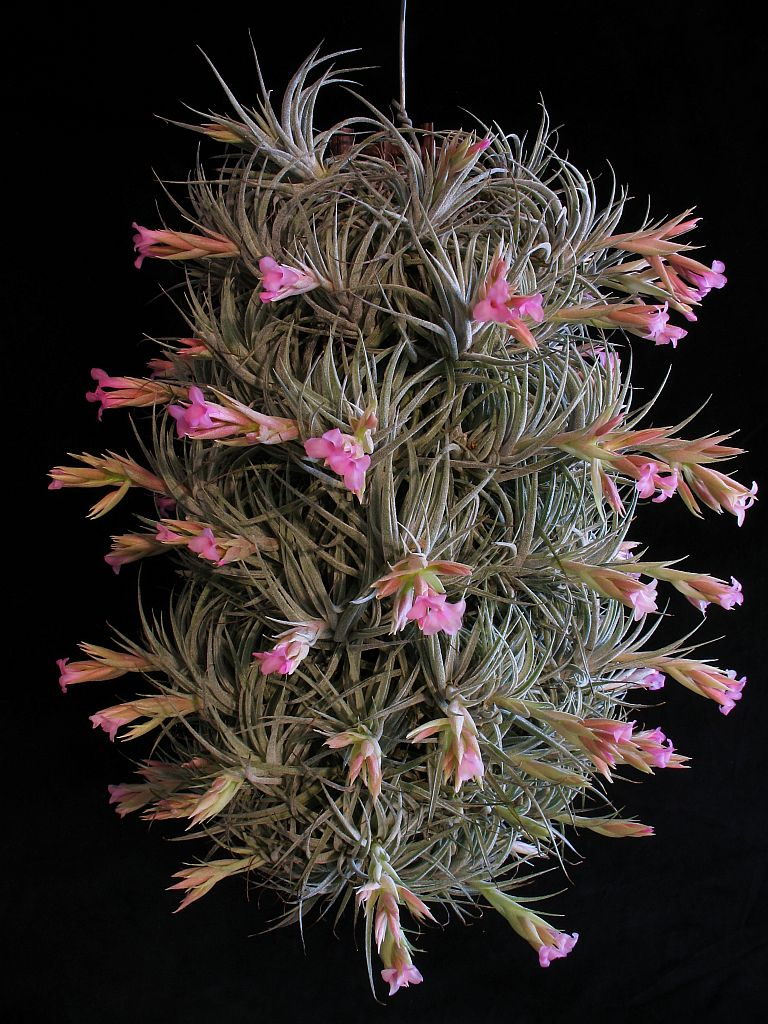
Habitus, Blütenstände und Blüten von Tillandsia sucrei

## S
- Tillandsia sagasteguii L.B.Sm.: Sie gedeiht epiphytisch in Wäldern in Höhenlagen von etwa 2600 Meter nur im peruanischen Cajamarca.
- Tillandsia salmonea Ehlers: Sie kommt nur im mexikanischen Bundesstaat Chiapas vor.
- Tillandsia samaipatensis W.Till: Sie kommt nur im bolivianischen Santa Cruz vor.
- Tillandsia sangii Ehlers: Sie kommt in Höhenlagen von 2500 bis 3000 Metern in Kolumbien nur in Pasto vor.
- Tillandsia santiagoensis H.Hrom. & L.Hrom.: Die Erstbeschreibung erfolgte 2020 in Die Bromelie. Sie gedeiht in der Sonne auf Felsen und an Felswänden in einer Höhenlage von etwa 850 Meter im bolivianischen Departemento Santa Cruz.[1]
- Tillandsia santieusebii Morillo & Oliva-Esteva: Sie gedeiht epiphytisch in feuchten, hochgradig diversen Wolkenwäldern in Höhenlagen von 2100 bis 2400 Metern nur im venezolanischen Bundesstaat Mérida.
- Tillandsia santosiae Ehlers: Sie kommt in Höhenlagen von etwa 250 Meter nur im mexikanischen Bundesstaat Oaxaca vor.
- Tillandsia sceptriformis Mez & Sodiro ex Mez: Sie gedeiht epiphytisch in Wäldern in Höhenlagen von etwa 2500 Meter in Ecuador nur in Cotopaxi.
- Tillandsia schatzlii Rauh: Sie kommt nur im mexikanischen Bundesstaat Oaxaca vor.
- Tillandsia schiedeana Steudel (Tillandsia vestita Schltdl. & Chamisso, Tillandsia flavescens Mart. & Galeotti, Tillandsia caerulea sensu Griseb., Tillandsia grisebachii Baker, Tillandsia eggersii Baker): Sie gedeiht epiphytisch in Wäldern in Höhenlagen von 50 bis 1800 Metern. Sie ist von Mexiko über Mittelamerika und den Großen Antillen bis Venezuela verbreitet.
- Tillandsia schimperiana Wittm.: Sie gedeiht epiphytisch in Wäldern in Höhenlagen von 1800 bis 3000 Metern. Sie kommt in Kolumbien, Ecuador nur in Napo sowie Peru nur in Junín vor.
- Tillandsia schreiteri Lillo & A.Cast.: Sie kommt nur im argentinischen Tucumán vor.
- Tillandsia schultzei Harms: Sie kommt nur im argentinischen Tucumán vor.
- Tillandsia schunkei L.B.Sm.: Sie gedeiht epiphytisch in Trockenwäldern in Höhenlagen von 600 bis 800 Metern nur im peruanischen Tumbes.
- Tillandsia schusteri Rauh: Sie kommt nur im mexikanischen Bundesstaat Oaxaca vor.
- Tillandsia secunda Kunth (Syn.: Tillandsia secunda var. vivipara Rauh):
  - Tillandsia secunda var. major Rauh: Sie kommt in Ecuador nur in Azuay vor.
  - Tillandsia secunda Kunth var. secunda: Sie kommt in Höhenlagen von 2000 bis 3500 Metern in Ecuador in Carchi, Imbubura, Pichincha, Tungurahua, Bolivar sowie Azuay vor.
- Tillandsia secundifolia Gouda: Sie gedeiht an senkrechten Felswänden in Höhenlagen von 1100 bis 1900 Metern nur im mexikanischen Bundesstaat Hidalgo.[1]
- Tillandsia seideliana E.Pereira: Sie kommt nur im brasilianischen Bundesstaat Santa Catarina vor.
- Tillandsia seleriana Mez: Sie gedeiht epiphytisch in Kiefern- sowie Eichenwäldern in Höhenlagen von 270 bis 2100 Metern. Sie ist von Mexiko (Michoacan, Chiapas) über Guatemala (Departamentos Quiche, Huehuetenango, Alta Verapaz, Baja Verapaz, Zacapa, Jalapa, Chimaltenango, Escuintla) bis El Salvador (Santa Ana) verbreitet.
- Tillandsia selleana Harms: Sie gedeiht in Höhenlagen von 600 bis 1490 Metern nur auf den Inseln Jamaika und Hispaniola.
- Tillandsia sessemocinoi López-Ferrari & Espejo & P.Blanco: Sie kommt in den mexikanischen Bundesstaaten Michoacán, Jalisco, México sowie Morelos vor.
- Tillandsia setacea Swartz: Sie gedeiht epiphytisch in Höhenlagen von 0 bis 800 Metern. Sie kommt von Florida über Mexiko bis Guatemala und auf den karibischen Inseln Kuba, Hispaniola, Jamaika sowie Puerto Rico und im brasilianischen Bundesstaat Pará vor.
- Tillandsia setiformis Ehlers: Sie kommt nur im mexikanischen Bundesstaat Oaxaca vor.
- Tillandsia sierrahalensis Espejo & López-Ferrari: Sie gedeiht epiphytisch in Eichen- sowie Kiefern-Eichenwäldern in Höhenlagen von etwa 1500 Meter. Sie kommt nur im mexikanischen Bundesstaat Jalisco vor.
- Tillandsia sierra-juarezensis Matuda: Sie gedeiht epiphytisch in Nebelwäldern in Höhenlagen von 2000 bis 2300 Metern. Sie kommt nur im mexikanischen Bundesstaat Oaxaca vor.
- Tillandsia sigmoidea L.B.Sm.: Sie gedeiht epiphytisch in Wäldern in Höhenlagen von 180 bis 3000 Metern nur im kolumbianischen Magdalena.
- Tillandsia simulata Small: Sie kommt nur in Florida vor.[1]
- Tillandsia ×smalliana H.Luther: Diese Naturhybride aus Tillandsia balbisiana × Tillandsia fasciculata kommt nur in Florida vor.
- Tillandsia socialis L.B.Sm. (Syn.: Tillandsia vernardoi Rauh): Sie kommt in Höhenlagen von etwa 1200 Meter nur im mexikanischen Bundesstaat Chiapas vor.
- Tillandsia sodiroi Mez: Sie gedeiht epiphytisch in Wäldern in Höhenlagen von 2900 bis 3500 Metern in Ecuador nur in Pichincha.
- Tillandsia somnians L.B.Sm.: Sie kommt in Höhenlagen von etwa 600 Meter nur im peruanischen Lurin vor.
- Tillandsia spathacea Mez & Sodiro: Sie kommt in Ecuador nur in Pichincha vor.
- Tillandsia sphaerocephala Baker:
  - Tillandsia sphaerocephala Baker var. sphaerocephala: Sie kommt in Höhenlagen von 950 bis 3550 Metern in Bolivien (La Paz, Cochabamba) sowie Argentinien (Jujuy, Tucumán) vor.
  - Tillandsia sphaerocephala var. tarijensis Ehlers & L.Hromadnik: Sie kommt in Bolivien nur in Tarija vor.
- Tillandsia spiraliflora Rauh: Sie kommt nur im peruanischen Amazonas vor.
- Tillandsia spiralipetala Gouda (Tillandsia tricholepis var. macrophylla L.B.Sm.): Sie wurde 1986 als Varietät von L. B. Smith erstbeschrieben und im gleichen Jahr gab ihr Gouda den Rang einer Art. Sie kommt in Bolivien sowie Peru vor.
- Tillandsia sprengeliana Klotzsch ex Mez (Syn.: Tillandsia purpurea Spreng., Tillandsia sprengelianum Klotzsch ex Beer, Tillandsia brachyphylla Baker): Sie kommt nur in den brasilianischen Bundesstaaten Rio de Janeiro sowie Bahia vor. Diese seltene Art gedeiht im Atlantischen Regenwald und im Cerrado. Sie war ab 1992 im Cites Appendix II und wurde im März 2013 aus dieser Liste entfernt, da kein Nachweis erbracht werden konnte, dass diese Art in den letzten Jahren gehandelt wurde.[11]
- Tillandsia standleyi L.B.Sm.: Sie gedeiht epiphytisch in Wäldern in Höhenlagen von 1450 bis 2350 Metern in Guatemala sowie Alta Verapaz, Zacapa und in Honduras in Santa Bárbara sowie Morazan.
- Tillandsia steiropoda L.B.Sm.: Sie kommt in Höhenlagen von etwa 1200 Meter in Honduras nur in Tegucigalpa vor.
- Tillandsia stellifera L.Hromadnik: Sie gedeiht an felsigen Hängen und steilen Felswänden in Höhenlagen von 2700 bis 3000 Metern nur im peruanischen Ancash.
- Tillandsia ×stenlanata Manzan., Gouda & Raack: Die Erstbeschreibung dieser Hybride aus Tillandsia complanata × Tillandsia stenoura erfolgte 2024. Sie gedeiht epiphytisch in Höhenlagen von 2400 bis 3300 Metern in Ecuador in Azuay, Loja sowie Zamora-Chinchipe.[7]
- Tillandsia stenoura Harms:
  - Tillandsia stenoura var. mauroi Gilmartin: Sie kommt in Höhenlagen von 3000 bis 3500 Metern in Peru nur in Libertad vor.
  - Tillandsia stenoura Harms var. stenoura (Tillandsia arguta L.B.Sm.): Sie gedeiht epiphytisch sowie terrestrisch in Wäldern in Höhenlagen von 2700 bis 3350 Metern in Ecuador (Cotopaxi, Azuay, Azuay-Canar), Peru (Amazonas, Ancash, Huanuco) sowie Bolivien (Cochabamba).
  - Tillandsia stenoura var. tripinnata (L.B.Sm.) L.B.Sm. (Syn.: Tillandsia deppeana var. tripinnata L.B.Sm., Tillandsia stenoura var. gonzalezii Gilmartin): Sie kommt in Höhenlagen von 2300 bis 2400 Metern im peruanischen San Martín sowie Huánuco vor.
- Tillandsia stipitata L.B.Sm.: Sie gedeiht epiphytisch in Wäldern in Höhenlagen von 2900 bis 3000 Metern in Venezuela nur in Táchira.
- Tillandsia stoltenii R.Ehlers: Sie wurde 2014 anhand eines kultivierten Exemplars in Die Bromelie, 2014, 3, S. 118–122 erstbeschrieben. Die wenigen Fundorte liegen beiderseits der Grenze von Mexiko und Guatemala.
- Tillandsia straminea Kunth (Syn.: Tillandsia heptantha Ruiz & Pavon): Sie kommt in Peru und Ecuador vor.
- Tillandsia streptocarpa Baker: Es gibt zwei Varietäten:
  - Tillandsia streptocarpa var. aureiflora Rauh: Sie kommt nur im bolivianischen Cochabamba vor.
  - Tillandsia streptocarpa Baker var. streptocarpa (Syn.: Tillandsia soratensis Baker, Tillandsia soratensis Baker, Tillandsia tricholepis Baker, Tillandsia bakeriana Britton, Tillandsia condensata Baker, Tillandsia streptocarpa var. peruviana Ule, Tillandsia apoloensis Rusby, Tillandsia streptocarpa var. pungens Chodat & Vischer, Tillandsia streptocarpa var. filifolia Hassl., Tillandsia duratii subsp. streptocarpa (Baker) J.J.Halda): Sie kommt in Höhenlagen von 60 bis 2300 Metern in Peru (Amazonas, Ayacucho, Apurímac, Cuzco), Bolivien (La Paz, Cochabamba, Santa Cruz), Brasilien (Paraiba, Pernambuco, Bahia, Minas Gerais, Mato Grosso, Paraná, Rio Grande do Sul) sowie in Paraguay (El Chaco) vor.
- Tillandsia streptophylla Scheidw. ex E.Morren (Syn.: Tillandsia circinnata Schltdl., Tillandsia tortilis Brongn. ex E.Morren): Sie kommt in Höhenlagen von 0 bis 825 Metern von Mexiko über Guatemala und Belize bis Honduras sowie Nicaragua vor.
- Tillandsia stricta Solander:
  - Tillandsia stricta var. albifolia H.Hrom. & Rauh: Sie kommt nur im brasilianischen Bundesstaat Espirito Santo vor.
  - Tillandsia stricta var. disticha L.B.Sm.: Sie kommt nur im brasilianischen Bundesstaat Paraná vor.
  - Tillandsia stricta forma nivea Leme: Sie kommt nur im brasilianischen Bundesstaat Rio de Janeiro vor.
  - Tillandsia stricta Solander var. stricta (Syn.: Tillandsia monostachya Bartram, Tillandsia conspersa Miq., Tillandsia krameri Baker, Tillandsia monostachya Vaillant ex Baker, Tillandsia langsdorffii Mez, Tillandsia stricta var. krameri André): Sie gedeiht epiphytisch in Wäldern in Höhenlagen von 0 bis 1680 Metern in Venezuela, Trinidad, Guyana, Surinam, Brasilien, Paraguay, Uruguay sowie Argentinien.
  - Tillandsia stricta subsp. piniformis Rauh ex.Ehers & H.Heidt: Sie wurde 2013 aus dem brasilianischen Bundesstaat Bahia erstbeschrieben.[1]
- Tillandsia strobeliae (Rauh) J.R.Grant (Syn.: Vriesea strobeliae Rauh): Sie gedeiht an steilen Felswänden in Ecuador nur in Azuay.
- Tillandsia subconcolor L.B.Sm.: Sie gedeiht epiphytisch nur im peruanischen Cuzco.
- Tillandsia subinflata L.B.Sm.: Sie kommt nur im mexikanischen Bundesstaat Zacatecas vor.
- Tillandsia subsecundifolia (W.Weber & Ehlers) Gouda (Tillandsia recurvifolia var. subsecundifolia (W.Weber & Ehlers) W.Till; sie ist kein Synonym von Tillandsia leonamiana E.Pereira): Den Rang einer Art hat sie 2012 erhalten.
- Tillandsia subteres H.Luther: Sie kommt in Honduras nur in Francisco Morazon vor.
- Tillandsia subulifera Mez: Sie gedeiht epiphytisch in Höhenlagen von 50 bis 200 Metern in der Panama-Kanalzone und in Venezuela (Sucre, Táchira) sowie in Trinidad.
- Tillandsia sucrei E.Pereira: Sie kommt nur im brasilianischen Bundesstaat Rio de Janeiro vor. Es ist ein Endemit des Atlantischen Regenwaldes. Sie gedeiht nur an Felswänden, die schwer zu erreichen sind, dies soll sie nach IBAMA vor dem Aufsammeln genügend schützen. Sie war ab 1992 im Cites Appendix II und wurde im März 2013 aus dieser Liste entfernt, da kein Nachweis erbracht werden konnte, dass diese Art in den letzten Jahren gehandelt wurde.[12]
- Tillandsia suescana L.B.Sm.: Sie kommt in Höhenlagen von 2400 bis 2700 Metern in Kolumbien in Norte de Santander sowie Santander und in Venezuela nur in Táchira vor.
- Tillandsia suesilliae Espejo, López-Ferrari & W.Till: Sie kommt nur in den mexikanischen Bundesstaaten San Luis Potosí sowie Hidalgo vor.
- Tillandsia suescana L.B.Sm.: Sie gedeiht lithophytisch und epiphytisch im tiefergelegenen Nebelwald in Höhenlagen von 2400 bis 2700 Metern in Kolumbien sowie Venezuela.[1]
- Tillandsia superba Mez & Sodiro: Sie kommt in Höhenlagen von 2000 bis 2900 Metern in Ecuador nur in Pichincha vor.
- Tillandsia superinsignis Matuda: Sie kommt in einer Höhenlage von etwa 1700 Meter nur im mexikanischen Bundesstaat México vor.
- Tillandsia supermexicana Matuda:
  - Tillandsia supermexicana var. pendula L.Hromadnik: Sie kommt nur im mexikanischen Bundesstaat Oaxaca vor.
  - Tillandsia supermexicana var. saxicola L.Hromadnik: Sie ist wohl nur vom Typusstandort im mexikanischen Bundesstaat Guerrero in einer Höhenlage von etwa 2000 Meter bekannt.
  - Tillandsia supermexicana Matuda var. supermexicana: Sie kommt nur im mexikanischen Bundesstaat Guerrero vor.

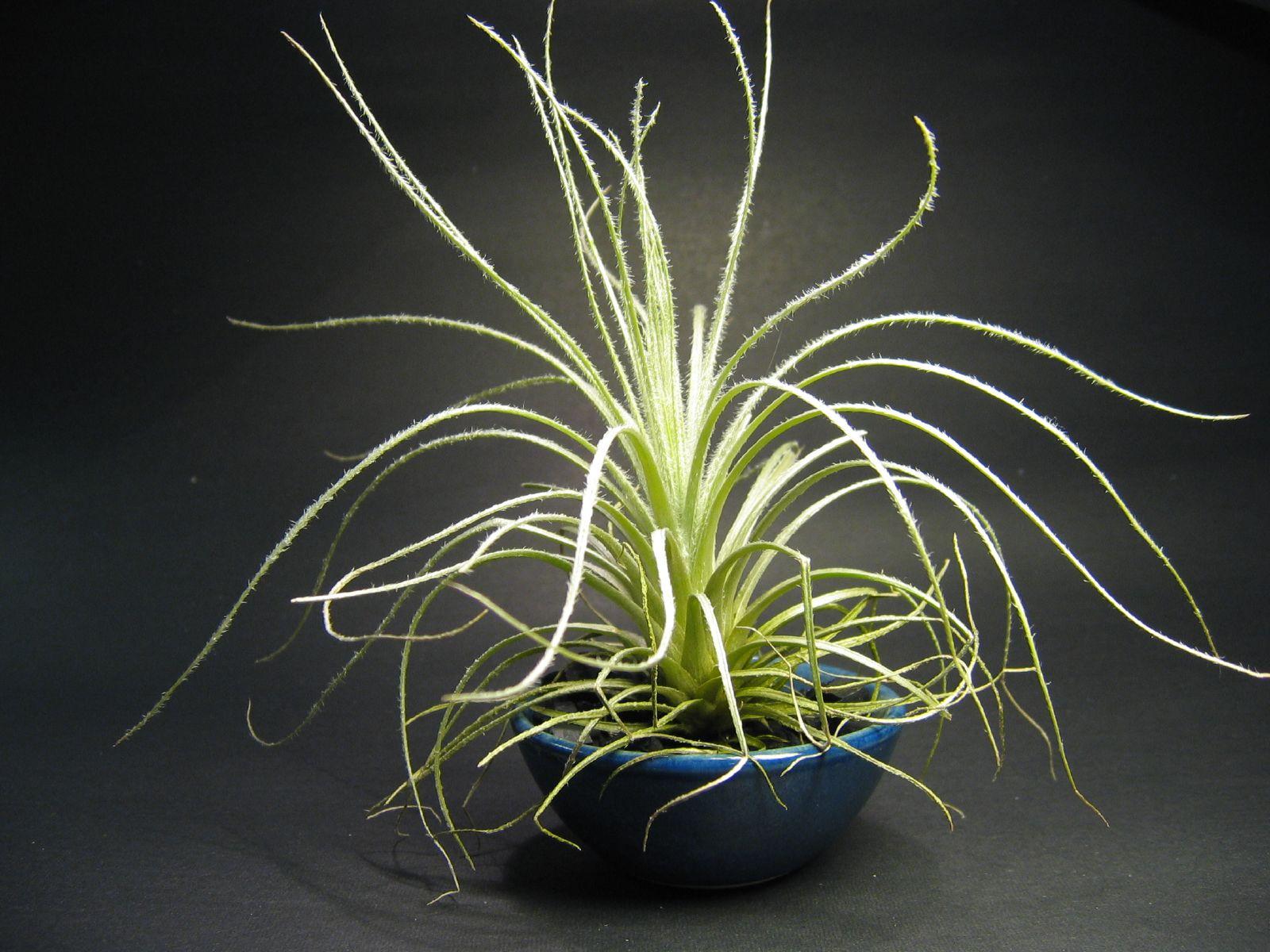
Habitus und Laubblätter mit Saugschuppen von Tillandsia tectorum

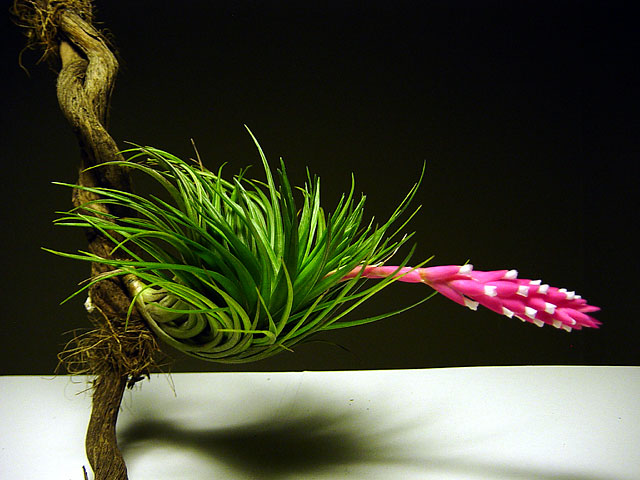
Habitus, Blütenstand und weiße Blüten von Tillandsia tenuifolia

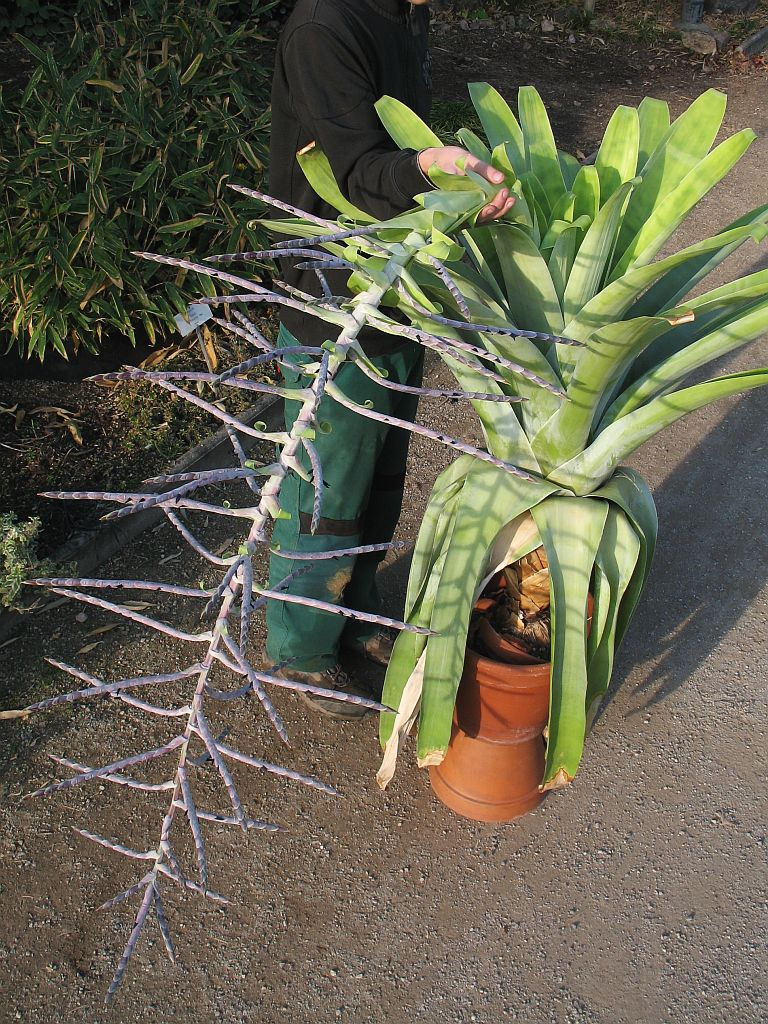
Habitus und Blütenstand von Tillandsia teres

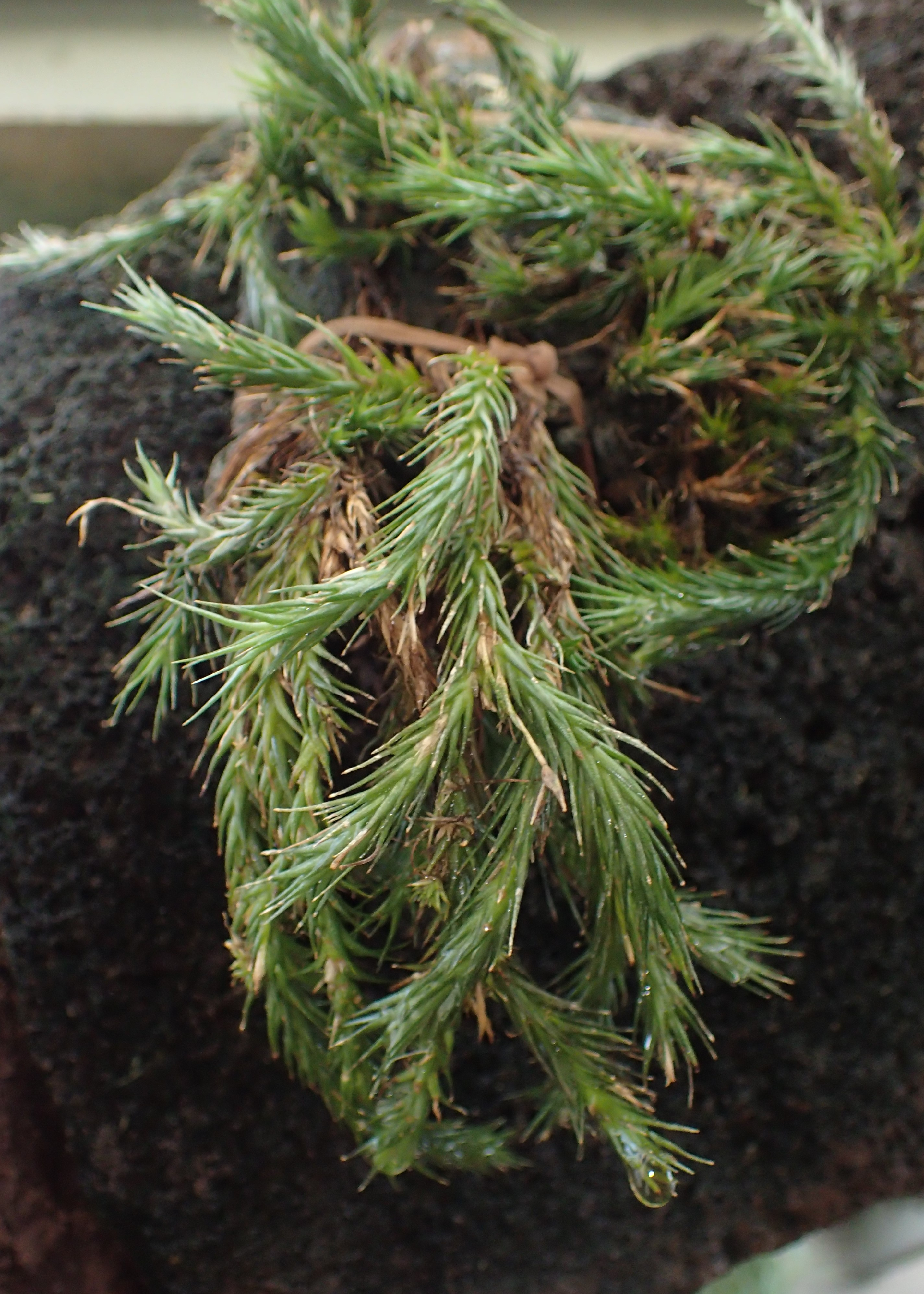
Habitus und Laubblätter von Tillandsia tricholepis

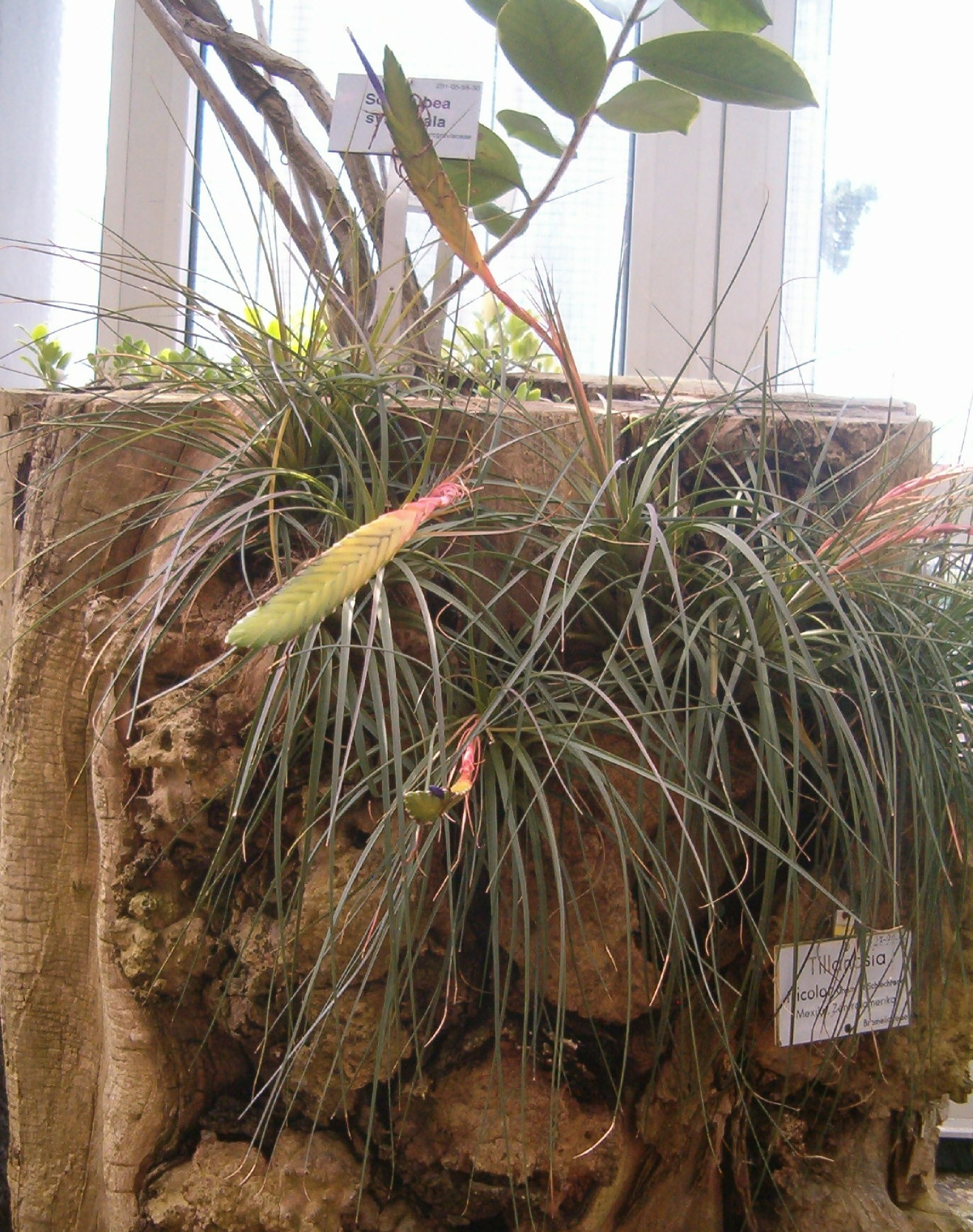
Habitus und Blütenstand von Tillandsia tricolor

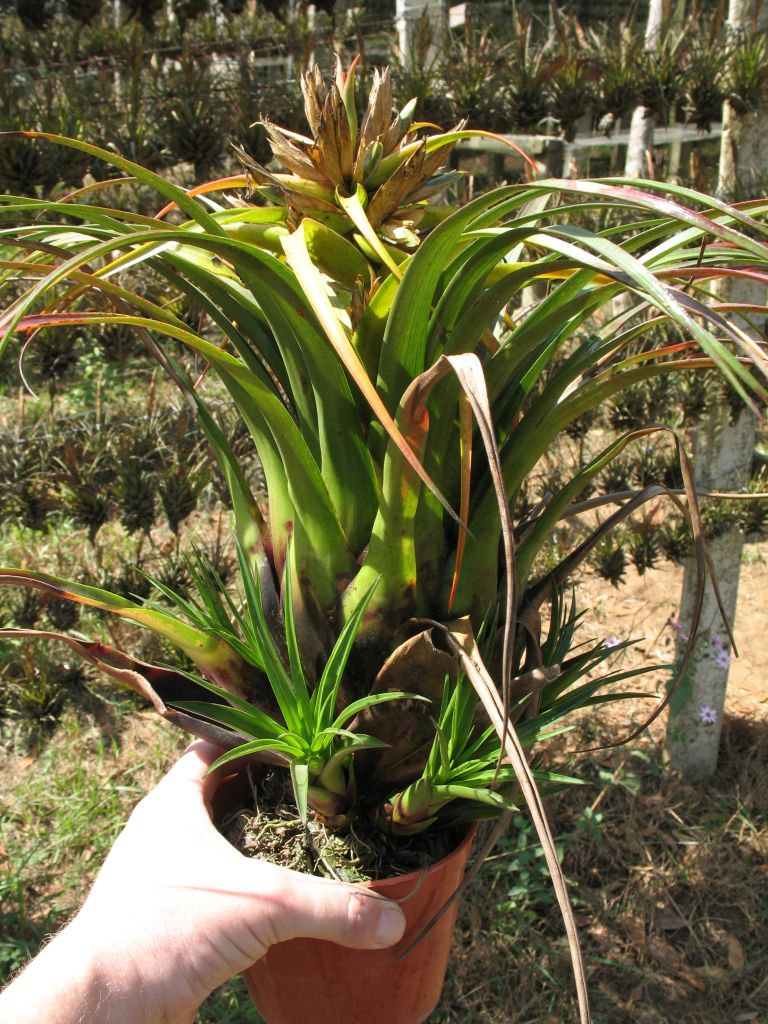
Habitus mit Kindel von Tillandsia trigalensis

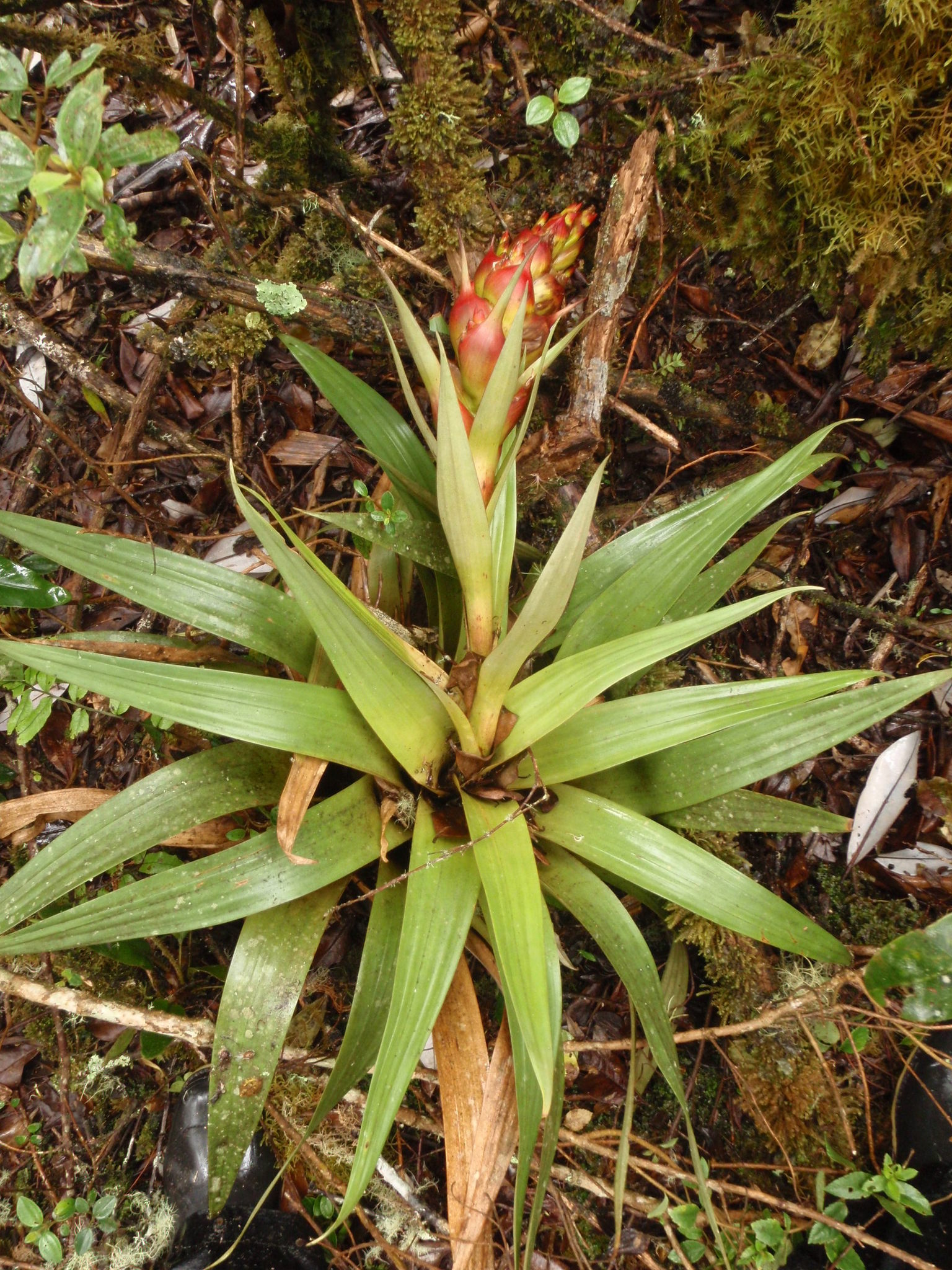
Habitus und Blütenstand von Tillandsia turneri

## T
- Tillandsia tafiensis (L.B.Sm.) Gouda (Syn.: Tillandsia friesii sensu A.Cast., Tillandsia xiphioides var. tafiensis L.B.Sm.): Den Rang einer Art hat sie seit 2015. Sie gedeiht epiphytisch in Höhenlagen von 2000 bis 3000 Metern in Argentinien.[1]
- Tillandsia takizawae Ehlers & H.Luther: Sie kommt nur im mexikanischen Bundesstaat Puebla vor.
- Tillandsia taxcoensis Ehlers: Sie kommt nur im mexikanischen Bundesstaat Morelos vor.
- Tillandsia tecpanensis Ehlers & Lautner: Die Erstbeschreibung erfolgte 2011 in Die Bromelie. Sie gedeiht epiphytisch in Höhenlagen von 1250 bis 2600 Metern. Sie kommt in Guatemala in den Departamentos San Marcos, Huehuetenango, Quetzaltenango, Chimaltenango, Totonicapá, Chimaltenango sowie Quiche vor.
- Tillandsia tectorum E.Morren:
  - Tillandsia tectorum var. globosa L.Hromadnik: Sie gedeiht an exponierten, steilen Felswänden in Höhenlagen zwischen 700 und 2100 Meter in Ecuador und Peru.
  - Tillandsia tectorum E.Morren var. tectorum: Sie gedeiht in Höhenlagen von 95 bis 250 Metern in Kolumbien sowie in Venezuela nur in Amazonas.
  - Tillandsia tectorum var. tectorum forma gigantea L.Hromadnik: Sie gedeiht auf Felsen in Höhenlagen von 1500 bis 2400 Metern nur im ecuadorianischen Ozuay.
  - Tillandsia tectorum var. viridula L.Hromadnik: Sie gedeiht epiphytisch in Höhenlagen von 1400 bis 2100 Metern nur im peruanischen Amazonas.
- Tillandsia tehuacana I.Ramírez & Carnevali: Sie kommt in Höhenlagen von 2000 bis 2220 Metern nur im mexikanischen Bundesstaat Puebla vor.
- Tillandsia teloloapanensis Ehlers & Lautner: Die Erstbeschreibung erfolgte 2009 in Die Bromelie. Sie gedeiht lithophytisch mit starken Wurzeln in steilen Felswänden in Höhenlagen von etwa 1500 Meter nur im mexikanischen Bundesstaat Guerrero.
- Tillandsia tenebra L.Hromadnik & W.Till (Tillandsia myosura var. saxicola Hieronymus ex Castellanos): Sie kommt nur im argentinischen La Rioja vor.
- Tillandsia tenuifolia L.:
  - Tillandsia tenuifolia var. disticha (L.B.Sm.) L.B.Sm. (Syn.: Tillandsia pulchella var. disticha L.B.Sm.): Sie gedeiht epiphytisch in Wäldern in Höhenlagen von 0 bis 1800 Metern nur im brasilianischen Bundesstaat São Paulo.
  - Tillandsia tenuifolia var. dungsiana E.Pereira: Sie kommt nur im brasilianischen Bundesstaat Rio de Janeiro vor.
  - Tillandsia tenuifolia var. glaucifolia Gouda: Sie wurde 2017 erstbeschrieben. Sie ist in Südamerika verbreitet.[1]
  - Tillandsia tenuifolia var. nigrifolia Gouda: Sie wurde 2017 erstbeschrieben. Sie kommt nur im brasilianischen Bundesstaat Piauí vor.[1]
  - Tillandsia tenuifolia var. saxicola (L.B.Sm.) L.B.Sm. (Syn.: Tillandsia pulchella var. saxicola L.B.Sm.): Sie gedeiht lithophytisch in Höhenlagen von etwa 100 Meter in den brasilianischen Bundesstaaten Guanabara sowie São Paulo.
  - Tillandsia tenuifolia L. var. tenuifolia (Syn.: Tillandsia pulchra Hook., Tillandsia pulchella Hook., Tillandsia subulata Vell., Tillandsia stricta var. caulescens Baker, Tillandsia astragaloides Mez, Tillandsia pseudostricta Chodat & Visch., Tillandsia tenuifolia var. surinamensis (Miq. ex Mez) L.B.Sm., Tillandsia pernambucensis E.Pereira, Tillandsia tenuifolia var. strobiliformis Ehlers): Sie gedeiht epiphytisch in Wäldern in Höhenlagen von 350 bis 2500 Metern. Sie ist in der Neotropis weitverbreitet.
  - Tillandsia tenuifolia var. vaginata (Wawra) L.B.Sm. (Syn.: Tillandsia amoena Lodd., Tillandsia triflora Vell., Tillandsia dianthoidea Schott ex Wawra, Tillandsia pityphylla Mart. ex Schult. f., Tillandsia pulchra var. vaginata Wawra, Tillandsia pulchella var. pityphylla (Mart. ex Schult. f.) Mez, Tillandsia pulchella var. vaginata Wawra, Tillandsia brachypodia (Morr.) Mez, Tillandsia cyanescens Mez, Tillandsia candida Leme): Sie gedeiht epiphytisch in Wäldern in Höhenlagen von 0 bis 900 Metern. Sie kommt auf Martinique, in Jamaika nur in St.-Andrew, in Brasilien und Paraguay vor.
- Tillandsia tequendamae (André) L.B.Sm. (Syn.: Vriesea tequendamae (André) L.B.Sm): Sie gedeiht in Wäldern in Höhenlagen von 1200 bis 3100 Metern in Kolumbien, Venezuela, Ecuador und Peru.
- Tillandsia tequilana Hern.-Cárdenas, Flores-Arg., Espejo & López-Ferr.: Die Erstbeschreibung erfolgte 2024. Sie gedeiht lithophytisch an senkrechten Felswänden der Berge des pazifischen Tiefland in Höhenlagen von 1060 bis 1120 Metern nur im mexikanischen Bundesstaat Jalisco.[13]
- Tillandsia teres L.B.Sm.: Sie gedeiht lithophytisch in Höhenlagen von 750 bis 800 Metern nur im peruanischen Cajamarca.
- Tillandsia thiekenii Ehlers: Sie kommt nur im brasilianischen Bundesstaat Rio de Janeiro vor.
- Tillandsia thyrsigera E.Morren ex Baker: Sie kommt in Höhenlagen von 1700 bis 2300 Metern nur im mexikanischen Bundesstaat México vor.
- Tillandsia tillandsioides (L.B.Smith) J.R.Grant (Syn.: Vriesea tillandsioides L.B.Sm.): Sie gedeiht in Höhenlagen zwischen 95 und 250 Meter in Kolumbien sowie in Venezuela nur in Amazonas.
- Tillandsia tillii Ehlers: Sie kommt nur im mexikanischen Bundesstaat Jalisco vor.
- Tillandsia tomekii L.Hromadnik: Sie gedeiht in senkrechten Felswänden in Höhenlagen von etwa 2400 Meter nur im peruanischen Ancash.
- Tillandsia tonalaensis Ehlers: Sie kommt in Höhenlagen von 1550 bis 1750 Metern nur im mexikanischen Bundesstaat Oaxaca vor.
- Tillandsia toropiensis Rauh: Sie kommt nur im brasilianischen Bundesstaat Rio Grande do Sul vor.
- Tillandsia tortilis Klotzsch ex Baker (Syn.: Tillandsia tortilis subsp. curvifolia Ehlers & Rauh): Sie gedeiht meist in großen Gruppen im Hochland in Höhenlagen von 1850 bis 2250 Metern. Sie kommt in den mexikanischen Bundesstaaten Aguascalientes, Durango, Hidalgo, Jalisco, Queretaro, San Luis Potosi sowie Zacatecas vor.
- Tillandsia tovarensis Mez (Tillandsia spiculosa Griseb., Tillandsia arnoldiana Harms): Sie gedeiht epiphytisch in Wolken- und Nebelwäldern in Höhenlagen von 1500 bis 3100 Metern. Sie kommt in Kolumbien nur in Antioquia, in Venezuela in Sucre, Monagas sowie Distrito Federal, in Ecuador nur in Loja, in Peru in Lambayeque, Cajamarca, Amazonas, Junin sowie Apurimac und in Bolivien nur in La Paz vor.
- Tillandsia tragophoba Dillon: Sie kommt nur im chilenischen Antofagasta vor.
- Tillandsia trauneri L.Hromadnik: Sie kommt nur im mexikanischen Bundesstaat Guerrero vor.
- Tillandsia trelawniensis Proctor: Dieser Endemit kommt im nordwestlichen Jamaika nur im Landkreis Trelawny vor.
- Tillandsia tricholepis Baker (Syn.: Tillandsia bryoides Griseb. ex Baker, Tillandsia tricholepis var. argentea Hassl.): Sie kommt in Höhenlagen von 0 bis 2500 Metern in Bolivien, Brasilien, Paraguay sowie Argentinien vor.
- Tillandsia tricolor Schltdl. & Chamisso:
  - Tillandsia tricolor Schltdl. & Chamisso var. tricolor (Syn.: Tillandsia complanata sensu E.Morren, Tillandsia acroleuca Mez & Purpus): Sie gedeiht epiphytisch in Höhenlagen von 750 bis 2300 Metern. Sie kommt in Mexiko (Vera Cruz), Guatemala (Departamentos San Marcos, Quetzaltenango, Suchitepéquez) sowie Costa Rica (Cartago) vor.
  - Tillandsia tricolor var. picta (L.B.Sm.) L.B.Sm.: Sie gedeiht epiphytisch in Wäldern in Höhenlagen von 1200 bis 1400 Metern. Sie kommt in Guatemala (Departamento Zacapa), Honduras (Comayagua, Paraiso), Nicaragua (Jinotega) sowie Costa Rica (Puntarenas) vor.
- Tillandsia trigalensis Ehlers: Sie kommt in Guatemala nur im Departamento Quiche vor.
- Tillandsia truxillana L.B.Sm.: Sie kommt im peruanischen Libertad in Höhenlagen von etwa 3000 Meter vor.
- Tillandsia turneri Baker:
  - Tillandsia turneri var. orientalis L.B.Sm. (Syn.: Tillandsia rhodocincta Baker, Tillandsia multifolia Mez): Sie gedeiht epiphytisch in Höhenlagen von 1320 bis 2300 Metern. Sie kommt in Venezuela (Bolivar, Amazonas) sowie Brasilien (Rio Branco, Amazonas) vor.
  - Tillandsia turneri var. patens L.B.Sm.: Sie kommt in Höhenlagen von etwa 3000 Meter in Venezuela nur in Tachira vor.
  - Tillandsia turneri Baker var. turneri (Syn.: Tillandsia archeri L.B.Sm.): Sie gedeiht epiphytisch in Wäldern in Höhenlagen zwischen 2700 und 3650 Meter. Sie kommt in Kolumbien (Norte de Santander, Santander, Boyaca, Cundinamarca) sowie Venezuela (Tachira) vor.
- Tillandsia turquinensis Willinger & Michlek: Dieser Endemit kommt in Kuba nur in der Provinz Santiago de Cuba vor.

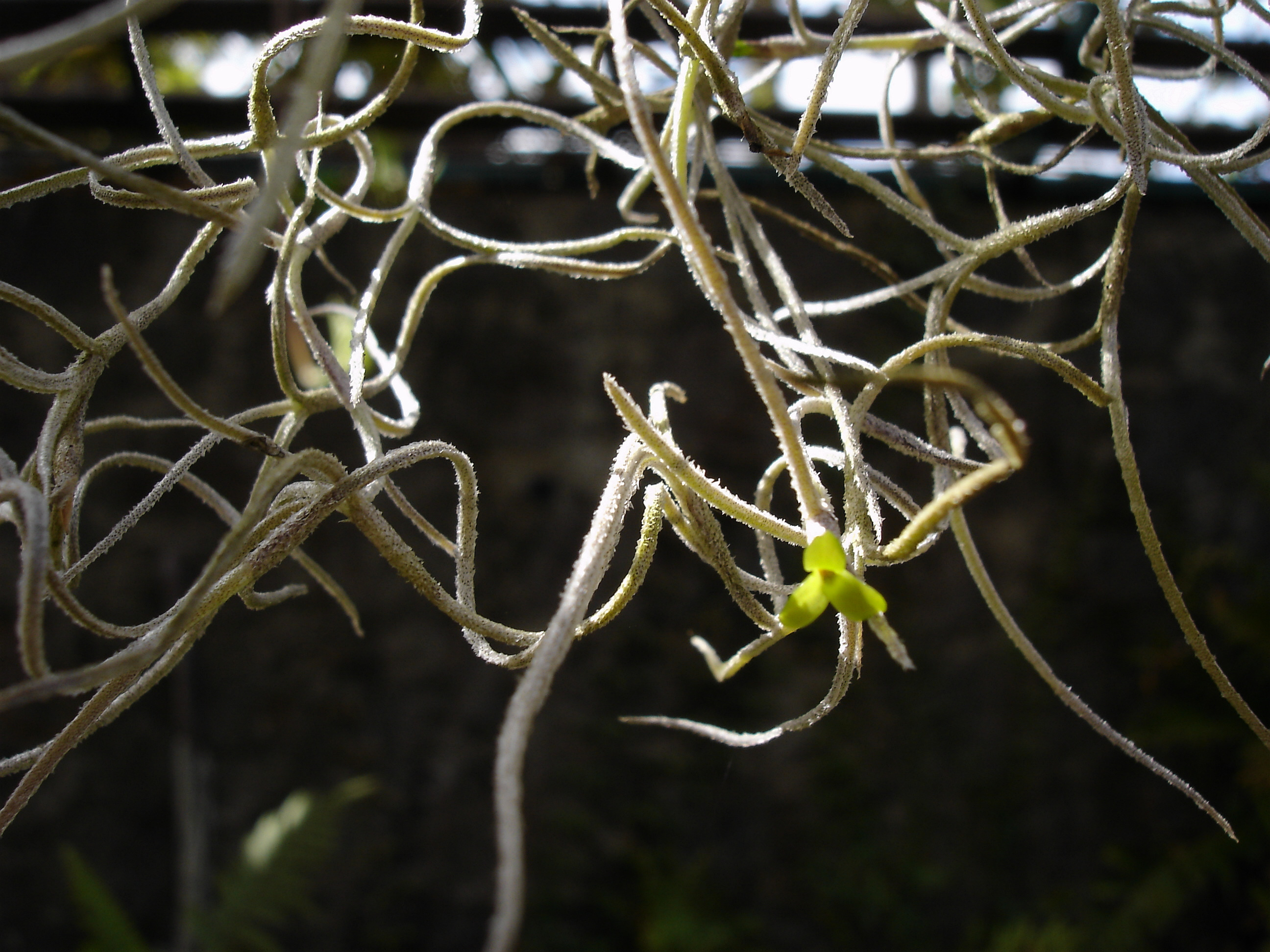
Tillandsia usneoides mit ihrer einzelnen Blüte

## U
- Tillandsia uiraretama Sabino & Leodegario: Die Erstbeschreibung erfolgte 2024. Dieser Endemit gedeiht lithophytisch an teileweise senkrechten Felswänden in Höhelagen von 8 bis 210 Metern der brasilianischen Insel Alcatrazes, die zum brasilianischen Bundesstaat São Paulo gehört.[14]
- Tillandsia ulrici Ehlers: Sie kommt nur im mexikanischen Bundesstaat Oaxaca vor.
- Tillandsia ultima L.B.Sm.: Sie kommt nur in Höhenlagen von etwa 3000 Meter im kolumbianischen Magdalena vor.
- Tillandsia umbellata André: Sie kommt in Höhenlagen von 2200 bis 2400 Metern in Ecuador nur in Loja vor.
- Tillandsia uruguayensis Rossado: Die Erstbeschreibung erfolgte 2017. Sie gedeiht lithophytisch an steilen Felswänden  Sie gedeiht lithophytisch an steilen Felswänden  Sie gedeiht lithophytisch an steilen Felswänden, selten epiphytisch, in voller Sonne in Höhenlagen von 150 bis 300 Metern in Uruguy in Rivera sowie Tacuarembó.[1] nur im mexikanischen Bundesstaat Chiapas.[1]
- Tillandsia usneoides (L.) L. (alle beschriebenen Formen und Varietäten sind Synonyme von Tillandsia usneoides L.): Sie ist von den südlichen USA über Zentralamerika und die karibischen Inseln bis Chile weitverbreitet. Es gibt die Trivialnamen Louisianamoos und Spanisches Moos.
- Tillandsia utriculata L.:[15]
  - Tillandsia utriculata L. subsp. utriculata:
  - Tillandsia utriculata L. subsp. utriculata forma utriculata (Tillandsia wilsoniiS.Watson): Sie kommt in Höhenlagen von 0 bis 1200 Metern in den südlichen US-Bundesstaaten Georgia sowie Florida, auf karibischen Inseln, im nördlichen Zentralamerika sowie in Venezuela vor.[1]

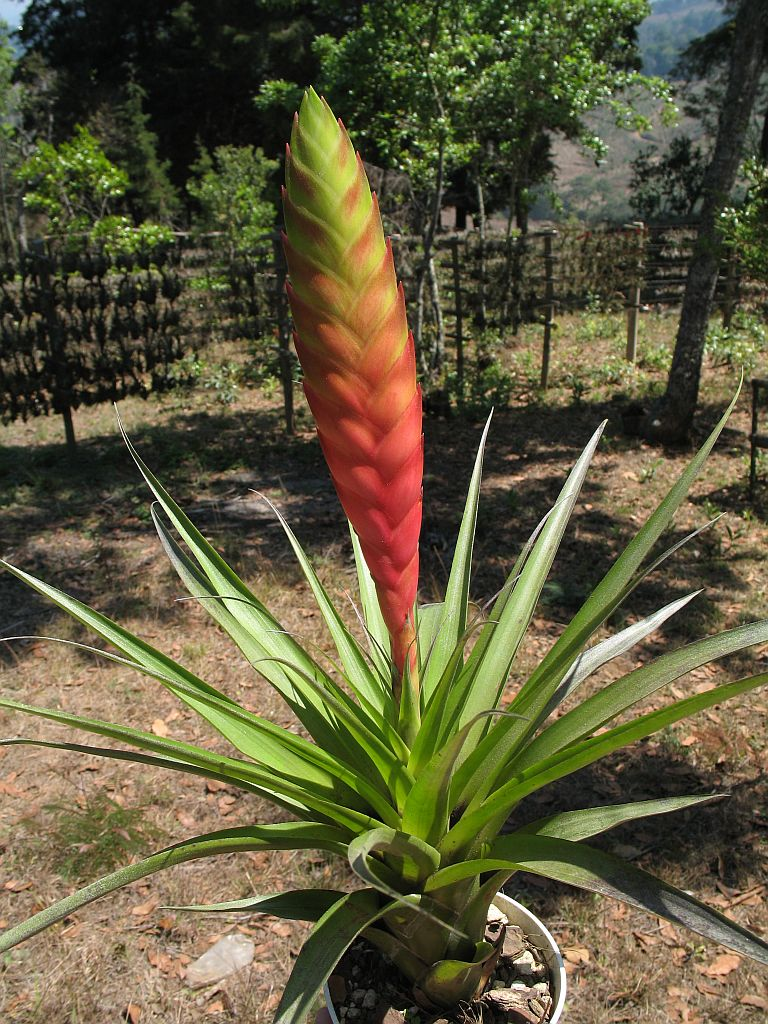
Habitus und Blütenstand von Tillandsia verapazana

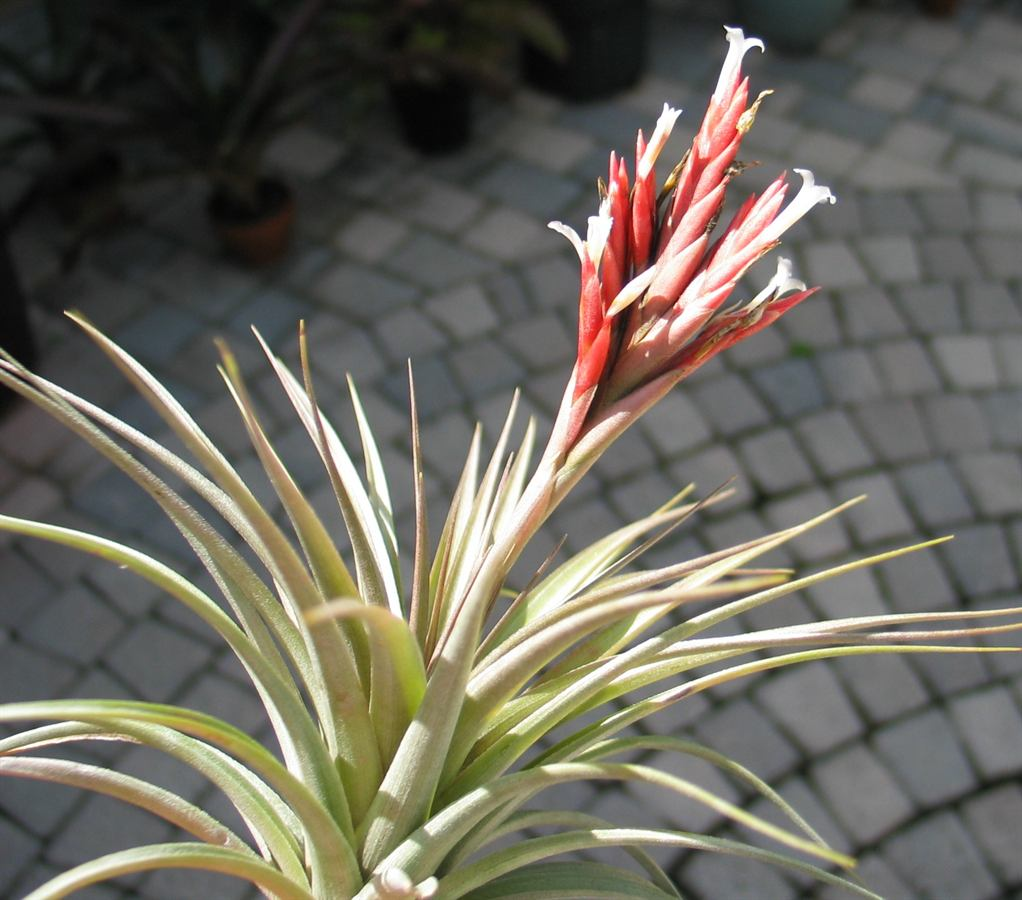
Habitus, Blütenstand und weiße Blüten von Tillandsia vernicosa

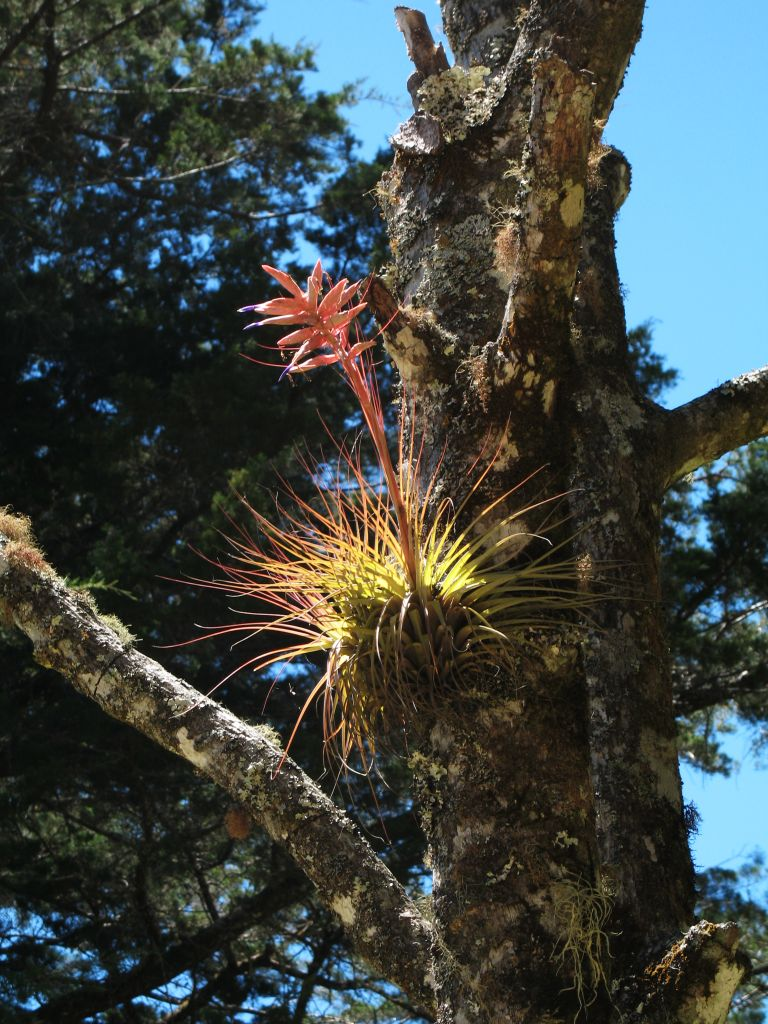
Habitus, Blütenstand und blaue Blüten von Tillandsia vicentina im Habitat

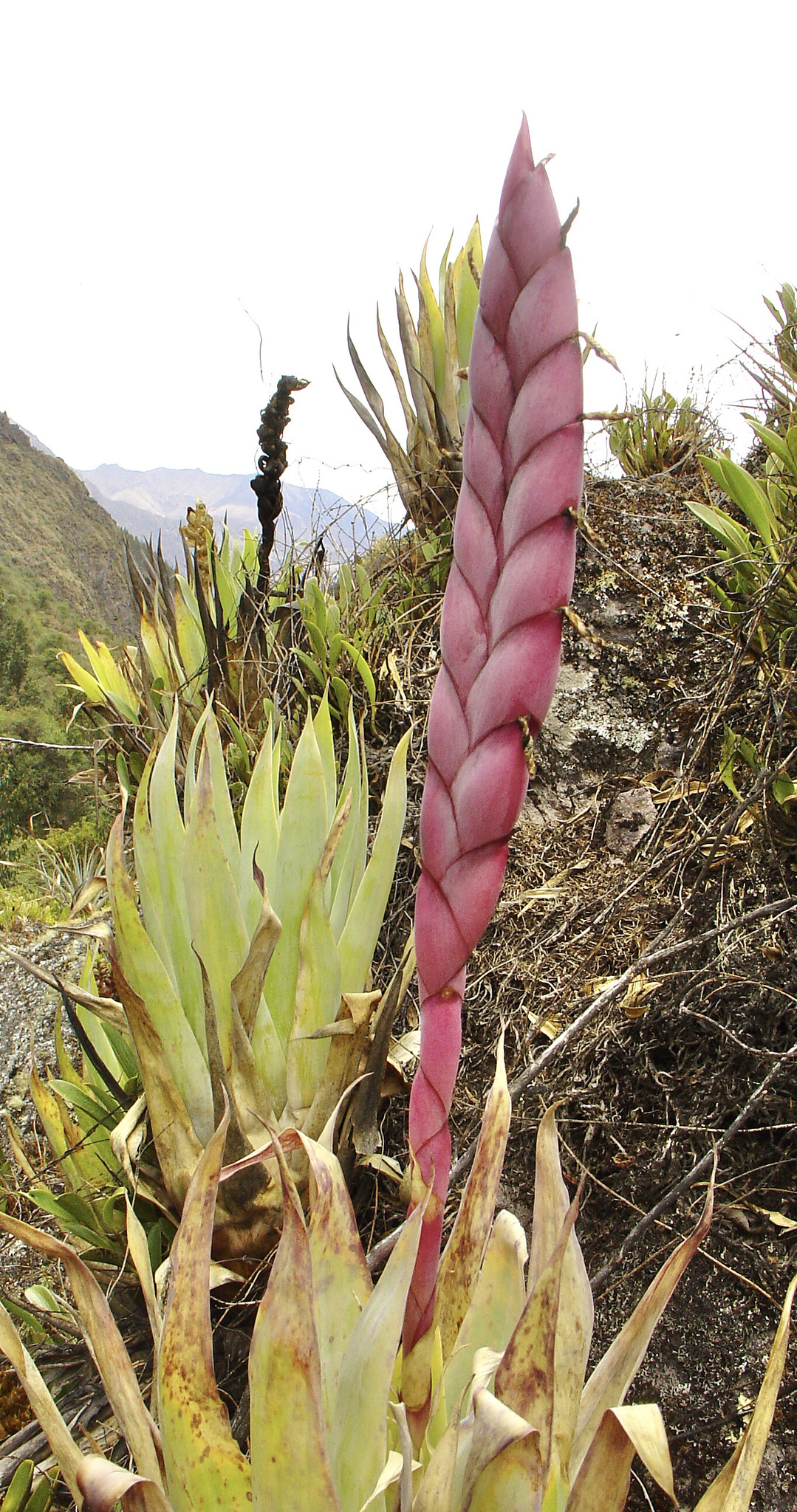
Habitus, Laubblätter und Blütenstand von Tillandsia walteri im Habitat

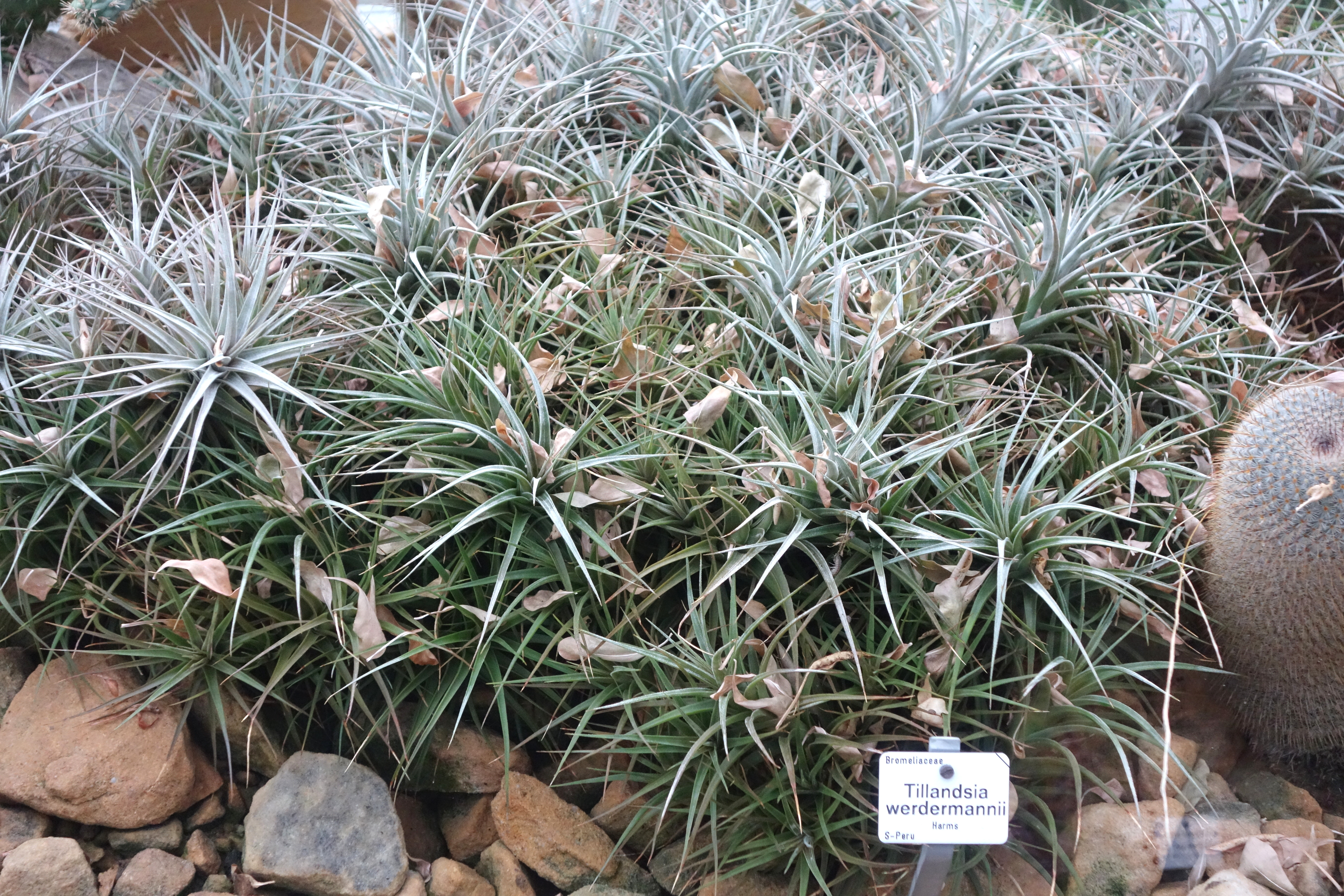
Habitus von Tillandsia werdermannii

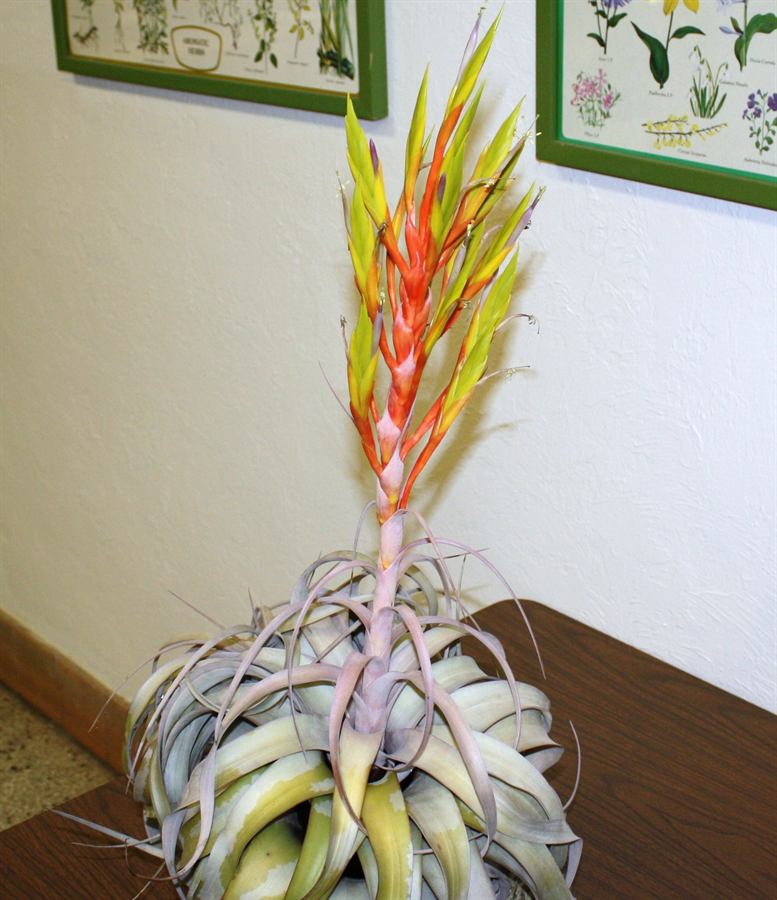
Habitus und Blütenstand von Tillandsia xerographica

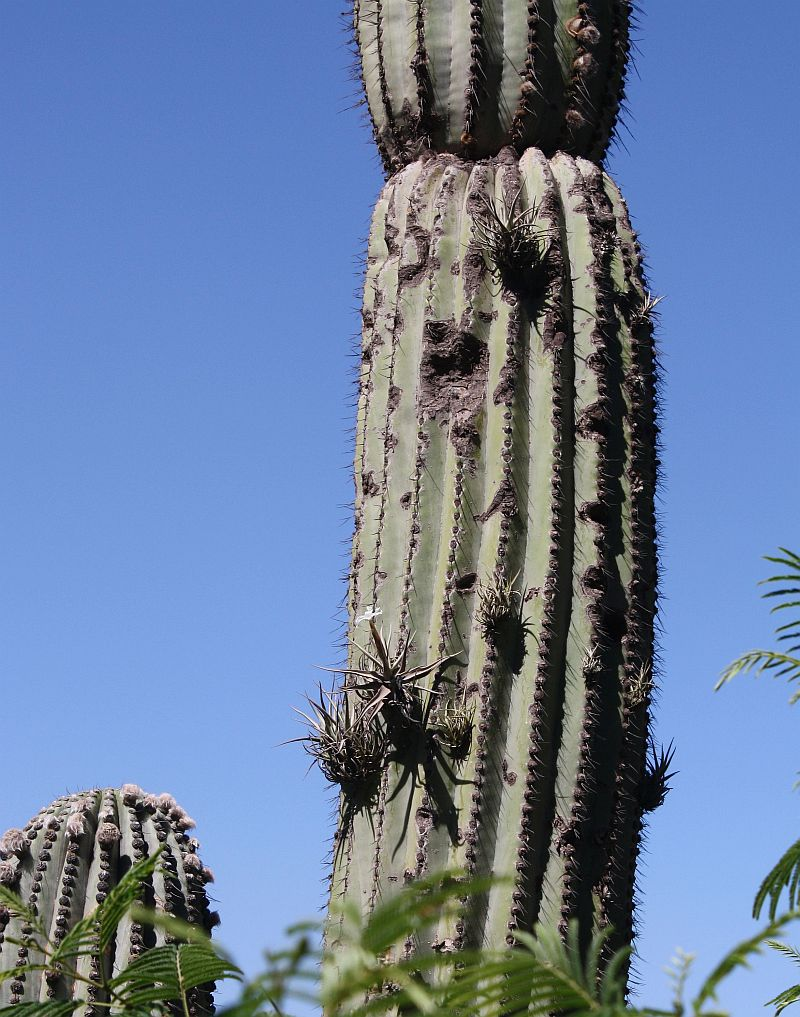
Habitus und Blütenstand von Tillandsia xiphioides im Habitat epiphytisch auf Säulenkaktus

## V
- Tillandsia ×van-den-bergii Ehlers & Hase: Die Erstbeschreibung dieser Naturhybride ausTillandsia variabilis Schltdl. × Tillandsia incurva Griseb. erfolgte 2004 in Die Bromelie. Sie kommt nur in Höhenlagen von etwa 1100 Meter in Costa Rica nur in San Jose vor.[1]
- Tillandsia variabilis Schltdl. (Syn.: Tillandsia valenzuelana R.Richard, Tillandsia laxa Griseb.): Sie gedeiht epiphytisch in Höhenlagen von 0 bis 2200 Metern. Sie ist vom südlichen Florida über die Großen Antillen und vom südlichen México bis Venezuela sowie Bolivien weitverbreitet.
- Tillandsia veleziana Manzan. & W.Till: Die Erstbeschreibung erfolgte 2022 in Die Bromelie. Sie gedeiht in Höhenlagen von etwa 2900 Meter nur im ecuadorianischen Cañar.[1]
- Tillandsia velickiana L.B.Sm. (Syn.: Tillandsia feldhoffii Ehlers): Sie kommt in Guatemala vor.
- Tillandsia velutina Ehlers: Sie kommt nur im mexikanischen Bundesstaat Chiapas vor.
- Tillandsia ventanaensis Ehlers & Koide: Sie kommt nur im mexikanischen Bundesstaat Durango vor.
- Tillandsia verapazana Ehlers: Sie kommt in Guatemala nur in Baja Verapaz vor.
- Tillandsia vernicosa Baker (Syn.: Tillandsia drepanophylla Baker, Tillandsia polyphylla Baker): Sie gedeiht in Trockenwäldern in Höhenlagen von 55 bis 2550 Metern. Sie kommt in bolivianischen Santa Cruz, in Paraguay in Boqueron sowie Cordillera und in Argentinien in Jujuy, Formosa, Chaco sowie Corrientes vor.
- Tillandsia vicentina Standl.:
  - Tillandsia vicentina Standley var. vicentina: Sie gedeiht epiphytisch in Wäldern in Höhenlagen von 1400 bis 2700 Metern. Sie kommt vom mexikanischen Bundesstaat Oaxaca sowie Chiapas über Guatemala in Departamentos Quiche, Baja Verapaz, San Marcos, Quetzaltenango, Zacapa, Jalapa, Guatemala, Sacatepéquez, Suchitepéquez sowie Chimaltenango, Honduras nur in Morazan bis El Salvador Santa Ana sowie Sonsonate und Nicaragua nur in Matagalpa vor.
  - Tillandsia vicentina var. glabra L.B.Sm. (Syn.: Tillandsia vicentina var. wuelfinghoffii E.Gross.): Sie kommt nur im mexikanischen Bundesstaat Chiapas vor.
- Tillandsia violacea Baker (Syn.: Tillandsia foliosa sensu Baker): Sie gedeiht in Höhenlagen von 1350 bis 3100 Metern in den mexikanischen Bundesstaaten Hidalgo, Vera Cruz, Puebla, Morelos, México, Guerrero, Oaxaca sowie Chiapas.
- Tillandsia violaceiflora L.Hromadnik: Die Erstbeschreibung erfolgte 2012 in Die Bromelie. Sie gedeiht in Höhenlagen von etwa 1500 Meter im argentinischen Salta.
- Tillandsia violascens Mez: Sie gedeiht epiphytisch in Wolken- und Nebelwäldern in Höhenlagen von 2700 bis 3500 Metern im peruanischen Huancavelica und in Bolivien in La Paz, Cochabamba sowie Santa Cruz.
- Tillandsia virescens Ruiz & Pavón (Syn.: Tillandsia capillaris forma cordobensis (Hieron.) L.B.Sm., Tillandsia capillaris forma virescens (Ruiz & Pav.) L.B.Sm., Tillandsia propinqua Gay, Tillandsia recurvata sensu Griseb., Tillandsia cordobensis Hieron., Tillandsia stolpi Phil., Tillandsia dependens Hieron. ex Mez, Tillandsia williamsii Rusby, Tillandsia virescens var. sanzini (Hicken) Castellanos, Tillandsia tomasii J.J.Halda): Sie kommt an ariden Standorten in Höhenlagen von 500 bis 4000 Metern in Peru, Bolivien, Chile und Argentinien vor.
- Tillandsia vriesioides Matuda: Sie kommt nur im mexikanischen Bundesstaat Chiapas vor.

## W
- Tillandsia walteri Mez:
  - Tillandsia walteri Mez var. walteri: Sie kommt in Höhenlagen von 2450 bis 4050 Metern in Ecuador nur in Azuay, in Peru (Cajamarca, Amazonas, Huancavelica) sowie in Bolivien nur in Cochabamba vor.
  - Tillandsia walteri var. herrerae (Harms) Rauh (Syn.: Tillandsia herrerae Harms): Sie gedeiht epiphytisch in Ecuador und Peru.
- Tillandsia walter-richteri W.Weber: Sie kommt in Bolivien nur in Tarija vor.
- Tillandsia walter-tillii J.R.Grant: Die Erstbeschreibung erfolgte 2005. Dieser Endemit gedeiht nur in einem dichten, feuchten subtropischen Wald in einer Höhenlage von etwa 1800 Metern nur im ecuadorianischen Sucumbios.[1]
- Tillandsia wangerinii Mez: Sie gedeiht epiphytisch in Höhenlagen von 2700 bis 3000 Metern nur im peruanischen Ancash.[1]
- Tillandsia weberi L.Hromadnik & P.Schneider: Sie kommt nur im mexikanischen Bundesstaat Jalisco vor.
- Tillandsia welzii Ehlers: Sie kommt in Guatemala nur in Quiche vor.
- Tillandsia werdermannii Harms: Sie kommt nur im peruanischen Tacna vor.
- Tillandsia werneriana J.R.Grant (Syn.: Vriesea rauhii L.B.Sm.): Sie kommt nur in Höhenlagen von etwa 700 Meter im peruanischen Cajamarca vor.
- Tillandsia werner-rauhiana P.Koide-Hyatt & H.Takizawa: Die Erstbeschreibung erfolgte 2014. Sie kommt nur im mexikanischen Bundesstaat Jalisco vor.[1]
- Tillandsia ×wilinskii Gouda = Tillandsia flexuosa Swartz × Tillandsia funckiana Baker: Sie kommt in Venezuela vor.
- Tillandsia winkleri T.Strehl (Syn.: Tillandsia rohdenardini T.Strehl): Sie gedeiht an Sandsteinwänden nur im brasilianischen Bundesstaat Rio Grande do Sul.
- Tillandsia ×wisdomiana Isley: Diese Naturhybride aus Tillandsia paucifolia × Tillandsia xerographica kommt in Guatemala nur in El Rancho vor.
- Tillandsia witeckii H.Büneker, R.Pontes & K.Soares: Sie gedeiht in einer Schichtstufe des Flusses Camaqua im brasilianischen Rio Grande do Sul.[1]
- Tillandsia wuelfinghoffii Ehlers: Sie kommt nur im mexikanischen Bundesstaat Oaxaca vor.
- Tillandsia wurdackii L.B.Sm.: Sie gedeiht epiphytisch in Höhenlagen von 2900 bis 3150 Metern nur im peruanischen Amazonas.

## X
- Tillandsia xerographica Rohweder (Syn.: Tillandsia kruseana Matuda, Tillandsia tomasellii De Luca, Sabato & Balduzzi): Sie gedeiht meist epiphytisch oder selten terrestrisch in Höhenlagen von 200 bis 600 Metern im mexikanischen Bundesstaat Oaxaca, in Guatemala (Progreso, Zacapa) sowie in El Salvador (Sonsonate, Libertad).[1]
- Tillandsia xiphioides Ker-Gawler: Es gibt etwa drei Varietäten:[1]
  - Tillandsia xiphioides var. lutea L.Hromadnik: Sie kommt nur im bolivianischen Chuquisaca vor.
  - Tillandsia xiphioides var. minor L.Hromadnik: Sie kommt nur im argentinischen San Luis vor.
  - Tillandsia xiphioides Ker-Gawler var. xiphioides (Syn.: Tillandsia xiphioides Ker-Gawler subsp. xiphioides, Tillandsia suaveolens Lem., Tillandsia macrocnemis Griseb., Tillandsia sericea hort. Ruch. ex E.Morr., Tillandsia unca Hicken):[1] Sie kommt an trockenen Standorten in Höhenlagen von 700 bis 2600 Metern im bolivianischen Cochabamba, brasilianischen Rio Grande do Sul, in Uruguay nur in San José, in Paraguay und im argentinischen Jujuy, Salta, Catamarca, Mendoza sowie Córdoba vor.

## Y
- Tillandsia yaconorensis J.R.Grant (Syn.: Vriesea koideae Rauh): Sie gedeiht auf Felsen im peruanischen Cajamarca.

- Tillandsia yagulensis (Ehlers) Ined. (Syn.: Tillandsia atroviridipetala var. yagulensis Ehlers, Viridantha yagulensis (Ehlers) Hern.-Cárdenas, Espejo & López-Ferr.): Sie gedeiht lithophytisch an Felsen in Höhenlagen von 1600 bis 1750 Metern nur im mexikanischen Bundesstaat Oaxaca.[13]
- Tillandsia yanacensis L.Hrom. & H.Hrom.: Die Erstbeschreibung erfolgte 2023 in Die Bromelie. Sie gedeiht lithophytisch an felsigen, steilen Nordhängen in Höhenlagen von 2800 bis 3000 Metern nur im peruanischen Ancash.[1]
- Tillandsia yerba-santae Ehlers: Sie kommt nur im mexikanischen Bundesstaat Oaxaca vor.
- Tillandsia yuncharaensis W.Till: Sie kommt nur im bolivianischen Tarija vor.
- Tillandsia yunckeri L.B.Sm.: Sie gedeiht epiphytisch in Wäldern in Höhenlagen von 900 bis 2200 Metern im mexikanischen Bundesstaat Oaxaca, in Guatemala (in den Departamentos San Marcos, Quetzaltenango, Suchitepéquez) in Honduras (Comayagua, Morazan) sowie in El Salvador (Santa Ana).
- Tillandsia yutaninoensis Ehlers & Lautner: Sie kommt nur in Höhenlagen von etwa 1850 Meter im mexikanischen Bundesstaat Oaxaca vor.

## Z
- Tillandsia zacapanensis Véliz & U.Feldhoff (Syn.: Tillandsia carrilloi Véliz & U.Feldhoff): Die Erstbeschreibung erfolgte 2010 in Die Bromelie. Sie gedeiht lithophytisch auf Kalkfelsen mit flachen lehmigen Bodensubstrat in Trockenwäldern in Höhenlagen von 600 bis 900 Metern in Guatemala nur in Zacapa vor.
- Tillandsia zacualpanensis Ehlers & Wülfinghoff: Die Erstbeschreibung erfolgte 2005 in Die Bromelie. Sie gedeiht auf Felsen in Höhenlagen von 1800 bis 1900 Metern nur im mexikanischen Bundesstaat México.
- Tillandsia zamudioi (Hern.-Cárdenas, Espejo & López-Ferr.) Ined. (Syn.: Viridantha zamudioi Hern.-Cárdenas, Espejo & López-Ferr.): Sie kommt nur in Höhenlagen von etwa 1210 Meter im mexikanischen Bundesstaat Querétaro vor.[1]
- Tillandsia zaragozaensis Ehlers: Die Erstbeschreibung erfolgte 2005 in Die Bromelie. Sie gedeiht lithophytisch in Höhenlagen von 1600 bis 1700 Metern nur im mexikanischen Bundesstaat Nuevo León.
- Tillandsia zaratensis W.Weber: Sie kommt nur im peruanischen Lima vor.
- Tillandsia zarumensis Gilmartin: Sie kommt nur in Höhenlagen von etwa 2600 Meter im ecuadorianischen Oro vor.
- Tillandsia zecheri W.Till:
  - Tillandsia zecheri forma brealitoensis Palací & G.K.Br.: Sie kommt nur im nordwestlichen Teil des argentinischen Salta vor.
  - Tillandsia zecheri var. cafayatensis Palací & G.K.Br. (Syn.: Tillandsia cafayatensis Palací, Tillandsia muhrii Rauh): Sie kommt nur im argentinischen Salta vor.
  - Tillandsia zecheri W.Till var. zecheri: Sie gedeiht lithophytisch in Höhenlagen von etwa 1900 nur im argentinischen Salta.
  - Tillandsia zecheri var. zecheri forma brealitoensis Palací & G.K.Br.: Sie kommt nur im argentinischen Salta vor.
- Tillandsia zoquensis Ehlers: Sie kommt nur in Höhenlagen von etwa 1000 Meter im mexikanischen Bundesstaat Chiapas vor.